# Hanvec
Hanvec [ɑ̃vɛk] est une commune française du département du Finistère, dans la région Bretagne.
C'est une commune étendue, la deuxième du Finistère en superficie. Ses habitants sont appelés Hanvécois. 
Historiquement, la paroisse se trouvait dans le nord de la Cornouaille. Hanvec fait aujourd'hui partie du parc naturel régional d'Armorique.

## Géographie

### Situation
La commune, de vaste superficie,  est située dans le centre-ouest du Finistère, entre la rade de Brest et les monts d'Arrée.
Le bourg se trouve à 32 km au sud-est de Brest, à 15 km au sud de Landerneau, à 47 km au nord de Quimper et à 20 km au nord de Châteaulin.

### Communes limitrophes

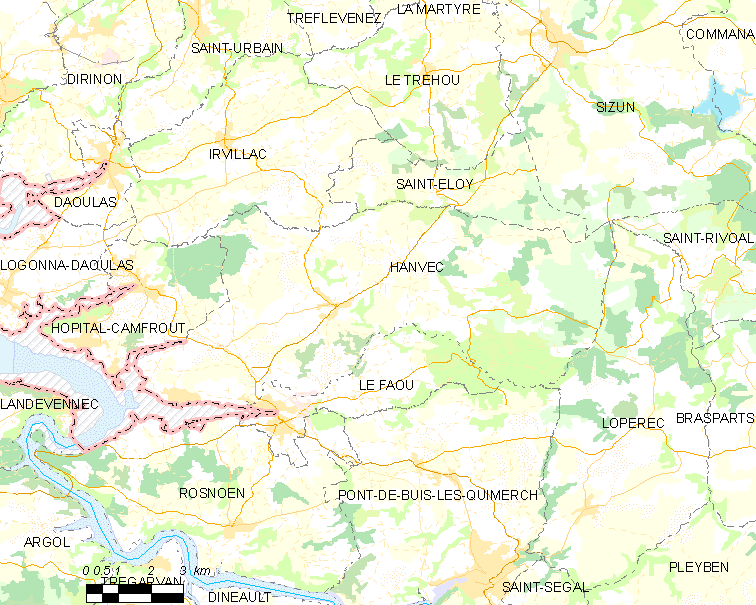
Carte de la commune d'Hanvec et communes limitrophes.

| Hôpital-Camfrout, (rade de Brest) | Irvillac | Saint-Éloy                                       |
| (rade de Brest), Landévennec      | Hanvec   | Saint-Rivoal, (forêt du Cranou), (monts d'Arrée) |
| (Aulne)                           | Le Faou  | Pont-de-Buis-lès-Quimerch                        |

### Relief
Les altitudes vont du niveau de la mer à l'ouest à plus de 300 m à l'est, à l'approche des monts d'Arrée. Le point culminant est le Roc'h Glujau (322 mètres) situé à 6 km de la mer dans le domaine de Menez Meur. On observe des différences thermiques de 2 à 3 °C entre le littoral et les hauteurs intérieures, où, de surcroît, la fertilité du sol est moindre. Le bourg, situé à deux kilomètres du littoral, a une altitude d'environ 100 mètres. 

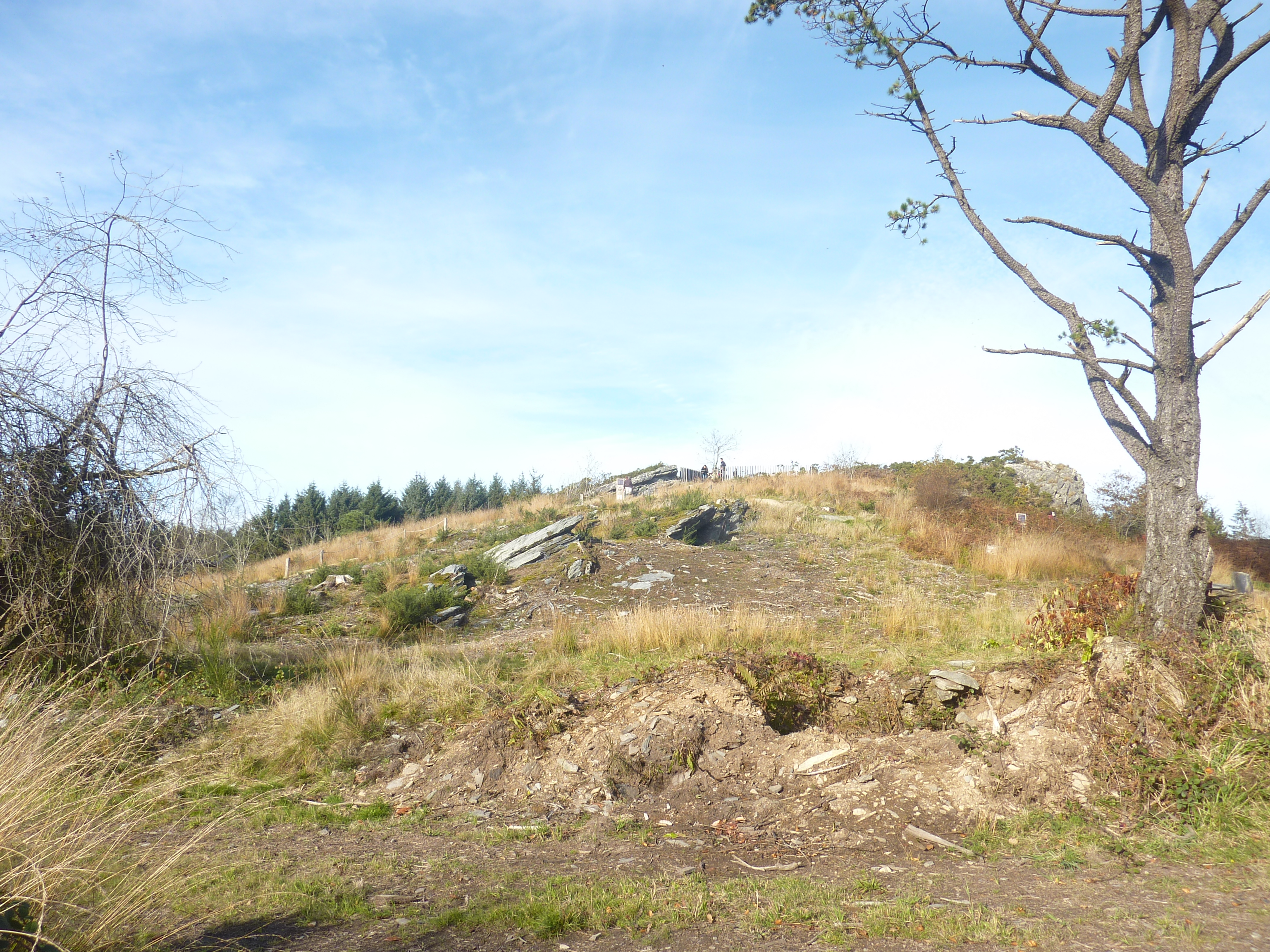
Domaine de Menez Meur ː le Roc'h Glugeau, plus haut sommet de la commune d'Hanvec (312 mètres d'altitude).

Le finage communal possède donc plusieurs types de milieux naturels : à l'est, la "montagne" est le domaine des landes, des éperons rocheux, des roc'h, de la forêt du Cranou et du domaine de Menez Meur ; au centre, où se concentre la vie agricole, alternent plateaux et vallées humides ; à l'ouest, la presqu'île de Lanvoy s'avance dans la Rade de Brest, entre deux rias, celle de Keroulé au nord et celle de la Rivière du Faou au sud. Mais son littoral, formé uniquement de grèves, est peu accessible, sauf à Lanvoy.

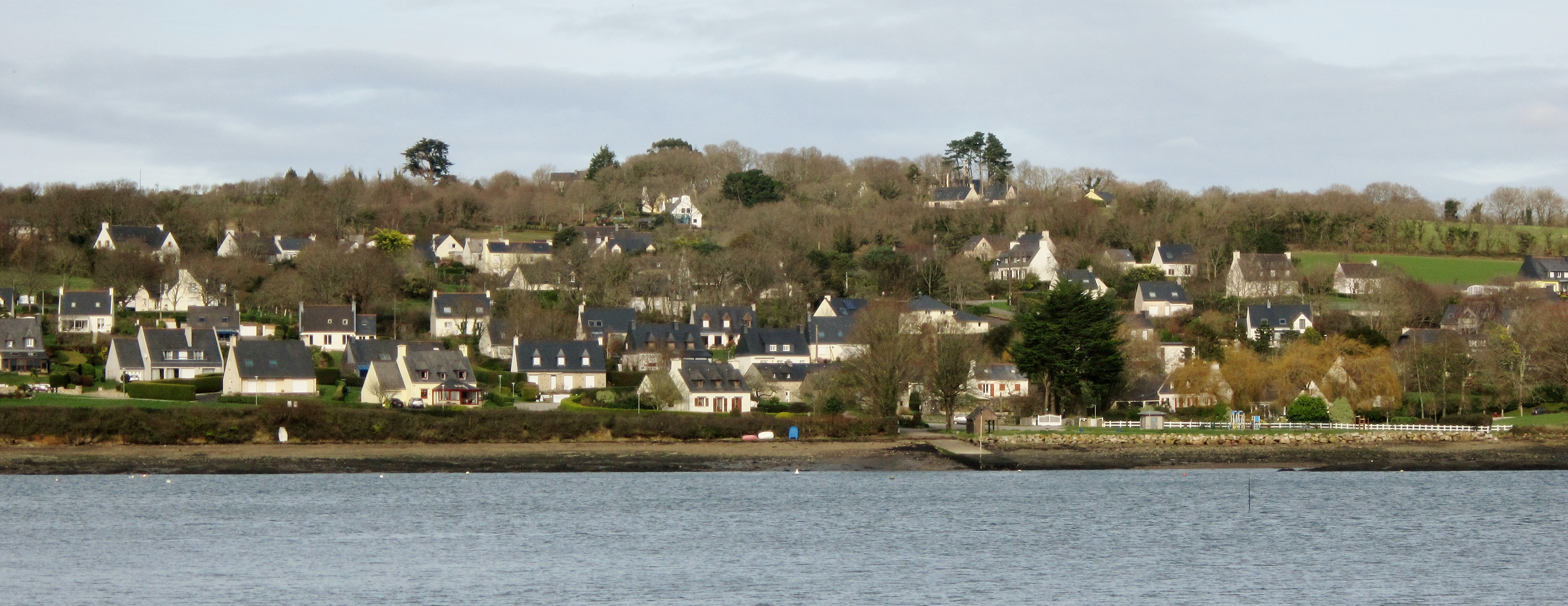
Lanvoy vu depuis la rive gauche de la rivière du Faou côté Rosnoën aux environs du Prioldy.

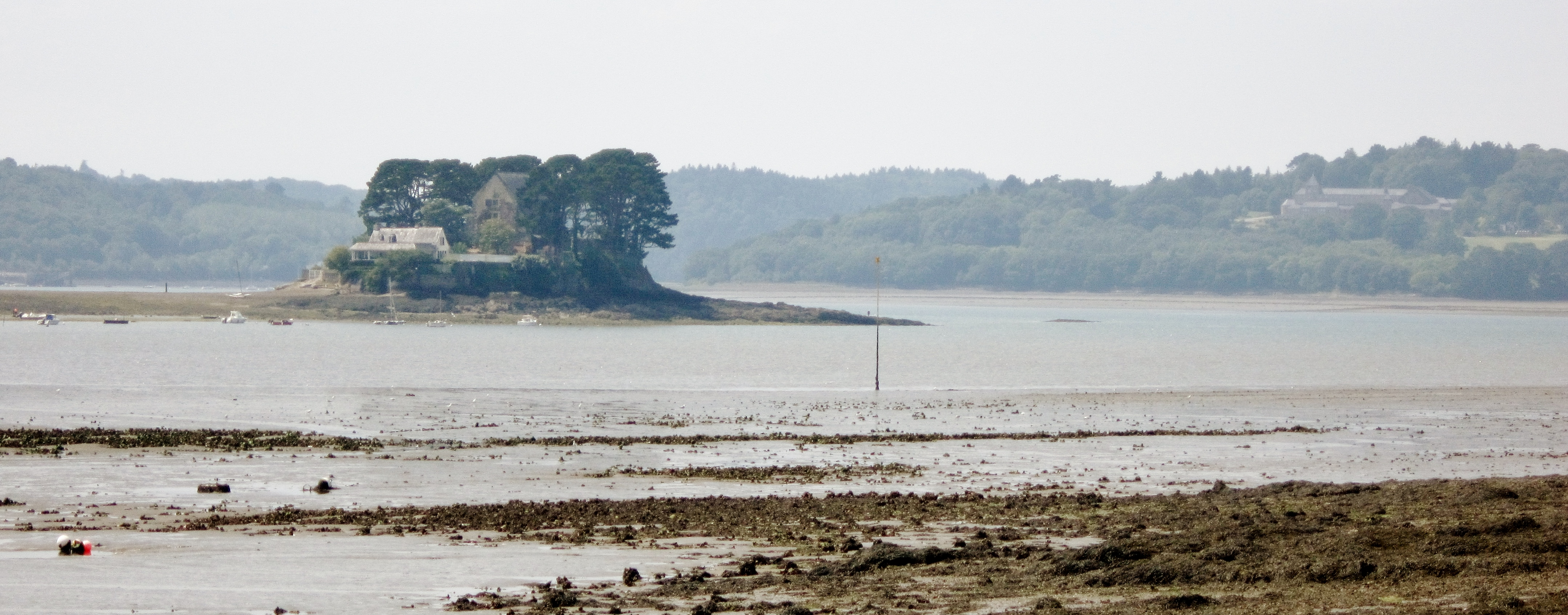
L'Île d'Arun (en Rosnoën) et la ria de la Rivière du Faou vues depuis les environs de Lanvoy (en Hanvec).
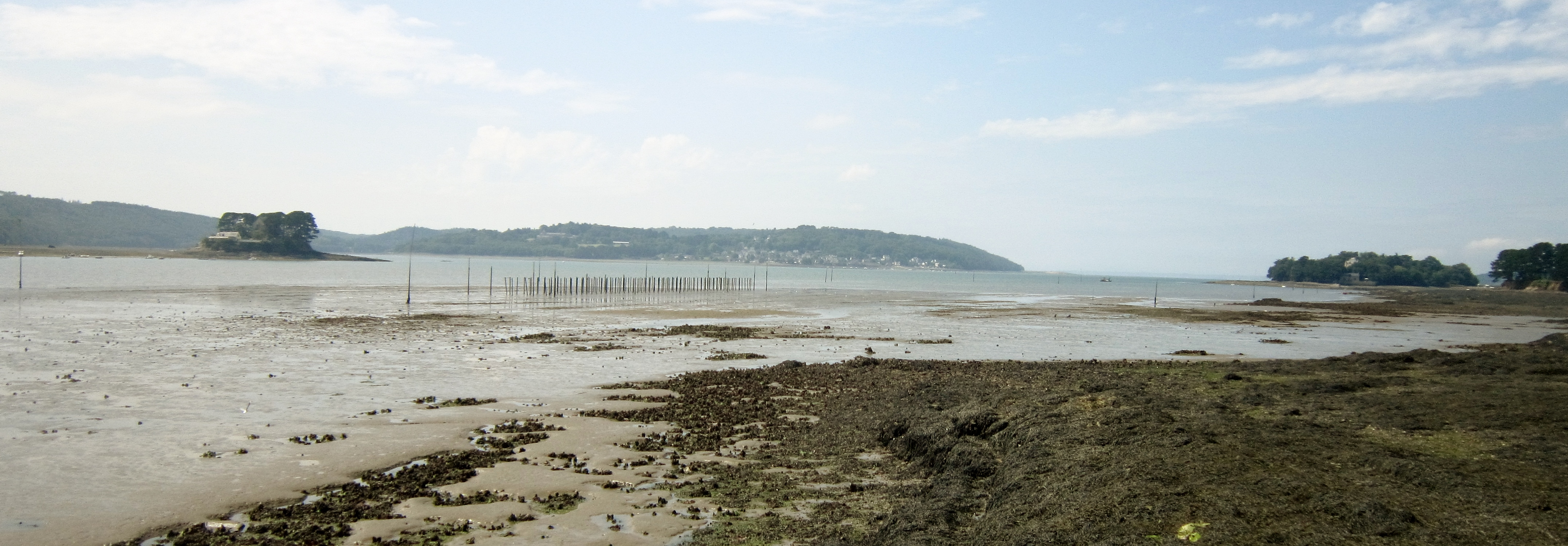
La ria de la Rivière du Faou vue vers l'aval depuis les environs de Lanvoy (en Hanvec) ; à gauche de la photographie l'île d'Arun (en Rosnoën) et à l'arrière-plan Landévennec.
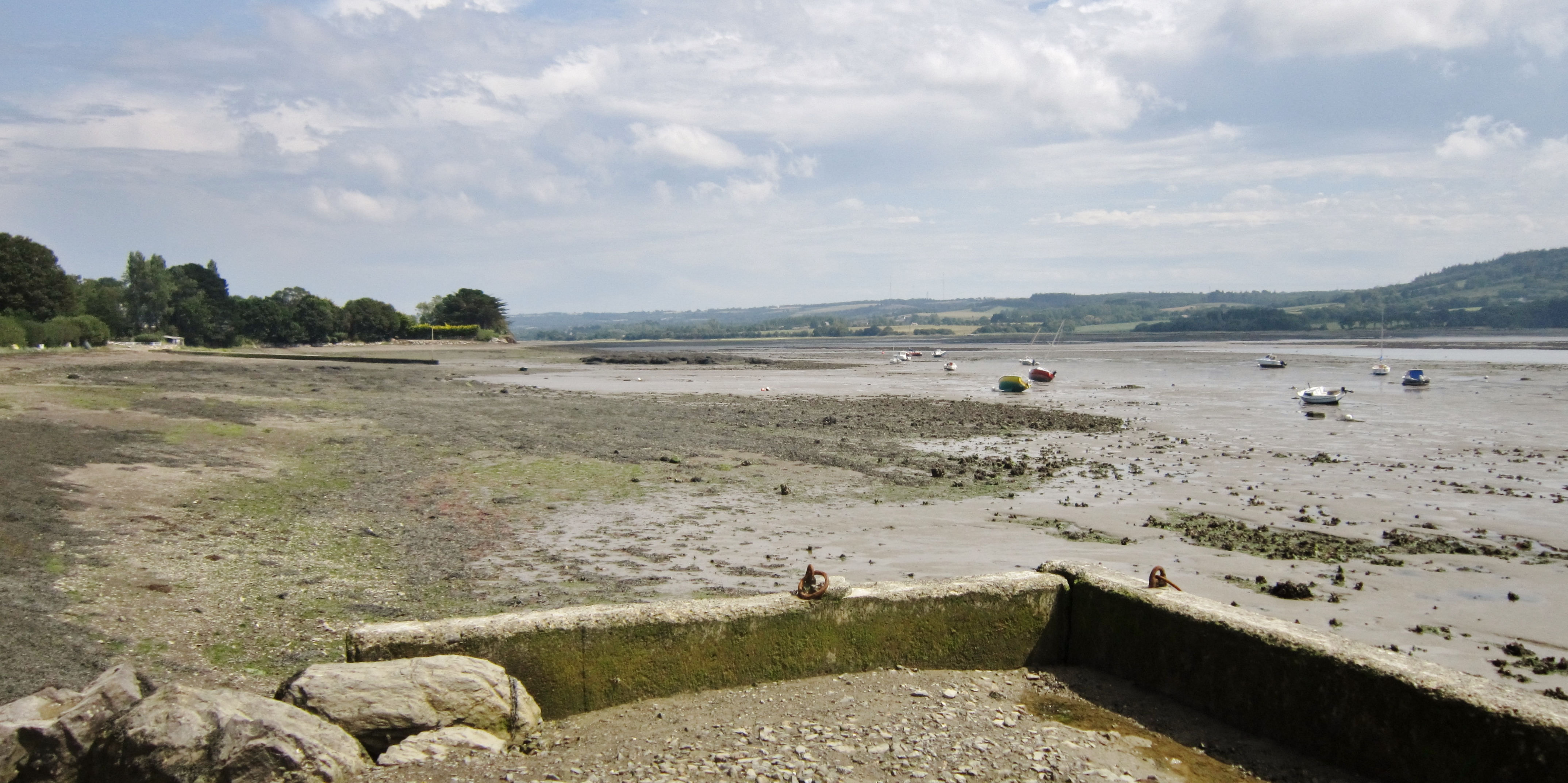
La ria de la Rivière du Faou à marée basse : vue vers l'amont depuis les environs de Lanvoy.
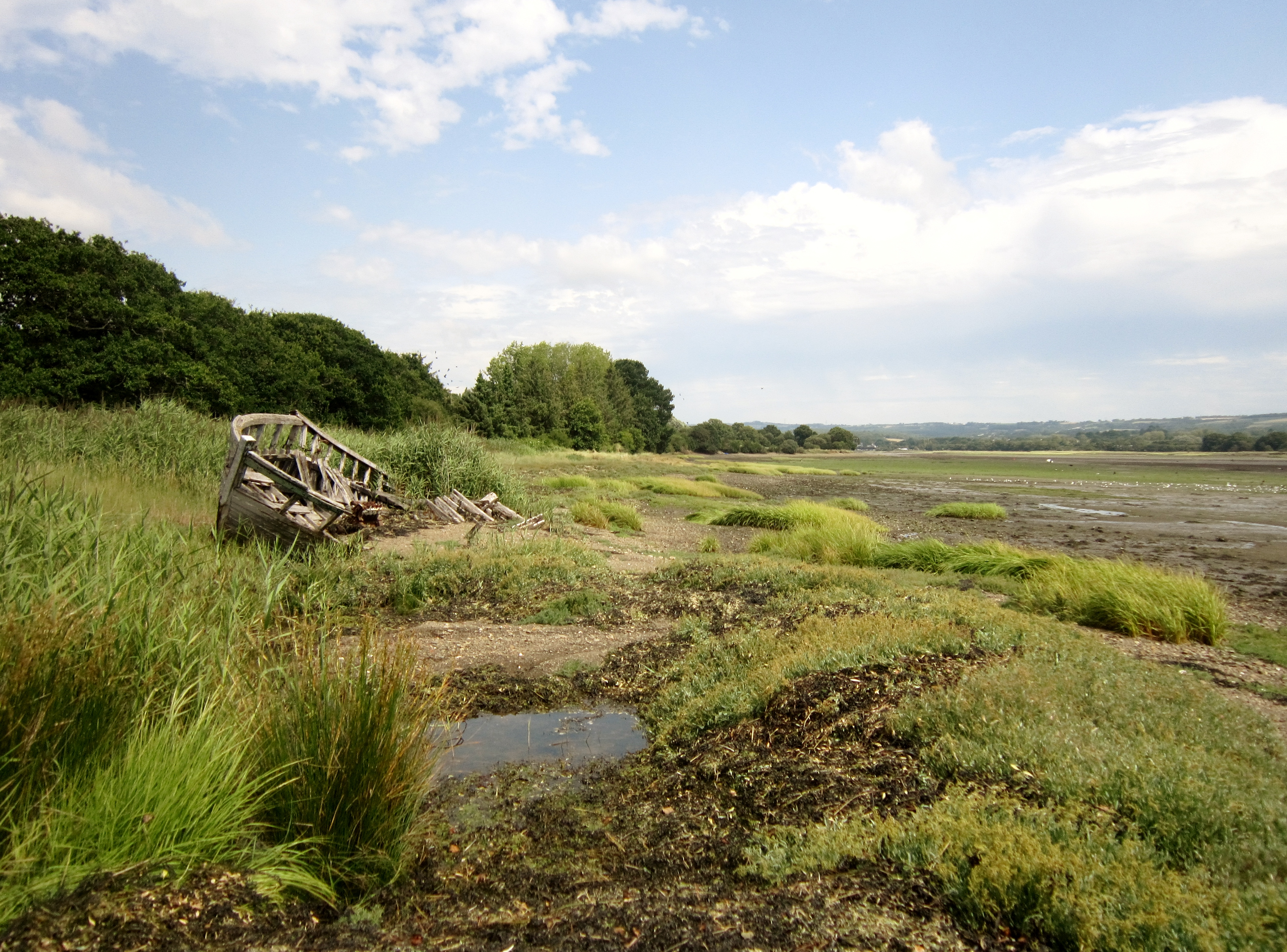
Vieille coque abandonnée et schorre le long de la rive nord de la ria de la Rivière du Faou en amont de Lanvoy.
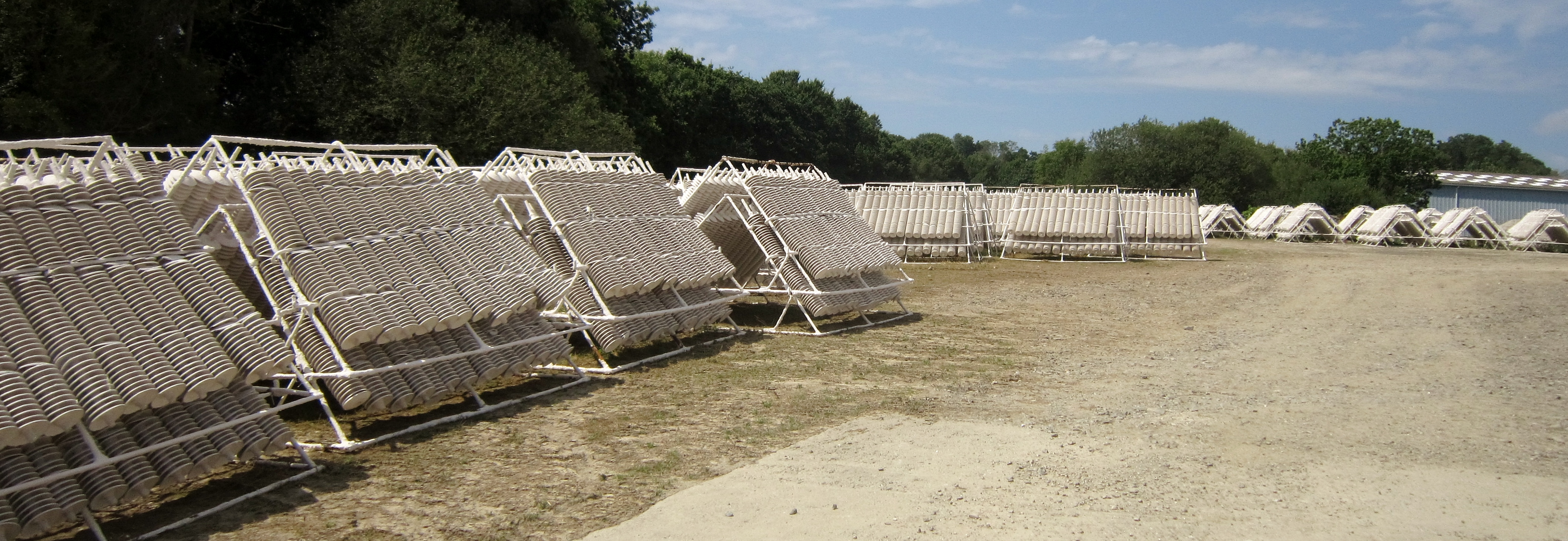
Rive nord de la ria de la Rivière du Faou en amont de Lanvoy (en Hanvec) : tuiles ostréicoles.
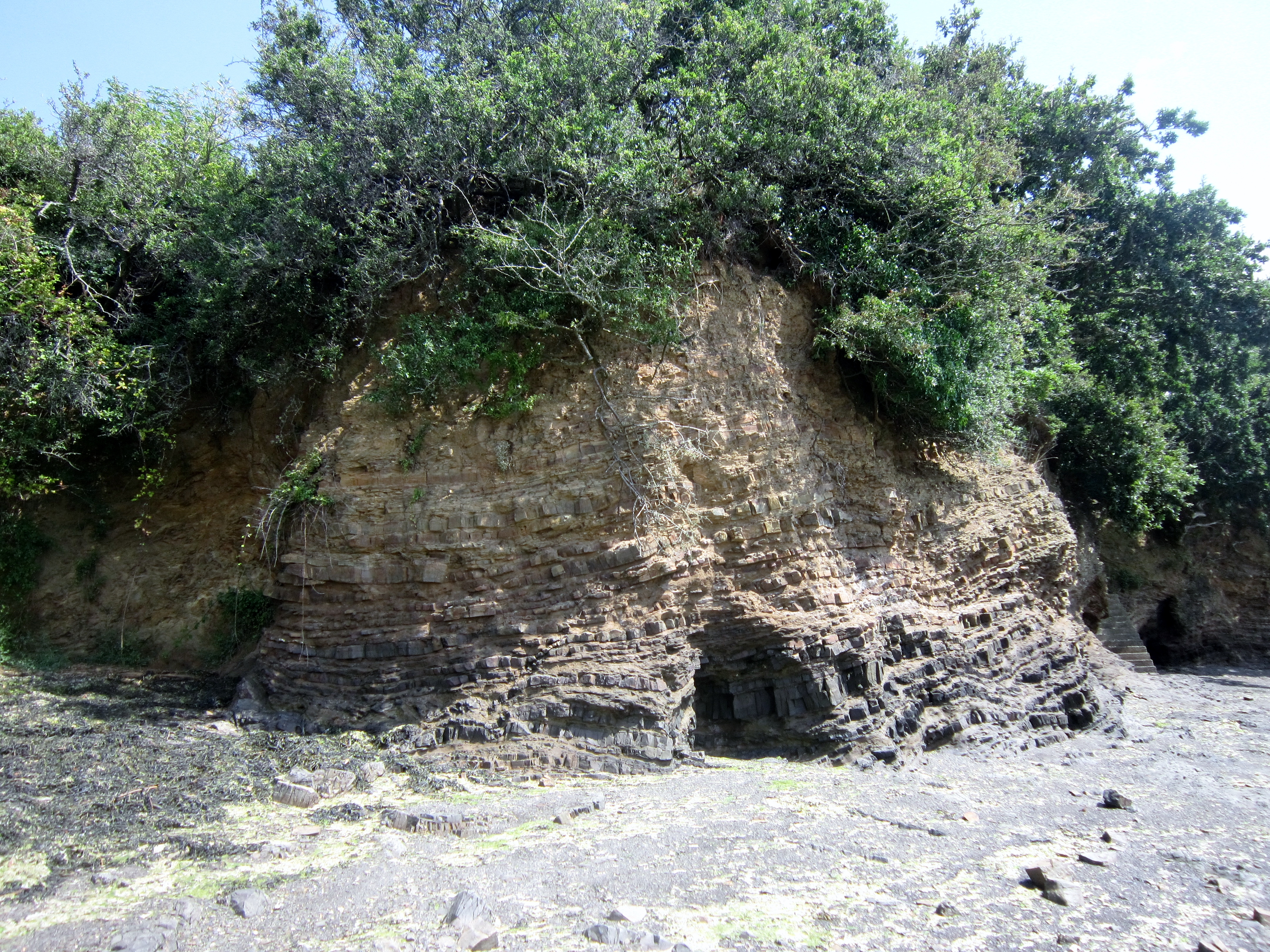
Falaise et grotte à l'est de Lanvoy le long de la rive nord de la ria de la Rivière du Faou.

L'extrémité ouest de la presqu'île de Lanvoy est la Pointe du Glugeau.

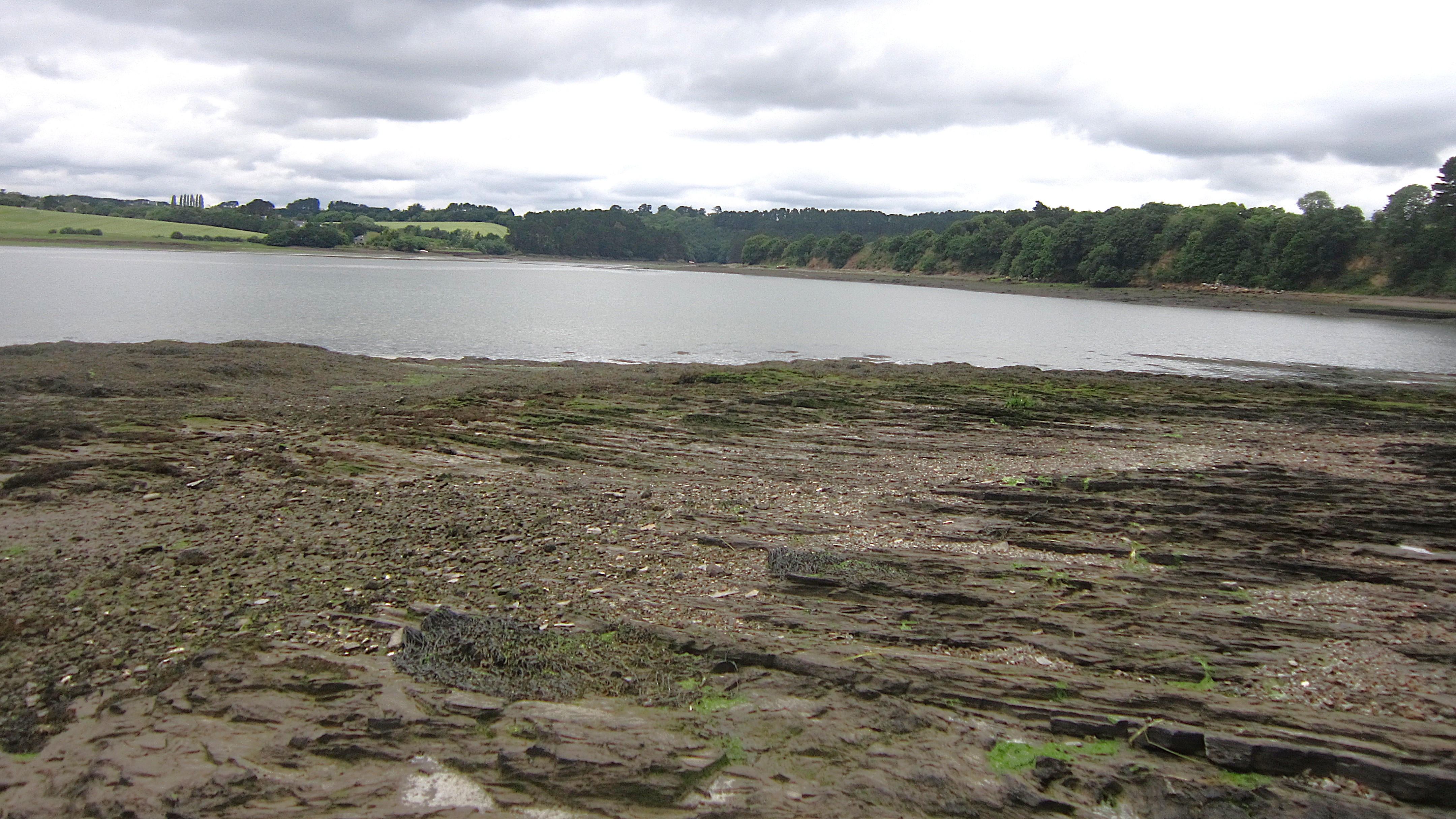
L'anse de Kéroullé vue depuis un point situé au nord de la Pointe du Glugeau
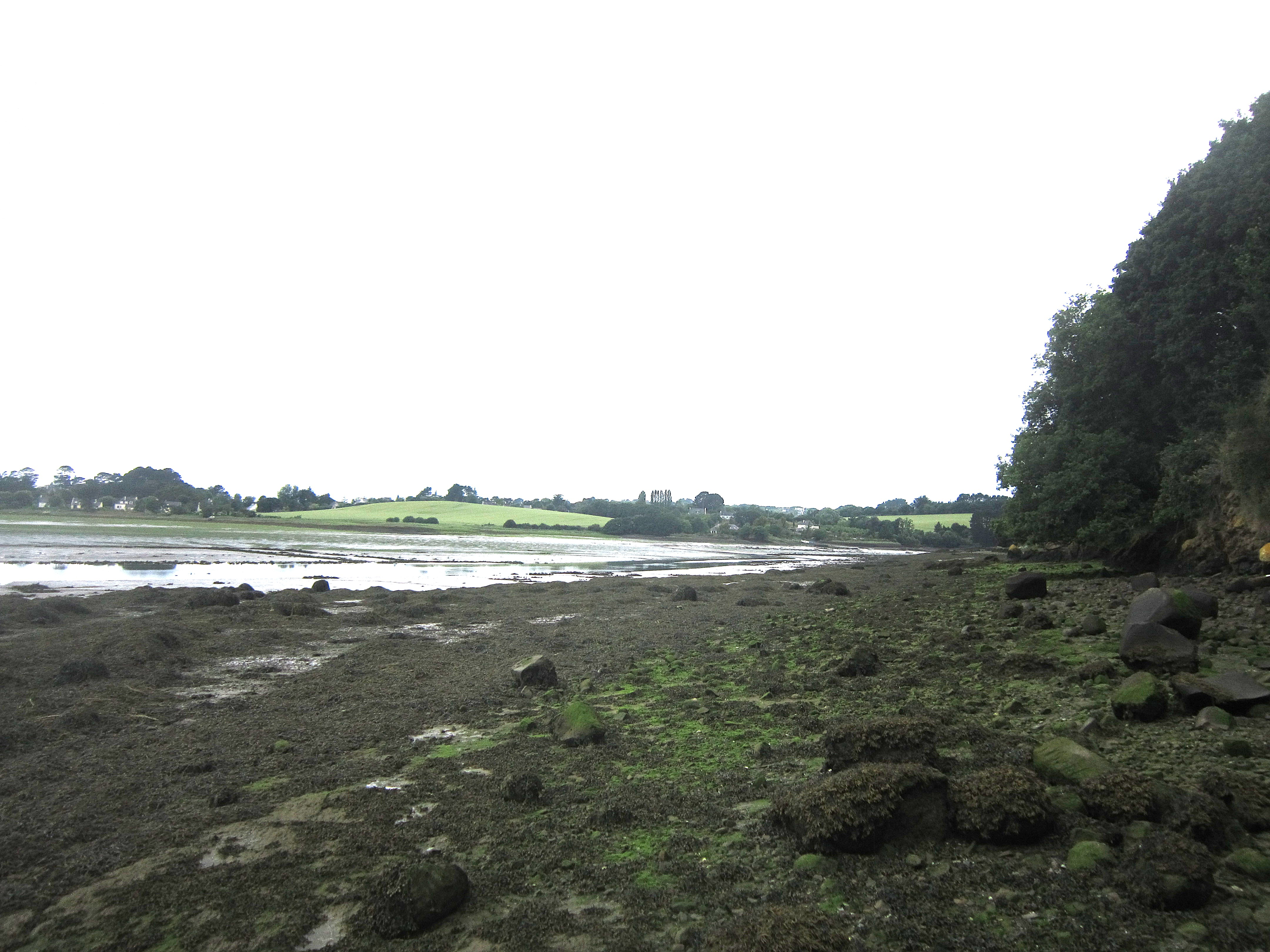
La Pointe du Glugeau et l'entrée de l'anse (ria) de Keroullé.
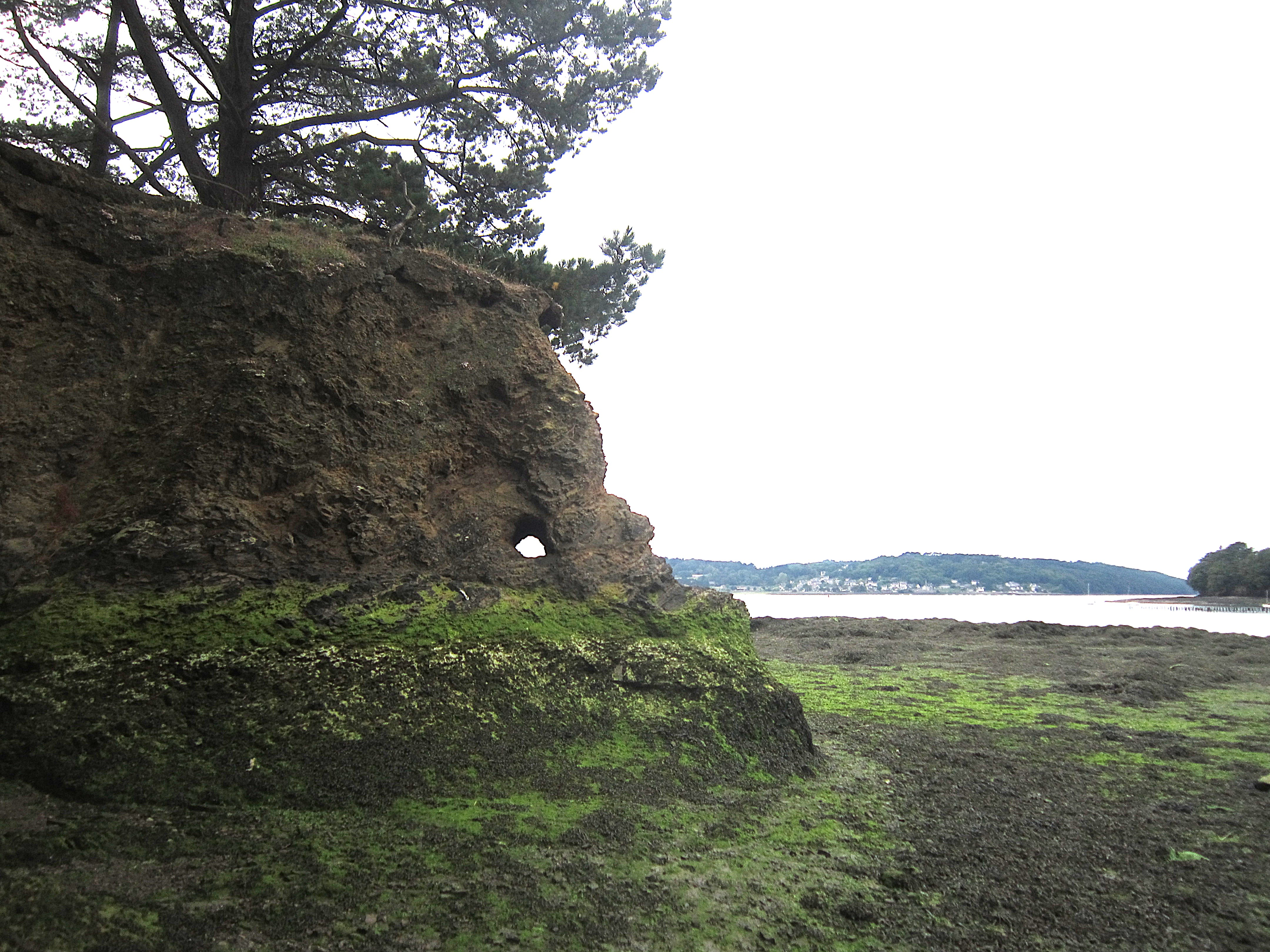
Falaise percée d'une trou à la Pointe du Glugeau.
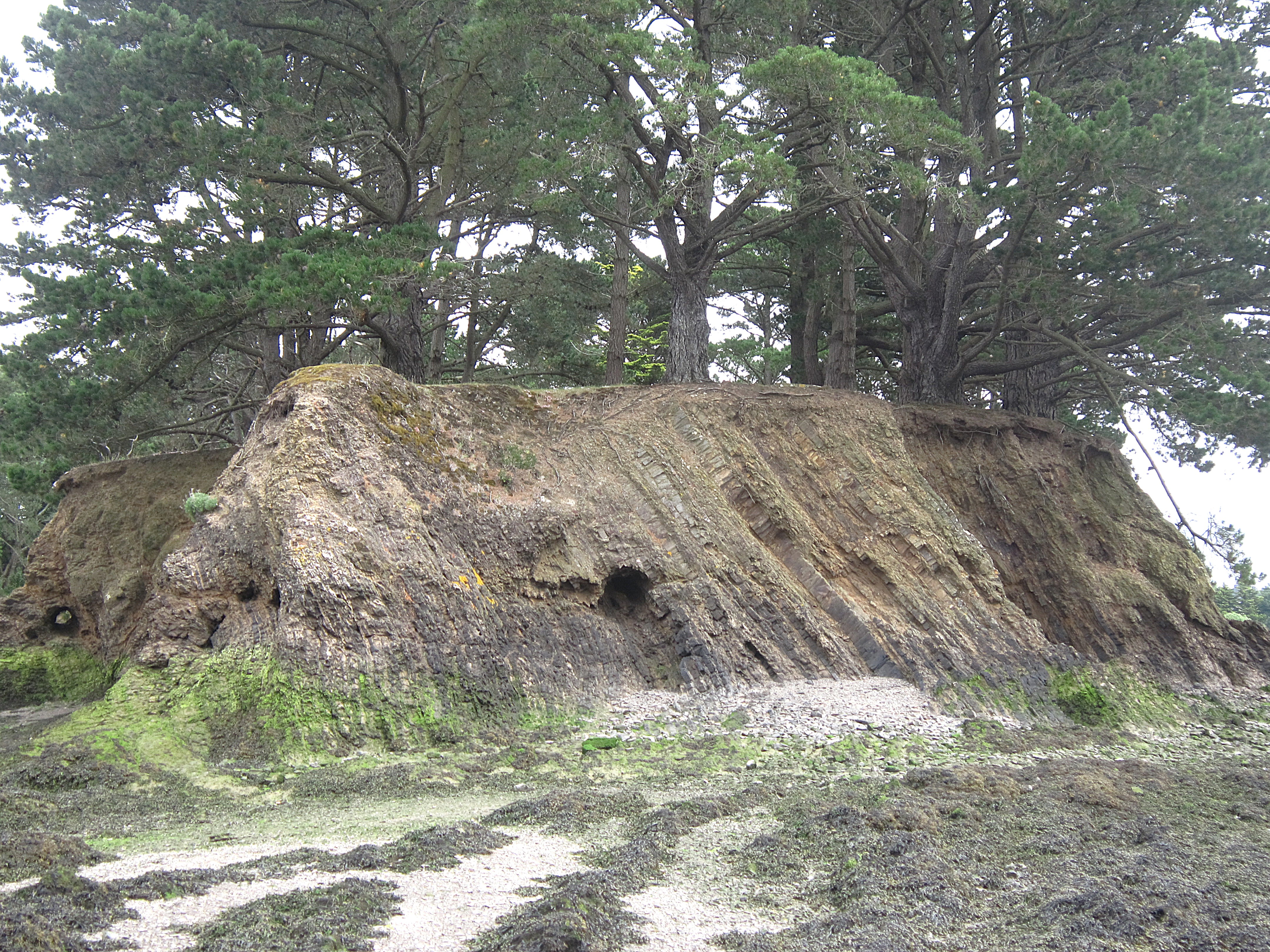
Pointe du Glugeau ː falaise dont les roches sont affectées d'un fort pendage.
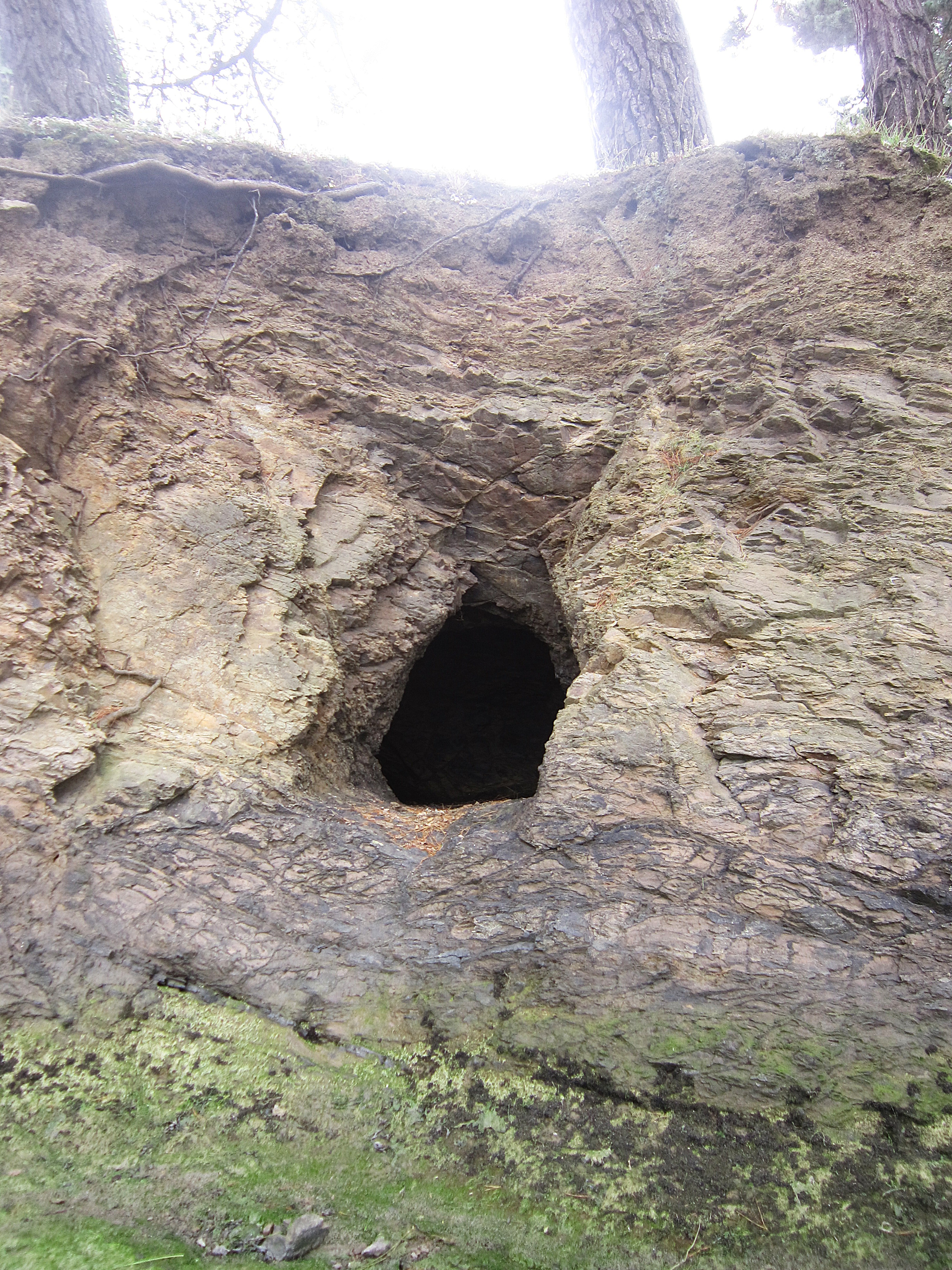
Grotte dans la falaise à la Pointe du Glugeau.
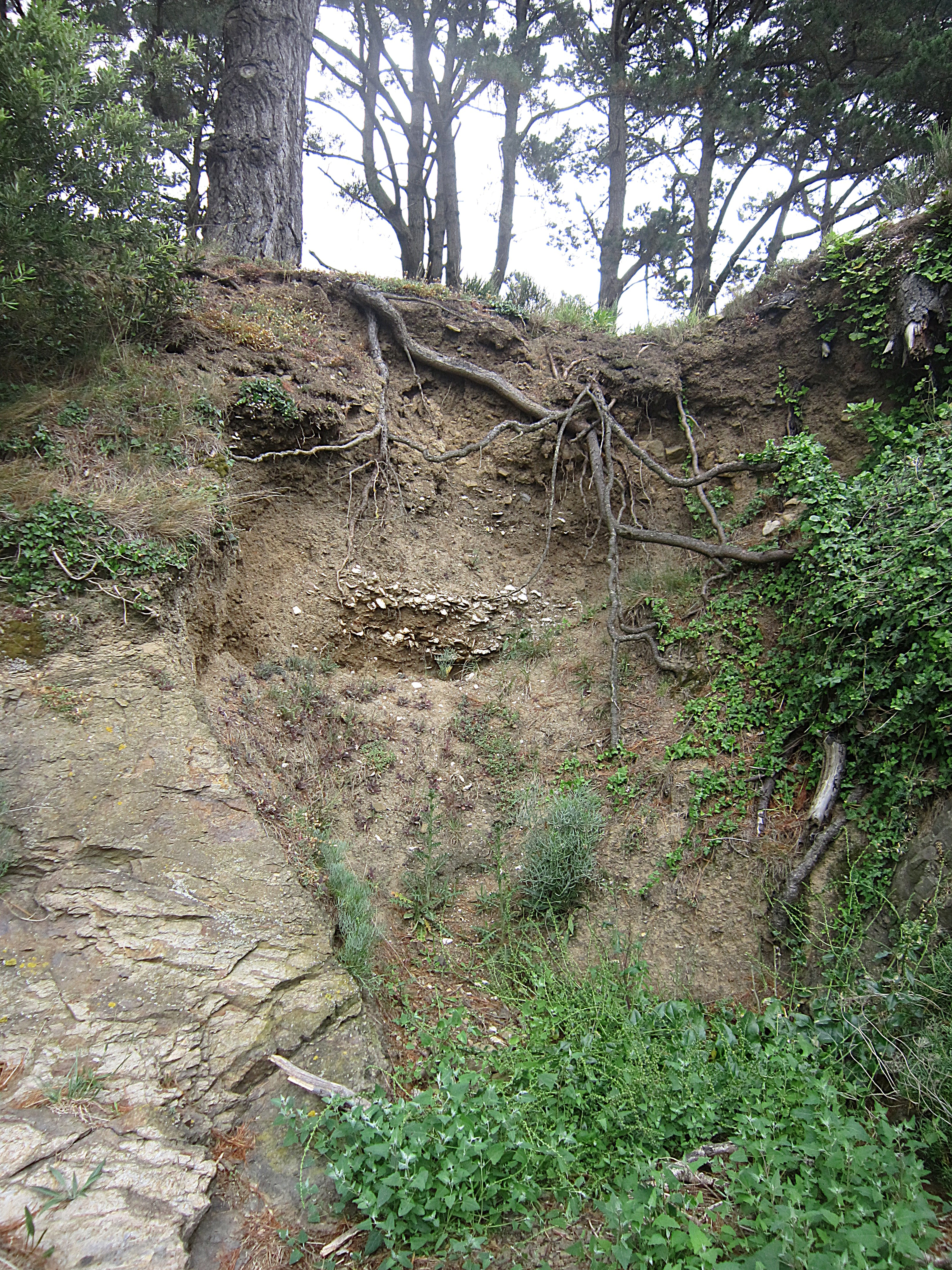
Gisement de coquilles d'huîtres enfoui dans la falaise près de la Pointe du Glugeau (vue générale).
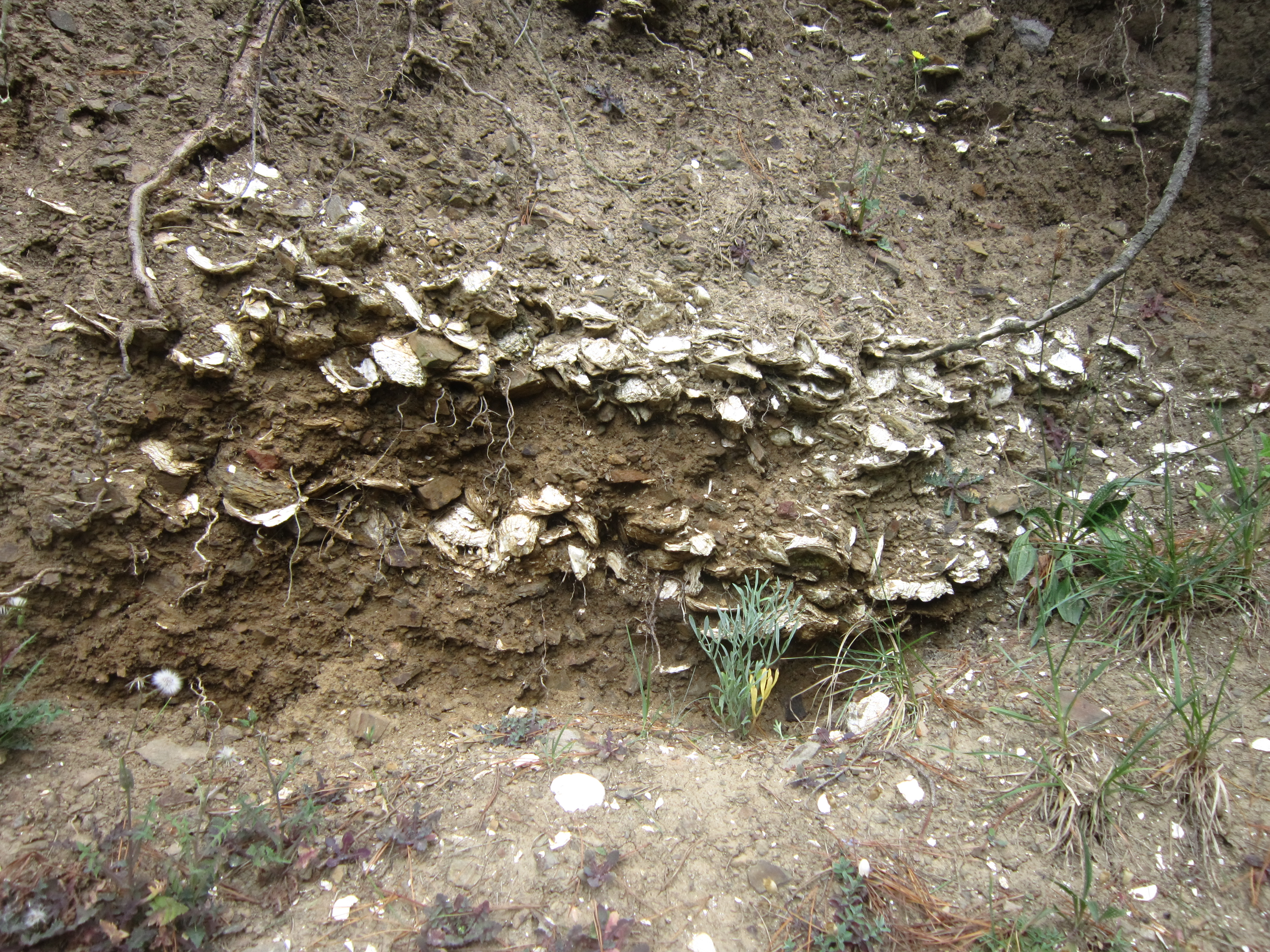
Gisement de coquilles d'huîtres enfoui dans la falaise près de la Pointe du Glugeau (vue de près).

### Géologie
Géologiquement, Hanvec, situé en bordure nord du bassin de Châteaulin, correspond à un axe anticlinal approximativement orienté ouest-est et se prolongeant jusqu'à Moncontour en passant par le Huelgoat, Carnoët et Corlay. Des affleurements de plomb et de zinc (« plombo-zincifères ») ont été reconnus. « Dans tout le secteur compris entre Hanvec, Saint-Éloy et Irvillac, les microgranites sont peu utilisés [pour la construction] par suite de l'abondance d'un schiste bleu sombre apte à fournir d'excellents moellons souvent de grande dimension (schistes dévoniens de Saint-Éloy) ».
Sur la grève située à 200 mètres à l'ouest du village de Lanvoy affleurent des schistes gris dans lesquels s'intercalent des bancs argileux et des nodules calcaires. Les schistes sont quasi verticaux et fossilifères.

### Voies de communication et transports
La principale route desservant la commune est la voie express reliant Nantes à Brest via Quimper et le pont de l'Iroise (route nationale 165), dont le tracé passe à 3 km à l'ouest du bourg, relié par la route D18 à l'échangeur « Hanvec ».
La commune est aussi traversée par la route départementale 770, antérieurement route nationale 170, itinéraire ancien reprenant le tracé d'une voie romaine, puis d'une route royale allant de Quimper à Brignogan par Landerneau. À Hanvec, le tracé de la RD770 est très proche de celui de la RN165.
La route D18 relie Hanvec à Sizun : elle traverse le bourg qui s'étire en longueur le long de cet axe routier qui, partant de la RN165, est un tronçon de l'itinéraire allant jusqu'à Landivisiau et même Roscoff ; la D47 relie Hanvec à Irvillac.
En ce qui concerne le chemin de fer, le tracé de la ligne de Savenay à Landerneau via Quimper (plus connue sous le nom de ligne de Quimper à Brest) passait par la commune, pourvue d'une gare. Le trafic (trois trains par jour dans les années 1980) a cessé en 2000 entre Quimper et Landerneau, mais il existe un projet régional de reprise, réclamé par les habitants. Un restaurant occupe aujourd'hui la maison de garde-barrière de la route de Sizun.
La gare routière la plus proche est au Faou.

### La forêt du Cranou

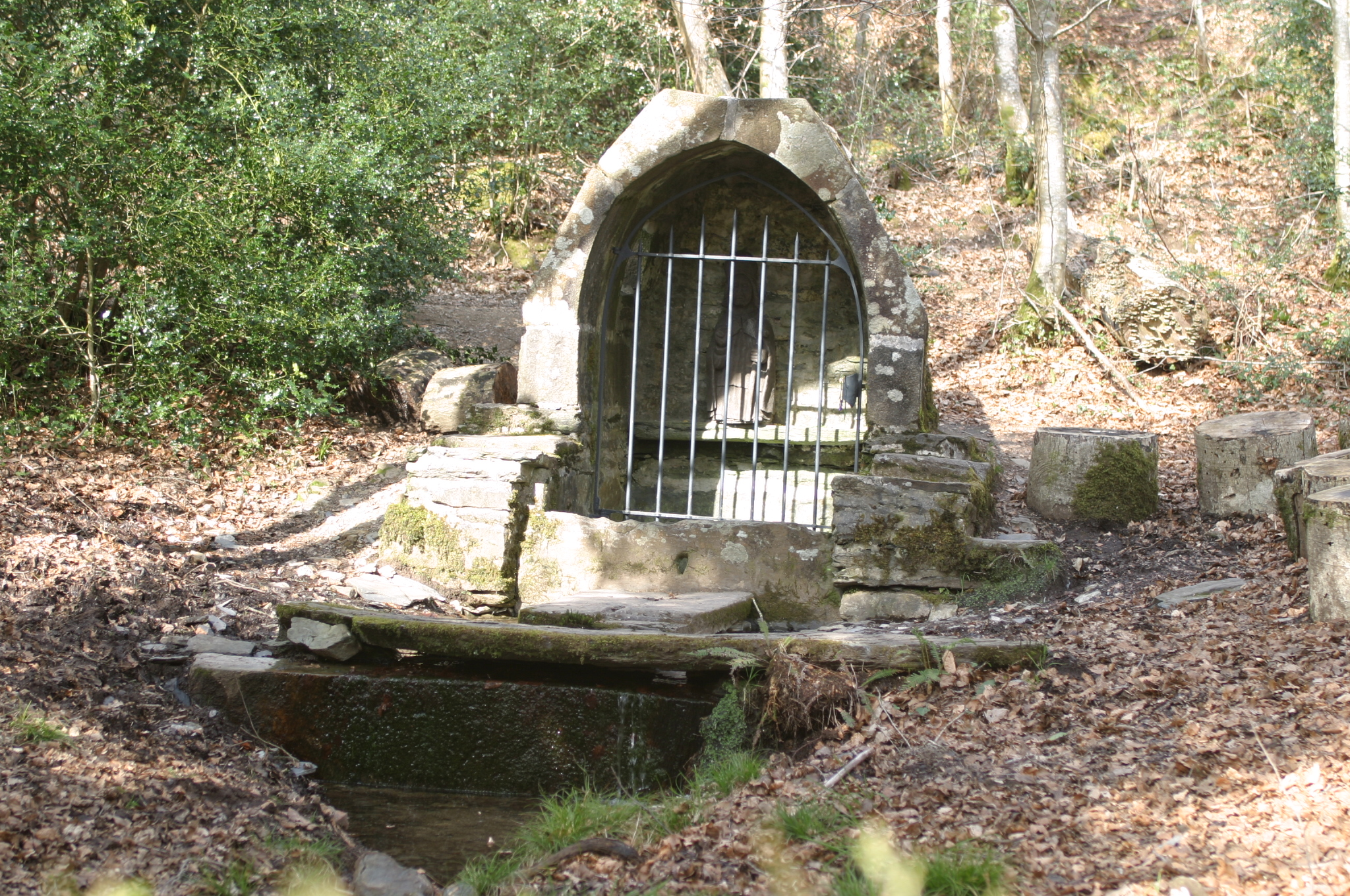
La fontaine Saint-Conval, dans la forêt du Cranou

Dans la partie sud-est de la commune se trouve la forêt du Cranou, vaste d'environ 600 hectares, qui étend sur la rive droite de la rivière du Faou ses chênes et ses hêtres séculaires. Une chapelle et une fontaine, dédiées à saint Conval, s'y trouvent. La superficie en landes était importante par le passé : 3 000 journaux en 1715 pour Hanvec.
Auguste Brizeux a évoqué dans un de ses poèmes, intitulé Kreïsker, la forêt du Cranou :
| Castel-linn [Châteaulin] a son fleuve et la haute montagne… Hanvec a le Crannou, forêt lugubre et sombre… Saint-Renan a les blés ; Sizun a les abeilles… Mais Saint-Pol-de-Léon a pour lui le Kreïsker. |

### Hydrographie
Pour un article plus général, voir Réseau hydrographique du Finistère.
La commune est située dans le bassin Loire-Bretagne. Elle est drainée par plusieurs très petits fleuves côtiers : le Camfrout et l'Hôpital Camfrout (lequel sert un moment de limite communale nord avec Irvillac), le Faou (il sert de limite communale sud avec Pont-de-Buis-lès-Quimerch, celui qui se jette dans l'anse de Keroullé et divers autres petits cours d'eau ; par ailleurs le Kan an Od, qui coule sud-nord dans la partie nord-est de la commune, est un affluent de rive gauche de l'Élorn avec lequel il conflue au sud de Sizun,,.
L'Hôpital Camfrout, d'une longueur de 22 km, prend sa source dans la commune  et se jette  dans la rade de Brest en limite de Hôpital-Camfrout et de Logonna-Daoulas. 
Le Faou, d'une longueur de 18 km, prend sa source dans la commune  et se jette  dans l'Aulne au niveau de Rosnoën, après avoir traversé quatre communes. 

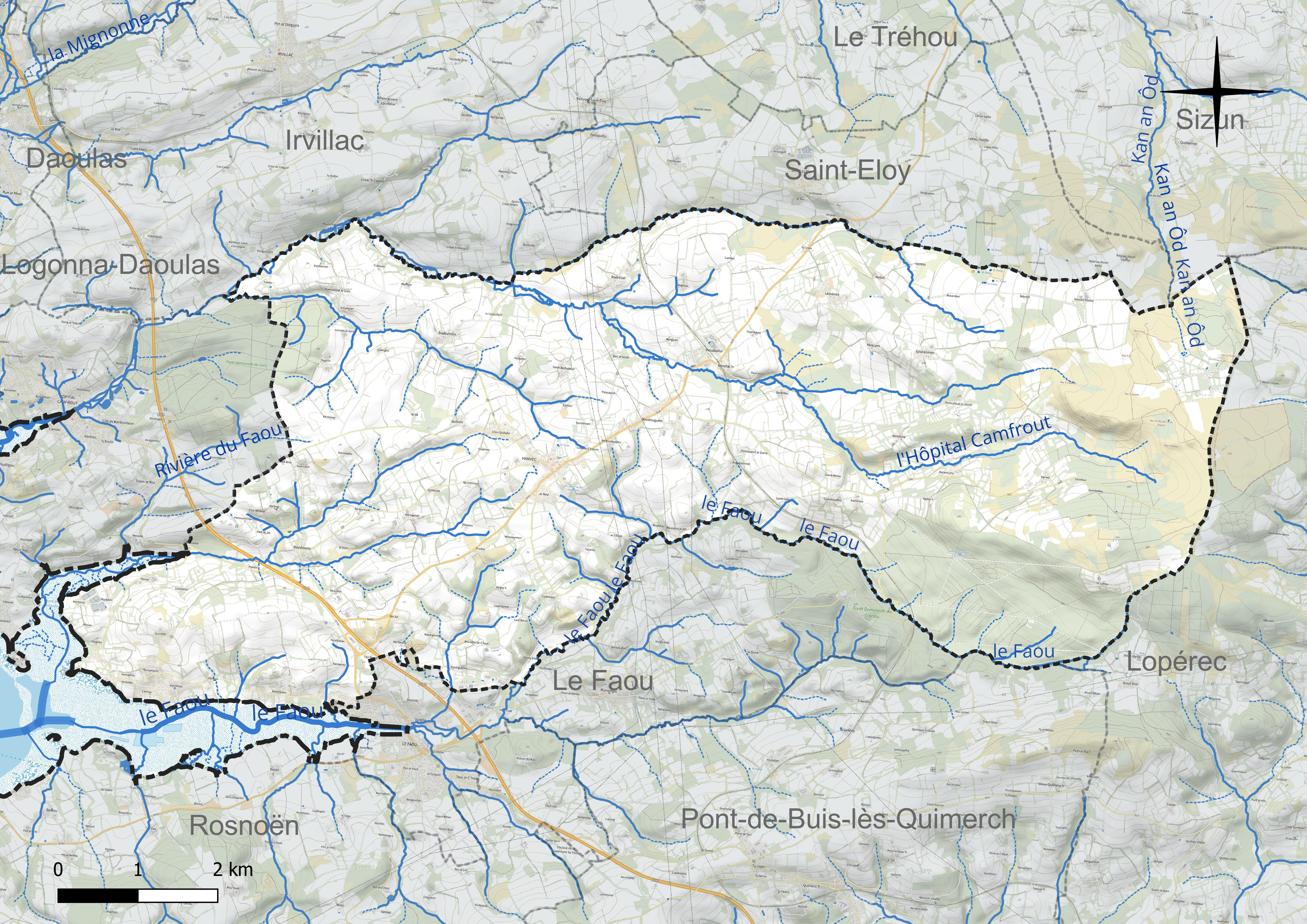
Réseau hydrographique de Hanvec.

### Climat
Pour des articles plus généraux, voir Climat de la Bretagne et Climat du Finistère.
En 2010, le climat de la commune est de type climat océanique franc, selon une étude du CNRS s'appuyant sur une série de données couvrant la période 1971-2000. En 2020, Météo-France publie une typologie des climats de la France métropolitaine dans laquelle la commune est exposée à un climat océanique et est dans la région climatique Finistère nord, caractérisée par une pluviométrie élevée, des températures douces en hiver (6 °C), fraîches en été et des vents forts. Parallèlement l'observatoire de l'environnement en Bretagne publie en 2020 un zonage climatique de la région Bretagne, s'appuyant sur des données de Météo-France de 2009. La commune est, selon ce zonage, dans la zone « Monts d'Arrée », avec des hivers froids, peu de chaleurs et de fortes pluies.  
Pour la période 1971-2000, la température annuelle moyenne est de 11,2 °C, avec une amplitude thermique annuelle de 10,4 °C. Le cumul annuel moyen de précipitations est de 1 142 mm, avec 16,3 jours de précipitations en janvier et 8,5 jours en juillet. Pour la période 1991-2020, la température moyenne annuelle observée sur la station météorologique la plus proche, située sur la commune de Sizun à 10 km à vol d'oiseau, est de 11,2 °C et le cumul annuel moyen de précipitations est de 1 345,3 mm,. Pour l'avenir, les paramètres climatiques de la commune estimés pour 2050 selon différents scénarios d'émission de gaz à effet de serre sont consultables sur un site dédié publié par Météo-France en novembre 2022.

### Descriptions littéraires et galerie
Eugène Boudin décrit ainsi Hanvec en 1867 :

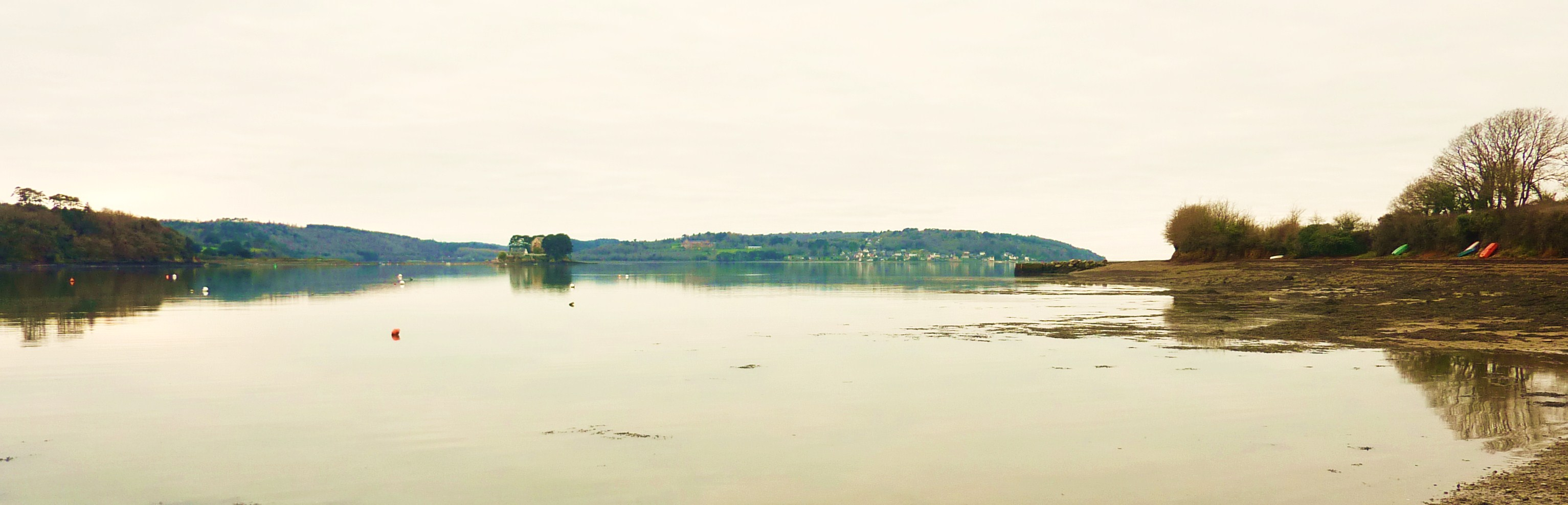
La rivière du Faou et Landévennec vus depuis la cale de Lanvoy

« Arrivé sur le point culminant de la côte, le pays qui s'étend tout autour du spectateur est très vaste : aussi vaste qu'on peut le souhaiter. Les collines descendent vers un vallon qui s'arrête à la rivière du Faou d'un côté. Au-dessus, on voit encore des collines arrondies, couvertes de bois ou de champs jaunis ou blanchis par les blés noirs en fleurs ; plus loin, voici le Menehom, la montagne la plus haute du Finistère. De l'autre côté, même étendue, et là-bas, bien loin, dans la brume, les montagnes d'Arrez. Bien loin aussi, on voit les clochers dominer les collines. Beau pays ! »

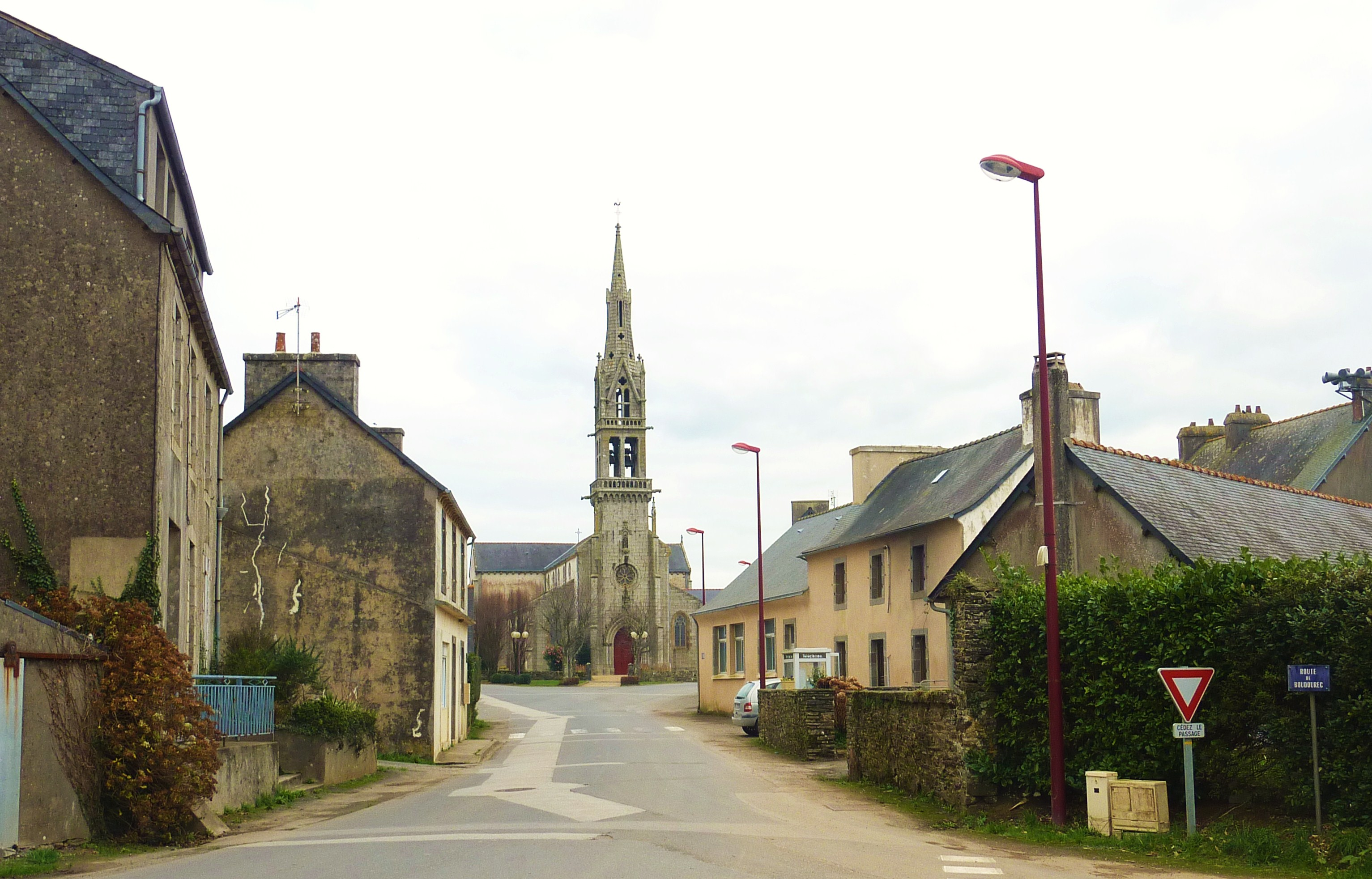
Le bourg vu de l'ouest
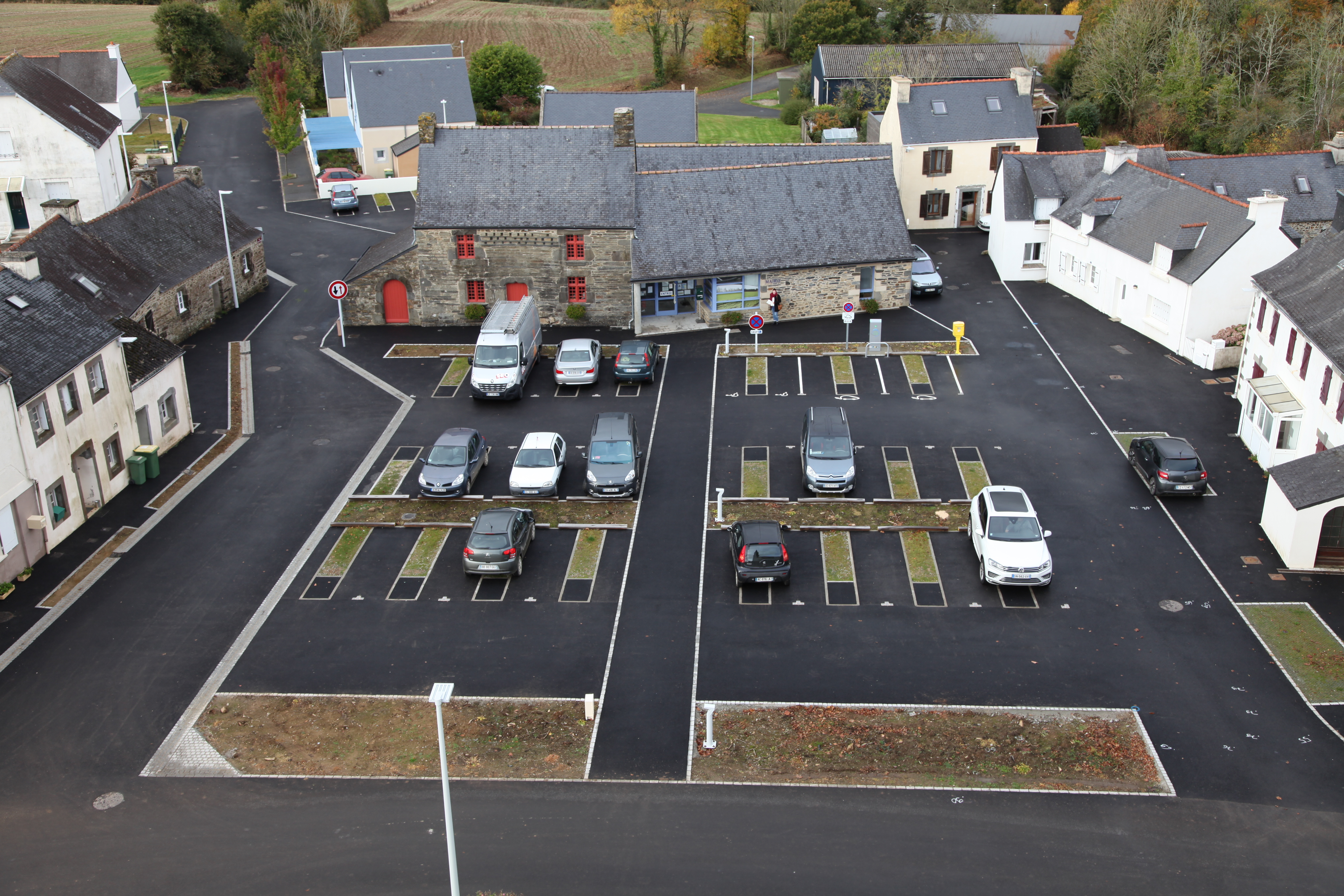
Vue du clocher
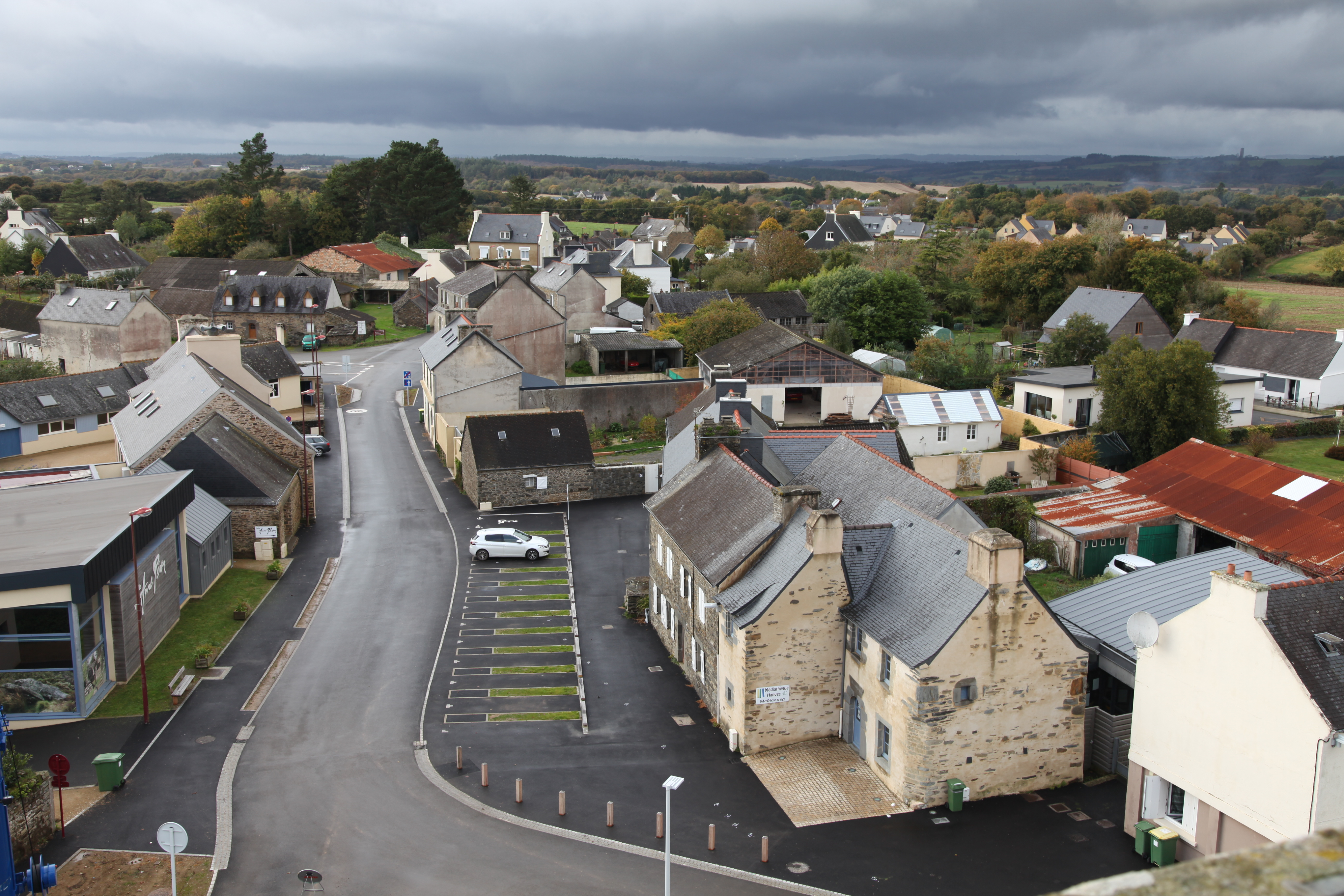
Vue du clocher
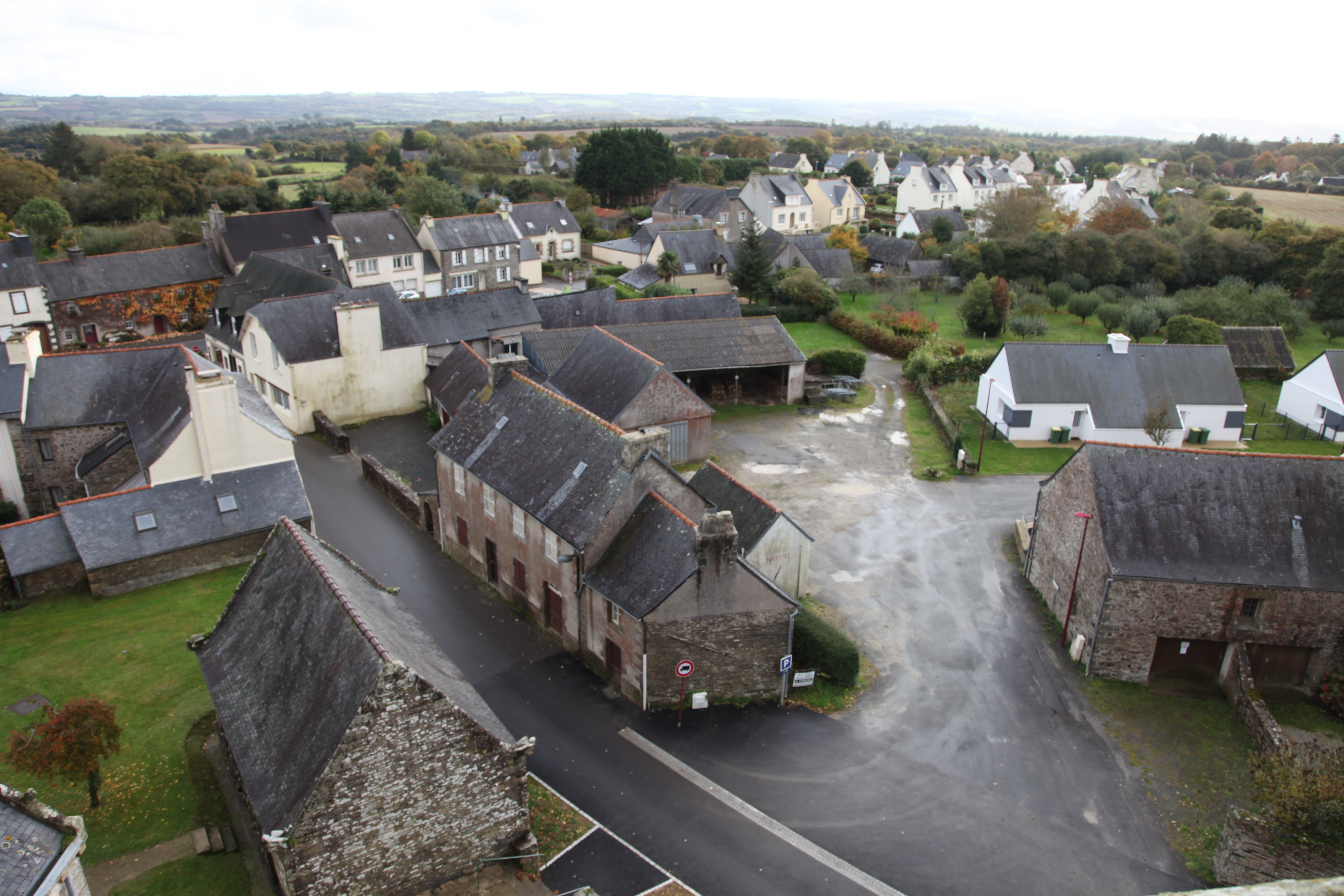
Vue du clocher
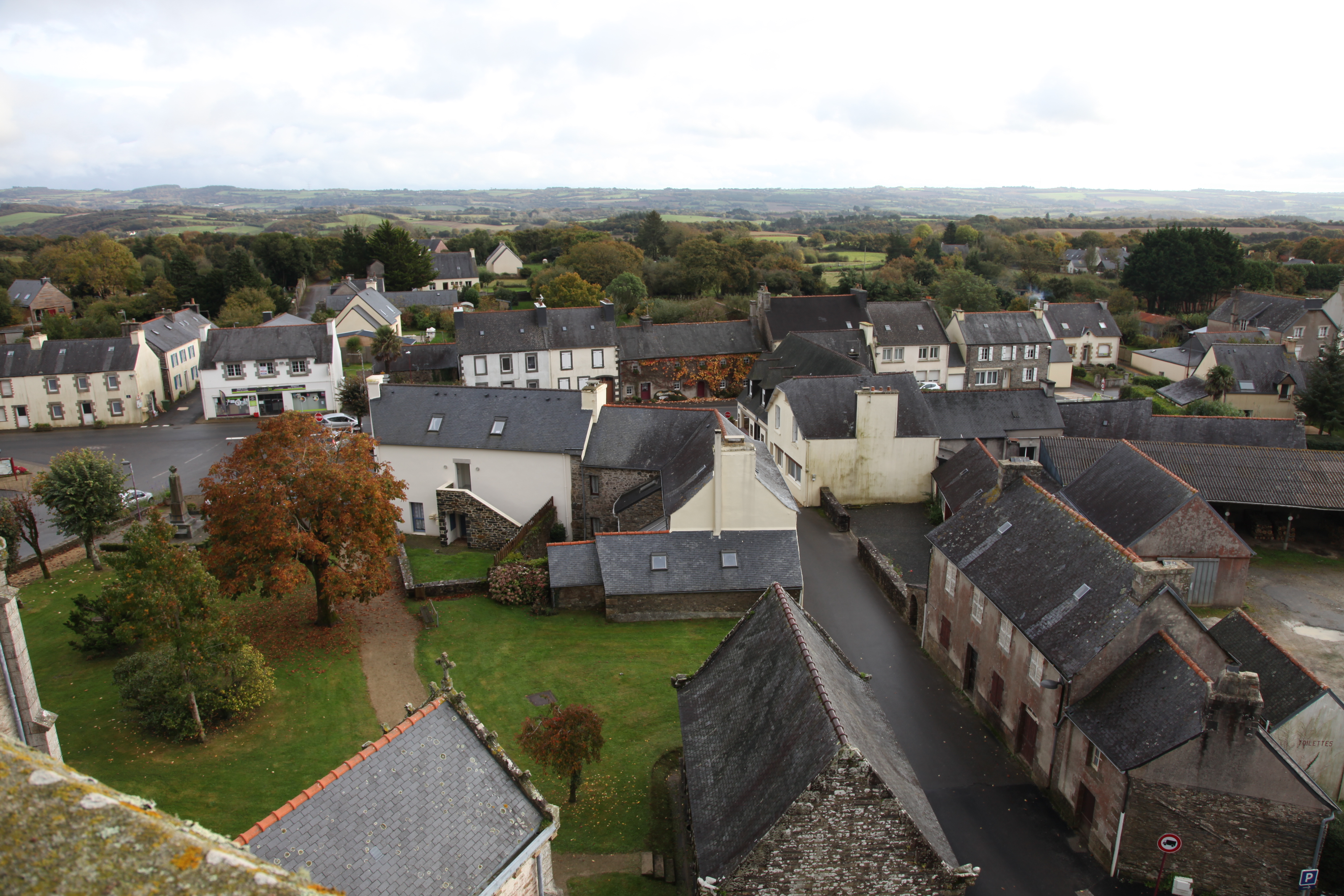
Vue du clocher
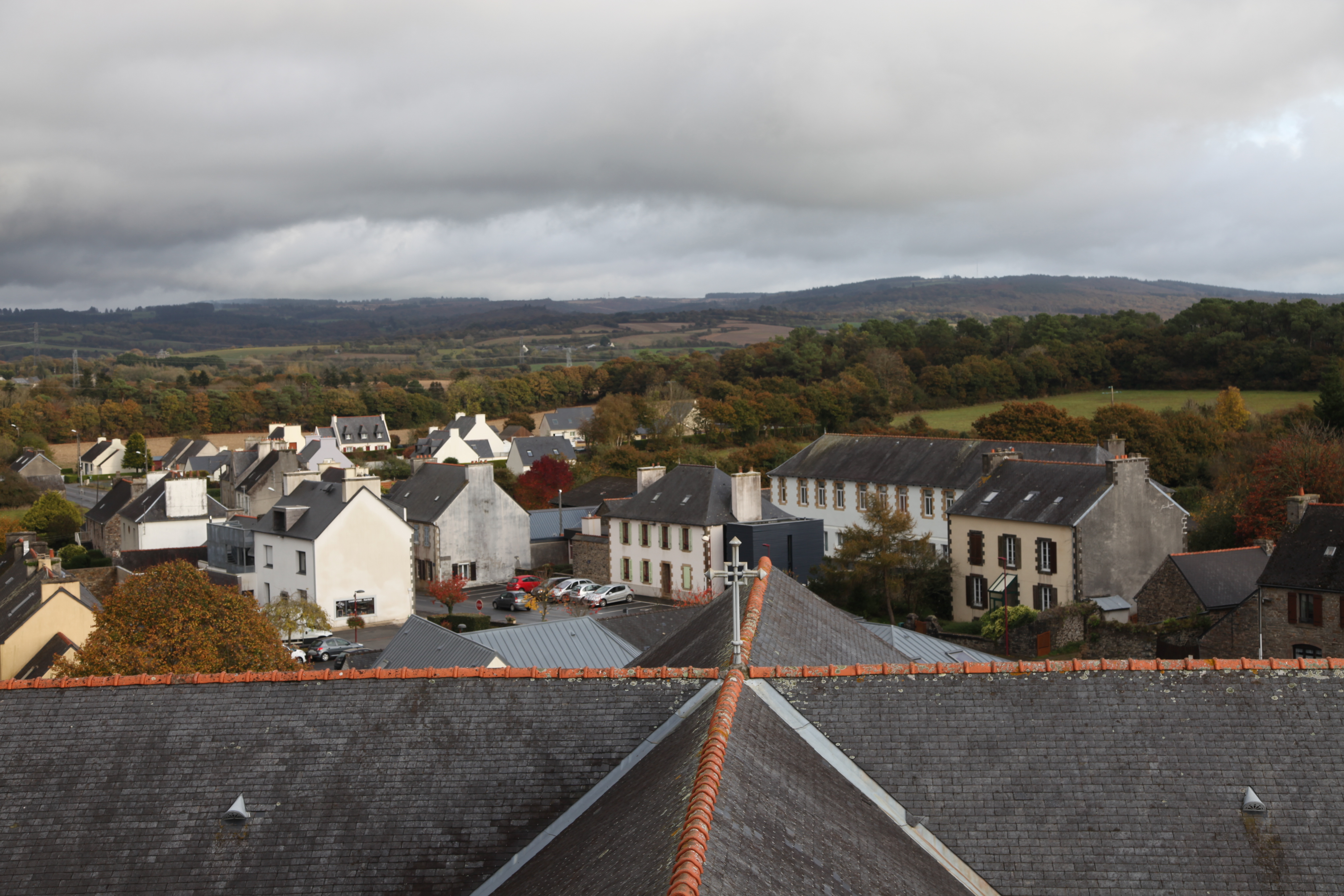
Vue du clocher
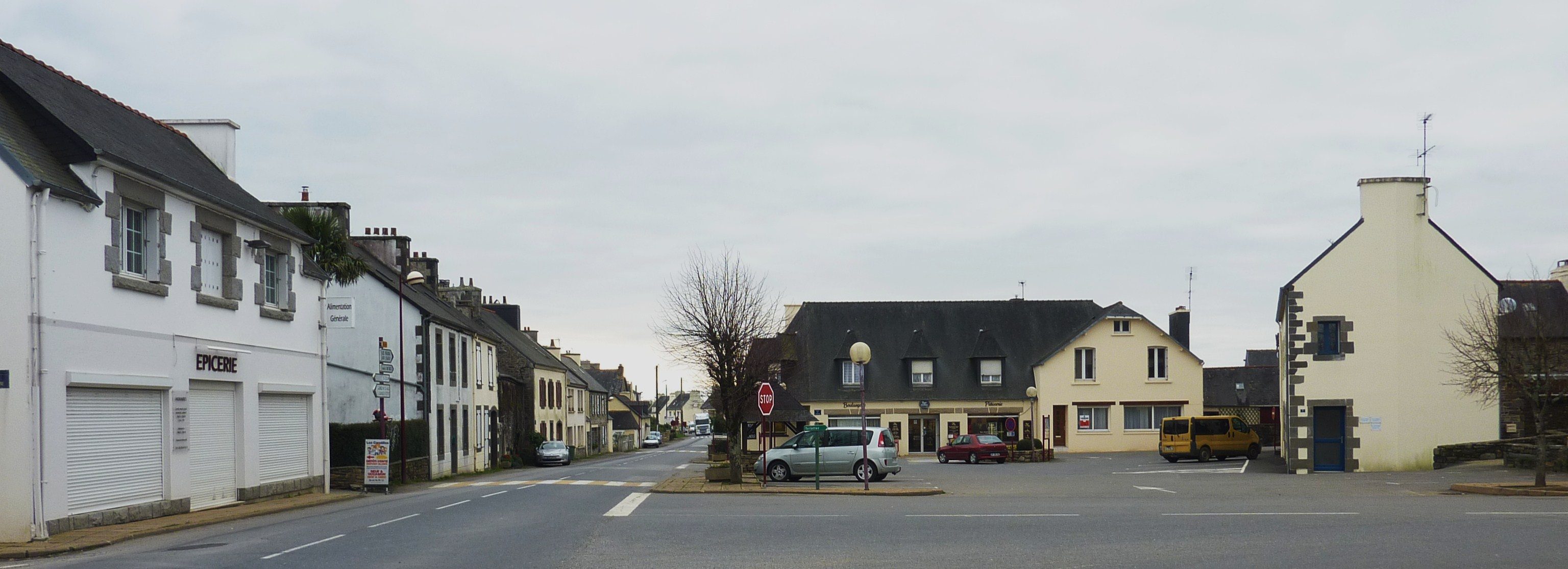
La place centrale du bourg d'Hanvec

## Urbanisme

### Typologie
Au 1er janvier 2024, Hanvec est catégorisée commune rurale à habitat dispersé, selon la nouvelle grille communale de densité à 7 niveaux définie par l'Insee en 2022.
Elle est située hors unité urbaine. Par ailleurs la commune fait partie de l'aire d'attraction de Brest, dont elle est une commune de la couronne,. Cette aire, qui regroupe 68 communes, est catégorisée dans les aires de 200 000 à moins de 700 000 habitants,.
La commune, bordée par la mer d'Iroise, est également une commune littorale au sens de la loi du 3 janvier 1986, dite loi littoral. Des dispositions spécifiques d'urbanisme s'y appliquent dès lors afin de préserver les espaces naturels, les sites, les paysages et l'équilibre écologique du littoral, tel le principe d'inconstructibilité, en dehors des espaces urbanisés, sur la bande littorale des 100 mètres, ou plus si le plan local d'urbanisme le prévoit.

### Occupation des sols

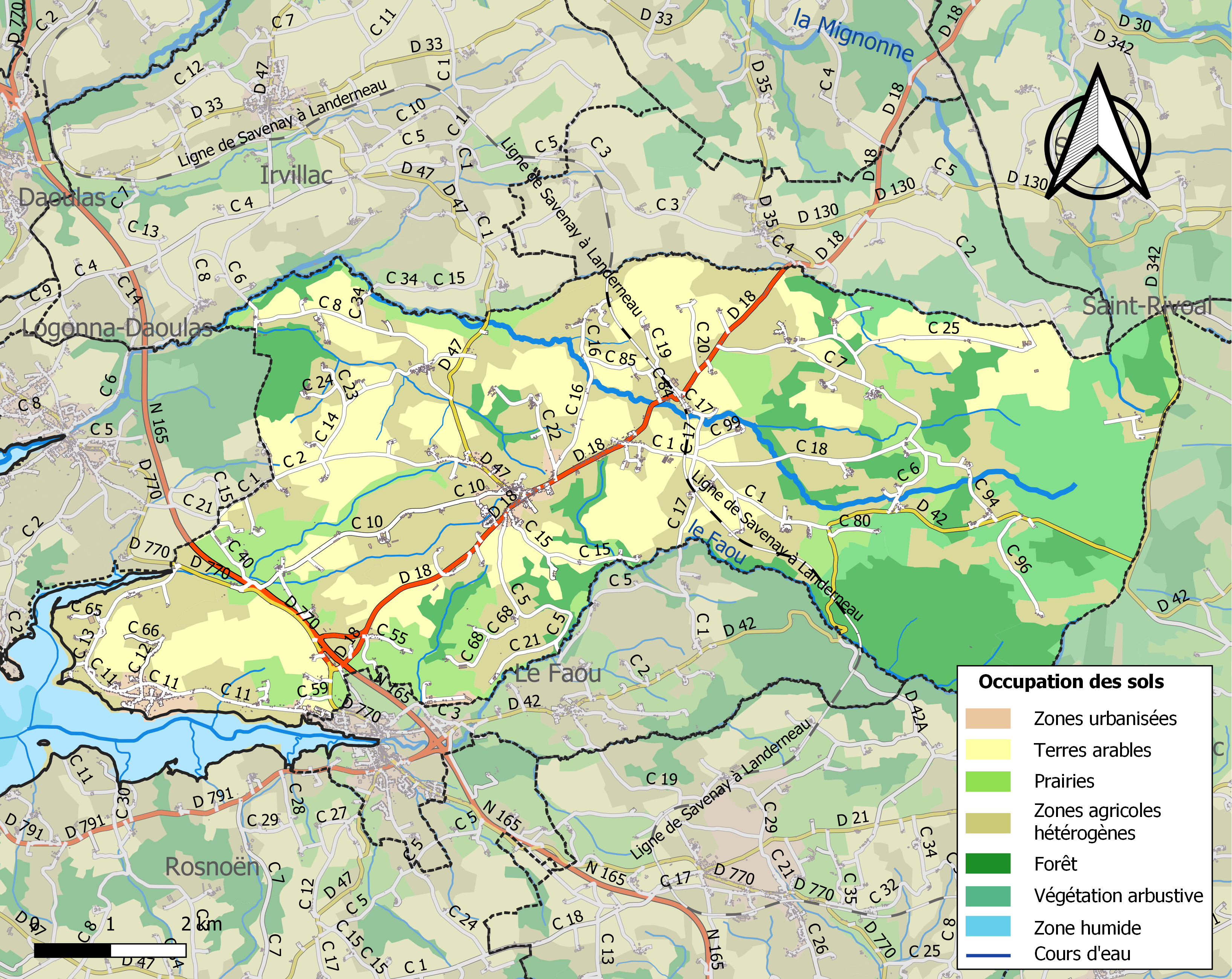
Carte des infrastructures et de l'occupation des sols de la commune en 2018 (CLC).

Le tableau ci-dessous présente l'occupation des sols de la commune en 2018, telle qu'elle ressort de la base de données européenne d'occupation biophysique des sols Corine Land Cover (CLC).
| Type d'occupation                                                                   | Pourcentage | Superficie (en hectares) |
| ----------------------------------------------------------------------------------- | ----------- | ------------------------ |
| Tissu urbain discontinu                                                             | 1,7 %       | 101                      |
| Zones industrielles ou commerciales et installations publiques                      | 0,15 %      | 9                        |
| Terres arables hors périmètres d'irrigation                                         | 26,2 %      | 1564                     |
| Prairies et autres surfaces toujours en herbe                                       | 11,0 %      | 657                      |
| Systèmes culturaux et parcellaires complexes                                        | 29,6 %      | 1768                     |
| Surfaces essentiellement agricoles interrompues par des espaces naturels importants | 5,0 %       | 295                      |
| Forêts de feuillus                                                                  | 9,4 %       | 560                      |
| Forêts de conifères                                                                 | 5,5 %       | 329                      |
| Forêts mélangées                                                                    | 1,4 %       | 86                       |
| Landes et broussailles                                                              | 9,2 %       | 554                      |
| Forêt et végétation arbustive en mutation                                           | 0,6 %       | 38                       |
| Zones intertidales                                                                  | 0,03 %      | 2                        |
| Source : Corine Land Cover                                                          |             |                          |

## Toponymie

### Attestations anciennes
Le nom de la localité est attesté sous les formes Plebs Hamuc au XIe siècle (cartulaire de Landévennec), Hanffvec au XIIIe siècle, Hanvec vers 1330, Hanffvet en 1368, Hanffvec en 1405[réf. nécessaire].

### Étymologie

#### Estivage?
Bernard Tanguy précise : « Dérivé en -uc (variante de -oc aujourd'hui -ek), vieux-breton ham, en moyen-breton haff, hanff aujourd'hui hanv « été ». Le toponyme Hanvec apparaît, par ailleurs associé au breton kroaz « croix » dans Croixanvec, au breton lein « hauteur » dans Leinhanvec, village de Plounéour-Ménez. Équivalent breton exact du latin aestivalis « lieu d'été », il pourrait être en relation avec la pratique de l'estivage, c'est-à-dire faire séjourner les troupeaux, l'été dans les pâturages de montagne. »
Tugdual Kalvez, qui est en désaccord avec cette étymologie, propose d'autres hypothèses.
En effet, l'estivage tel qu'il est pratiqué dans les montagnes françaises, ne peut s'appliquer en Bretagne, car il suppose un climat plus contrasté entre l'été et l'hiver. La dénivellation de 321 m qu'on a à Hanvec ne justifie pas des déplacements de troupeaux pour atteindre des lieux de pâturage plus abondants, bien au contraire. Bien qu'attestée dès le XIIe siècle, mais de façon sporadique et sans réelle nécessité démographique ou spatiale, cette pratique n'a pas été codifiée ni systématisée comme dans le Jura, le Massif central ou les Pyrénées. Par conséquent, Plebs Hamuc, attestation du XIe siècle et copie vraisemblable d'un document du VIe siècle[réf. nécessaire], est en contradiction chronologique entre la toponymie de la paroisse et le développement du pâturage d'été. Il ne s'en trouve pas de trace dans le vocabulaire.[pas clair] Il devait plutôt s'agir d'un vagabondage forestier. Ainsi, le temps où le bétail est laissé en liberté se dit : feulzer, feulzerezh[pas clair].
Quant au mot « estival » (le Robert précise : « adjectif »), est un emprunt (1119) au latin classique aestivalis (« relatif à l'été » et non pas « lieu d'été » comme indiqué supra] dérivé du latin classique aestivus « de l'été », de aestas qui a donné été*. Estiver, verbe intransitif, est un emprunt au latin classique aestivare « passer l'été », dérivé de aestivus ; attesté avant 1475 comme transitif (1520 s'estiver) pris au sens de « faire transhumer » (1521), le verbe signifie « faire passer l'été des animaux dans les pâturages de montagne » ; en emploi intransitif, il est emprunté au provençal estivar de même origine. Estivage en dérive ou est repris au provençal estivage « transhumance, pacage d'été » (1460, « droit de pacage estival »), dérivé de estivar. On est donc éloigné historiquement des toponymes issus du latin aestivalis.[pas clair]

#### Résidence d'été?
Il existe en Bretagne des lieux de résidence d'été ou de repos signalés par les toponymes Le Rest, Restou. Albert Deshayes indique que hañvod d'après le moyen-breton hauffhout (1427), constitué de hañv (été) + bod (résidence), correspondant au cornique havos et au gallois moderne hafod, « habitation d'été ». Ce mot se retrouve dans Hanvot en Plœmeur (56), dans Coatanvod (Hennebont, 56) « résidence d'été du bois » ; dans Goasanvot (Plounévézel, 29) et Goasenvot (Locarn, 22) « résidence d'été près du ruisseau ».

#### Anthroponyme?
Il peut s'agir aussi d'un nom de personne pris absolument, comme c'est le cas pour d'autres noms de paroisses dont l'appellatif toponymique associé a disparu, notamment Baud, Combrit, Corlay, Gaël, Glomel, Guiguen, Hanvec, Hénan, Rhuys. 
Pour Albert Dauzat, Croixanvec (Croshavec, 1387 ; Quoessanvec, 1422) est « composé de croix et du breton hanvec (racine hanv, « été » ; hanvec, nom d'homme ou “méridional”[pas clair] ».

## Histoire

### Préhistoire et protohistoire
De nombreux vestiges sur la commune sont les témoins de l'âge du bronze marqué ici par la civilisation des tumulus (3500 à 1800 av. J.-C.).
En 1977, un souterrain de l'âge du fer est découvert dans un champ à Menez-Nevez, le sol s'étant affaissé au passage d'une moissonneuse.

### Antiquité
On a aussi des traces de la présence des Romains qui arrivent en 54 av. J.-C. dans cette région celtisée depuis 500 ans, au cours de la guerre des Gaules. 
À l'est du village de Boudouguen, sur un point culminant d'où l'on aperçoit la rade de Brest, se trouve l'ancien camp romain de Menez-ar-Chastel, de forme rectangulaire, ayant plus de 100 mètres de côté.

### Haut Moyen Âge et arrivée des Bretons
Quand au VIe siècle de notre ère des Bretons traversent la Manche pour s'installer en Armorique, la contrée est largement romanisée. Mais il reste des zones de forêts et de lande à défricher.
C'est entre la « montagne », la rade et les rivières du Camfrout et de la Douffine que la première communauté chrétienne s'installe. Vers l'an 600 saint Conval, un ermite venu du Pays de Galles, après avoir construit un ermitage dans le Bois du Gars, en aurait été chassé par le seigneur du lieu car il avait coupé quelques pieds de chênes ; selon la légende, il se serait alors réfugié dans la forêt du Cranou, faisant alors cette promesse : « E koad ar C'hrannou biken koad ne vanko » (« Dans le bois du Cranou jamais le bois ne manquera »).
Le bourg bâti au sommet d'une colline élevée (102 m) semble avoir été un centre de défrichement. À l'entour les villages dont les noms comportent les suffixes coat, killi, cran (« bois » en vieux- et moyen-breton) sont des témoins de la couverture forestière d'origine, dont la forêt du Cranou est encore le témoin.
Cette communauté construit un lieu de culte dédié à saint Pierre : c'est l'origine d'Hanvec.
Erwan Vallerie nous dit : « Toute cette région ne comprenait qu'une seule paroisse primitive (8 000 ha). Hanvec englobait, outre ses trèves Rumengol et Lanvoy (toutes deux aujourd'hui en Le Faou) et la partie sud de L'Hôpital-Camfrout, Rosnoën et sa trève Le Faou, Quimerc'h et sa trève Logonna-Quimerc'h, enfin Lopérec ».

### Moyen Âge
En 1400, selon Jean-Baptiste Ogée, on trouvait à Hanvec les manoirs de la Roche-Boezien où demeurait le Vicomte du Faou, qui possédait aussi celui de Kercadiou, QuilHazel, Kerfoie, Keraufouar , Kerascouet, Nautelon, et celui de l'Abbé de Daoulas.

#### La chapelle de Lanvoy

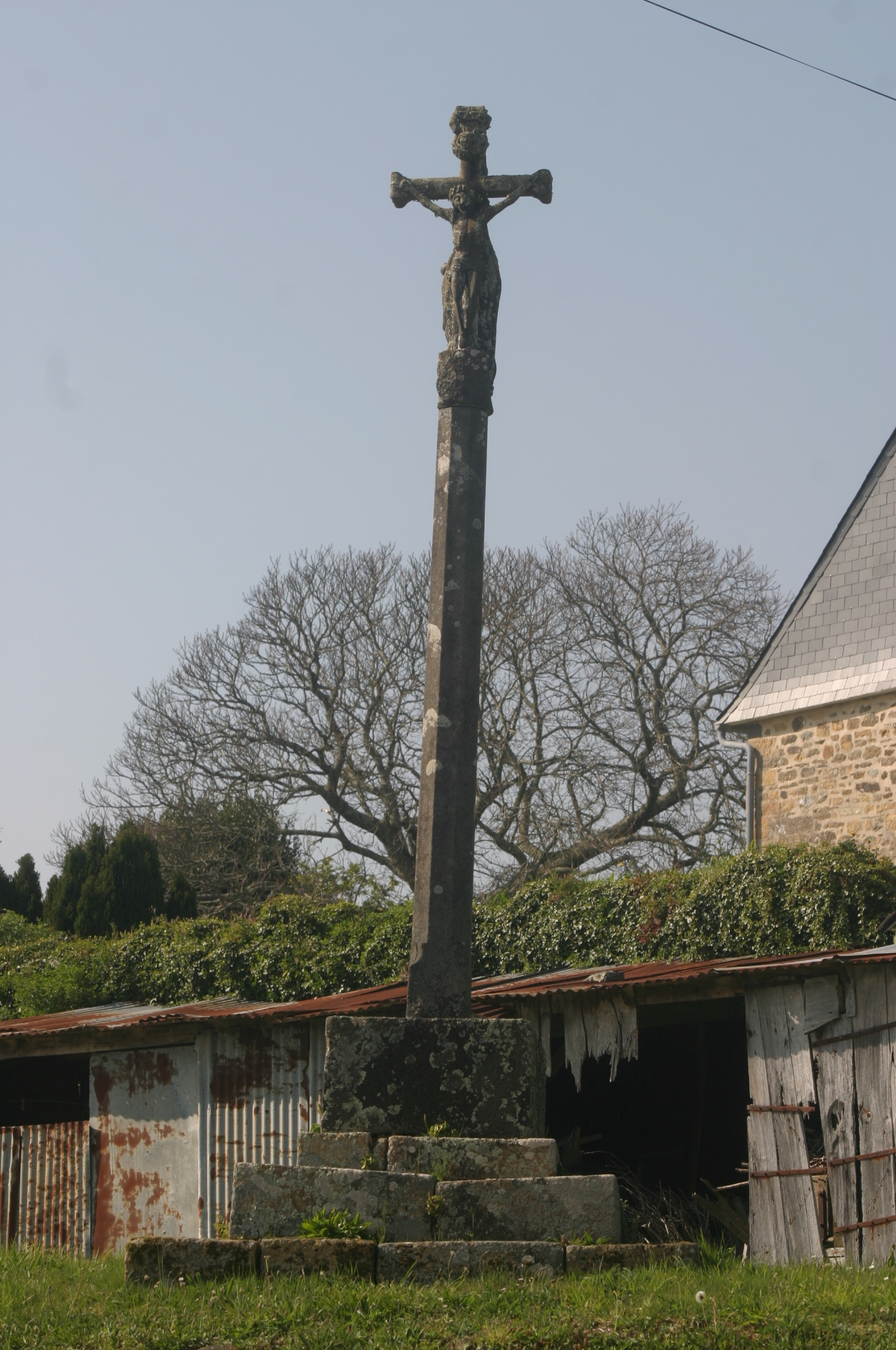
Le calvaire de Kerohan

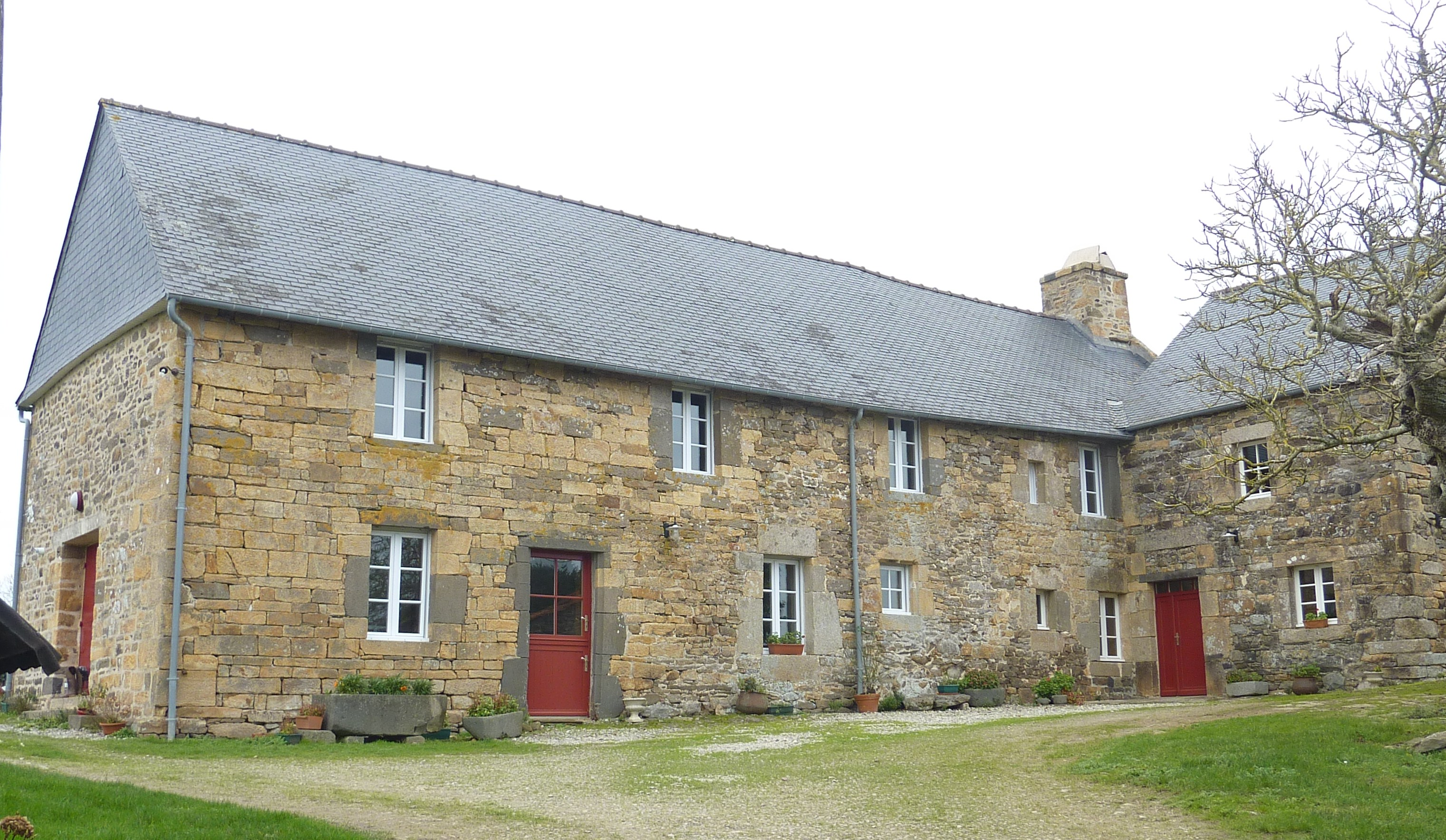
Une ferme de Kerohan construite avec des pierres de l'ancien manoir

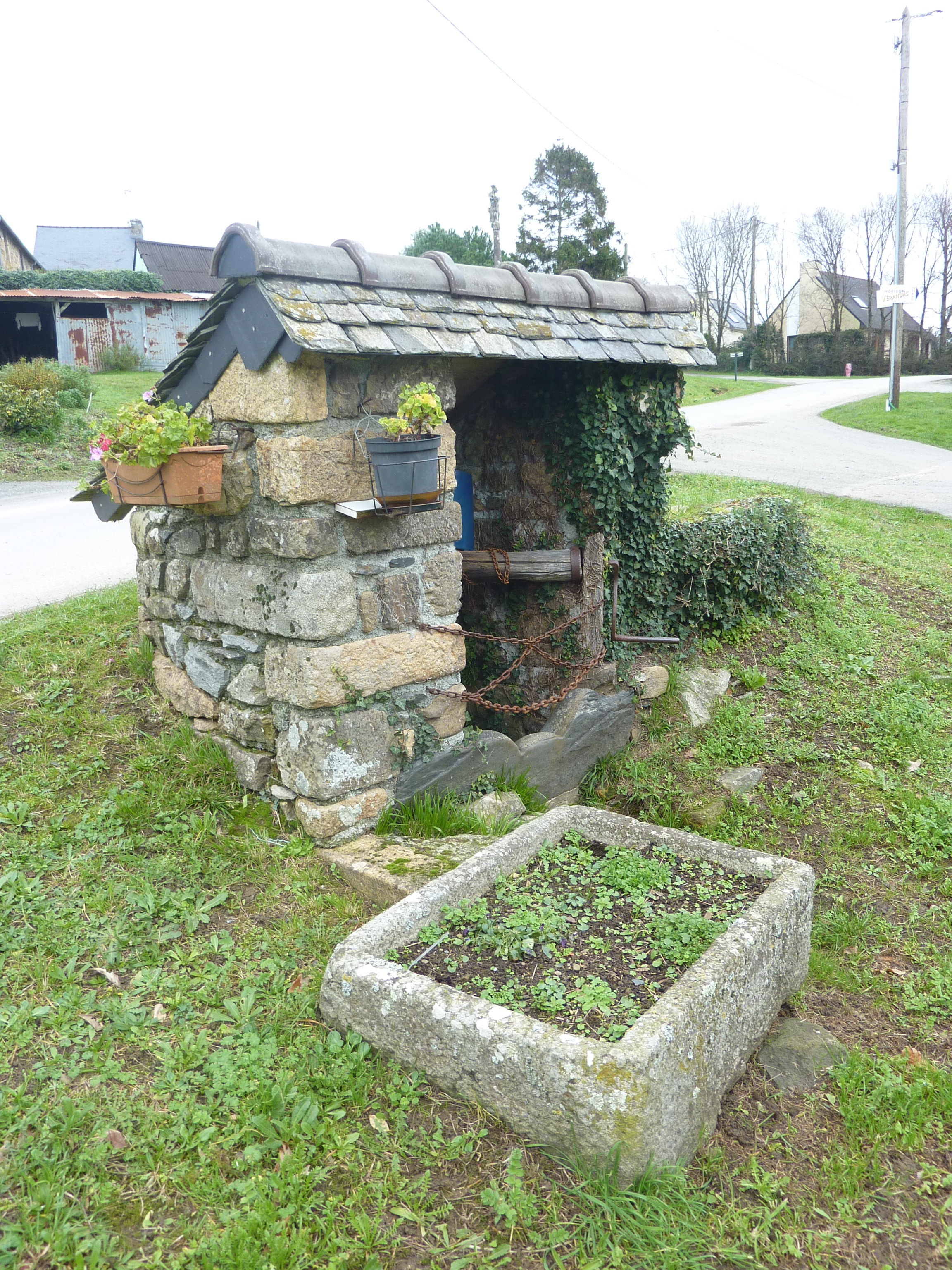
Le puits de Kerohan

Liée à l'histoire du manoir, la chapelle de Lanvoy est aujourd'hui en rénovation. Son clocher reste le seul témoin d'une histoire réduite au silence par la négligence des hommes. La charte 26 du cartulaire de Landévennec dit que le roi Gradlon donna au VIe siècle les territoires de Caer Liver et de Lan Uoae à saint Guénolé, fondateur de l'abbaye de Landévennec. Noté Lan Voe au XIe siècle, le toponyme est un composé formé avec le vieux-breton lann « ermitage » et un nom de saint, sans doute Moe. Saint Oyen, patron de la chapelle et éponyme de Lopoyen Lochboezien, de lok « lieu consacré », nom du hameau voisin, est, en fait, saint Boezian (Dictionnaire des noms de communes, Bernard Tanguy) mais serait en fait saint Bodian, connu aussi sous le nom de saint Beuzec.
Sous l'Ancien Régime, Lanvoy était une trève d'Hanvec.

#### La seigneurie de Kerohan
La famille Quélen est originaire du manoir de Kerohan, mais a par la suite habité le manoir de Kerliver, délaissant Kerohan (même si, désargentée, la famille revint y vivre au XIXe siècle), où le manoir tombe progressivement en décrépitude comme en témoigne le peintre Eugène Boudin, qui y fit de nombreux séjours, en 1867 :

« Kerohan, notre demeure du moment, vaste chambre aux solives vermoulues, à peine un plancher ; deux lits clos, au milieu, une table ; vaste cheminée ; un crochet pour les hardes suspendu au plafond ; un banc, deux ou trois vieux bahuts sculptés grossièrement. Dans un tas de décombres, on a fait un four à cuire le pain. Les figuiers ont multiplié par hasard. Il y en a cependant un qui doit dater de la fondation du manoir : sur la porte d'entrée cintrée en granit, on lit "1670". C'est tout ce qui reste avec deux grossières fleurs faites au badigeon à l'ocre jaune et rouge. Des sentiers effondrés, en haut une courte allée de hêtres. Il y a maintenant des maisons faites avec des décombres. Voici la croix des vieux tailleurs d'images. On n'a plus cette foi à présent. D'un côté le Christ, de l'autre la Vierge couronnée par un ange : au-dessus, des ornements gothiques. Elle domine la mer, placée qu'elle est dans le chemin qui y conduit. »

### La seigneurie de Kerliver du Moyen Âge auXIXesiècle

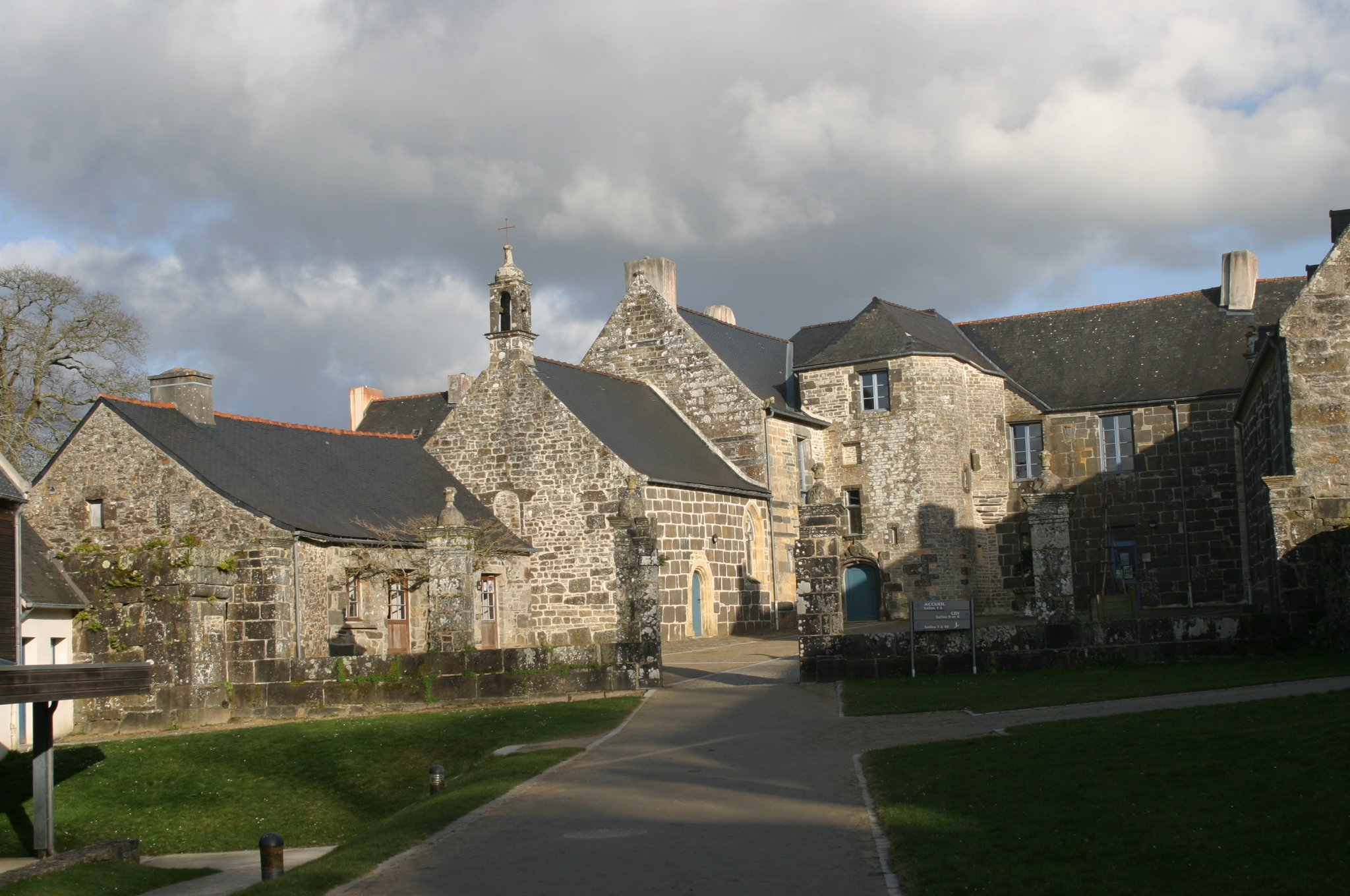
Le manoir de Kerliver

Les seigneurs les plus célèbres qui marqueront de leur empreinte Hanvec sont seigneurs de Kerliver. Ils servent successivement les ducs de Bretagne, les rois de France et l'empereur Napoléon Bonaparte. Leur devise « Meilleur que beau » pour le chevalier de Kerliver au XVe siècle “Mar Car Doué” pour les Kerlec'h au XVIe siècle, « Plutôt rompre que plier » pour le baron de Carné au XVIIe siècle.

#### Avant les Quelen de Kerohan
En 1378, Jehan, seigneur de Kerliver, écuyer, était un compagnon d'armes d'Alain VII de Rohan. Les seigneurs de Kerliver étaient présents aux montres et réformations de Cornouaille entre 1426 et 1502. Jean de Kerliver, seigneur du dit lieu, de Bodalec, de Quilliafel et de Portznédellec, épousa le 12 avril 1587 Marie de Kersauson, veuve de Jean de Kerléan. 
La seigneurie de Kerliver passe ensuite aux mains de la famille de Carné : par exemple François de Carné, baron de Kerliver, fait un pèlerinage à Plévin le 14 septembre 1684 sur la tombe du père Maunoir en raison d'une guérison miraculeuse survenue alors qu'il avait de vives douleurs à un pied. En 1687, le même François de Carné et son épouse, Mathurine de Brézal, fondent à Hanvec la confrérie du Rosaire.

#### Les Quelen de Kerohan
La généalogie complète de la famille de Quélen, originaire du château de Quélen, trève de Quélern en Locarn, est consultable sur un site Internet. 
La famille de Quélen habite Hanvec depuis au moins le mariage avant 1593 de Yves II de Quélen avec Marguerite de Kerliver, fille de Nicolas de Kerliver et de Marguerite Saulx, elle-même fille héritière de Jean Saulx, seigneur de Kerohan.
- Leur fils Tanguy III de Quélen, écuyer, seigneur de Kerohan, conseiller du roi au présidial de Quimper épousa Jeanne Laurens, puis Marie de Coëtlosquet le 13 mars 1631.
  - Hervé de Quélen, leur fils aîné, seigneur de Kerohant, Lestremelar, Le Vieux Chastel et Kerdudal, épousa le 25 juin 1666 Marie Le Couriault de Quilio. En raison de l'extinction de la branche aînée de la famille de Quélen, il obtient en 1669 la reconnaissance par le Roi « de ses fiefs nobles du Coquer et du Val avec leurs appartenances dans la paroisse de Hanvec[50] ».
    - Leur fils aîné, Urbain Hervé de Quélen, chevalier, seigneur de Kerohant, Lestremeler, Kerdudal, Le Val et Kermodiern, épousa le 22 décembre 1699 Louise Thomé de Kéridec.
      - Leur fille Marie-Louise de Quélen de Kerohan, dame de Keranyson à Plonéour-Lanvern, née en 1700, se marie avec Yves Trémic[51].
      - Leur fils cadet Charles-Marie de Quélen (20 juillet 1704, Lanvoy - 21 avril 1777, Le Faou), évêque de Bethléem de 1754 à 1777.
      - Leur fils aîné, Jacques Louis de Quélen, chevalier de l'Ordre de Saint-Louis, épousa le 8 mai 1728 à Landerneau Éléonore Le Gris du Clos.
        - Leur fils aîné, Urbain II Guillaume, comte de Quélen, seigneur de Kerohant et de Quélen, baptisé le 7 mai 1729 en l'église Saint-Houardon de Landerneau, fut page de la Grande Écurie du Roi en 1745, cornette au régiment Royal-Etranger de cavalerie en 1748. Il participa à la bataille de Saint-Cast en 1758. Devenu maréchal de camp le 5 décembre 1781, il signe en janvier 1789 la protestation de l'Ordre de la noblesse de Bretagne contre la réunion des États généraux[52]. Urbain II Guillaume de Quélen émigra lors de la Révolution française à Jersey où il décéda le 1er janvier 1794. Son domaine fut confisqué par le gouvernement révolutionnaire, devenant bien national. Il avait épousé le 2 février 1771 Rose Marie Josèphe Hérisson du Vauthiou, dame de Kerliver en Hanvec.
          - Leur fils aîné, Jacques Louis Joseph de Quélen, comte de Quélen de Kerohant, baptisé le 4 avril 1773 à Saint-Martin de Morlaix, fut page de la Petite Écurie du roi Louis XVI ; émigré en compagnie de ses parents à Jersey, il combattit dans l'Armée des Princes, puis vécut de son talent de peintre miniaturiste jusqu'à son retour d'exil en 1803 ; il fut maire d'Hanvec de 1814 à 1830 avec une brève interruption en 1815 car il tenta en vain de gagner l'Angleterre lors des Cent-Jours et fut brièvement emprisonné à Brest (il faillit même être condamné à mort pour s'être opposé au retour de Napoléon Ier). Il fit bâtir un quai qui porte son nom, au Faou. Il avait épousé le 4 avril 1797 à Jersey sa cousine Élisabeth de La Goublaye de Ménorval.
            - Leur fils aîné Prosper François Amboise, comte de Quélen et de Kerohant, né à Morlaix le 28 frimaire an XII (20 décembre 1803) fut élève des écoles militaires de La Flèche et de Saint-Cyr. Sous-lieutenant à Brest en 1830, il refusa de servir la monarchie de Juillet et démissionna de l'armée. Il est décédé à Kerohant en Hanvec le 15 septembre 1876 et s'était marié le 26 mai 1830 avec Louise Marie Joséphine de Rolland.
              - Leur fils aîné Ludovic Joseph Prosper, comte de Quélen et de Kerohant, est né à Kerohant en Hanvec le 28 août 1831 et est mort à Morlaix le 8 mars 1894. Marié avec Henriette Louise Marie de Naylies.
              - Son frère cadet, Urbain de Quélen, zouave pontifical, sous-lieutenant, est mort le 15 octobre 1867 au village de Palombara (États pontificaux) de ses blessures reçues à la bataille de Montelibretti le 13 octobre 1867[50] ; sa tombe se trouve dans l'ossuaire d'Hanvec[53].

#### Les Dehaies de Montigny
C'est en 1850 qu'à la suite de problèmes financiers, les Quélen vendent le manoir de Kerliver aux frères Dehaies de Montigny, fils d'un ancien gouverneur des Indes françaises fait chevalier de l'Empire. 
Officiers, ses deux fils résident pendant leurs années de retraite à Kerliver et cèdent par testament le manoir à la commune à la fin des années 1880.

### XVIIeetXVIIIesiècles
Le bourg d'Hanvec se développe au cours du XVIIe siècle siècle au nord et à l'ouest d'un noyau constitué de l'église (qui date de 1625), du cimetière et du presbytère (1720), autour de l'ancienne Place du Marché (désormais Place de la Mairie) comme en témoigne une demi-douzaine de maisons datant de cette époque.
Des habitants d'Hanvec participèrent à la Révolte des Bonnets rouges en 1675 ; deux d'entre eux furent même exclus de l'amnistie de 1676.
En 1690 Hanvec était le plus considérable des dix bénéfices qui dépendaient de l'abbaye de Daoulas, valant alors 1 800 livres de revenu.
Vers 1715, les landes couvraient 3 000 journaux à Hanvec (1 000 journaux à Lopérec et autant à Quimerc'h) selon un rapport d'un sénéchal de l'évêché de Quimper. L'élevage des moutons y était alors important, même si la laine y était peu travaillée sur place, exportée principalement vers Irvillac. La culture du lin semble y avoir été peu répandue en raison de la relative rudesse climatique ; le chanvre par contre, plante plus rustique et qui accepte des terres plus pauvres, y était cultivé et transformé : plusieurs inventaires après décès en font mention, même si les métiers à tisser y étaient assez peu nombreux (218 métiers à tisser recensés pour 771 inventaires). Des traces de cinq kanndi ont été relevées sur le territoire communal. Un moulin à foulon se trouvait à Troéoc servant en particulier à la préparation de la toile de berlingue.

#### Deux miracles attribués au père Maunoir
En 2657 le célèbre prédicateur Julien Maunoir prêcha une mission à Hanvec, dont dépendait alors la trève de Rumengol.
La tradition a attribué à Hanvec deux miracles à Julien Maunoir : Nicolas Quintin, âgé de 42 ans, à la dernière extrémité, aurait été guéri par lui ; il en fit la déclaration à Plévin le 22 mai 1684. Yves Déniel, sourd, aurait très bien entendu après avoir évoqué le père Maunoir en 1683.

#### Deux femmes de couleur à Hanvec à la fin duXVIIIesiècle
Pichot de Querdisien est un notable, commissaire de la marine et inspecteur de la forêt du Cranou, qui vivait à Hanvec à la fin du XVIIIe siècle. Il avait à son service entre autres deux femmes de couleur originaires de l'île de France (île Maurice actuelle), dénommées Thérèse Gautier et Françoise Pochain, indiquées comme coiffeuses et domestiques. Le subdélégué du Faou indique en s'en étonnant (suspectant un lien plus étroit) que Querdisien « leur accorde la faveur de les admettre à sa table, quelque compagnie qu'il ait » et « fait défenses de les inquiéter en aucune façon, les regardant comme entièrement libres ».
En 1759, une ordonnance de Louis XV ordonne à la paroisse d'Hanvec de fournir 65 hommes et de payer 426 livres pour « la dépense annuelle de la garde-côte de Bretagne ».

#### Hanvec à la fin duXVIIIesiècle

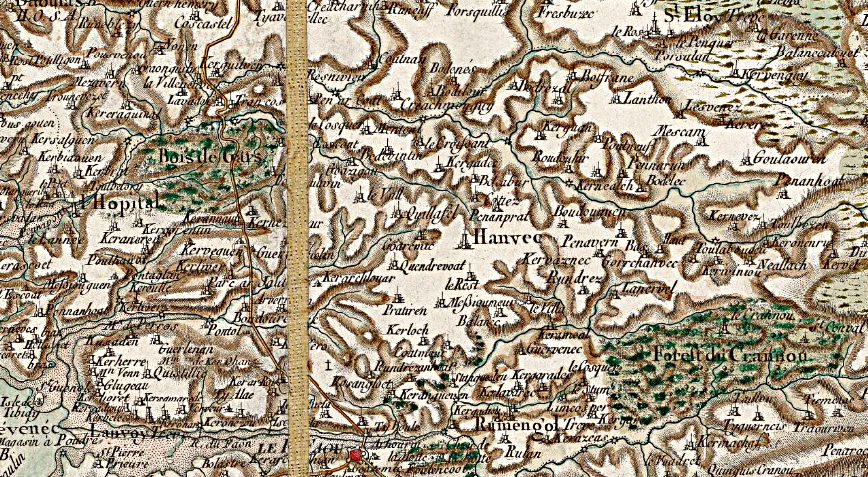
Carte de Cassini de la paroisse d'Hanvec (1784).

Jean-Baptiste Ogée décrit ainsi Hanvec en 1778 :

« Hanvec ; à 8 lieues un quart au Nord de Quimper, son  évêché ; à 39 lieues et demie de Rennes, et à 1 lieue un sixieme du Faou, sa subdélégation. Cette paroisse relève du Roi, et compte, y comprend ceux de Rumengol et de Lanvoy, ses succursales, 2 600 communiants. La cure à l' Ordinaire, pour un Chanoine de Daoulas. C'est un pays plat où on trouve pourtant quelques vallons, peu de prairies , beaucoup de landes, des arbres fruitiers, et quelques bois taillis, dont le plus considérable est celui de Kerliver, on y recueille des grains de toutes espèces. »

### Révolution française et Empire (1789-1814)
Le 25 décembre 1789 une gabare qui allait de Brest au Faou fit naufrage en Rade de Brest, ce qui provoquait la noyade de 28 personnes, dont 21 ouvriers de la paroisse de Hanvec qui rentraient dans leur famille pour la fête de Noël.
En 1791, les prêtres de Hanvec, M. Bourillon, recteur, Rolland et Saliou, vicaires, refusèrent de prêter le serment de fidélité à la Constitution civile du clergé ; devenus donc prêtres réfractaires, ils demeurèrent cachés dans la paroisse, se méfiant des patriotes du Faou qui risquaient de les dénoncer.
En 1792 l'ancienne trève de Lanvoy est rattachée à la paroisse d'Hanvec.

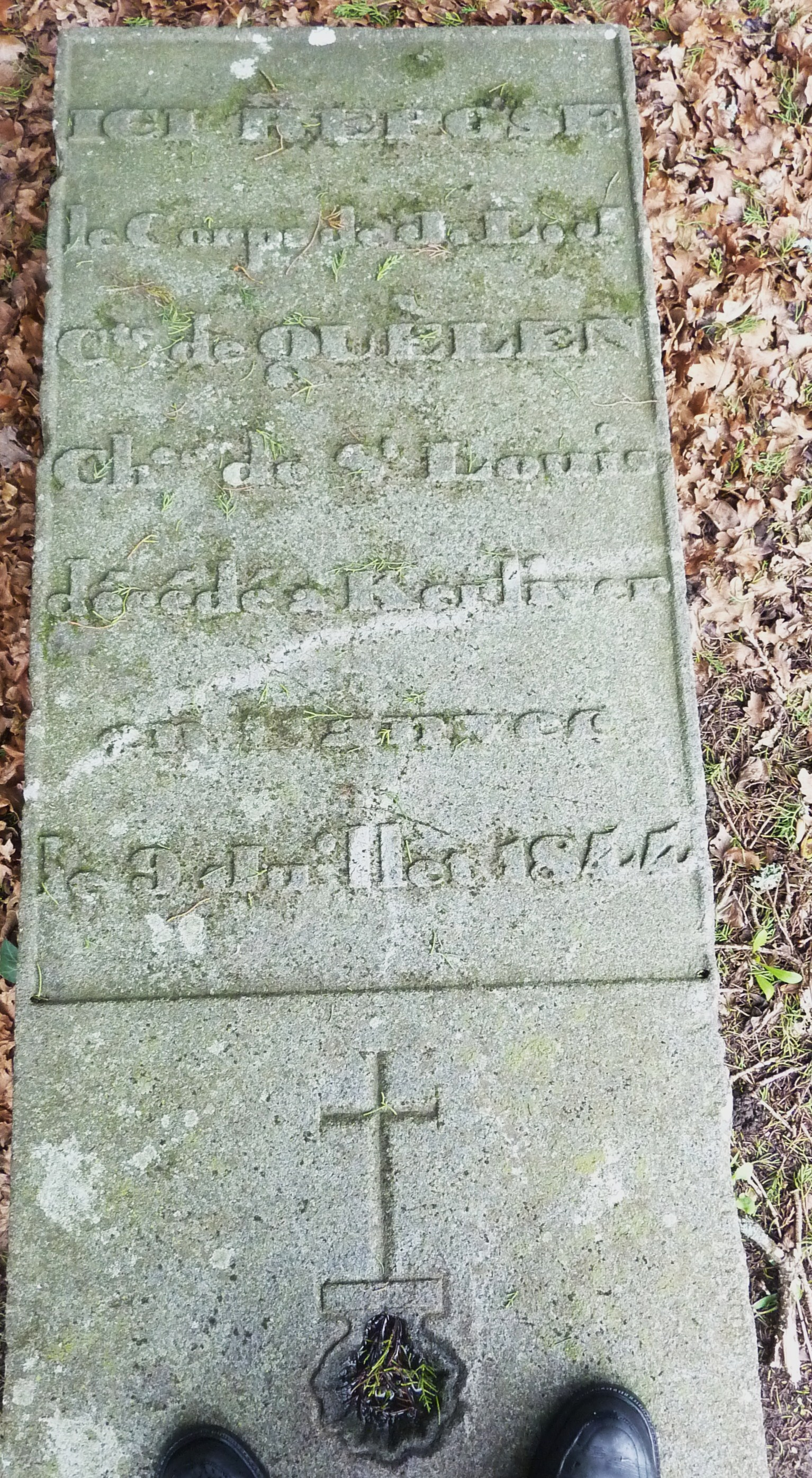
La pierre tombale de Jacques Joseph Louis, comte de Quélen, maire d'Hanvec de 1815 à 1830.

Yves Le Cren, précédemment vicaire à L'Hôpital-Camfrout, est élu curé constitutionnel d'Hanvec en 1791 en remplacement de Jacques Bourlot, obligé de donner sa démission.
En 1798, « il n'existe point d'école primaire dans le canton » d'Hanvec à cause « du désir qu'ont les administrés [riches] de faire aller leurs enfants aux écoles des villes pour apprendre le français ».
L'arrêté n° 1016 du 7 brumaire de l'an X [29 octobre 1801], portant réduction des justices de paix du département du Finistère, supprime celle d'Hanvec.

### LeXIXesiècle

#### L'évolution du bourg
Selon le cadastre de 1824, seules 6 maisons, sur les 22 représentées dans le bourg, sont situées au sud de l'église. C'est seulement après l'ouverture de la gare en 1863 que le bourg va se développer vers l'est, dans sa direction. Le cimetière est transféré sur la route d'Irvillac en 1875.

#### Des épidémies meurtrières
Entre le 12 août 1834 et le 18 novembre 1834, une épidémie de choléra sévit à Hanvec faisant 60 morts, principalement dans le hameau de Perros proche de la mer (Hanvec est lors de cette épidémie la sixième commune la plus touchée du Finistère après Crozon (356 morts), Brest (201 morts), Quimper, Camaret et Audierne. Une autre épidémie de choléra concerne aussi Hanvec en 1866, y faisant deux morts.
En 1896, un document indique que les Sœurs de l'Immaculée Conception de Saint-Méen assistaient et soignaient gratuitement les malades de Hanvec à domicile.
En 1911, une épidémie de fièvre typhoïde fait 8 morts à Hanvec.

#### Hanvec décrit en 1843
A. Marteville et P. Varin, continuateurs d'Ogée, décrivent ainsi Hanvec en 1843 :

« Hanvec (sous l'invocation de saint Pierre) : commune formée de l'ancienne paroisse de ce nom, moins sa trève Rumengol, qui est devenue commune, et plusieurs portions de territoire absorbées par Le Faou et par Hôpital-Camfrout ; aujourd'hui succursale ; chef-lieu de perception. (..) Principaux villages : Traon-Néhoc, Bodévintin, Ker-ar-Cloarec, Perros, Kerloch, Kervizennec, le Labou. Objets remarquables : la forêt du Cran-Nouzé, chapelle Saint-Conval. Superficie totale : 5 949 hectares, dont (..) terres labourables 2 609 ha, prés et pâturages 247 ha, bois 204 ha [plus la forêt du Cranou d'une superficie totale de 616 ha, dont 405 ha sont en Hanvec], vergers et jardins 22 ha, landes et incultes 2 218 ha (..). Moulins : 12 (de Reundrez, Ty Bisson, Mescam, Kergudec, Roudouhir, Kervinou, Kergaër ; à eau). Il  y a, outre l'église, deux chapelles : une seule de celles-ci a pardon. Une grande partie du territoire de Hanvec est couverte de rochers arides et pelés ; mais les terrains cultivés sont rendus assez productifs par l'abondance et le bas coût des engrais de mer. Toutefois les céréales produites par le sol ne suffisent pas aux habitants, qui sont forcés d'en importer. L'élève des moutons est pour cette commune une précieuse industrie [activité], encore bien qu'elle soit loin d'être ce qu'elle pourrait devenir si elle était aidée de plus de soins et surtout de capitaux. On exporte de la commune de Hanvec un nombre considérable de ces animaux. (..) La route royale n°170, dite de Quimper à Lesneven, traverse la commune du sud au nord. Il y a foire le 22 juillet. Géologie : grès dans le nord-est, au nord terrain schisto-argileux, grauwacke dans le sud ; quelques gisements du beau granite de kersanton. On parle le breton et le français. »

#### Julien Prioux, dit «Californie»
Julien Prioux est d'abord contremaître sur le chantier de la route royale n° 165. À la suite d'ennuis judiciaires (faits de violence), il émigre en Californie et travaille dans les mines d'or de la Yuba, près de Downieville. 
Il rentre en 1856, disposant alors d'importants moyens financiers et achète plusieurs fermes dans la région, notamment le domaine de Menez Meur, où il crée une ferme modèle. Le sobriquet « Californie » donné à Julien Prioux s'est étendu à Menez Meur.

#### Le désenclavement ferroviaire

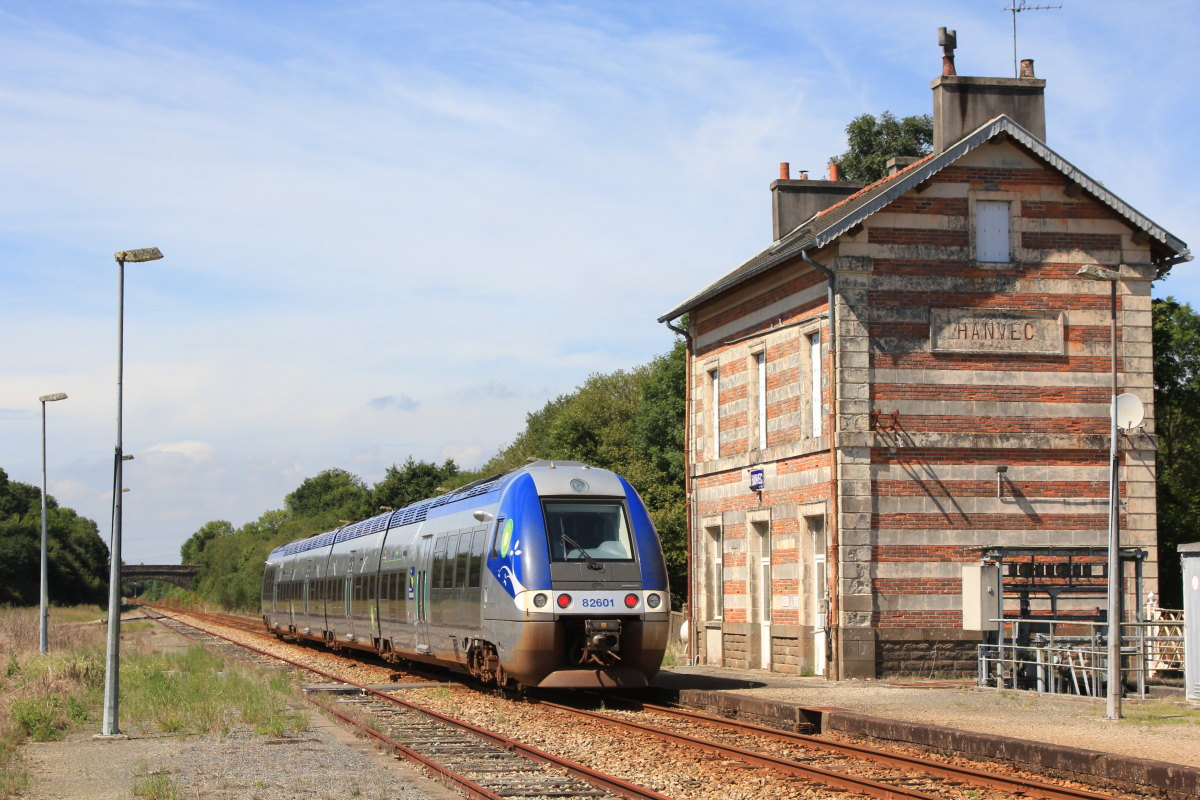
La gare d'Hanvec en 2011.

La ligne Savenay - Landerneau, construite par la Compagnie du Chemin de fer de Paris à Orléans fut mise en service le 16 décembre 1863, le tronçon concernant Hanvec, allant de Châteaulin à Landerneau, étant le dernier à être mis en service en raison du relief tourmenté qui explique le profil tourmenté, pentu et sinueux de la ligne à hauteur d'Hanvec. Il fut même envisagé un temps de ne pas construire ce tronçon du fait de son profil difficile et d'une alternative possible avec un service de bateaux à vapeur sur l'Aulne et la rade de Brest.

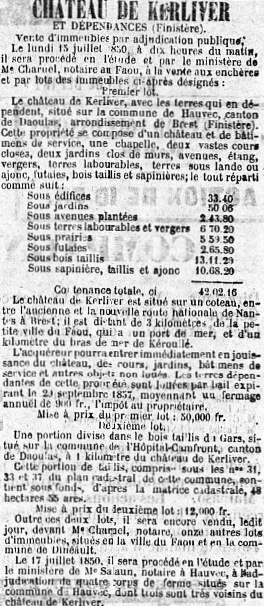
La mise en vente du château de Kerliver et de ses dépendances (journal Le Constitutionnel du 20 juin 1850).

Le journal Le Temps évoque ainsi la mise en service de cette voie ferrée :

« La compagnie d'Orléans va, dans quelques jours, livrer à l'exploitation la dernière section de sa grande ligne de Nantes à Brest. Cette section, comprise entre Châteaulin et Landerneau, [...] compte trois stations intermédiaires : Quimerc'h, Hanvec, Daoulas. Elle traverse un sol très tourmenté qui a donné lieu à l'établissement de nombreux ouvrages d'art. Nous citerons parmi les plus importants le viaduc de Guily-Glas, sur l'Aulne, près de Port-Launay, composé de douze grandes arches d'un seul étage, de 22 mètres d'ouverture. Sa longueur totale est de 357 mètres, sa hauteur de 22,5 mètres au-dessus du niveau moyen de la mer ; le viaduc de Meil-ar-Guidy, sur la Doufine, près de Pont-de-Buis : il se compose de 9 arches de 18 mètres d'ouverture, sa longueur est de 222 mètres, sa hauteur de 40 mètres ; le tunnel de Neiz-Vran, long de 400 mètres ; le pont sur l'Élorn (rivière de Landerneau), composé de trois arches, l'une centrale en plein cintre, de 16 mètres d'ouverture, les deux autres de 9,5 mètres de diamètre. »

À plusieurs reprises (1869, 1872), les Hanvécois demandent sans l'obtenir la construction d'une halte au débouché du tunnel de Néisvran, même si le bourg d'Hanvec était desservi par une gare, quelque peu excentrée par rapport au bourg, sur la route de Saint-Éloy. Des expériences d'arrêt à hauteur de la forêt du Cranou eurent aussi parfois lieu.

#### Eugène Boudin à Hanvec
Eugène Boudin, peintre impressionniste normand, aime y séjourner. Il se laisse séduire par les ciels bretons, ainsi que par une Hanvécoise, Marie-Anne Guédès, qu'il épousa le 14 janvier 1853 au Havre. Grand aquarelliste, Boudin séjourne à de nombreuses reprises au manoir de Kerohan à Lanvoy ; il immortalise sur ses toiles le bourg, l'église, la campagne et la vie villageoise. Il écrit : « le pays est admirable, tout comme les foires, les pardons, les chaumières et les groupes de gens ».
« À l'entrée d'une rue de village, voici un tohu-bohu infernal. Les moutons geignent, les veaux couplés marchent peureusement ; on bat les cochons qui ne veulent pas avancer ; les charrettes sont l'une sur l'autre. Voici une auberge ornée d'un drapeau et d'un bouquet vert. On y boit force cafés. La presse y est : sous la porte en granit on étouffe. Sur la place de l'église, c'est bien autre chose : les moutons sont en tas les uns sur les autres. La foule est compacte : on s'agite au milieu des bœufs, on se frappe dans les mains. En voilà un qui emporte un mouton dans ses bras ; d'autres ont fait un nœud coulant à une corde qu'ils ont passée au groin d'un porc, lequel pousse des grognements terribles, poussé qu'il est par deux paysans. Les hommes sont nombreux. Voici les ouvriers pour la récolte ; en voici qui descendent des montagnes et qui viennent acheter un cochon pour leur fumoir. Les femmes tirent leurs hommes du cabaret où le vin engendre des querelles. C'est un bruit assourdissant. Nous sommes à Hanvec le jour de la grande foire de juillet. »
— Eugène Boudin, Notes d'un voyage en Bretagne, 1867

#### Foires et marchés
Chaque année entre 1863 et 1869, le conseil municipal d'Hanvec demande la régularisation des 6 foires annuelles qui se tiennent déjà à Hanvec le deuxième jeudi des mois de janvier, mars, mai, juillet (foire dite de la Madeleine ou encore Vieille foire), septembre et novembre. Le sous-préfet de Brest se montre défavorable, émettant « le regret de voir se multiplier par la création de nouvelles foires le grave danger du détournement trop répété des cultivateurs de leurs travaux, et de l'ivrognerie dont les foires sont déjà une si fâcheuse occasion ». En 1869, le conseil général accorde toutefois l'autorisation demandée, car Hanvec est « un centre de production bovine chaque année plus important », même si les Hanvécois bénéficient déjà d'un tarif ferroviaire spécial aller-retour chaque mercredi pour se rendre à la foire hebdomadaire de Châteaulin. Dans la décennie 1930, une foire se tenait le deuxième jeudi de chaque mois et une, plus importante, le 22 juillet.

#### Les écoles
Une école communale a existé à Hanvec dès le Premier Empire à la suite des instructions données par Napoléon Ier en 1808 ; l'instituteur était payé par la commune (200 francs par an initialement), mais aussi par les parents d'élèves dont les contributions variaient selon les programmes suivis par les élèves (apprendre seulement à lire, apprendre à lire et à écrire ou enseignement général) ; le 6 février 1838 le conseil municipal refuse l'augmentation du traitement réclamé par l'instituteur, lequel démissionna alors.
Une première école publique de garçons ouvre en 1859 (sur l'actuelle place Armand Herry) ; l'école privée Jeanne d'Arc ouvre en 1873 ; une nouvelle école publique, accolée à une mairie, ouvre en 1884.
À la fin du XIXe, lorsque l'enseignement primaire devient obligatoire (loi Ferry de 1881), la construction de 67 écoles de hameaux est autorisée dans le Finistère par deux décrets :
- Le décret du 25 octobre 1881 qui attribue une subvention pour 18 écoles de hameau dans l'arrondissement de Quimperlé (toutes ont été bâties).
- Le décret du 14 mars 1882 qui attribue une subvention pour 50 écoles de hameau sur les quatre autres arrondissements du département (Brest, Châteaulin, Morlaix, Quimper) à choisir dans les communes « dont le territoire est le plus étendu et les ressources les plus restreintes » (49 sont construites, dont une à Hanvec, à Pen-ar-Hoat.

« Je pense qu'il y aurait utilité à créer une école de hameau au village de Pen ar Hoat ar Gorré, distant du bourg de Hanvec d'environ 6 kilomètres, et entouré de plusieurs villages fournissant en tout une population d'environ 600 âmes, privée aujourd'hui des bienfaits de l'instruction » déclare le maire Claude Le Bras lors de la séance du conseil municipal du 23 avril 1882. 
L'école, avec deux classes, ouvre le 31 octobre 1884. Elle a été fermée vers 1960.

#### La mort en Chine d'un marin de Hanvec
Le monument aux morts de Hanvec indique le nom d'Étienne Rozuel, matelot sur la canonnière Surprise, né le 18 mars 1853 à Hanvec et mort à la fin du XIXe siècle. Il sert en mars 1870 à Mayotte, en septembre 1872 à Saïgon, en juin 1875 à la division des mers de Chine et du Japon, en janvier 1880 à la division de Cochinchine, puis en 1883 à la flottille du Tonkin. Il meurt le 12 août 1875 à Tientsin, lors d'une expédition française en Chine, peu après le massacre de Tientsin (1870).

#### La nouvelle église paroissiale
La nouvelle église paroissiale Saint-Pierre, de style néogothique, qui remplace l'église antérieure qui datait du XVIIe siècle, est construite entre 1875 et 1877 (architecte : Joseph Bigot), le clocher étant achevé en 1879 par Jean-Louis Le Naour. L'ancien porche, datant de 1625, a été conservé.

#### Le crime de Jean-François Le Corre
Jean-François Le Corre fut condamné aux travaux forcés à perpétuité par la Cour d'assises du Finistère par avoir blessé à mort d'un coup de feu son beau-père Jean Le Bris le 28 janvier 1887 ; arrivé au bagne des Îles du Salut le 4 novembre 1887, il décéda le 15 août 1895 à Cayenne.

### LeXXesiècle

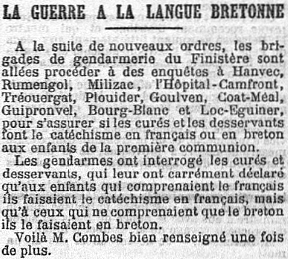
La lutte contre l'emploi de la langue bretonne par le clergé (journal La Croix du 25 novembre 1903).

#### La Belle Époque
En 1904, après avis favorable du conseil général du Finistère, la Chambre des députés « adopte après déclaration d'urgence un projet de loi autorisant une surtaxe sur l'alcool à Hanvec, », seule commune concernée par ce projet de loi. L'argent ainsi récolté doit servir « à des travaux de grosses réparations à la maison d'école et à la construction d'un mur de clôture du cimetière ». 
Il s'agit en fait de la reconduction d'une taxe déjà existante à Hanvec ; elle est attestée dès 1868,. En 1883 cette taxe est de 14 francs par hectolitre d'alcool.
En juin 1908 45 pièces d'argent de 6 livres à l'effigie de Louis XV et Louis XVI furent trouvées par des enfants dans le village de Mescam.

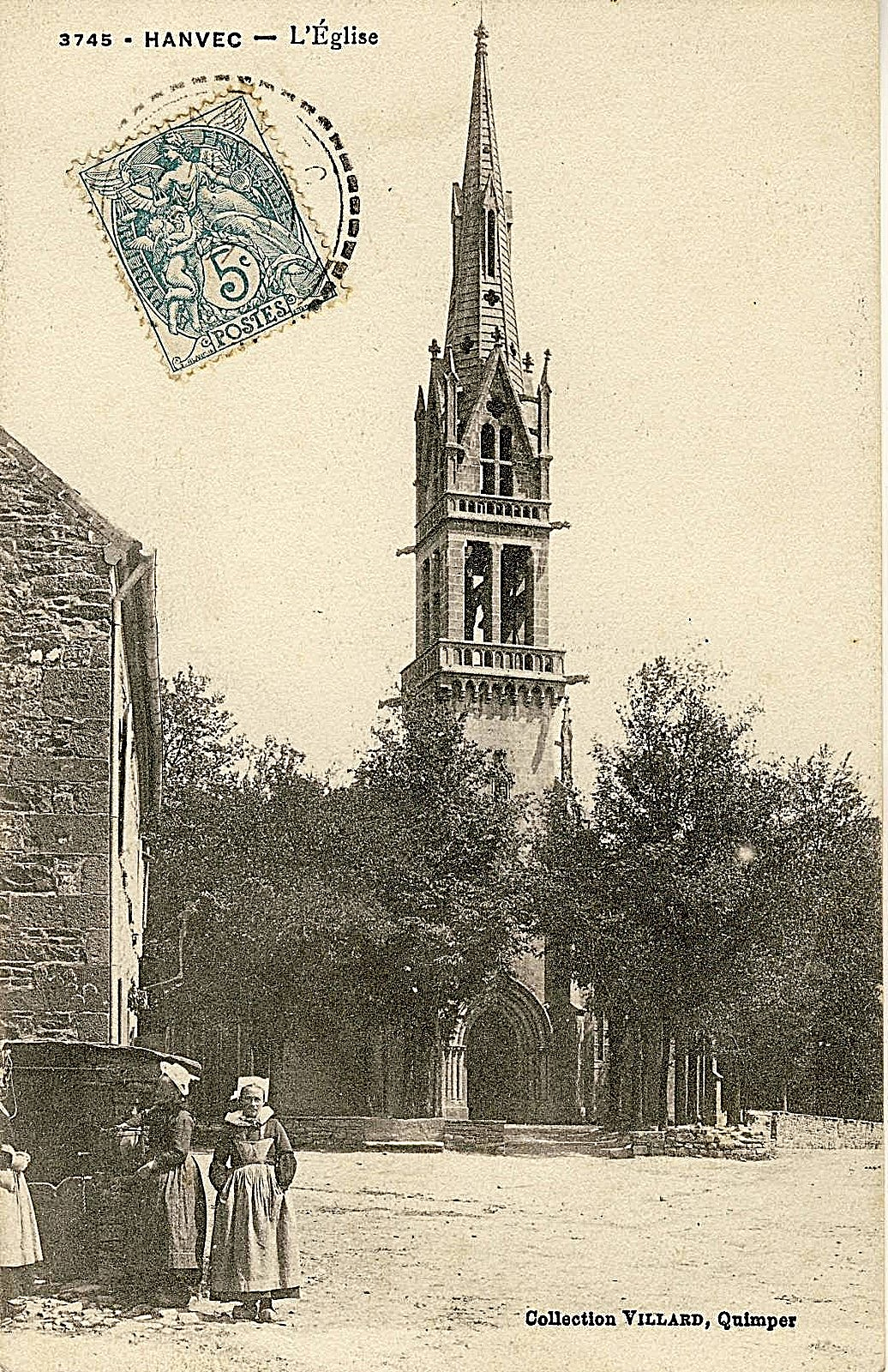
L'église d'Hanvec au début du XXe siècle (carte postale Villard).
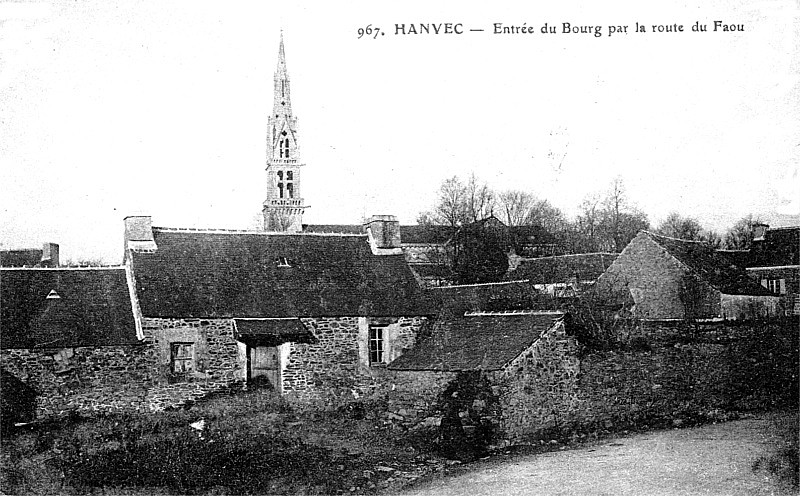
Hanvec ː l'entrée du bourg par la route du Faou au début du XXe siècle (carte postale).
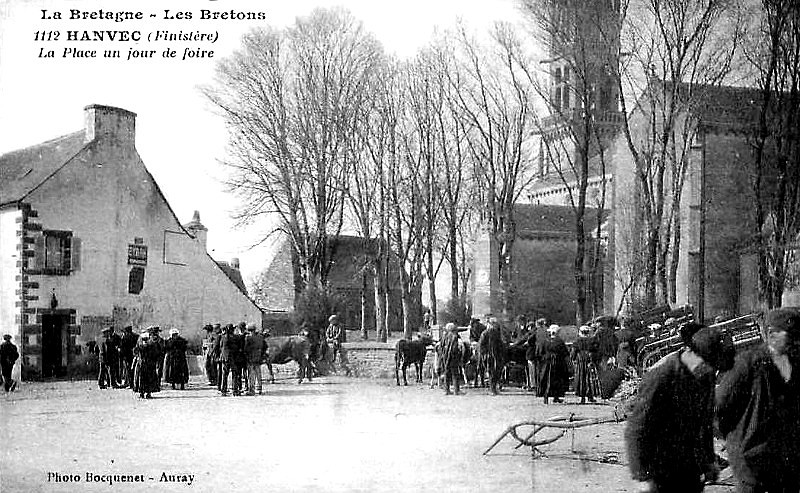
Hanvec ː la Place un jour de foire au début du XXe siècle (carte postale).
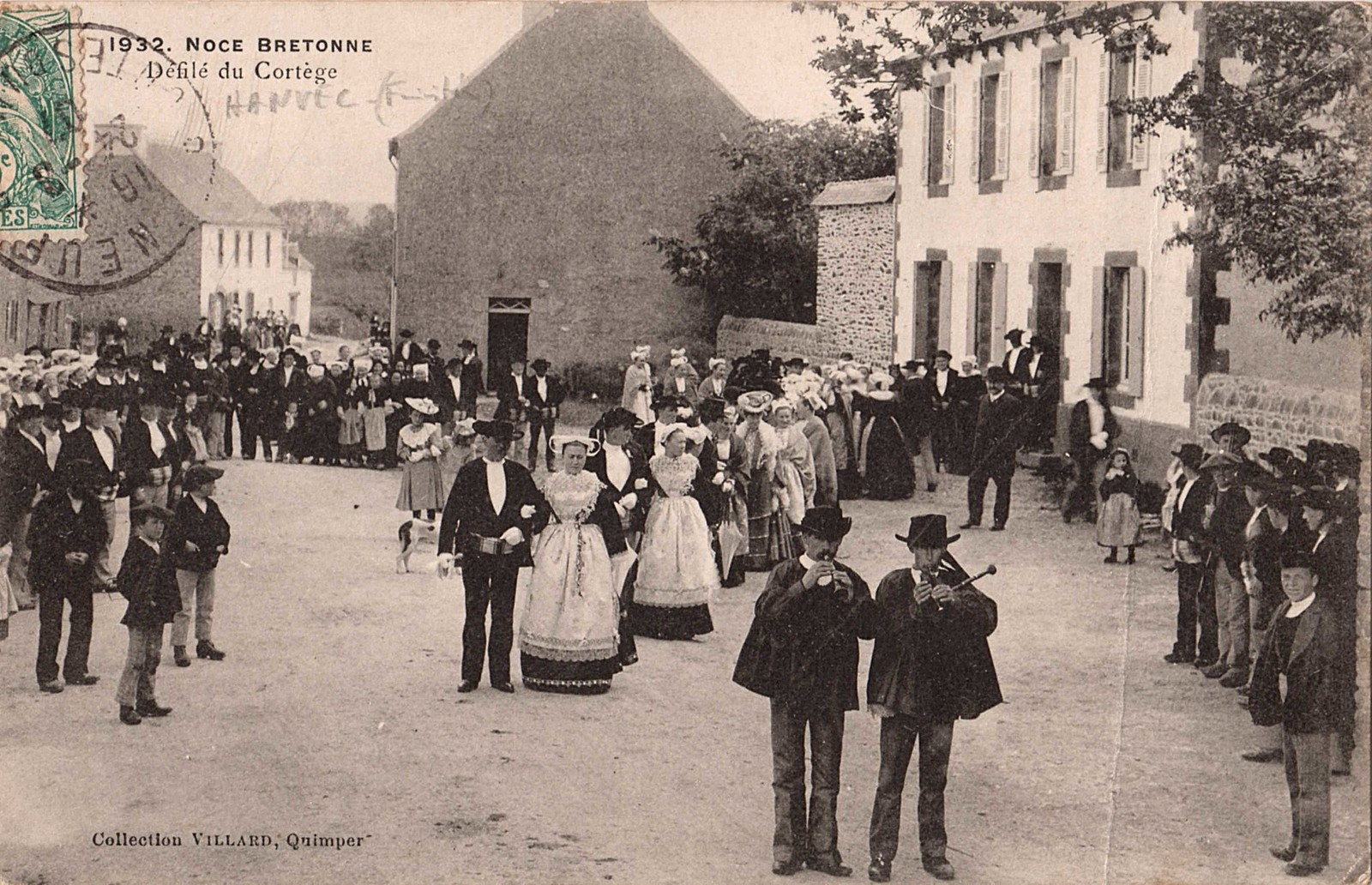
Une noce bretonne à Hanvec au début du XXe siècle (carte postale).
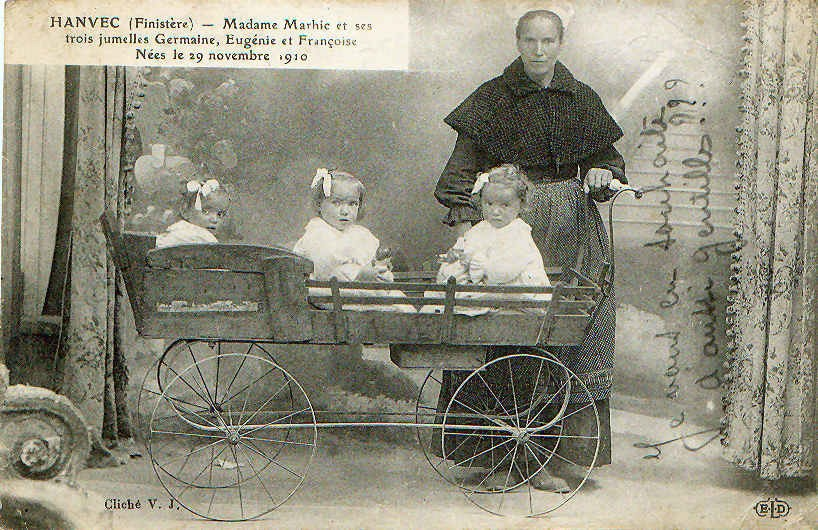
Madame Marhic et ses trois jumelles, nées en 1910 (carte postale).

En octobre 1911 une épidémie de fièvre typhoïde fit 8 malades, dont 3 décédèrent, à Hanvec.

#### L'école d'enseignement ménager de Kerliver

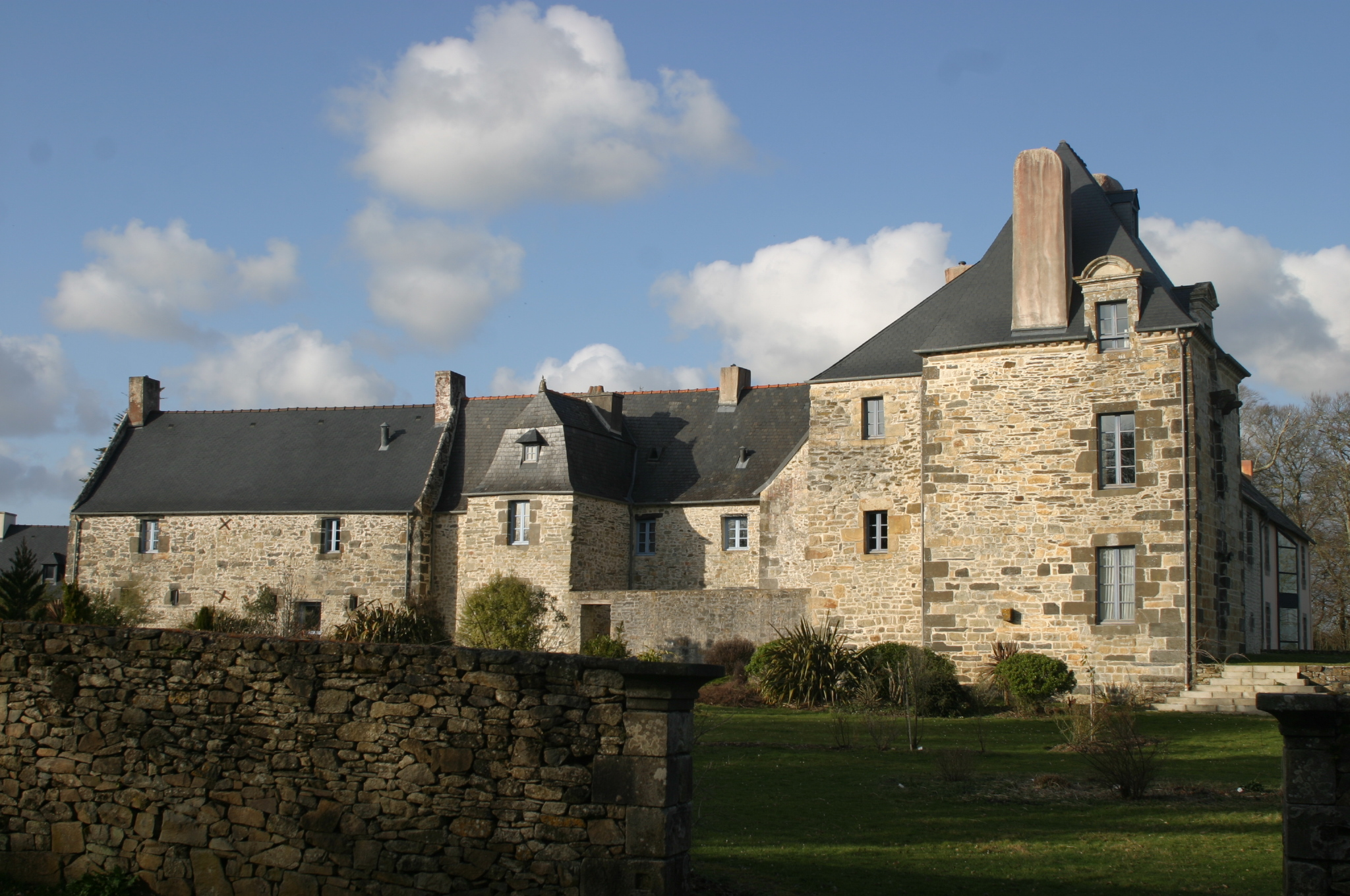
Le manoir de Kerliver.

Dans les années 1880, la commune bénéficie du legs des frères Dehaies de Montigny, fils de François Emmanuel Dehaies de Montigny, qui ont racheté en 1850 le manoir de Kerliver à la famille de Quélen. 
Ce legs permet en 1883 la création dans le manoir de Kerliver d'une « école primaire agricole », complétée en 1889 d'une école de laiterie pour jeunes filles », avec formation à la laiterie et à la fromagerie. 

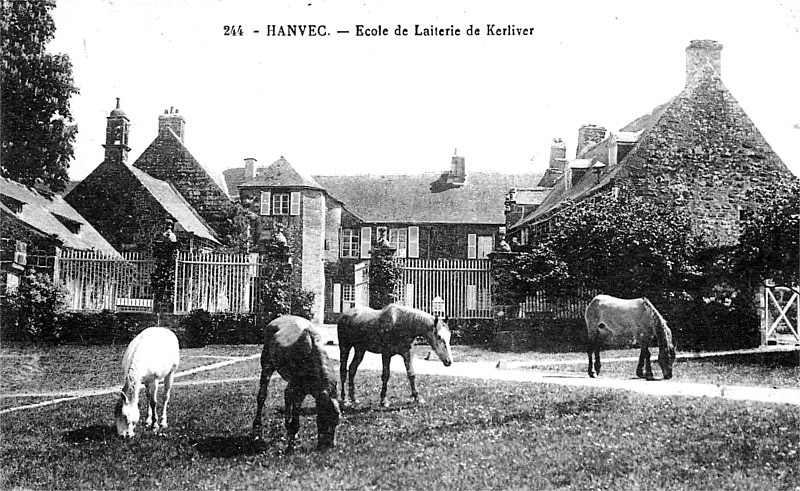
L'école de laiterie de Kerliver vers 1925 (carte postale).

En 1910, elle porte le nom d'« école pratique de laiterie ». Dotée de 30 places, elle « reçoit, à 14 ans, des filles de cultivateurs ; leur apprend les manipulations du lait, la fabrication des fromages, les soins de basse-cour et de vacherie ». 
L'école est désignée comme « école d'enseignement ménager » en 1912 : « Il existe […] à Hanvec une école d'enseignement ménager. Tous les ans l'école est au grand complet. Les élèves sortant de cet établissement sont toutes placées ; quoique pour la plupart sans dot, elles sont demandées en mariage par les fils de cultivateurs de la région. Il faut voir les exploitations agricoles tenues par les ménagères sortant de Kerliver ; elles se présentent sous un cachet particulier. Propreté, santé, aisance, semblent être inscrites à l'entrée des quelques exploitations qu'il nous a été donné de visiter ».
Le règlement et les conditions d'admissions de l'école (en 1903) sont précisées dans un document de l'époque consultable.

#### La Première Guerre mondiale
Le monument aux morts recense 136 soldats morts pour la France pendant la Première Guerre mondiale ; parmi eux 8 sont des marins ou soldats disparus en mer ; 9 sont morts en Belgique (dont 6 dès le 22 août 1914 à Maissin, Rossignol ou Jemeppe-sur-Sambre) ; 2 
(Emmanuel Férec et Jacques Le Moign) dans l'actuelle Macédoine du Nord ; Corentin Gourret en Serbie ; Hervé  Marhic, Hervé Moalic et Alain Omnès en Grèce ; 5 sont morts alors qu'ils étaient prisonniers de guerre en Allemagne (Yves Manach le 31 octobre 1918, Jean Salaun le 3 décembre 1918, François Tromeur le 10 décembre 1918 et Henri Béon le 17 décembre 1918 et François Le Menn, lui aussi prisonnier de guerre, le 27 décembre 1918 sur le territoire actuel de la Pologne donc les quatre derniers cités après l'armistice) ; la plupart des autres sont morts sur le sol français, dont Henri Mazé, instituteur, secrétaire de la section socialiste d'Hanvec, candidat aux élections législatives en avril 1914, sergent au 32e régiment d'infanterie coloniale, mort le 7 septembre 1914 à Maubeuge.

Le monument aux morts de Hanvec
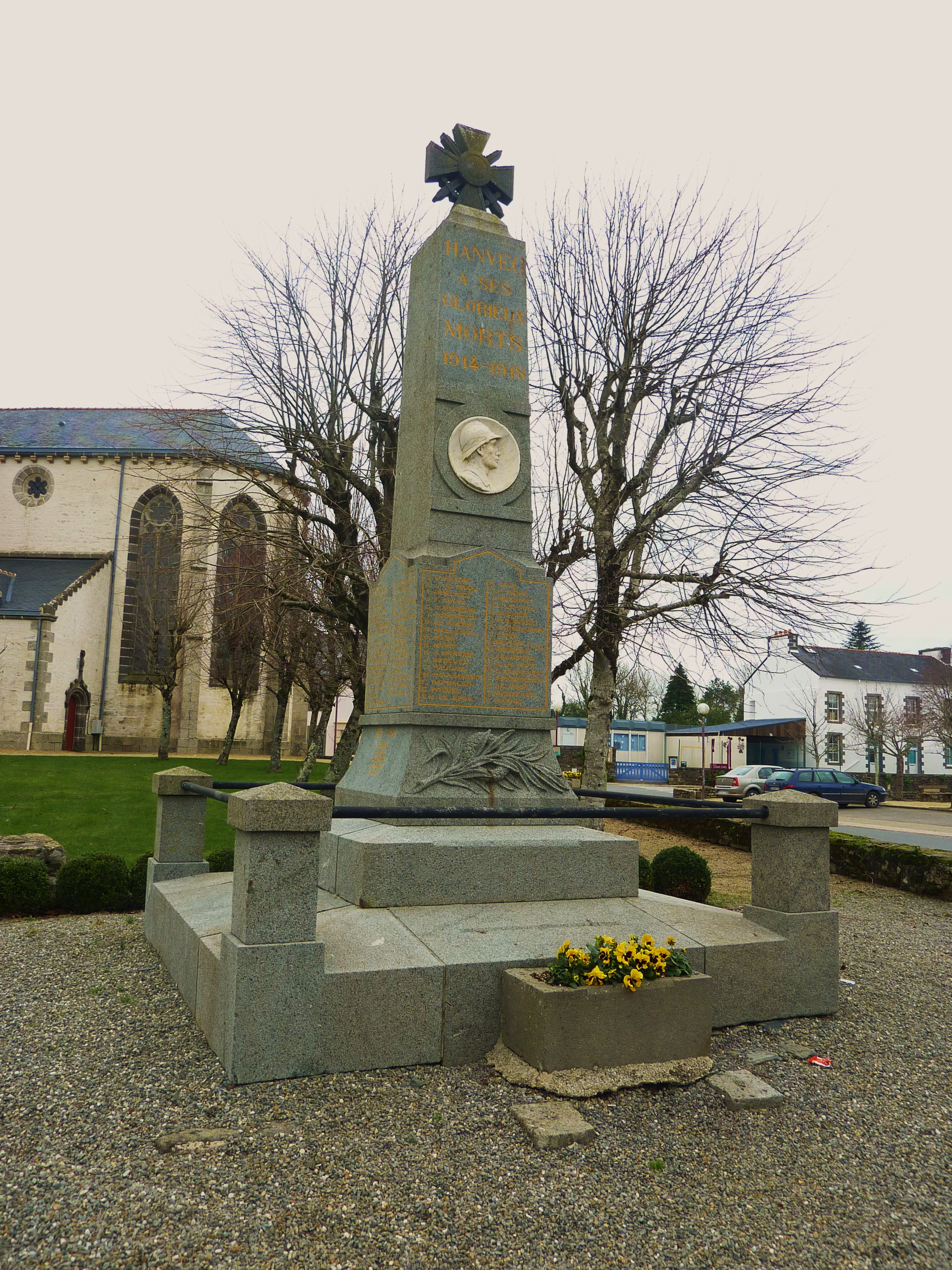
Vue d'ensemble.
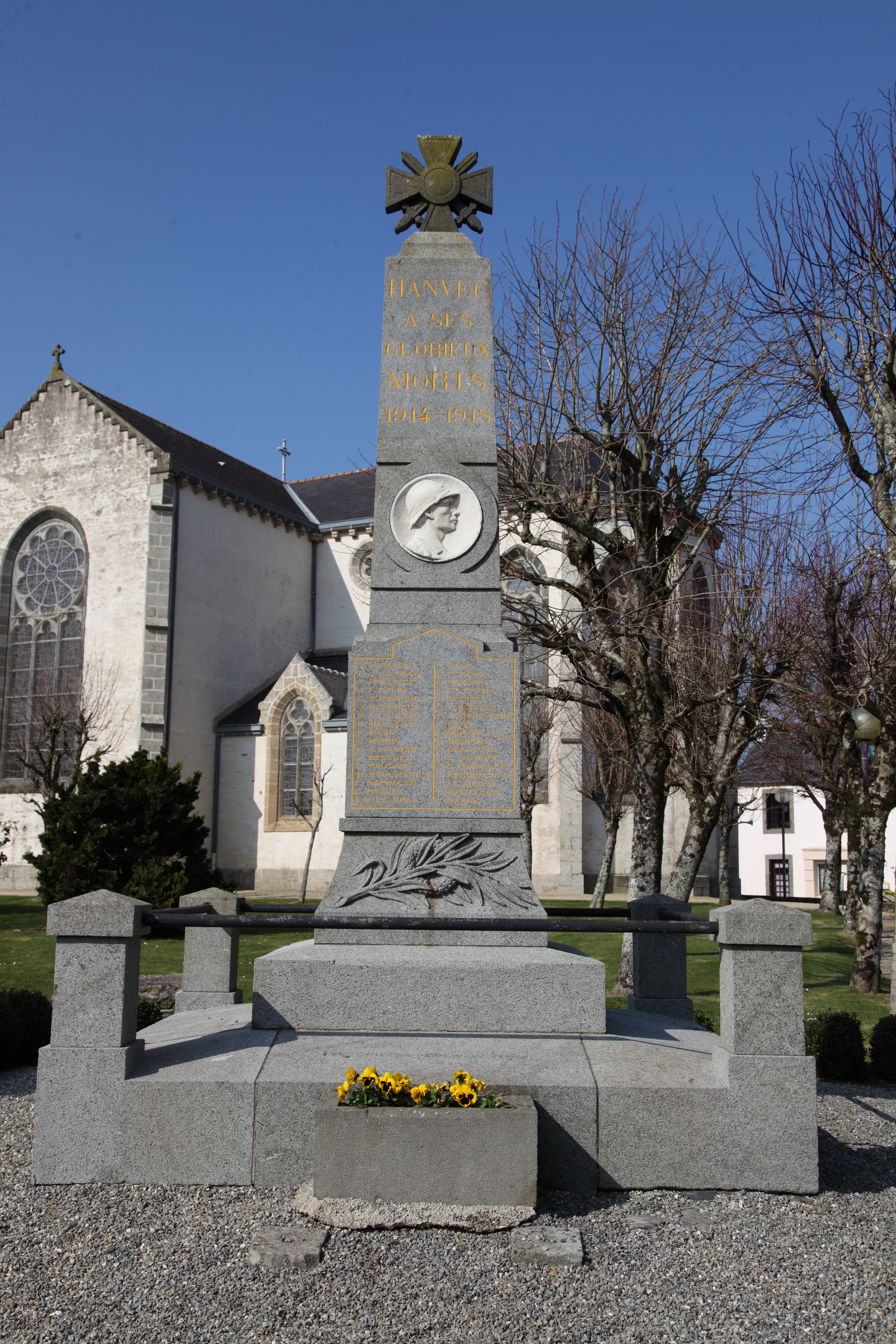
Face sud.
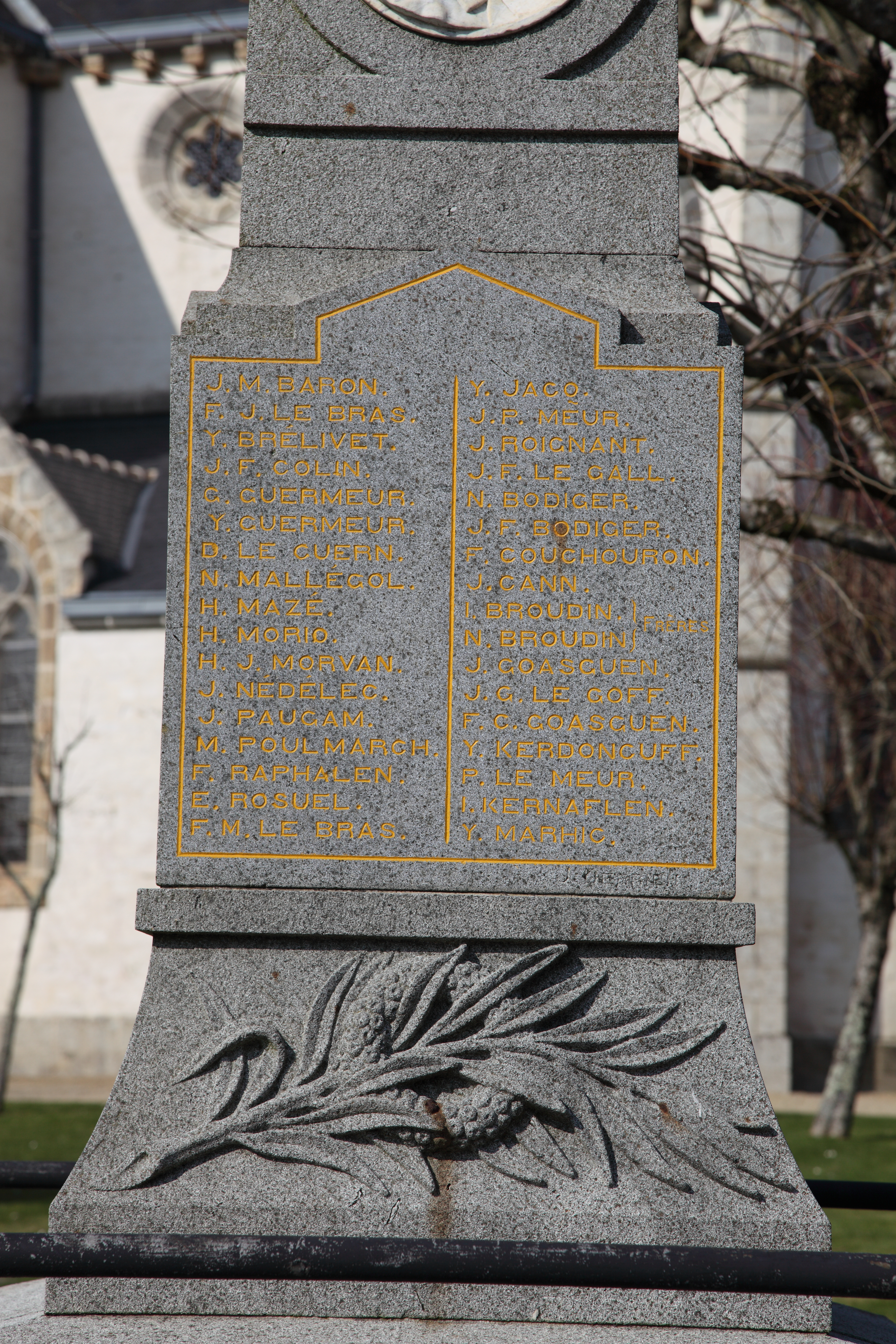
Face sud.
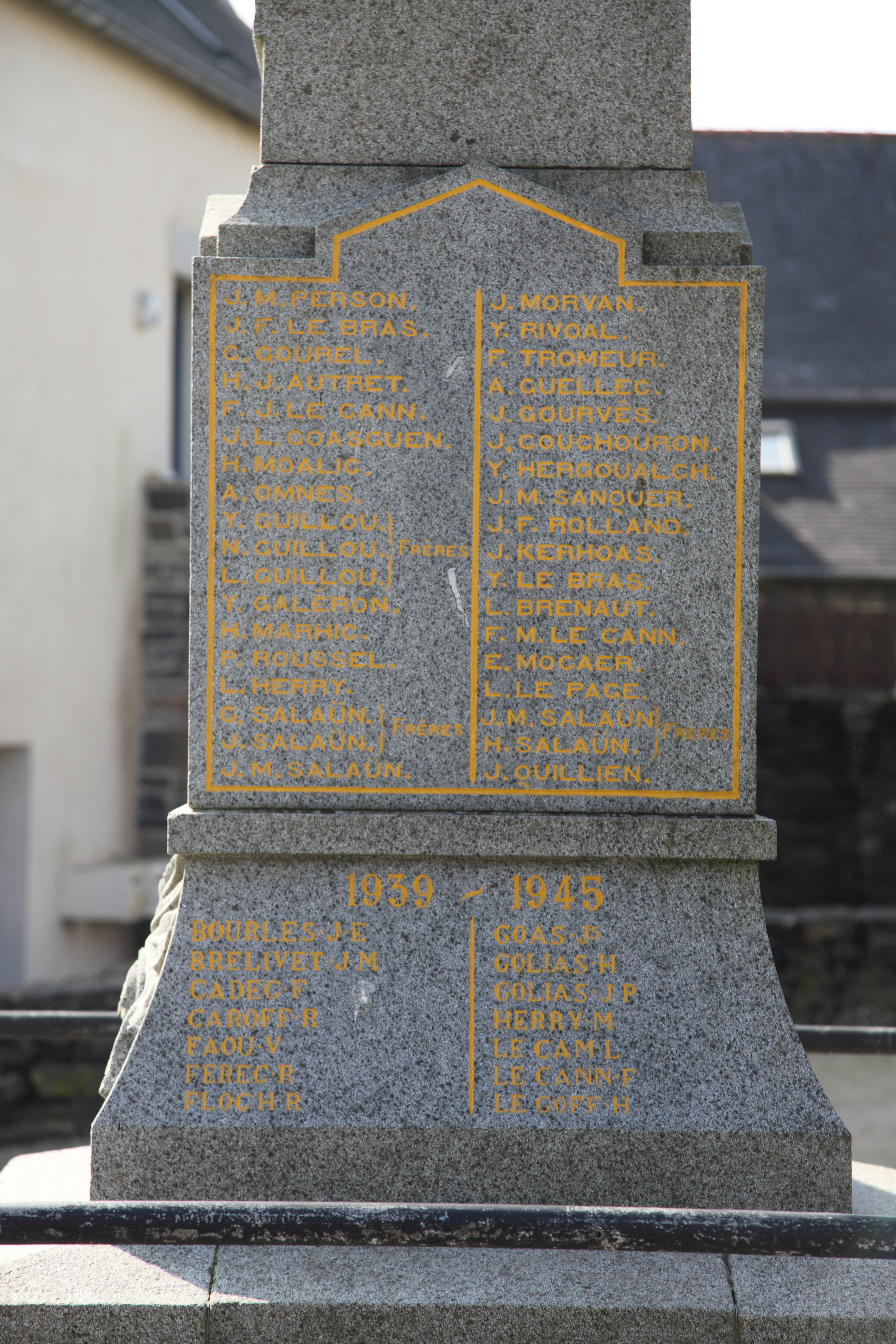
Face est.
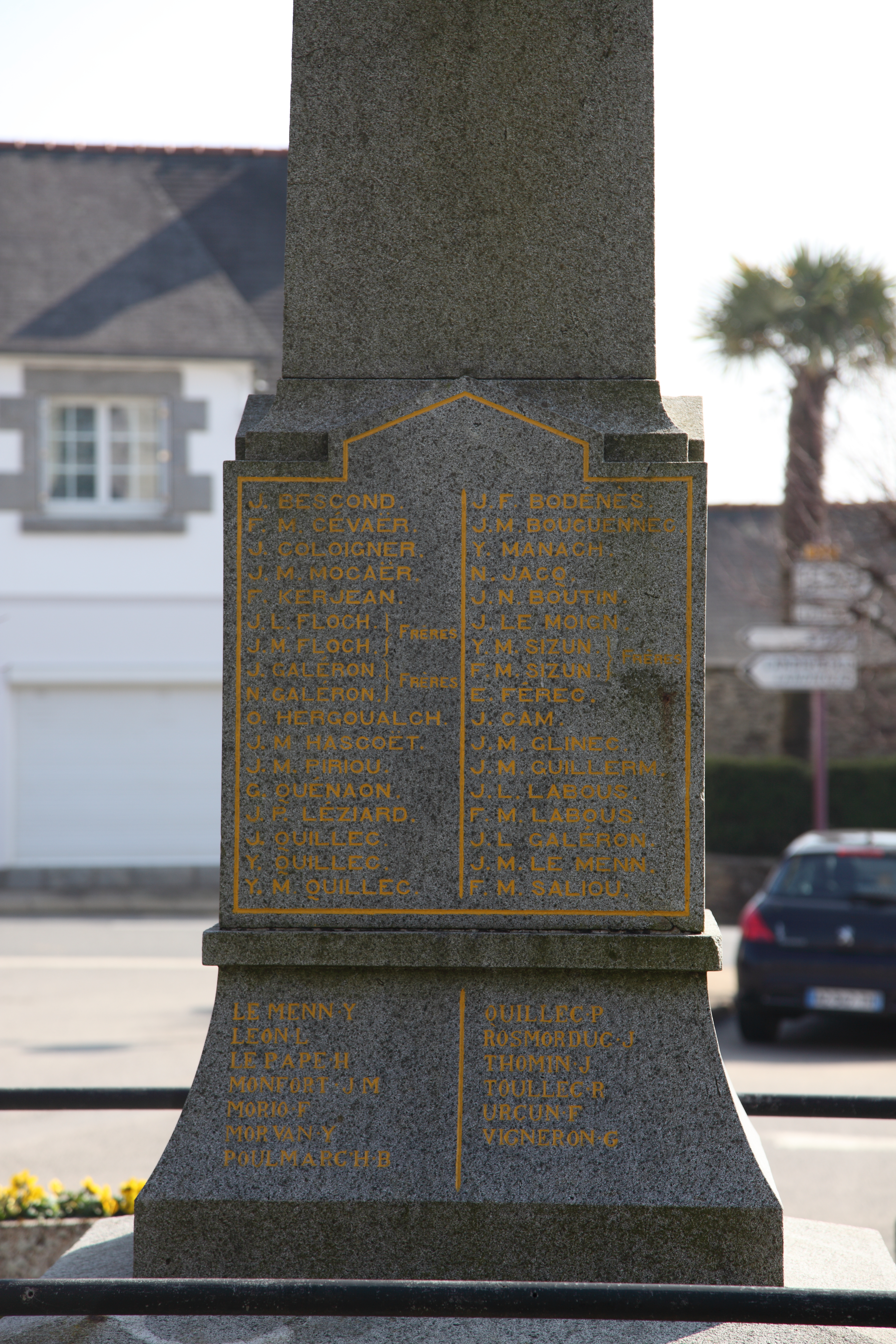
Face nord.
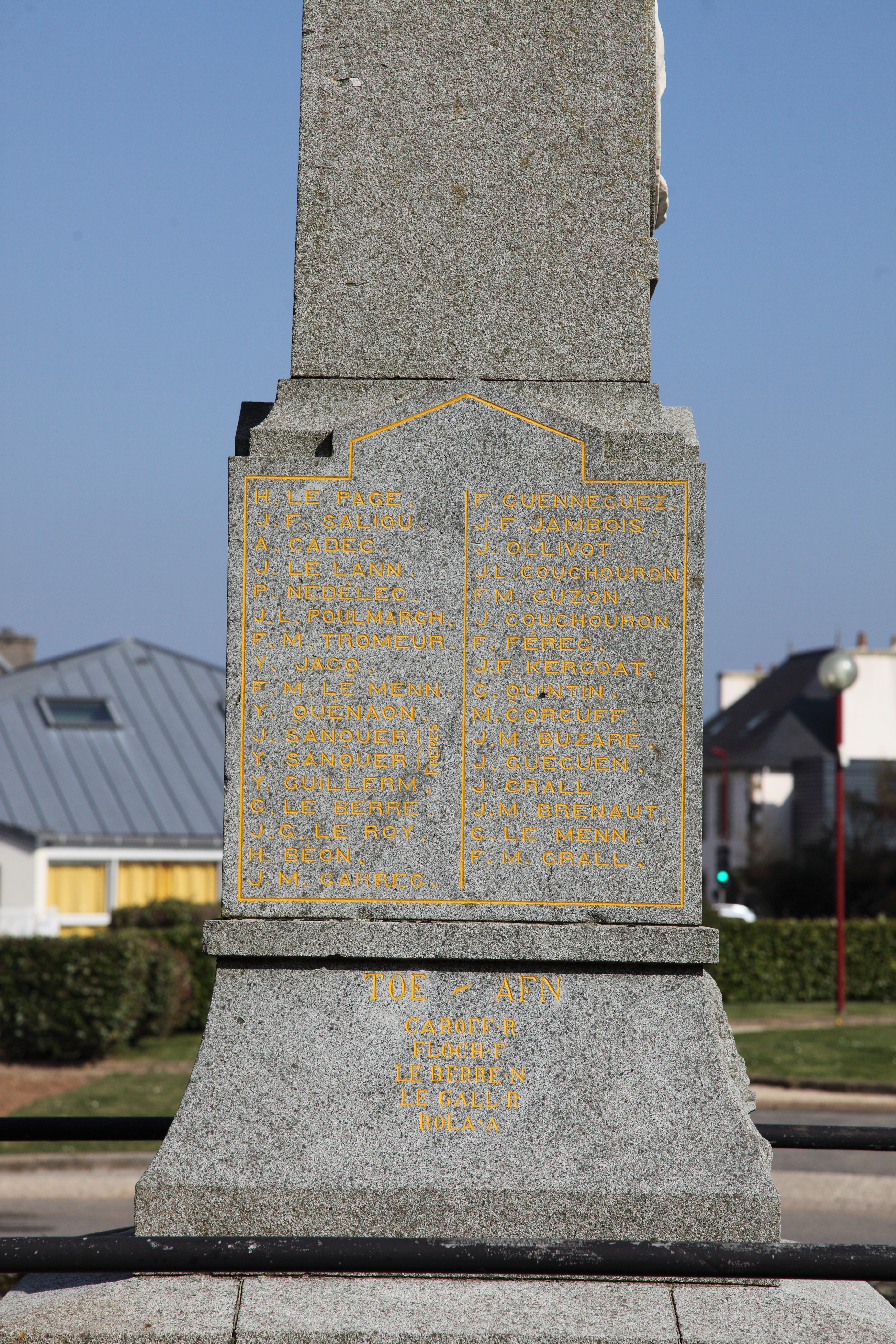
Face ouest.

Le monument aux morts d'Hanvec, inauguré le 25 septembre 1921, a la forme d'un pilier commémoratif ayant la forme d'une colonne quadrangulaire ; sur sa façade avant se trouve un médaillon représentant la tête d'un poilu et une couronne mortuaire avec des palmes entremêlées ; son sommet est orné d'une croix de guerre. Il porte l'inscription : "HANVEC À SES ENFANTS MORTS 1914 - 1918" et les noms des morts des diverses guerres du XXe siècle.

#### L'Entre-deux-guerres
Le club de football de la Jeanne d'Arc Hanvécoise existait déjà en 1921.
En août 1928 une trentaine de moutons furent  dans les communes de Sizun, Hanvec et Daoulas ; la population attribua immédiatement ce carnage à des loups (en fait disparus dans le région depuis quelques décennies), mais les gendarmes déclarèrent qu'il s'agissait plutôt d'un ou plusieurs chiens sauvages de forte taille.
En 1928 les statues de la chapelle Saint-Conval, exposées au vol car on pouvait facilement pénétrer dans cette chapelle isolée, sont transférées dans l'église du bourg, sur décision du recteur d'Hanvec.
Le bureau de poste est construit en 1930.
Les foires et marchés de Hanvec étaient très fréquentés : par exemple la foire du 10 septembre 1936. L'ancienne foire dite de "La Madeleine" était l'une des plus pittoresques : « c'était autrefois la foire aux gages [embauche des domestiques] où la jeunesse ouvrière venait se faire embaucher. Les contrats les plus difficiles avaient leur conclusion quelques jours après autour de la chapelle du Cranou, à l'ombre des chênes séculaires. Mais où sont les "louées" de jadis ? ». En 1939 le journal La Dépêche de Brest et de l'Ouest écrit que les foires d'Hanvec « ne font que gagner en importance » alors que la plupart des foires, ailleurs, périclitent.
Chaque été des billets de chemin de fer à prix réduit, au départ des gares de Brest, Landerneau et Quimper, à destination des gares d'Hanvec et de Quimerc'h, permettaient des excursions en forêt du Cranou.
Une Enquête en Basse-Bretagne (juillet-août 1939), réalise dans le cadre d'une Mission de folklore musical par Claudie-Marcel Dubois et l'abbé François Falc'hun, assistés de Jeannine Auboyer, présente de nombreux documents, en particulier des photographies prises à Hanvec (hameau de Gorré-Hanvec) à cette date.

#### La Seconde Guerre mondiale
Le monument aux morts de Hanvec porte les noms de 27 personnes mortes pour la France pendant la Seconde Guerre mondiale : Jacques Rosmorduc et Louis Léon (ce dernier en Belgique) sont des soldats morts au printemps 1940 lors de la Bataille de France ; 9 sont disparus en mer (dont François Cadec, victime du naufrage du contre-torpilleur Bison en Mer de Norvège le 3 mai 1940, Hervé Golias, Hervé Le Pape et François Urcun, marins sur le cuirassé Bretagne, victimes de l'attaque anglaise de Mers el-Kébir le 3 juillet 1940, Laurent Le Cam, marin sur le Président Théodore Tissier, un navire océanographique, mort le 13 juin 1940 lors de l'évacuation de Saint-Valéry-en-Caux, Jean Monfort, quartier-maître sur le contre-torpilleur Audacieux, victime de bombes américaines lors de la Bataille de Dakar le 23 septembre 1940, Jacques Thomin, mort lors du naufrage du sous-marin Sfax coulé par un sous-marin allemand le 19 décembre 1940, etc..) ; 7 sont des résistants (Robert Férec, résistant, est déporté successivement aux camps de concentration d'Auschwitz, Buchenwald et Flossenbürg où il décède le 20 octobre 1944 ; Guy Vigneron, adjudant bombardier des Forces aériennes françaises libres est mort en combat aérien le 4 novembre 1944 en Allemagne ; Michel Herry, sous-lieutenant, résistant, a été fusillé le 19 mai 1944 à Crécy-en-Brie ; Bernard Poulmarch, fusillé le 5 août 1944 à Châteauneuf-du-Faou ;  François Morio, réfractaire au STO, déporté au camp de concentration d'Auschwitz, puis à celui de Flossenbürg est mort le 6 novembre 1944 à Flossenbürg (Allemagne) ; François Bourlés, gendarme, résistant, déporté, est mort le 11 avril 1945 à Wilhelmshaven ; Raymond Floch, résistant FFI, déporté au camp de concentration de Neuengamme et affecté à un kommando de travail dans le port de Wilhelmshaven, décède le 3 mai 1945 à Sandbostel (Allemagne) après sa libération, sans avoir eu le temps d'être rapatrié) ; Pierre Quillec est mort le 22 janvier 1945 alors qu'il était prisonnier de guerre dans l'actuelle Russie ; Jean Brélivet est mort le 26 février 1944 lors du naufrage de son bateau victime d'un bombardement américain sur une rivière de l'Annam.
Le 22 mai 1944, un train de marchandises est mitraillé en gare d'Hanvec ; 23 civils français et 7 militaires allemands sont blessés. Le même jour, un avion s'écrase à Irvillac.
Jean Corre, d'Hanvec, initialement résistant, puis devenu collaborateur, membre du kommando de Landerneau, arrêté en octobre 1944 (le journal Le Télégramme du 28 octobre 1944 raconte les circonstances de son arrestation), condamné à mort pour avoir dénoncé (par exemple Guillaume Penduff), torturé et assassiné des résistants, fut gracié par le général de Gaulle (sa peine fut commuée en travaux forcés à perpétuité), ce qui suscita des protestations. Un jeune d'Hanvec, surnommé "Petit Coq", lui aussi initialement résistant, devint un collaborateur, participant également au kommando de Landerneau et fut condamné à mort ; sa peine fut commuée en réclusion perpétuelle,

#### L'après Seconde Guerre mondiale

##### La guerre d'Indochine
5 soldats originaires de Hanvec (Raymond Caroff, Félix Floch, Nicolas Le Berre, René Le Gall et Alain Rola) sont morts pour la France pendant la Guerre d'Indochine.
La commune d'Hanvec est diminuée d'un hameau rattaché au Faou par décret du 31 décembre 1970.

##### La Galopette
Un parc d'attractions dénommé La Galopette, a fonctionné sur un domaine d'une quinzaine d'hectares au lieu-dit Kerfeunteuniou dans la dernière décennie du XXe siècle et jusqu'en 2006. Un projet de parc zoologique au même endroit a été envisagé, mais abandonné.

### XXIesiècle

#### Nouvelle salle municipale (2014)

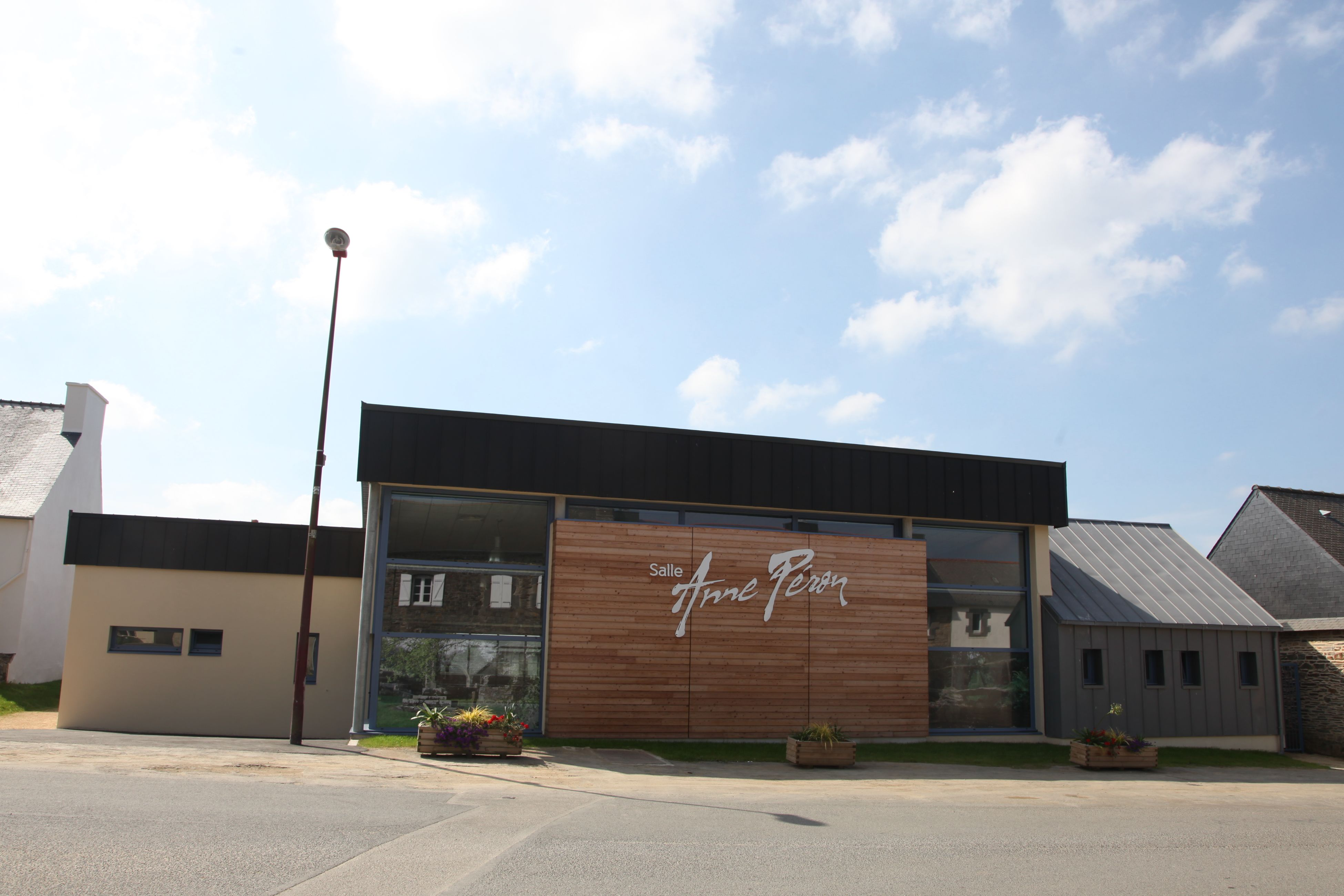
Salle multifonctions Anne-Péron.

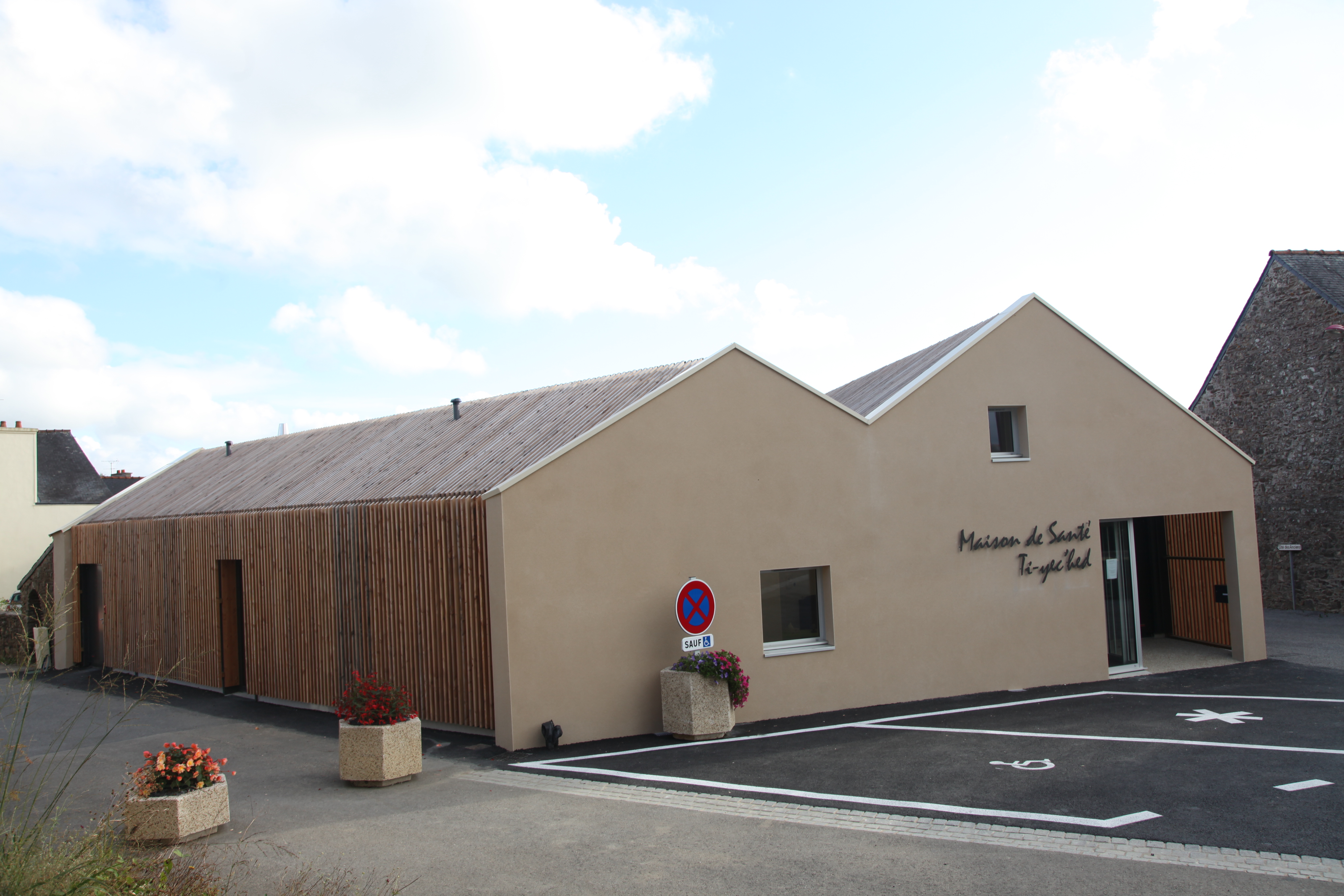
Maison de la santé.

Le 5 septembre 2014, a lieu l'inauguration de la salle multifonctions Anne-Péron par Marie-Claude Morvan, maire de la commune. Situé dans les anciens locaux de l'école des filles et de l'ancienne poste, cet espace de 300 m2 conçu par l'architecte brestois Fernand Notardonato, offre la possibilité de rassembler, pour des réunions ou des festivités, jusqu'à 300 personnes et peut être divisé en deux espaces distincts de 150 m2 chacun grâce à des cloisons amovibles : une salle côté cour ; une salle côté rue. La salle polyvalente préexistante offre un espace de 111 m2. Deux salles de réunion d'environ 30 m2 chacune sont également proposées à la location.
Coût total : 1,2 M€, dont 300 000 € de subventions (100 000 € de l'État, 100 000 € de la région Bretagne, 40 000 € des réserves sénatoriales de François Marc et 60 000 € du conseil général).

#### Nouvelles cloches de l'église (2017)
En 2017, deux nouvelles cloches sont installées dans le clocher de l'église Saint-Pierre, en remplacement des précédentes présentant des défauts de structure. Le plan de financement est de 37 500,00 € HT pour les deux cloches, dont 20 % par la région (7 500 €), 20 % par le département (7 500 €) et 22 500 € en autofinancement. La municipalité souhaitait en outre garder la petite cloche comme témoin de l'histoire locale et au titre de la conservation du patrimoine. À ce titre, la municipalité a fait appel à la Fondation du patrimoine pour organiser une souscription publique, pour 10 866 € auprès de la société Art Camp, campaniste et responsable de l'installation des deux nouvelles cloches.

#### Maison de santé (2018)
Le 3 septembre 2018, la maison de la santé, située en centre bourg, ouvre ses portes pour accueillir deux médecins généralistes et un cabinet d'infirmiers. Le projet, œuvre de l'architecte Mme Vandeville, est en ossature bois de 270 m2. Il comprend quatre salles de consultation, deux salles d'attente, une salle commune pour le personnel et un patio. 
Le coût total de l'opération est de 682 500 € HT dont 445 000 € HT de travaux de bâtiment. Huit mois ont été nécessaires pour le construire après déconstruction de l'ancienne bâtisse longtemps inoccupée. Des subventions ont été obtenues.

## Population et société

### Démographie

#### Évolution démographique
L'évolution du nombre d'habitants est connue à travers les recensements de la population effectués dans la commune depuis 1793. Pour les communes de moins de 10 000 habitants, une enquête de recensement portant sur toute la population est réalisée tous les cinq ans, les populations de référence des années intermédiaires étant quant à elles estimées par interpolation ou extrapolation. Pour la commune, le premier recensement exhaustif entrant dans le cadre du nouveau dispositif a été réalisé en 2006.

En 2022, la commune comptait 2 035 habitants, en évolution de +0,74 % par rapport à 2016 (Finistère : +2,16 %, France hors Mayotte : +2,11 %).
| 1793  | 1800  | 1806  | 1821  | 1831  | 1836  | 1841  | 1846  | 1851  |
| ----- | ----- | ----- | ----- | ----- | ----- | ----- | ----- | ----- |
| 2 235 | 2 341 | 2 216 | 2 604 | 2 888 | 2 723 | 2 763 | 3 067 | 3 251 |

| 1856  | 1861  | 1866  | 1872  | 1876  | 1881  | 1886  | 1891  | 1896  |
| ----- | ----- | ----- | ----- | ----- | ----- | ----- | ----- | ----- |
| 3 158 | 3 118 | 3 350 | 3 088 | 3 164 | 3 082 | 3 116 | 3 090 | 3 020 |

| 1901  | 1906  | 1911  | 1921  | 1926  | 1931  | 1936  | 1946  | 1954  |
| ----- | ----- | ----- | ----- | ----- | ----- | ----- | ----- | ----- |
| 2 888 | 2 866 | 2 865 | 2 585 | 2 649 | 2 581 | 2 557 | 2 186 | 1 912 |

| 1962  | 1968  | 1975  | 1982  | 1990  | 1999  | 2006  | 2011  | 2016  |
| ----- | ----- | ----- | ----- | ----- | ----- | ----- | ----- | ----- |
| 1 716 | 1 555 | 1 318 | 1 374 | 1 474 | 1 605 | 1 867 | 1 959 | 2 020 |

| 2021  | 2022  | - | - | - | - | - | - | - |
| ----- | ----- | - | - | - | - | - | - | - |
| 2 035 | 2 035 | - | - | - | - | - | - | - |

Commentaire : La population d'Hanvec a diminué de 279 habitants en 215 ans, soit -9,6 %, entre 1793 et 2008, mais cette analyse globale masque des évolutions très contrastées selon les périodes : une augmentation presque continue (+1 115 habitants en 73 ans, soit +50 %) entre 1793 et 1866, année du maximum démographique avec 3 350 habitants ; une baisse marquée de la population ensuite pendant plus d'un siècle en raison d'un fort exode rural avec la perte de 2 035 habitants en 109 ans (-60,7 %) entre 1866 et 1975, année du minimum démographique) ; enfin une reprise démographique notable depuis 1975 (+638 habitants en 33 ans, soit +48,4 %, en raison de l'amorce d'un phénomène de périurbanisation). Le solde migratoire est redevenu positif depuis 1975 (+1,8 % entre 1999 et 2007) et le solde naturel l'est aussi désormais depuis 1999. Le changement est net : entre 1968 et 1975, le taux de natalité était de 7,7 pour mille et le taux de mortalité de 19,7 pour mille, d'où un taux d'accroissement naturel négatif (-12,0 pour mille). Désormais, entre 1999 et 2007, le taux de natalité est de 14 pour mille et le taux de mortalité de 8,5 pour mille, d'où un taux d'accroissement naturel positif (+5,5 pour mille). En 2008 par exemple, Hanvec a comptabilisé 37 naissances pour 19 décès. Sur 767 logements recensés dans la commune en 2005, 116 (soit 15,1 %) ont été construits depuis 1990.
Traditionnellement, Hanvec se caractérise par un habitat dispersé en gros villages (voir leur liste ci-après) et un bourg de dimension modeste : en 1886, le bourg d'Hanvec compte 311 habitants, soit exactement le dixième seulement des habitants de la commune.

#### Pyramide des âges
La population de la commune est relativement jeune.
En 2018, le taux de personnes d'un âge inférieur à 30 ans s'élève à 32,9 %, soit au-dessus de la moyenne départementale (32,5 %). À l'inverse, le taux de personnes d'âge supérieur à 60 ans est de 22,9 % la même année, alors qu'il est de 29,8 % au niveau départemental.
En 2018, la commune comptait 1 013 hommes pour 1 016 femmes, soit un taux de 50,07 % de femmes, légèrement inférieur au taux départemental (51,41 %).
Les pyramides des âges de la commune et du département s'établissent comme suit.
| Hommes | Classe d’âge | Femmes |
| ------ | ------------ | ------ |
| 0,2    | 90 ou +      | 0,8    |
| 7,0    | 75-89 ans    | 9,6    |
| 13,8   | 60-74 ans    | 14,3   |
| 24,1   | 45-59 ans    | 19,6   |
| 21,9   | 30-44 ans    | 22,7   |
| 11,5   | 15-29 ans    | 11,8   |
| 21,5   | 0-14 ans     | 21,1   |

| Hommes | Classe d’âge | Femmes |
| ------ | ------------ | ------ |
| 0,7    | 90 ou +      | 2,2    |
| 7,8    | 75-89 ans    | 11,5   |
| 19,2   | 60-74 ans    | 20,1   |
| 20,8   | 45-59 ans    | 19,7   |
| 17,7   | 30-44 ans    | 16,6   |
| 17,1   | 15-29 ans    | 14,7   |
| 16,8   | 0-14 ans     | 15,2   |

## Liste des villages[31], hameaux et écarts
Le cadastre napoléonien de 1825 à Hanvec à l'échelle 1/20 000, sur le site du conseil général du Finistère. 

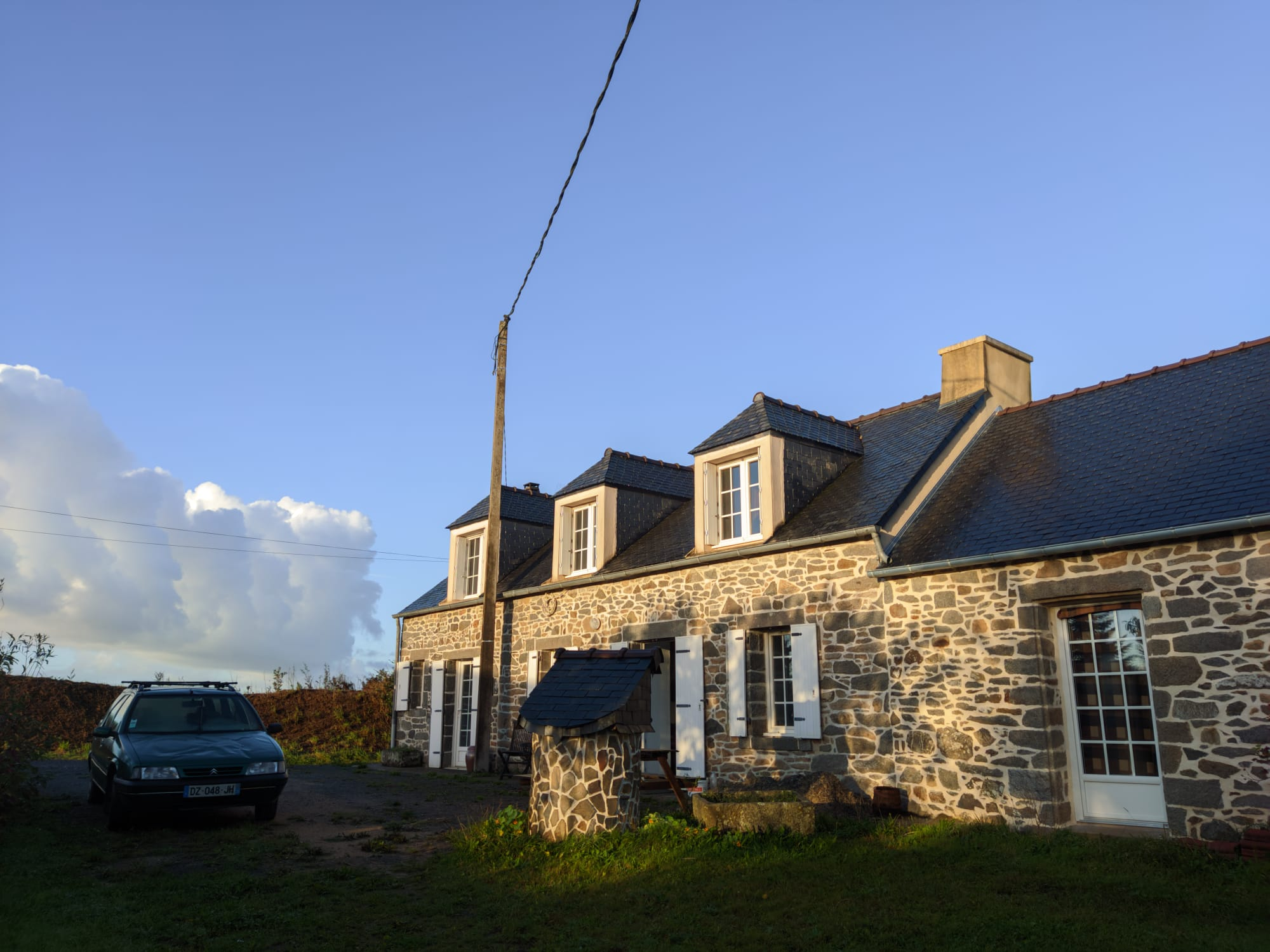
L'une des maisons de Kerneizur

Kerneizur est l'un des villages de Hanvec. Situé entre cette commune et celle de l'Hôpital-Camfrout, Kerneizur est entouré par les champs et les exploitations agricoles. Le lieu-dit possède un accès direct au Bois du Gars et offre une vue sur le Ménez Hom.
Si la population de Kerneizur s'élevait à 97 habitants en 1851, le hameau, avec quatre numéros répertoriés, en compte actuellement moins de dix. Cependant, les va-et-vient sont nombreux. 

## Liste des commerces

### Services alimentaires
- Christophe GUIDAL Boulangerie-Pâtisserie
- HALLES DIS Alimentation - Rôtisserie
- LA CUISINE Restaurant
- LA PIZZAIOLLA Pizzas à emporter

### Beauté
- RE-BELLE Coiffure

### Journaux - bars
- L'Hermine (Journaux - Bar – Tabac) - relais La Poste

### Pompes funèbres
- ETIENNE Iwan (AR GOULOU)
- BODIGER

### Marbrerie
- MARBRERIE GUENIN
- Marbrerie BODIGER

## Politique et administration

### Politique de développement durable
La commune a engagé une politique de développement durable en lançant une démarche d'Agenda 21.

## Patrimoine

### Monuments religieux
- Église Saint-Pierre XVIIe siècle, 1875, architecte : Joseph Bigot

De l'ancienne église, il ne reste que le porche sud datant de 1625, qui est dans le style des porches de Roland Doré. Le clocher, de 1648, a aujourd'hui disparu. Le 18 juin 1874, le préfet interdit l'accès de l'édifice pour des raisons de sécurité publique. L'architecte quimpérois Joseph Bigot (1807-1894) est chargé de sa reconstruction, Elle est consacrée le 31 mai 1877. La flèche n'est terminée qu'en 1879.

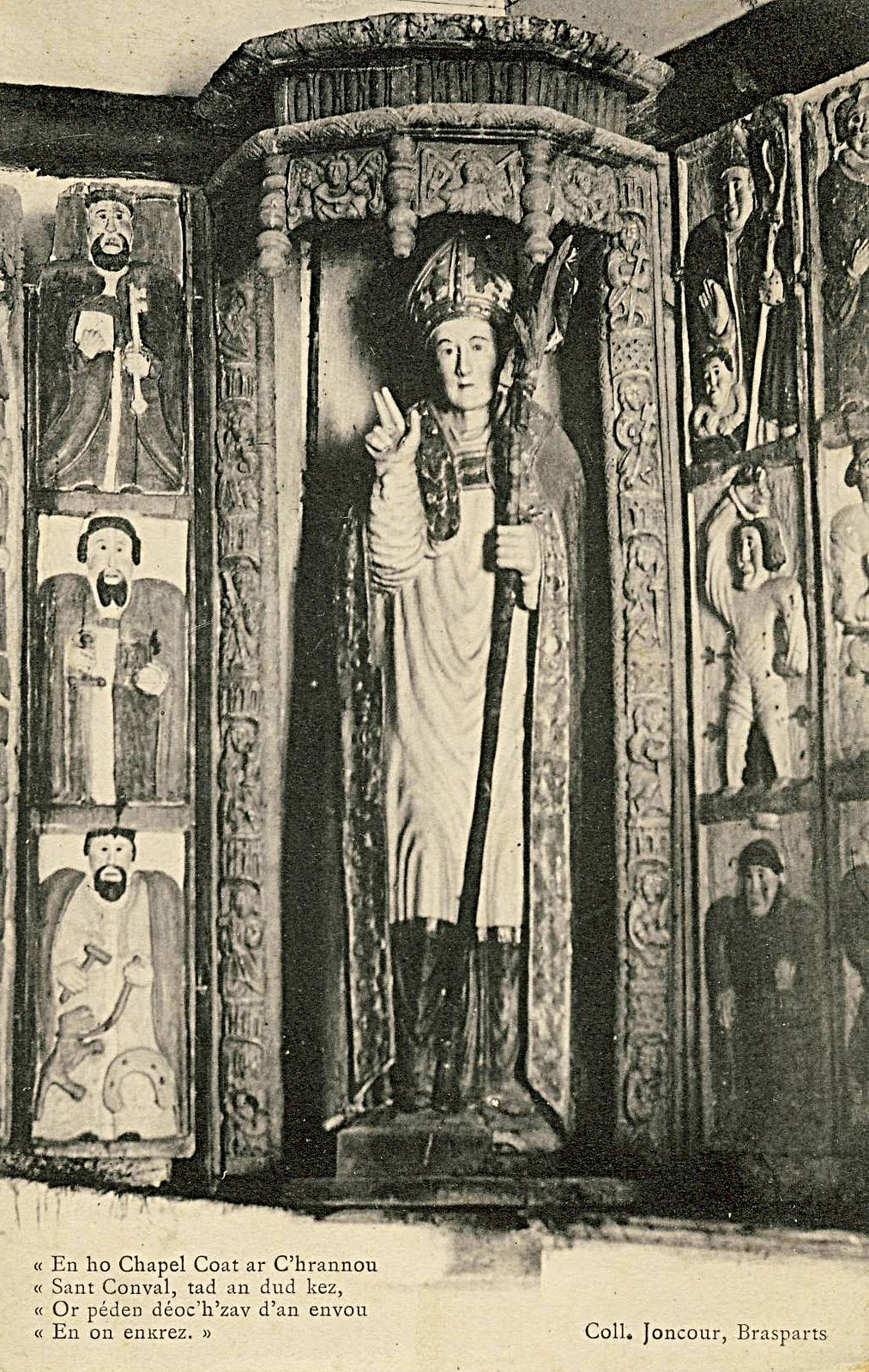
Hanvec ːancienne chapelle Saint-Conval, statue de saint Conval (carte postale).

- Ossuaire, daté de 1653, église Saint-Pierre

L'ossuaire, appelé également chapelle Saint-Jean, est contemporain de l'ancienne église. Il renferme la tombe d'Urbain de Quélen, zouave pontifical décédé en 1867 à l'âge de 25 ans.
- Croix de procession de 1758, orfèvre Benjamin Fébvrier, en argent, église Saint-Pierre

La croix processionnelle porte un poinçon qu'on attribue à un maître orfèvre à Landerneau. Au XVIIe siècle, Hanvec est la plus importante des paroisses dépendant de l'abbaye de Daoulas. La fête la plus populaire n'était pas celle de saint Pierre mais de sainte Madeleine, patronne de la commune. À cette occasion, des processions venaient de Rosnoën et d'Irvillac. Mais il faut attendre le XIXe siècle pour que la tradition de ces processions et des pardons qui les accompagnent, reprenne de l'ampleur. Les paroisses se rendent alors, avec croix et bannières, sur les lieux consacrés. L'un de ces lieux parmi les plus importants est celui qui conduit à l'église Notre-Dame à Rumengol, ancienne trève d'Hanvec, rattachée au Faou lors du Concordat. Le pardon a lieu le dimanche de la Trinité et les deux jours qui le précèdent.
- Vierge Marie XVe siècle en bois polychrome, église Saint-Pierre :

La statue de la Vierge Mère assise provient de l'ancienne chapelle Saint-Conval. La Vierge donne à manger à l'enfant, un fruit qui pourrait être une poire ou une figue.
- Saint Conval XVIe siècle en bois polychrome, sacristie de l'église Saint-Pierre.

La statue de saint Conval en évêque bénissant et qui a perdu sa crosse provient de l'ancienne chapelle qui lui était dédiée dans la forêt du Cranou. À l'origine, cette statue était disposée dans une niche à quatre volets datant du XVIIe siècle. Des bas-reliefs, qui représentent saint Pierre, saint Paul, saint Éloi, un évêque, tenant une croix, saint Nicolas et saint Fiacre notamment, ornent les volets.
- Retable du Rosaire, daté de la fin du XVIIe siècle, en bois polychrome, église Saint-Pierre :

Le retable est probablement construit à la suite de l'obtention d'une rente. Celle-ci est accordée à l'église par le seigneur de Kerliver, François de Carné, et son épouse, Mathurine de Brézal, afin d'établir vers 1687, la confrérie du Rosaire. Le tableau du Rosaire est signé « J. L. Nicolas, Morlaix, 1880 ». Le retable est attribué à Guillaume Lerrel.

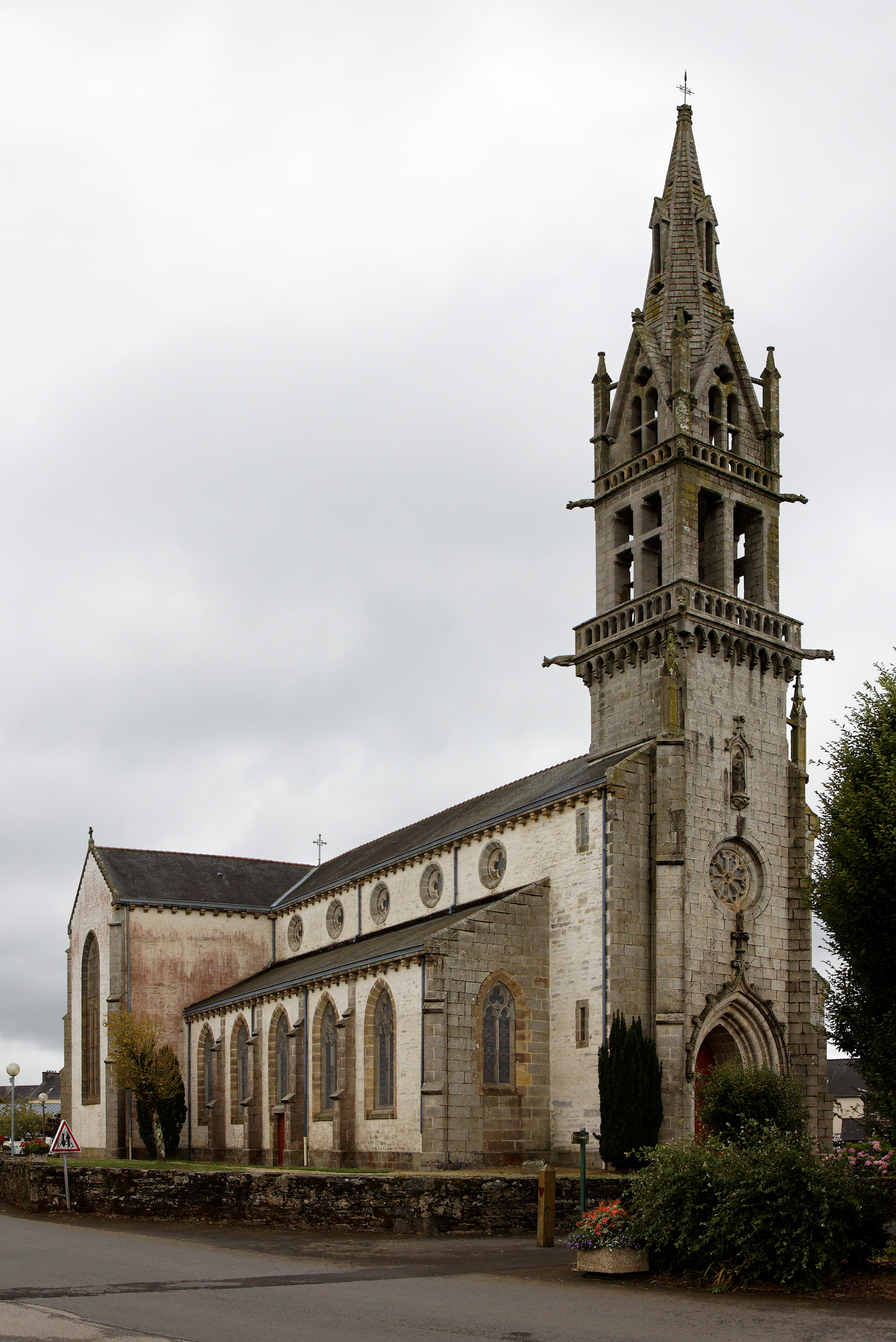
Vue extérieure d'ensemble.
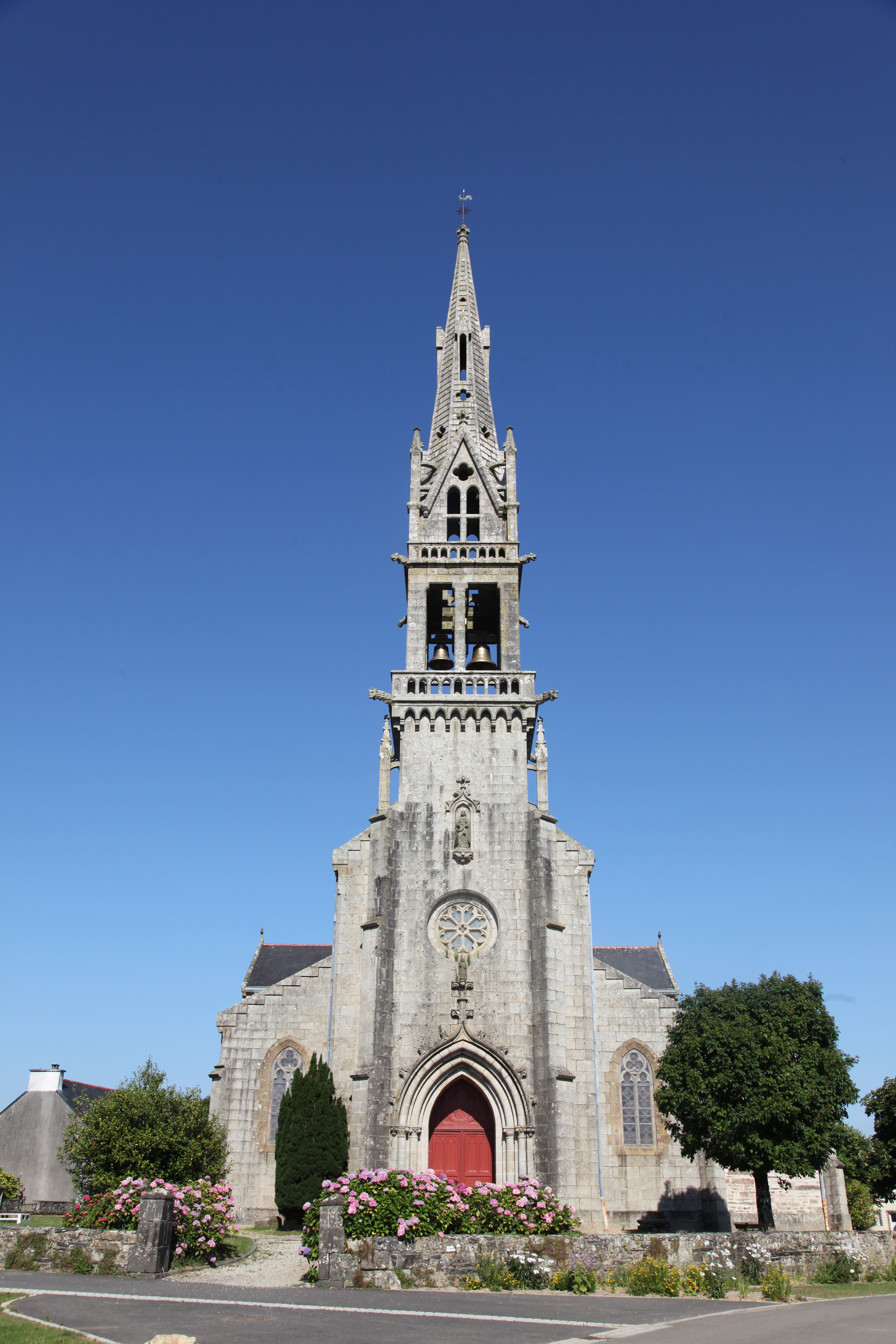
Façade.
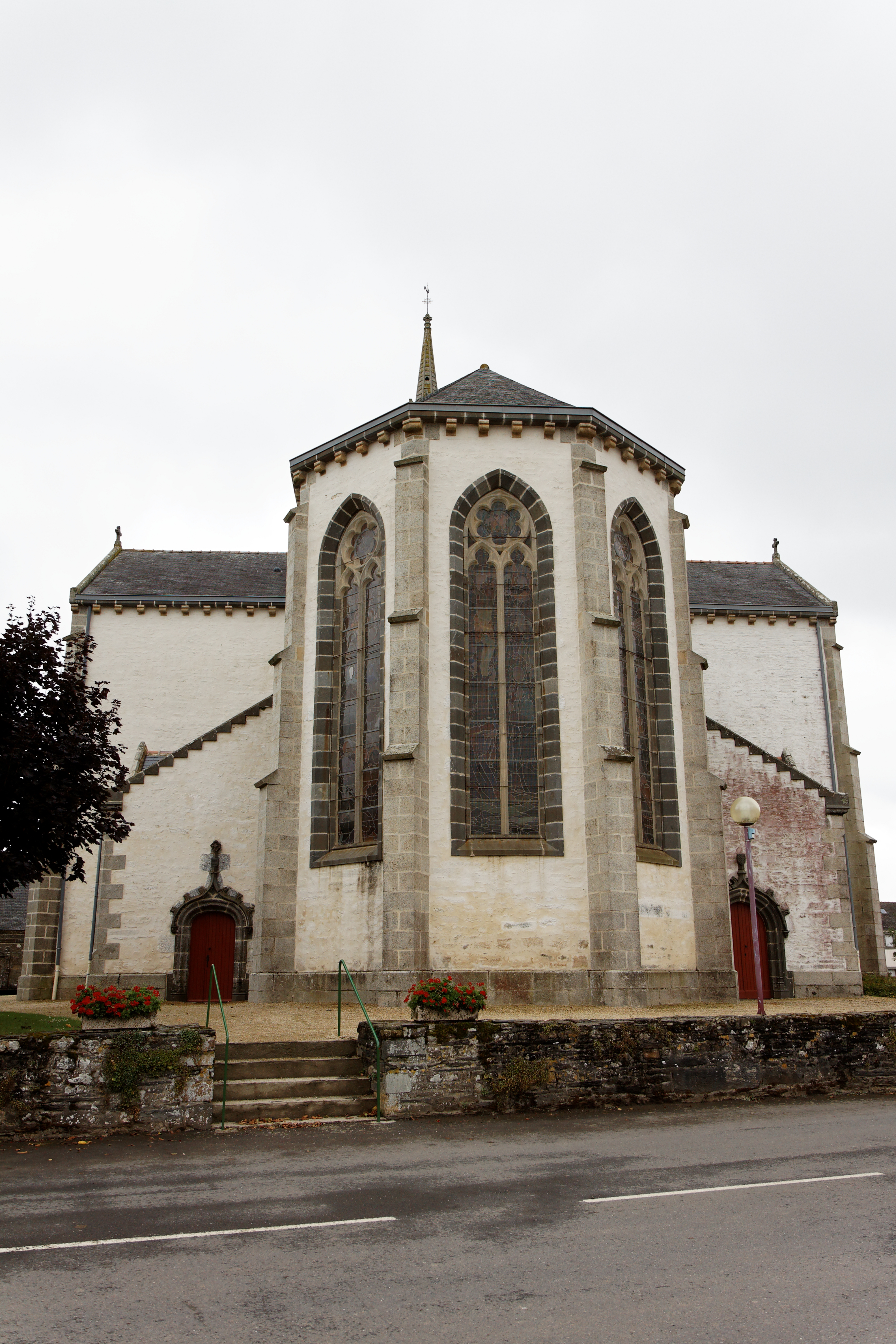
Chevet.
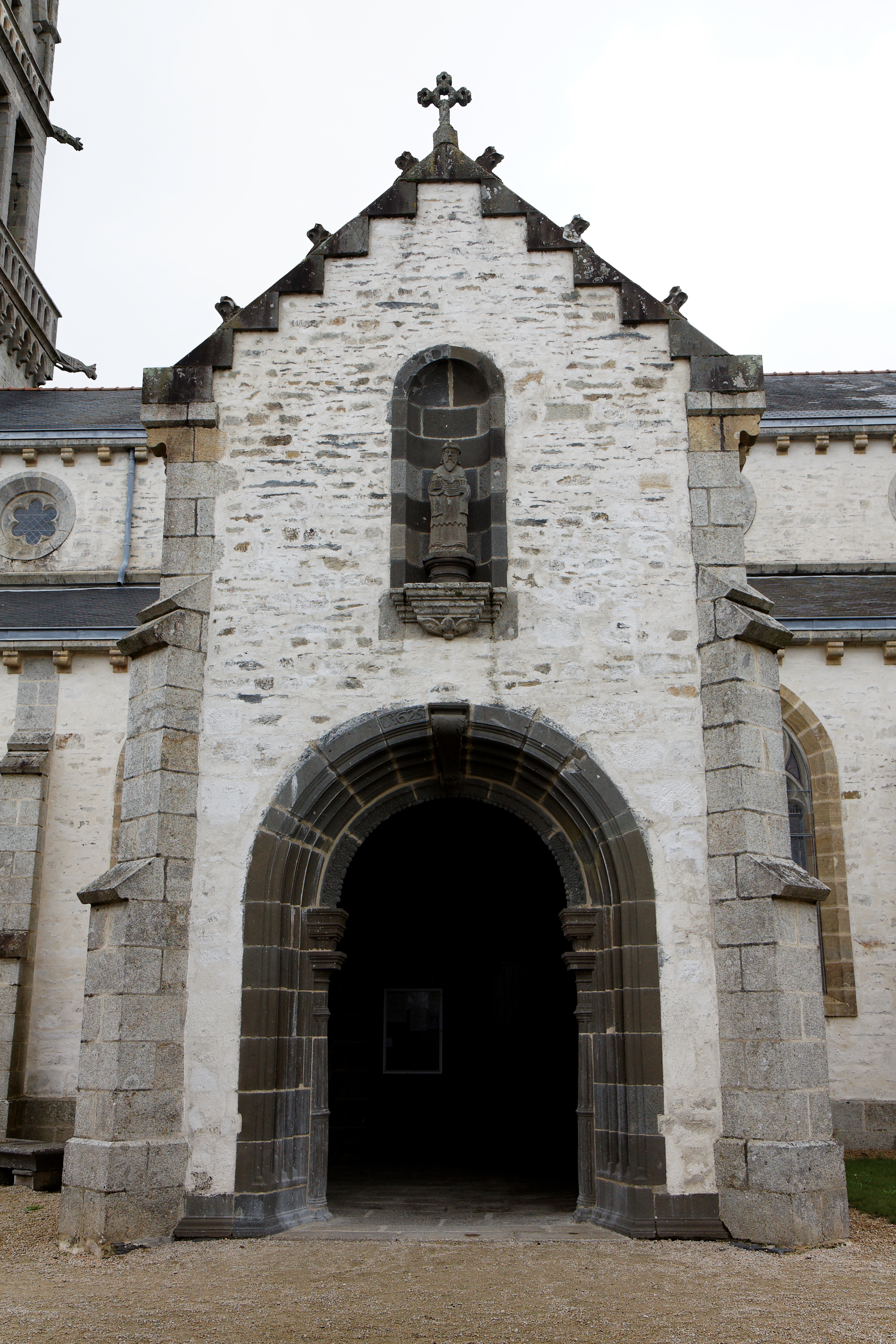
Porche.
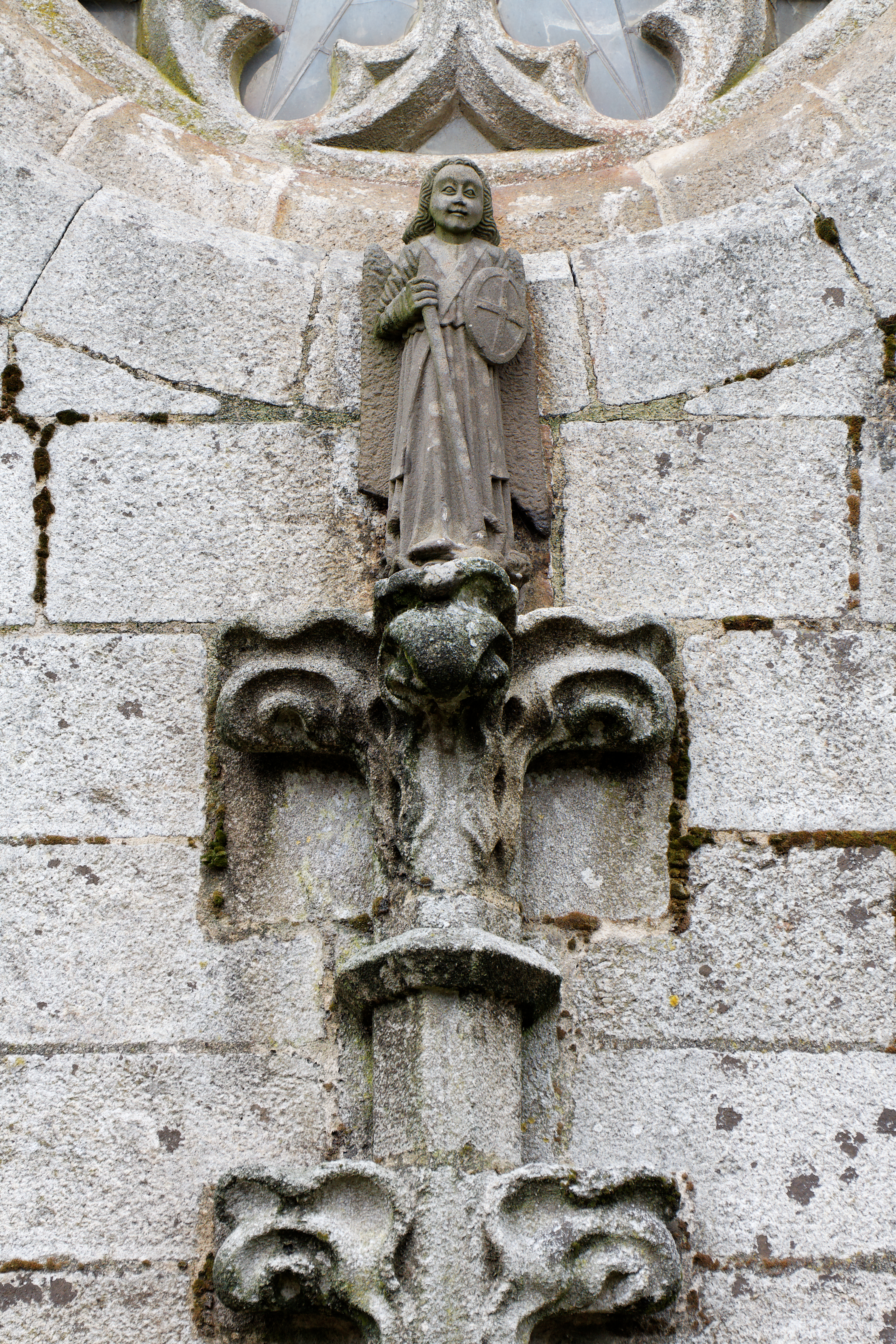
Statue.
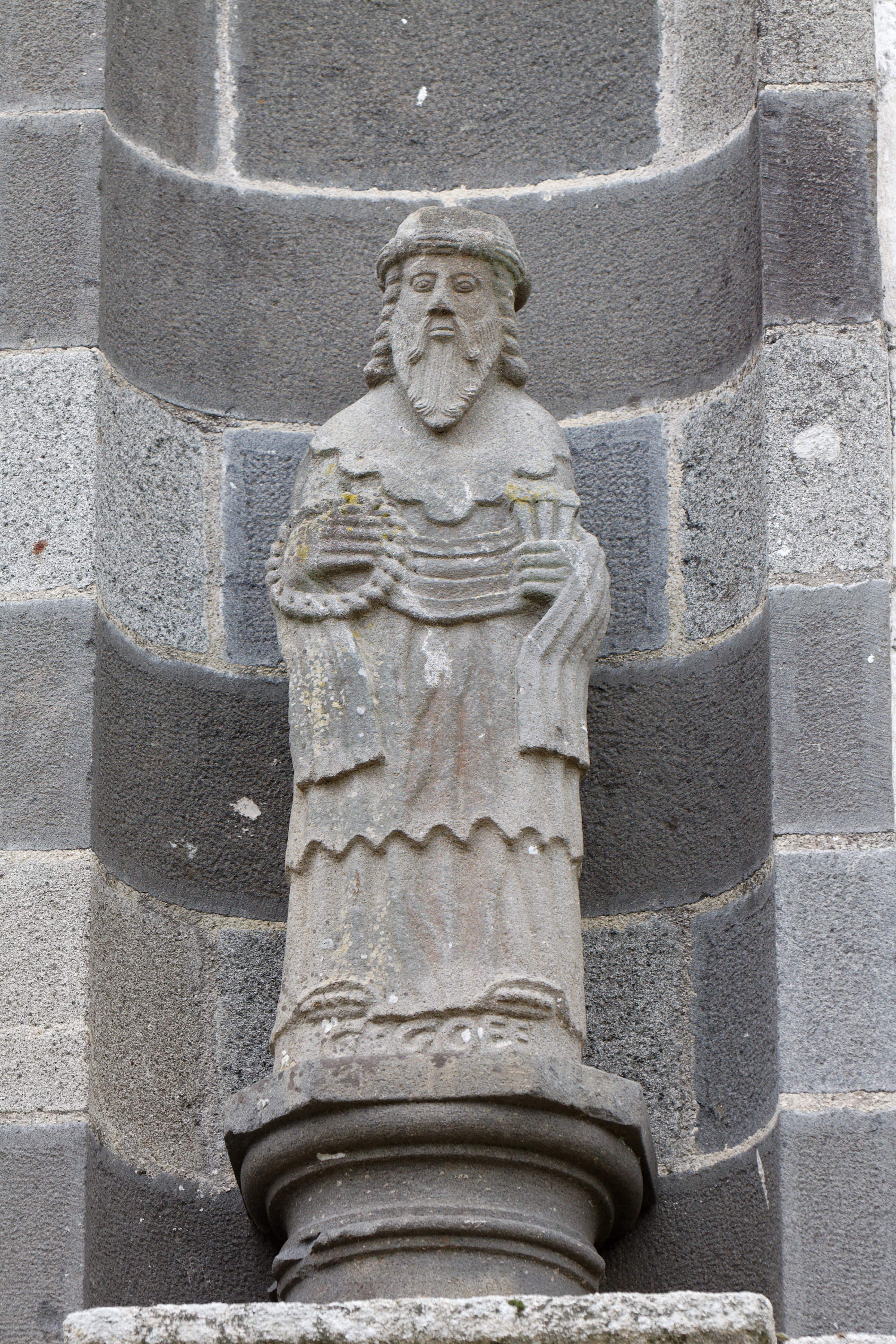
Autre statue.
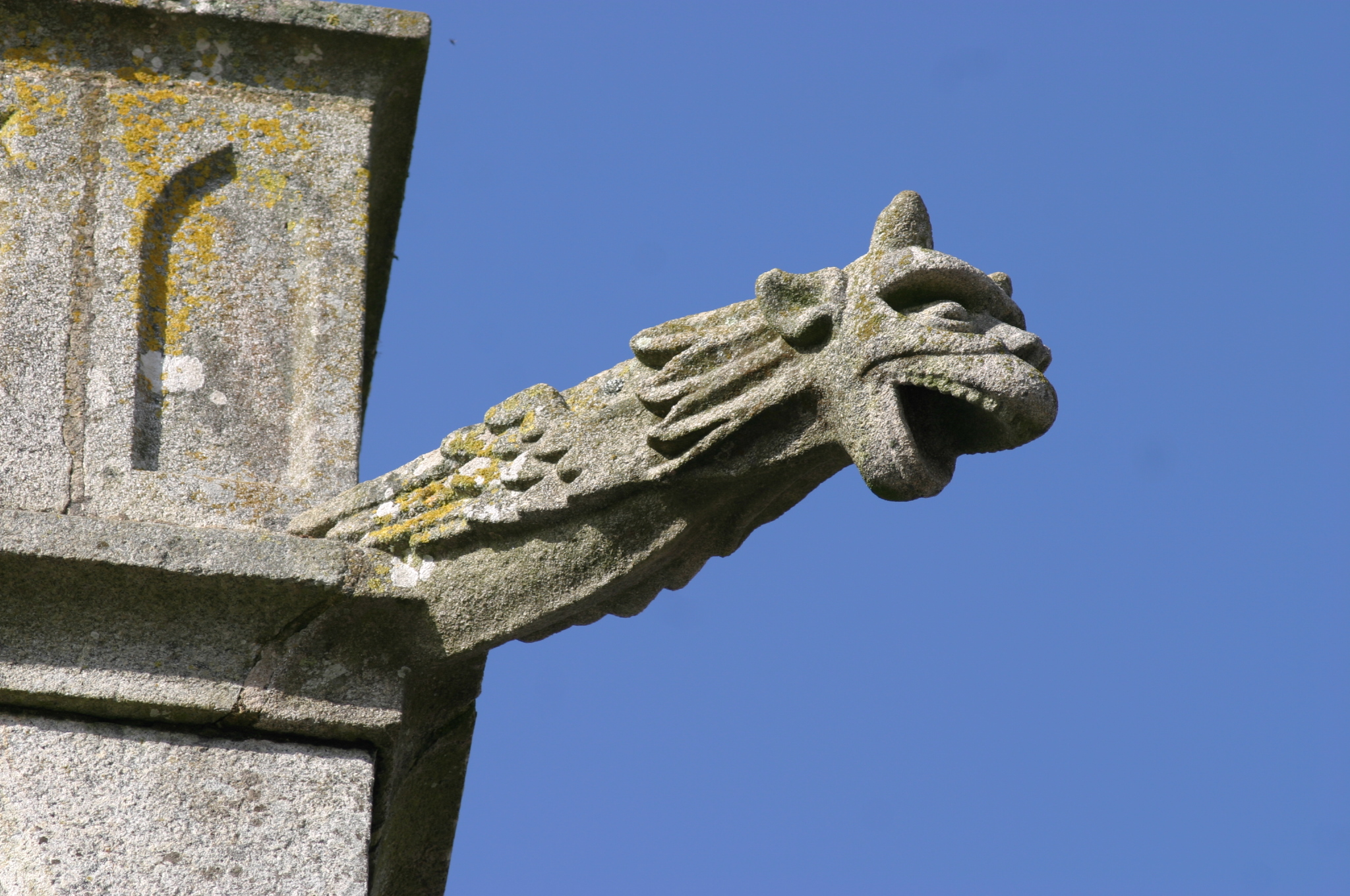
Gargouille.
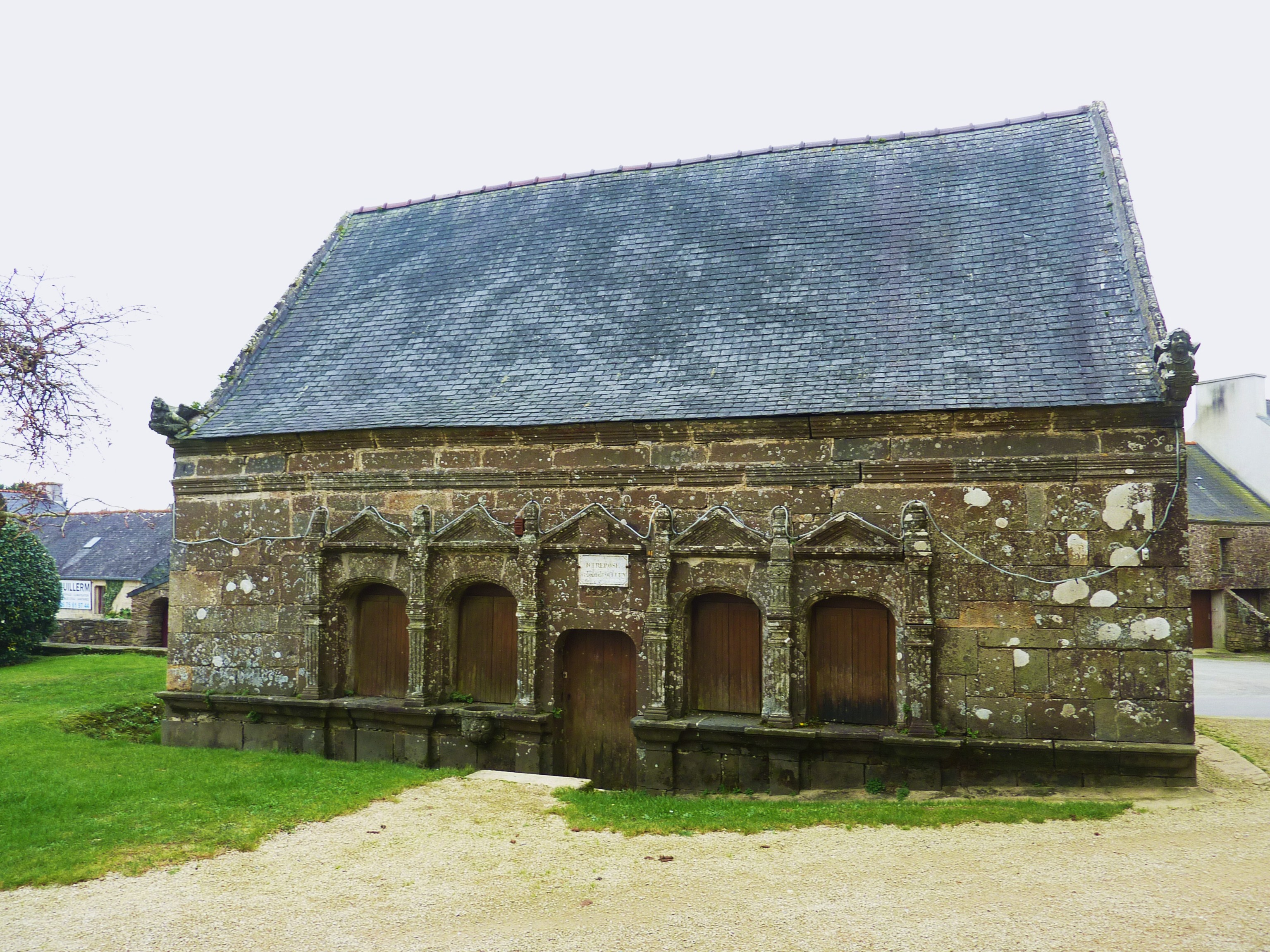
L'ossuaire.

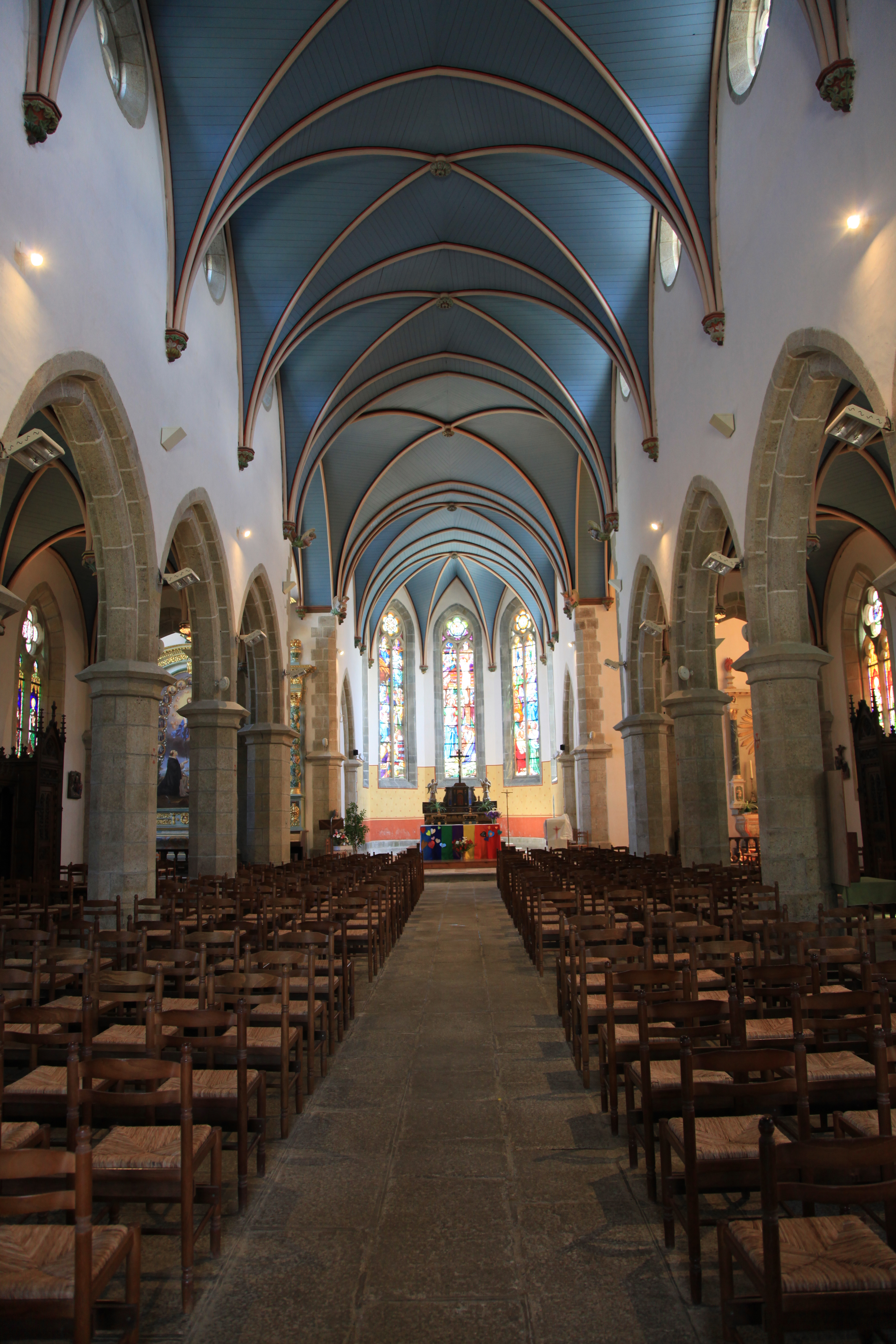
Église Saint-Pierre : la nef.
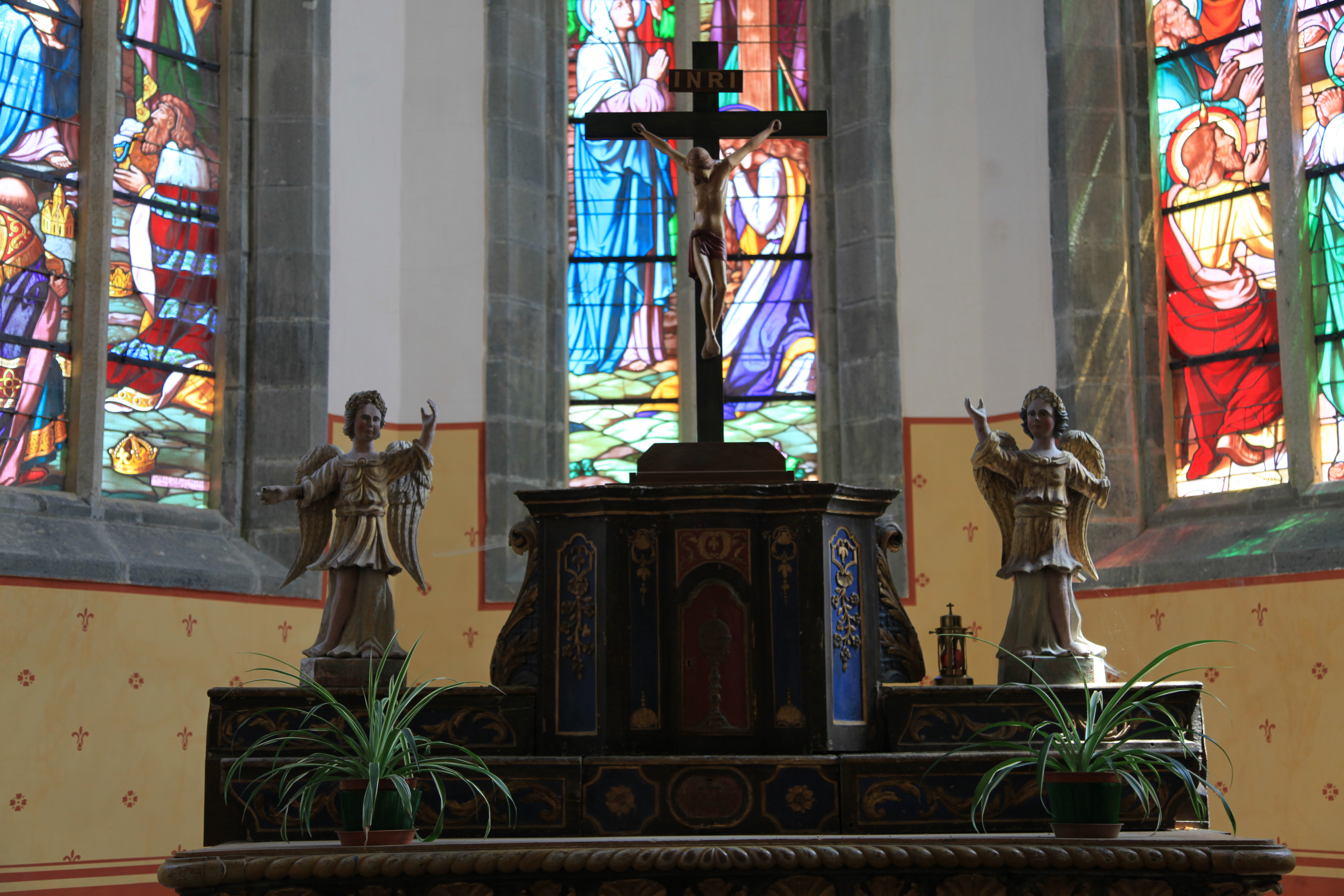
Église Saint-Pierre : le maître-autel.
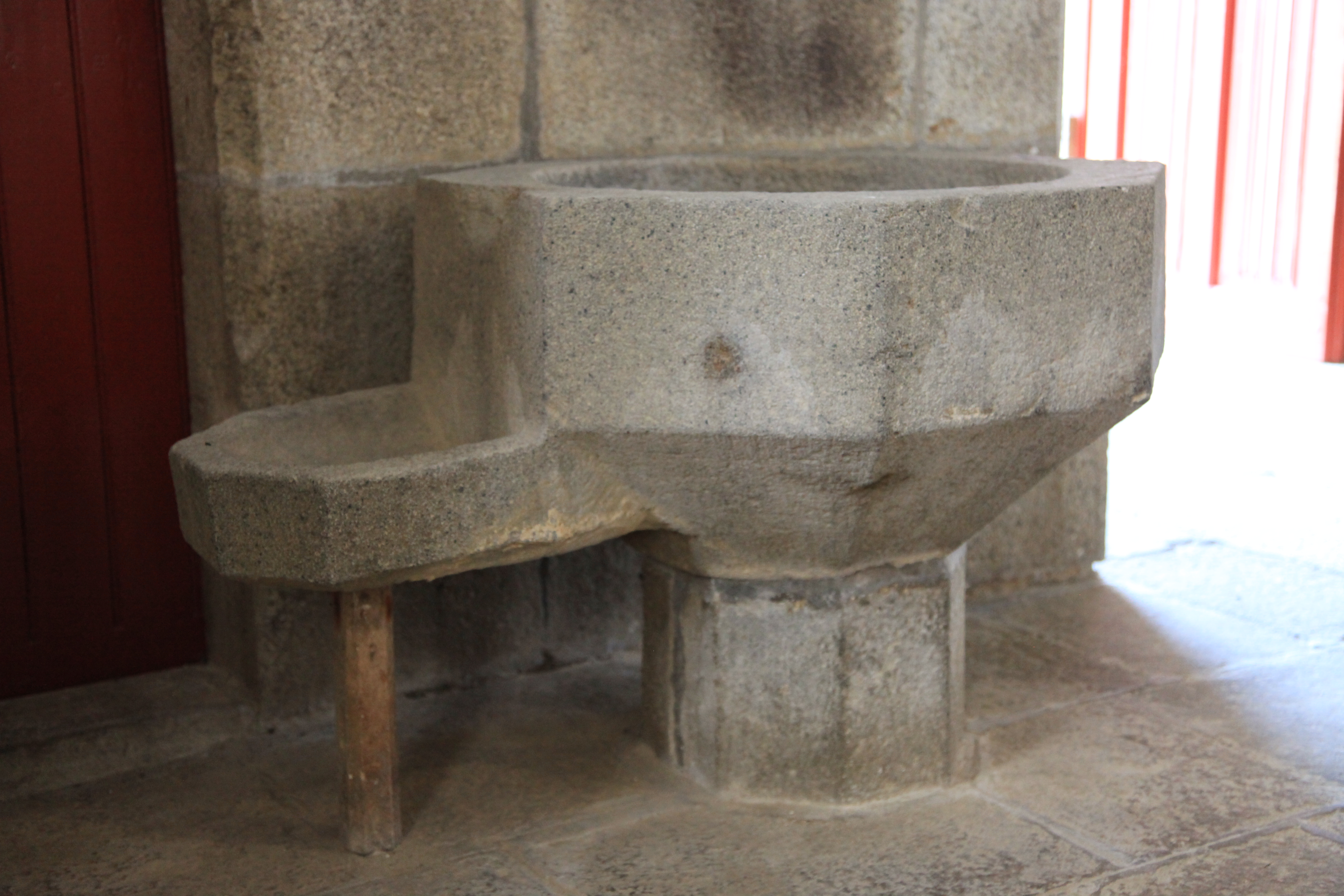
Église Saint-Pierre : fonts baptismaux
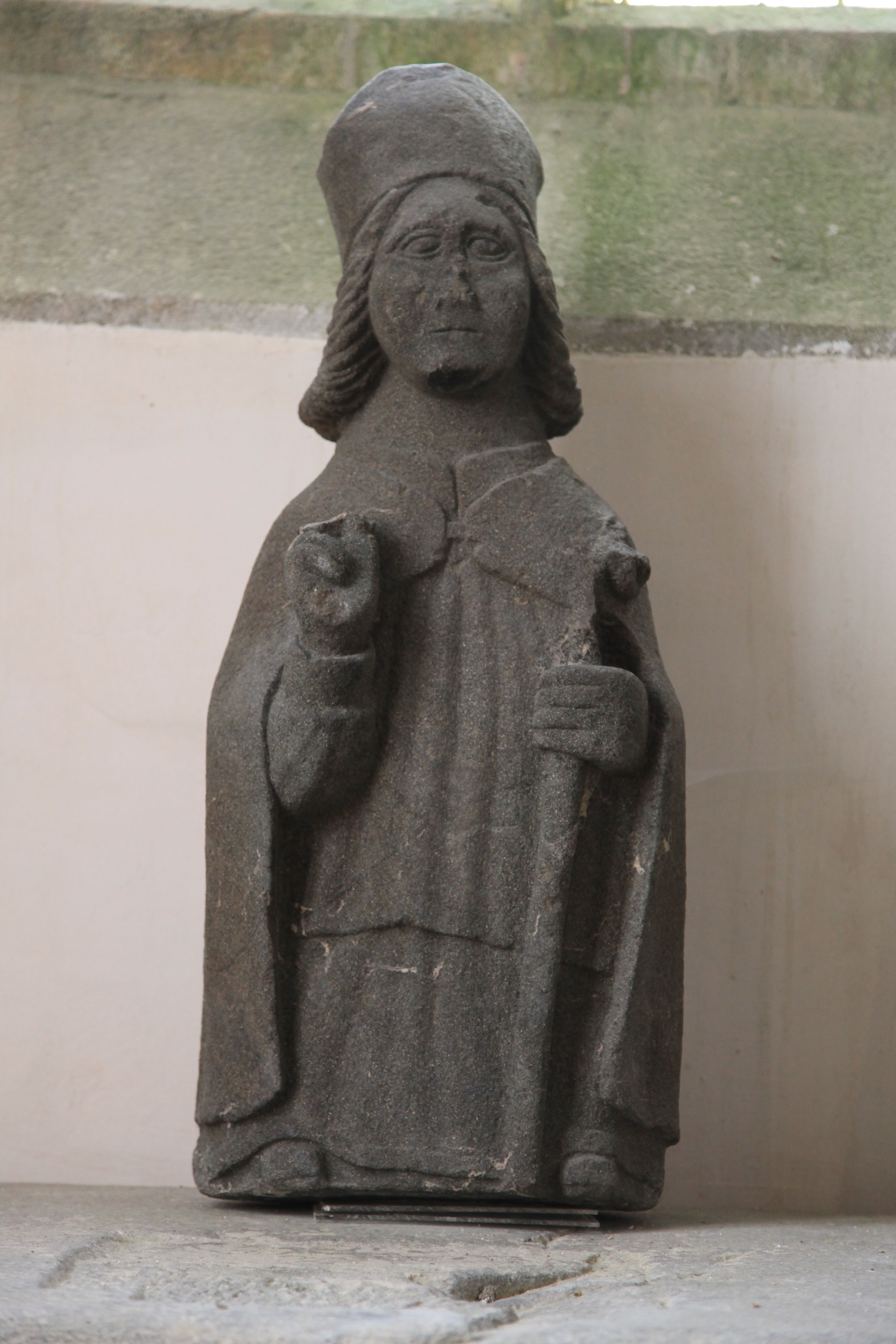
Église Saint-Pierre : statue de saint Conval.
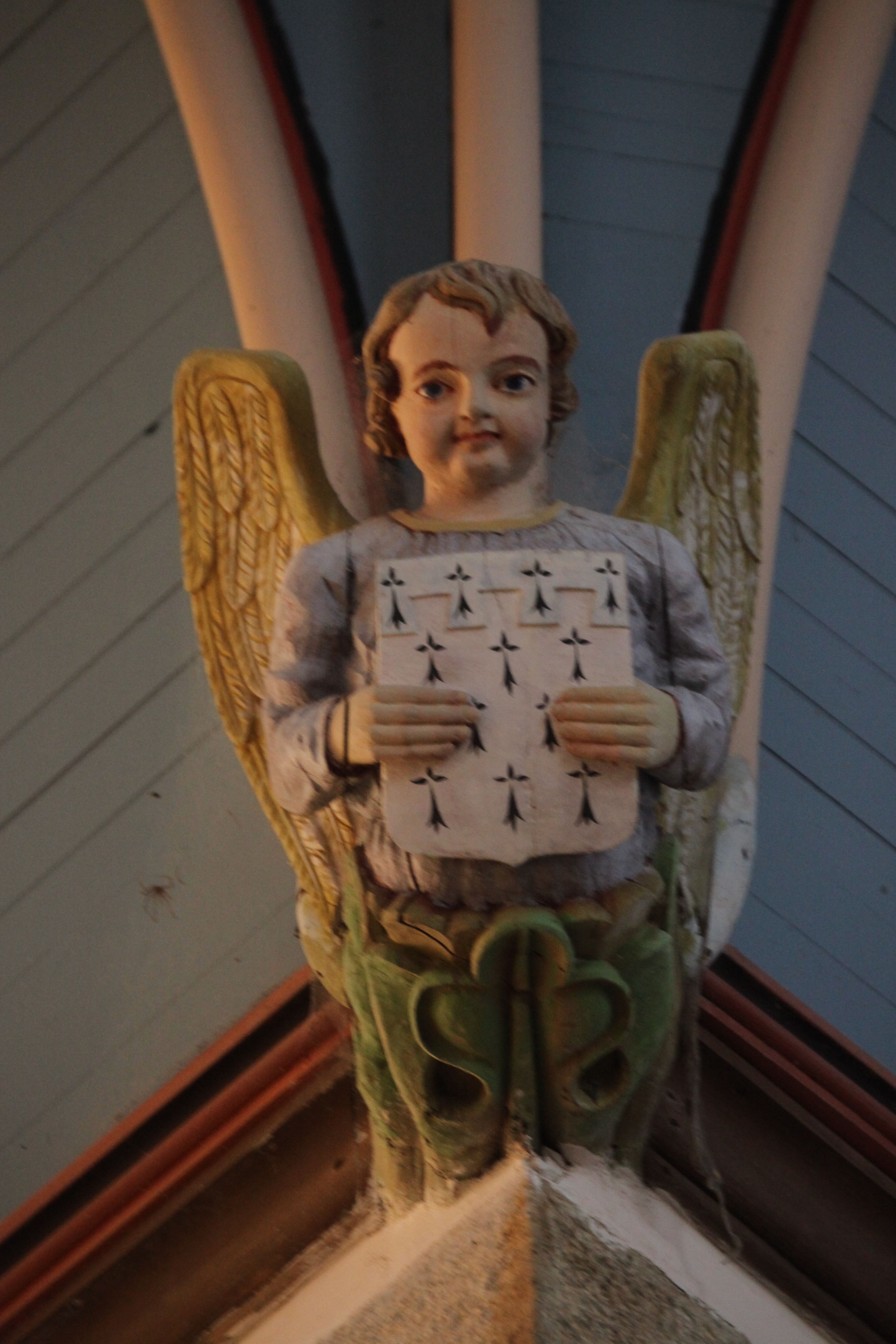
Église Saint-Pierre : ange.
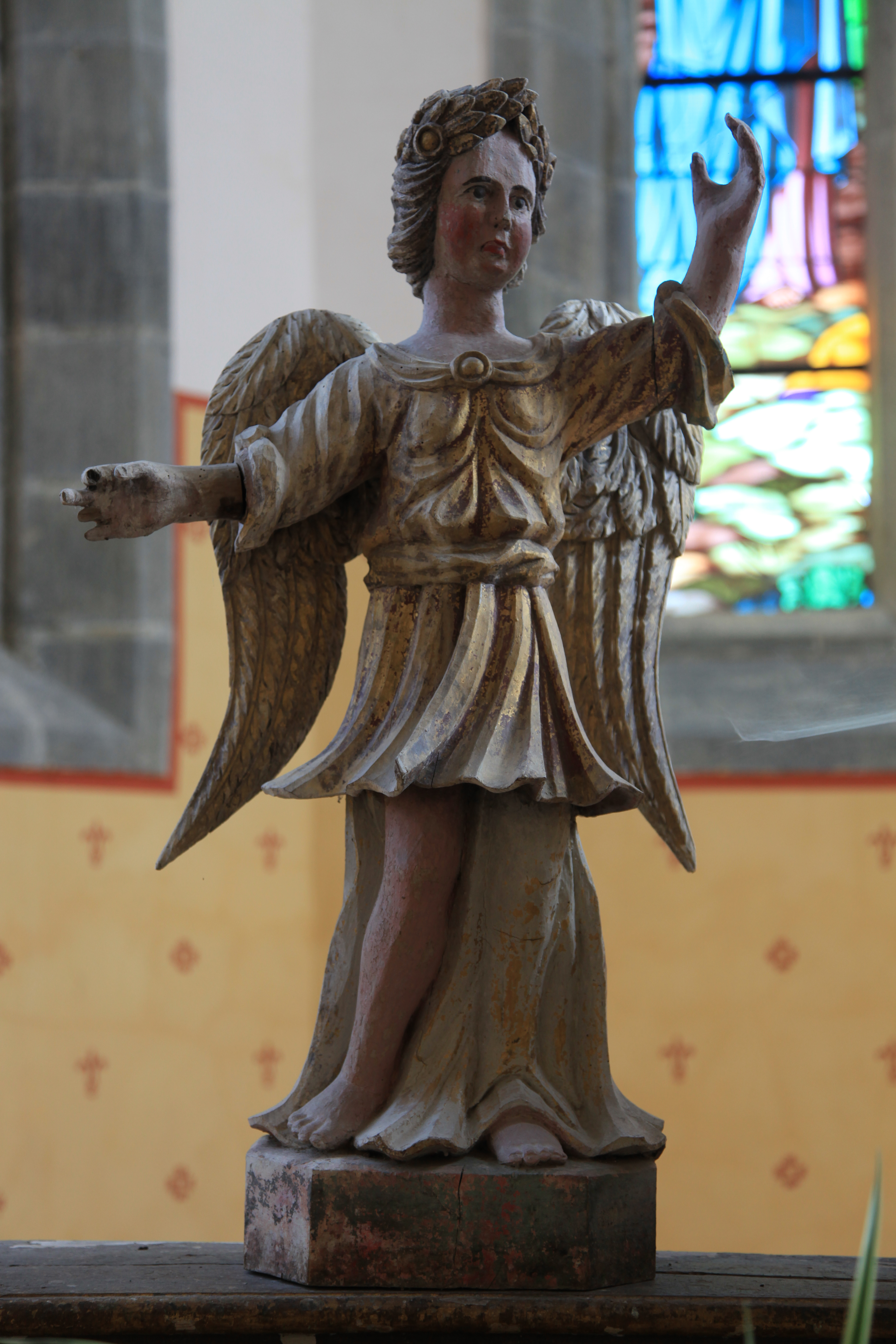
Église Saint-Pierre : ange.
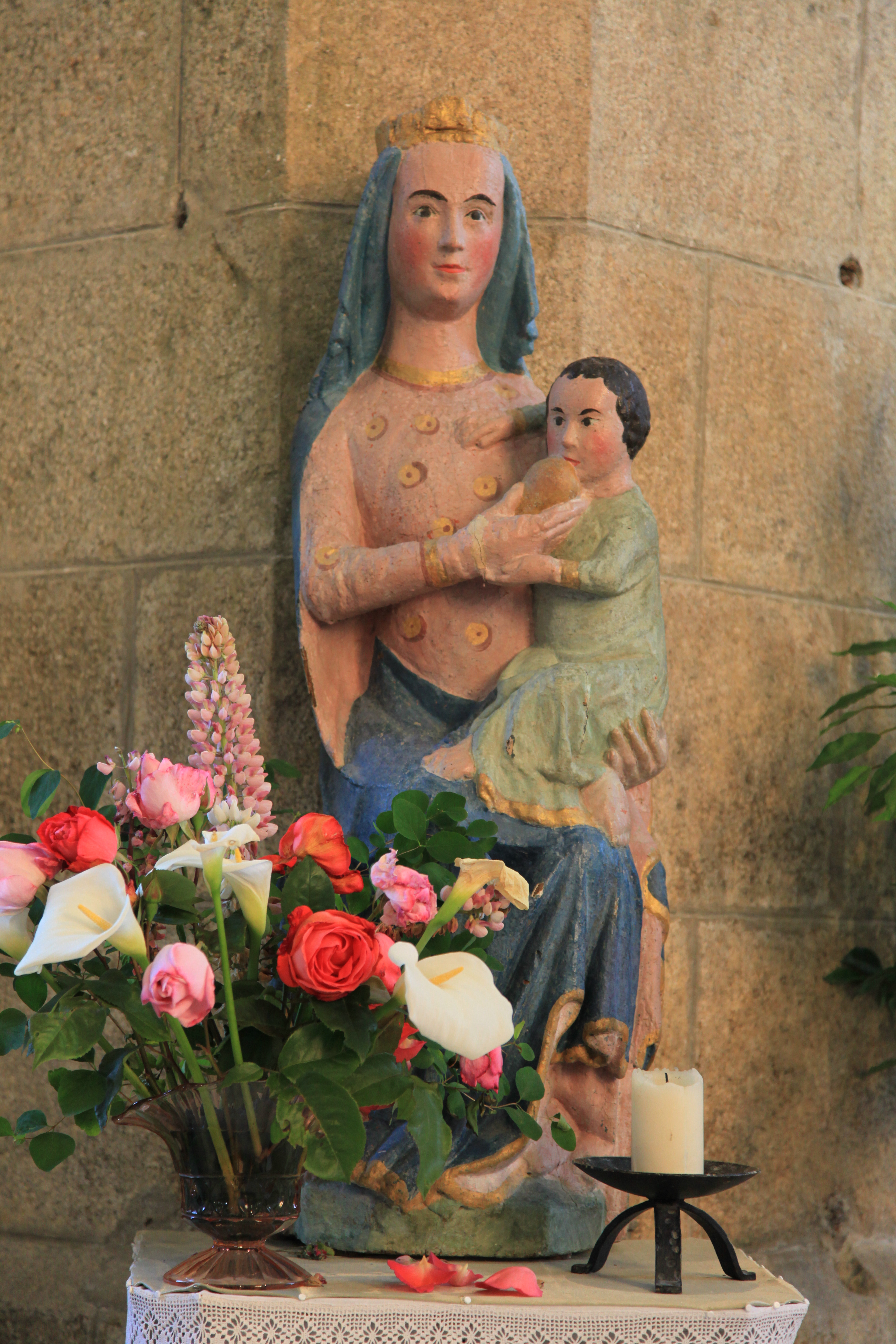
Église Saint-Pierre : Vierge à l'Enfant.
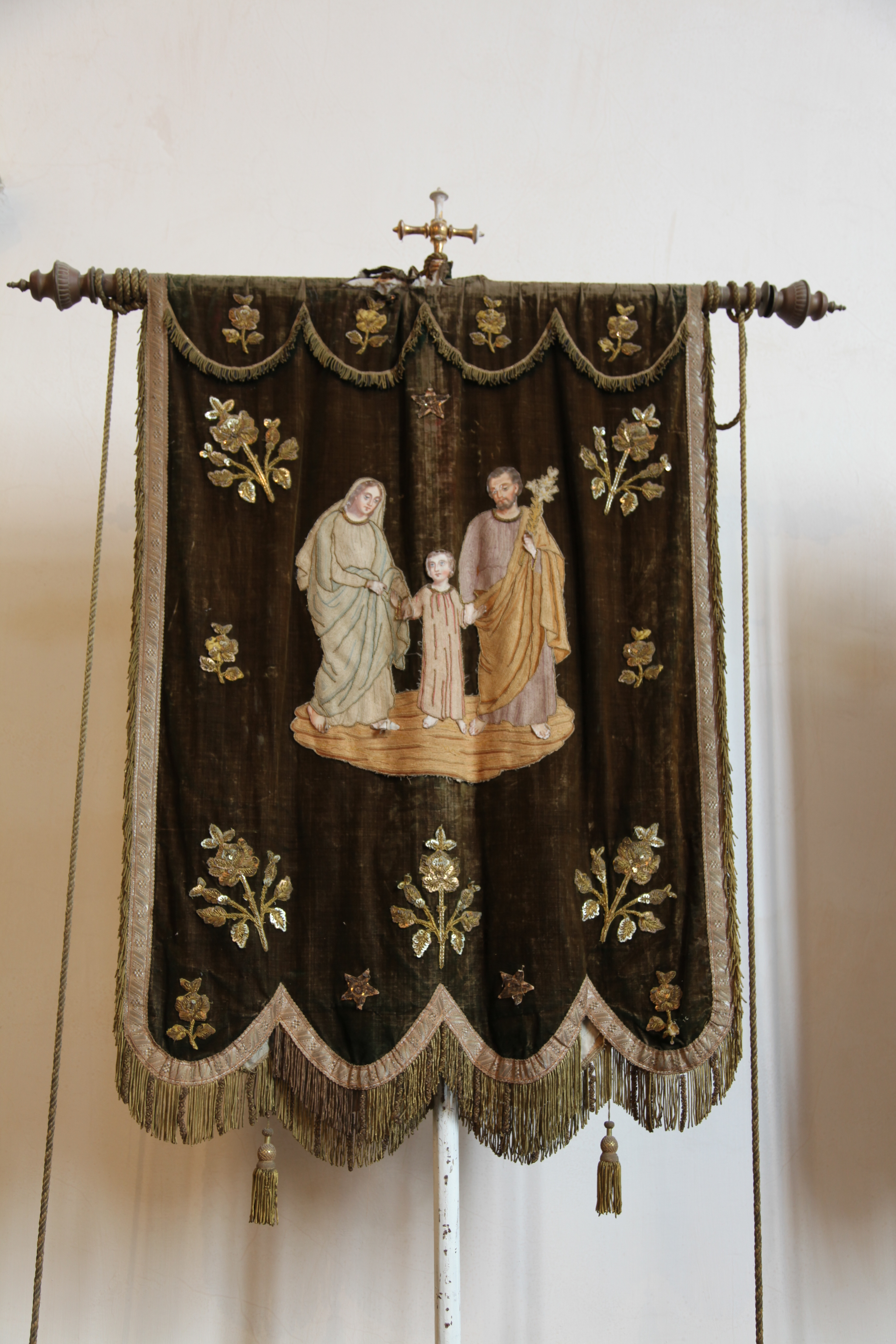
Église Saint-Pierre : bannière de procession.
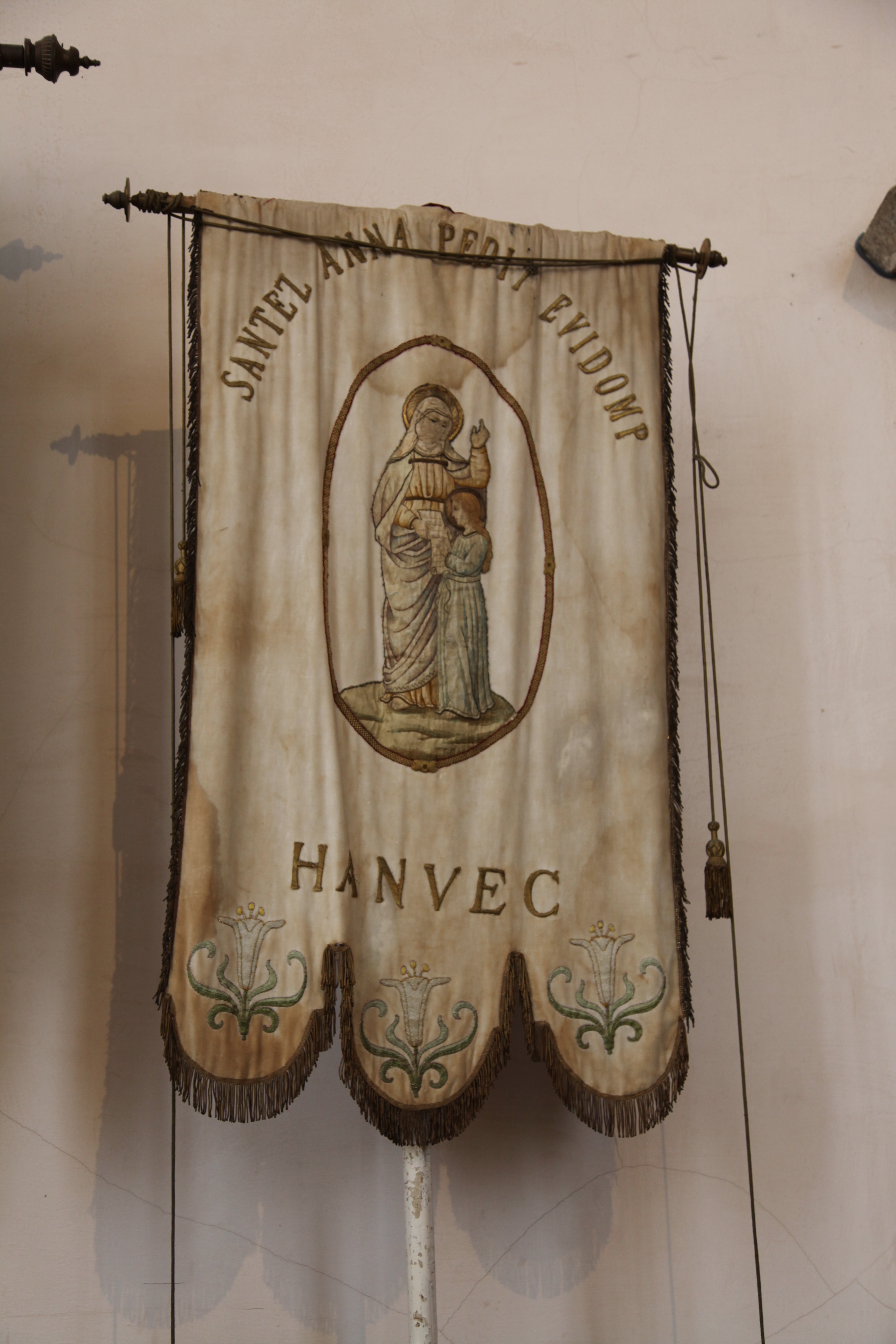
Église Saint-Pierre : bannière de procession de sainte Anne.

- Chapelle de Lanvoy (XIe, XVIe et XVIIIe siècles)

Il s'agit vraisemblablement d'une fondation monastique liée à l'évangélisation de la région. Au XIe siècle, ce lieu, possession de Landévennec, s'appelle Lan Voe, de lann, ermitage. Il est dédié à saint Moe. Plus tard, il est appelé Lopoyen, qui vient de loc, lieu consacré, et de « saint Oyen », qui est en fait saint Bodian. La chapelle, siège d'une ancienne trève d'Hanvec, subit de nombreuses transformations au cours de son histoire. Au XVIe siècle, elle est agrandie, mais cet agrandissement désaxe l'ensemble de l'édifice. Le clocher est reconstruit, en 1662, puis restauré, en 1980, car il menace alors de s'effondrer. Au XVIIIe siècle, une sacristie octogonale est ajoutée à la construction. Dans l'enclos paroissial, se trouvent des pierres tombales anciennes : trois d'entre elles appartiennent à la famille de Quélen de Kerliver ; en 1912 on enterrait encore des morts dans ce cimetière. La chapelle fut abandonnée après la Première Guerre mondiale.
Eugène Boudin en fait la description suivante en 1867 :

« Ce matin dimanche, nous sommes descendus à la chapelle qui est ici près. L'ancienne église du couvent de Kerohan : construction basse et plus bizarre que belle. Quelques pierres tombales entourent le petit enclos qui sert de cimetière. C'est là qu'est enterré le père de Marianne. Nulle trace des anciens possesseurs : un ossuaire, à gauche, contient sans doute leurs os confondus aujourd'hui avec la poussière des manants. Tout ce qui est de l'homme passe et se perd, la nature seule est éternelle. À deux pas de là, au bout d'un petit sentier, la mer fraîche et la bonne odeur du goémon vient doucement mourir sur le rivage. La source est la même qui a fourni l'eau pure aux moines austères, les pierres sont usées, arrondies, mais les ormes de la grande allée reverdissent à chaque retour du printemps. »

La chapelle de Lanvoy
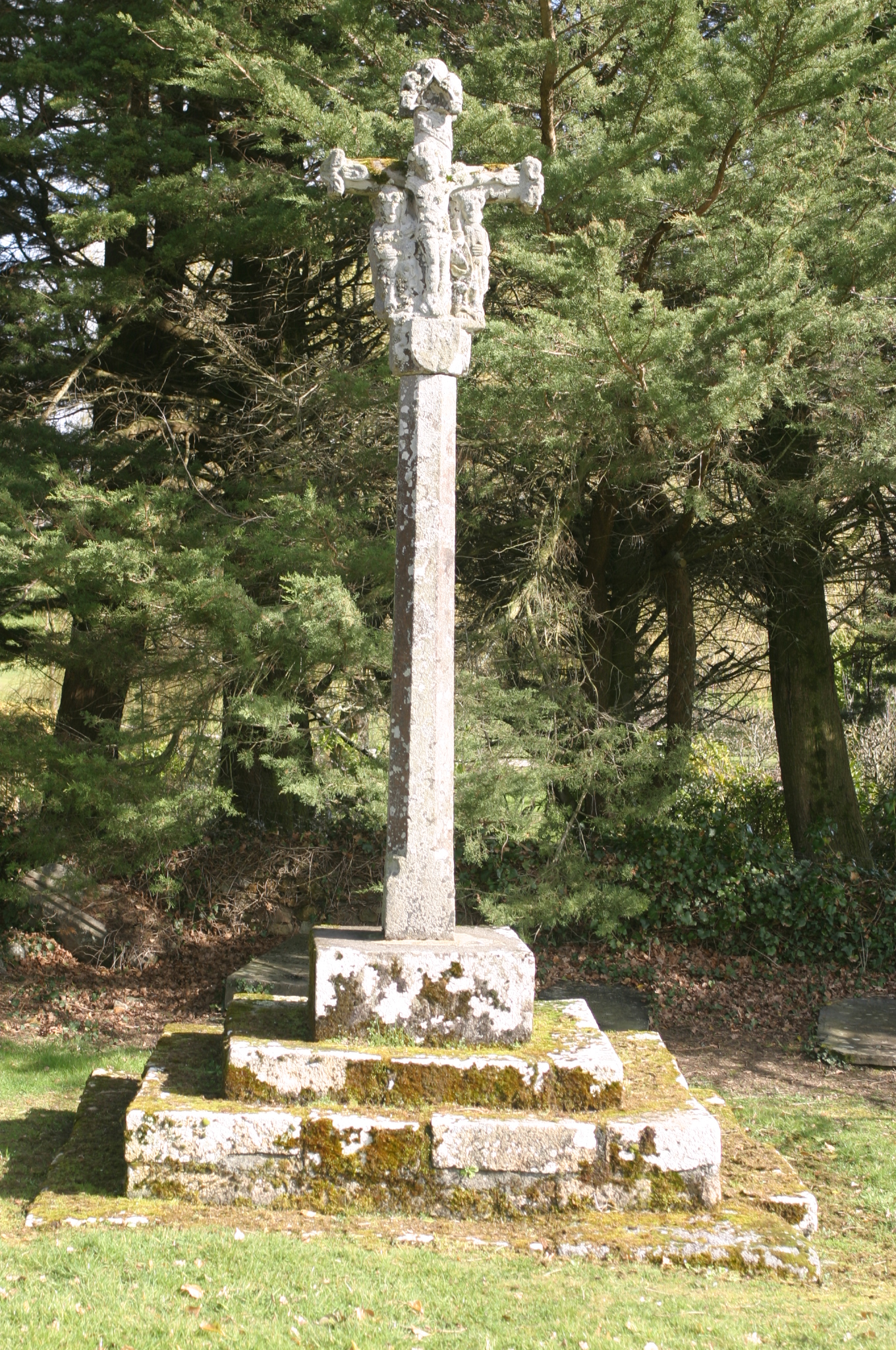
Le calvaire près de la chapelle.
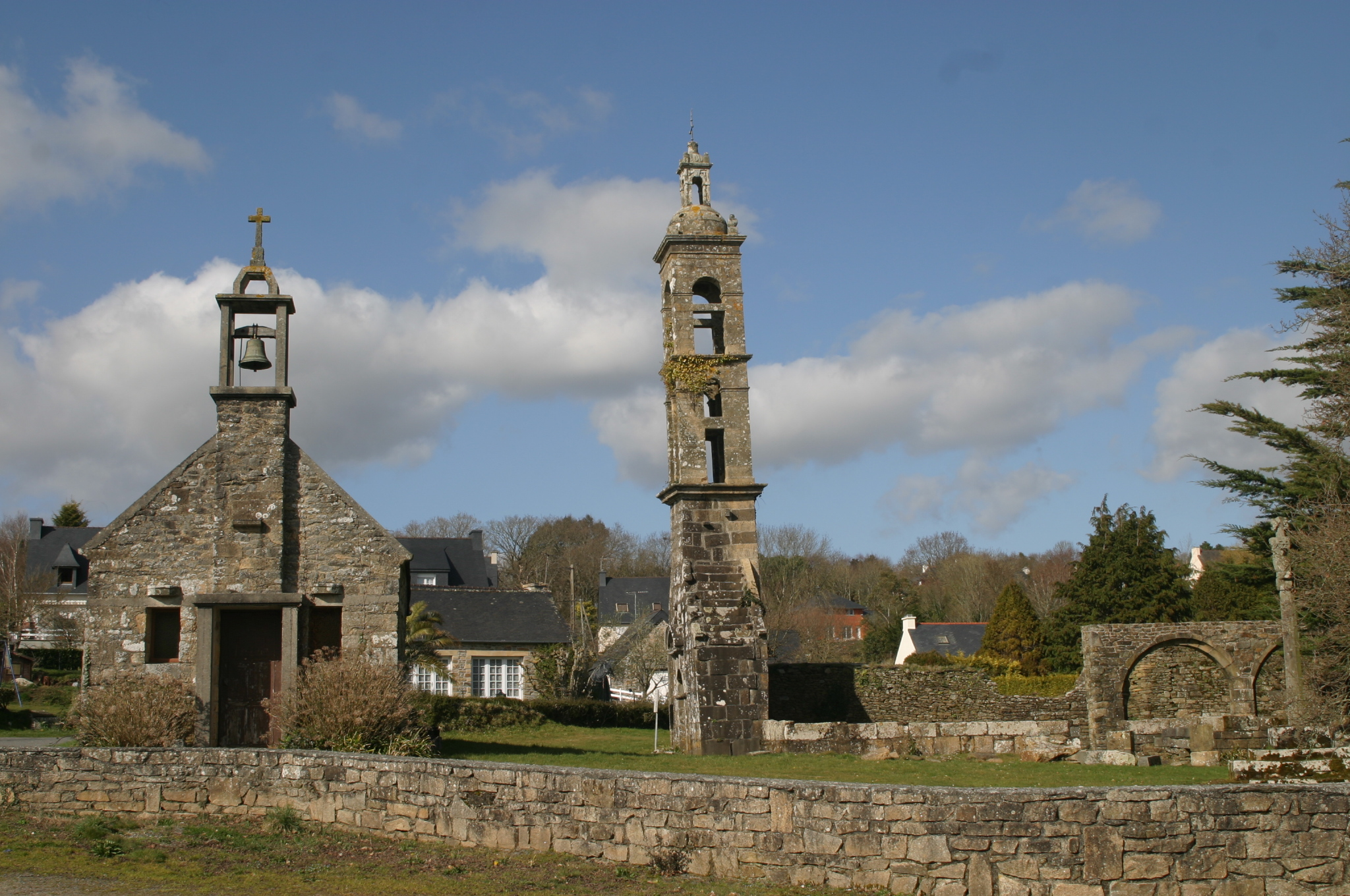
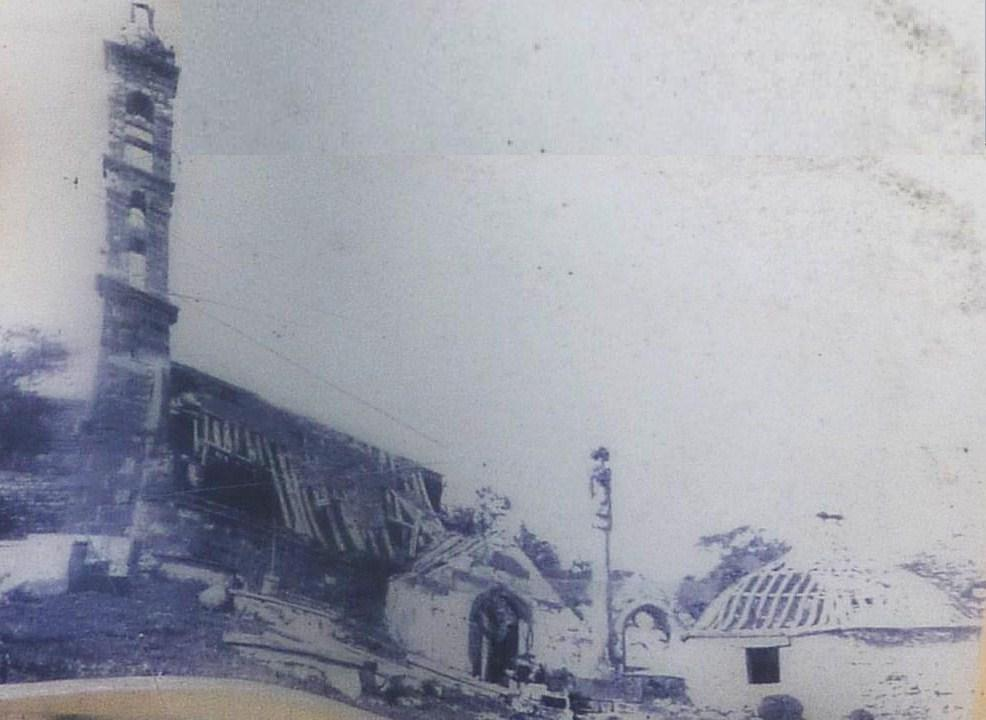
La chapelle vers 1920.
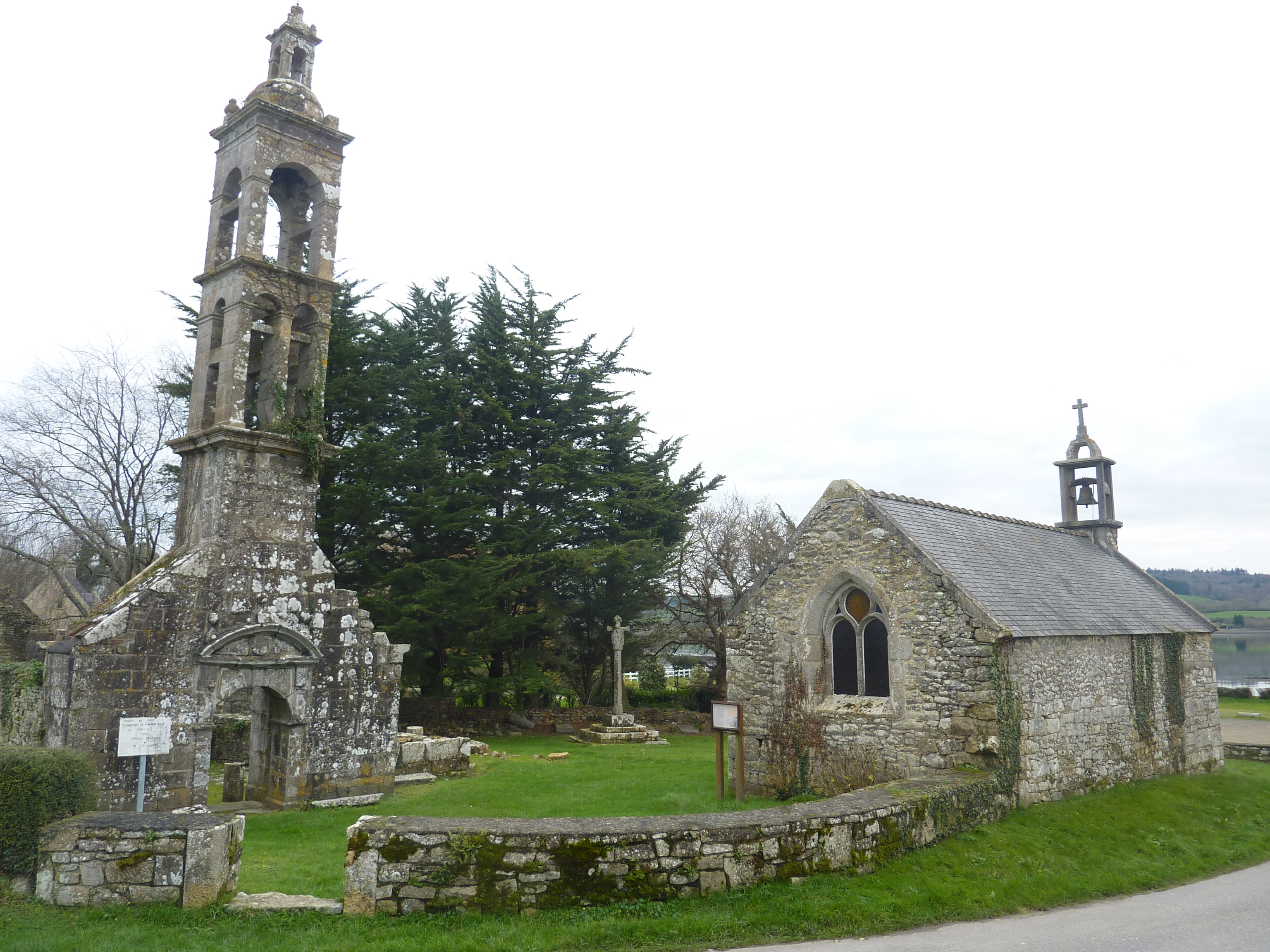
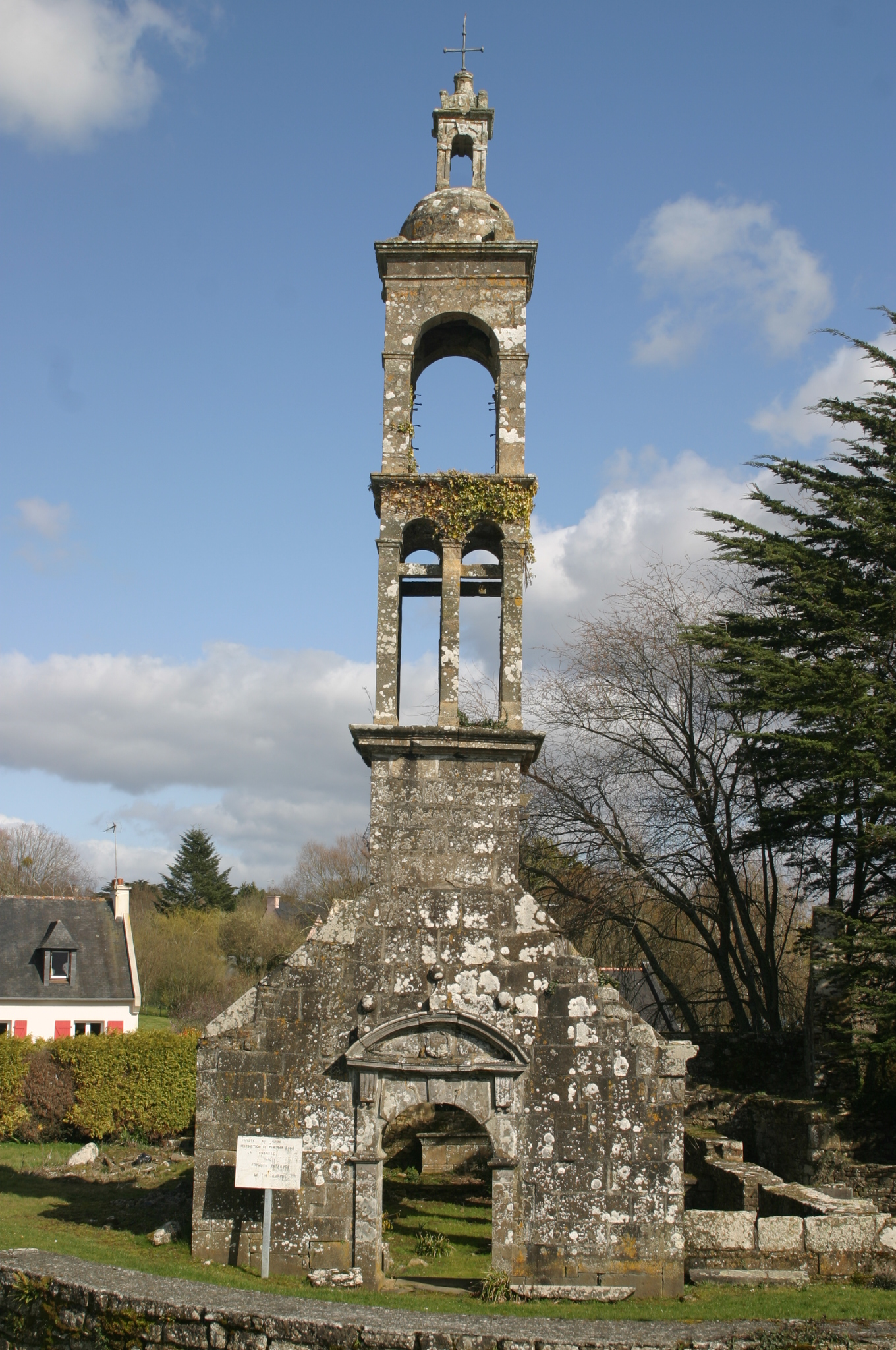
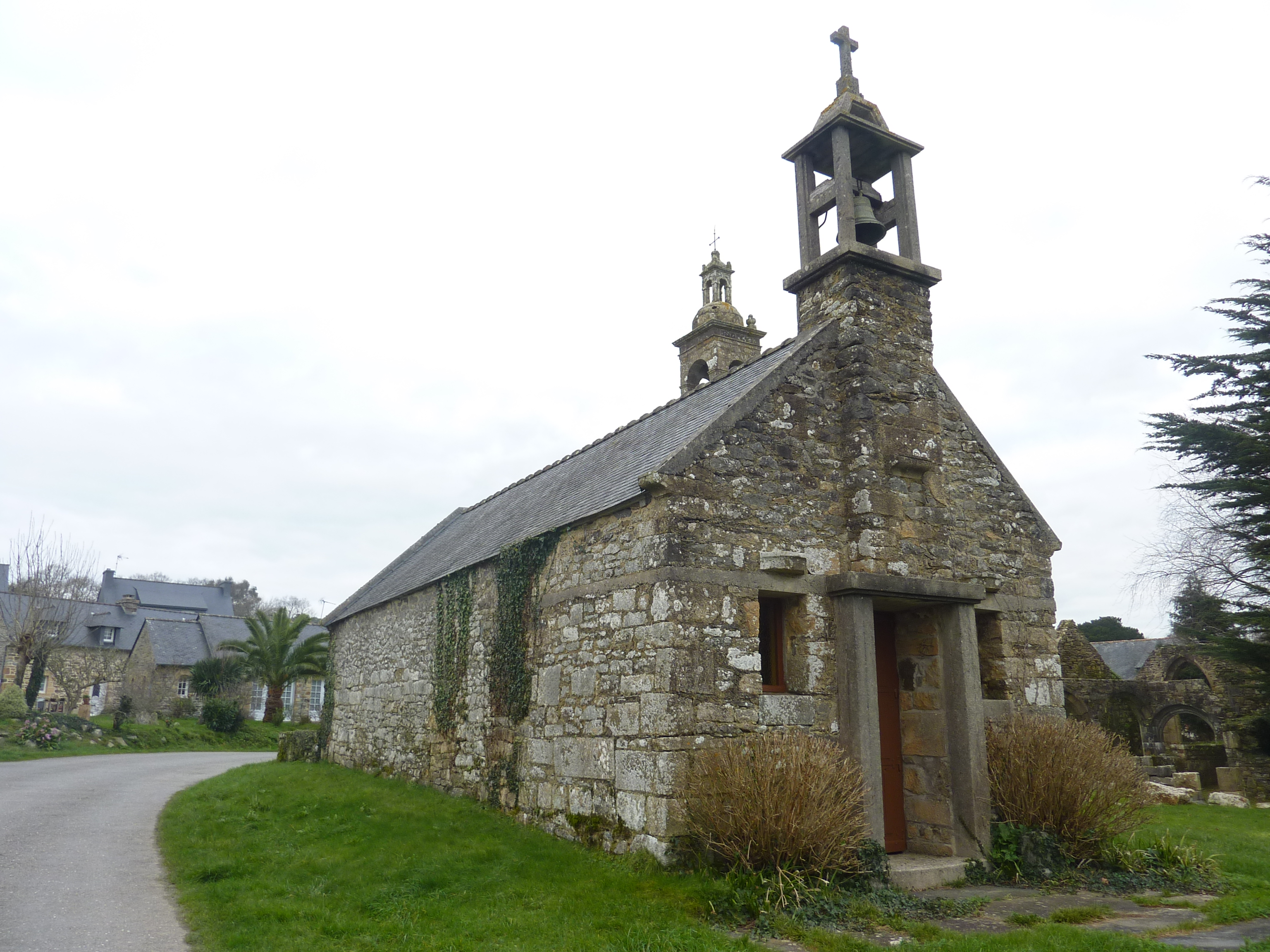
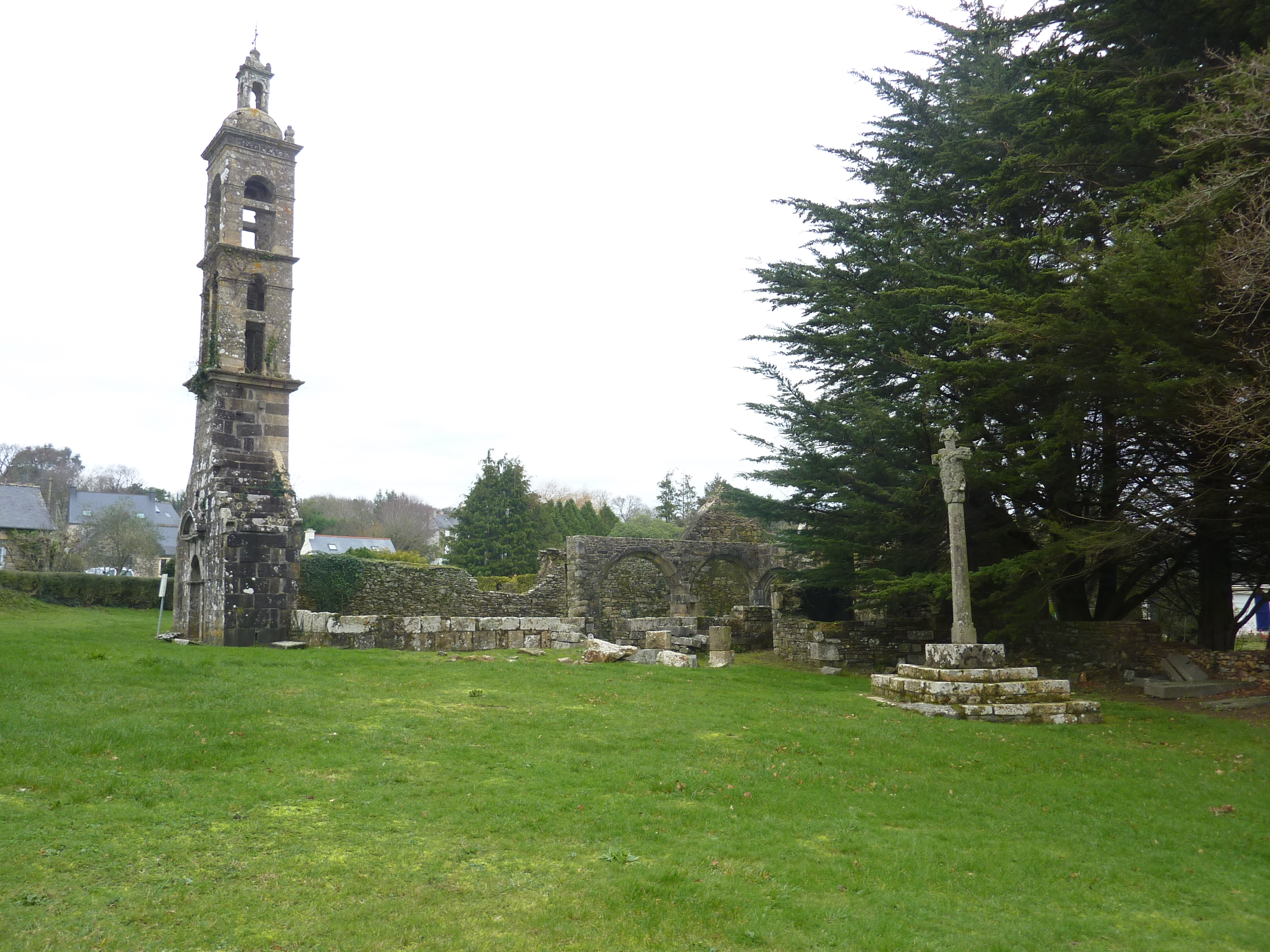
La chapelle et son calvaire.

.

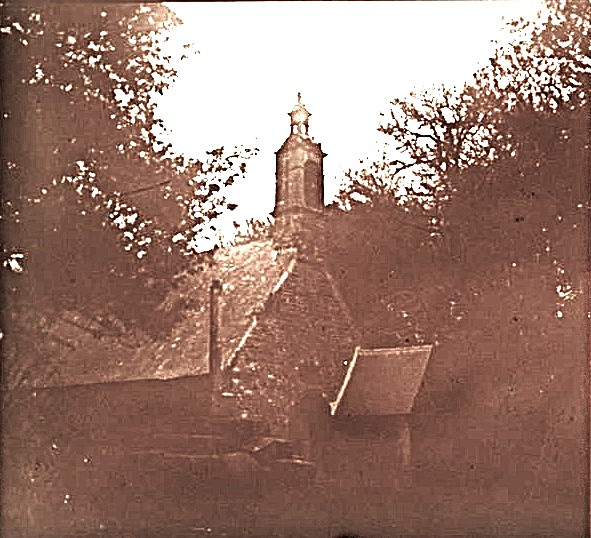
L'ancienne chapelle Saint-Conval (disparue), située dans la forêt du Cranou (plaque de verascope, 1929).

- - Calvaire XIVe siècle en granite et placître de la chapelle de Lanvoy.

Sur le calvaire gothique, surmonté d'un petit dais en accolade, quatre personnages sont sculptés autour du Christ en croix : une Vierge à l'Enfant, saint Jean, saint Pierre et peut-être saint Paul.
- - Socle de calvaire, daté de 1556-1630-1821, en kersantite, route de la chapelle.

Une mention gravée atteste de l'une des nombreuses restaurations du calvaire : « Restre. pr. le. baptême. du. duc. de. Bordeaux. pr. mr. de. Quelen. 1821. » Plusieurs motifs pouvaient entraîner l'érection d'un calvaire. Ici, c'est un baptême, qui est à l'origine de la restauration mais, la plupart du temps, il s'agit de poser ainsi des jalons sur les routes et chemins de pèlerinages : c'est le cas notamment du Tro Breizh. Les calvaires sont alors souvent dotés d'une table d'offrandes. Ils sont également érigés pour servir de frontière entre les territoires, de vœux après une épidémie – de peste notamment – ou de croix de missions évangélisatrices. Ils peuvent parfois célébrer l'union de deux familles. Ils sont enfin érigés plus couramment à la demande d'un prêtre : un calice est alors gravé sur le socle, et parfois aussi, le nom du prêtre.
- L'ancienne chapelle Saint-Conval avait été édifiée en 1668  (remplaçant un édifice plus ancien) par les héritiers du cardinal de Richelieu, alors propriétaires de la forêt, afin de répondre aux besoins spirituels des habitants alors nombreux (bûcherons, sabotiers, etc..) de la forêt. Considéré comme en mauvais état et trop excentrée par le recteur Le Moign, elle fut détruite en 1942 et reconstruite à Toulboën, ; seuls le calvaire et la fontaine de dévotion sont restées en place.
  - Calvaire, daté de 1627, artiste : Roland Doré, en kersantite, forêt du Cranou.

De ce calvaire qui appartenait à la chapelle Saint-Conval ne subsiste que le fût (le calvaire a été décapité, probablement lors de la Révolution française) portant l'inscription : « R. Dore : ma : faict : 1627. » Roland Doré, maître sculpteur à Landerneau, est nommé sculpteur du roi en Bretagne, en 1649. Son atelier a produit un très grand nombre de calvaires. Le calvaire et la fontaine de Saint-Conval ont été inscrits monuments historiques le 2 mai 1956 ; l'ancienne chapelle Saint-Conval a par contre été détruite.
- - Fontaine XVIe – XVIIe siècle, en moellons de schiste, forêt du Cranou , sa niche contient une statue de saint Conval en kersantite ; la pierre d'écoulement des eaux située devant la fontaine est en schiste. Jusqu'en 1942, un prêtre d'Hanvec vient dire la messe le deuxième dimanche de chaque mois dans une chapelle dédiée à saint Conval. Une fontaine de dévotion abritant la statue se trouve à proximité. Les fidèles viennent y prier quand ils avaient besoin d'eau et y jeter des pièces dans l'espoir d'obtenir des miracles. En 1942, considérant que la chapelle est trop éloignée pour les séances de catéchisme, le curé de l'époque demande son transfert à Kerancuru. La nouvelle chapelle, réédifiée entre Toulboën et Kerancuru, n'a conservé de l'ancienne chapelle Saint-Conval que son clocher.

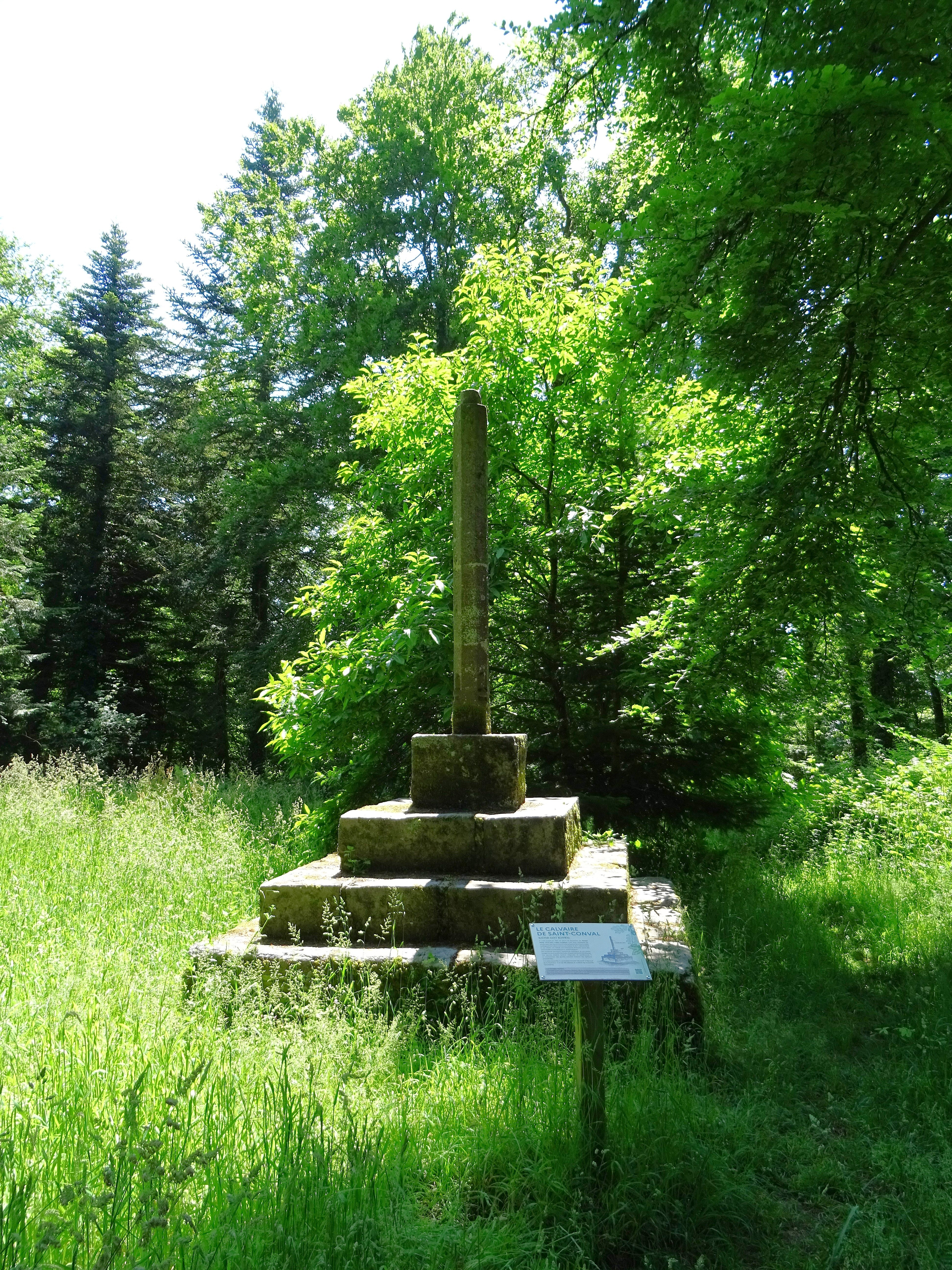
Le calvaire Saint-Conval (1627, en kersantite, de Roland Doré ; seul le fût du calvaire subsiste).
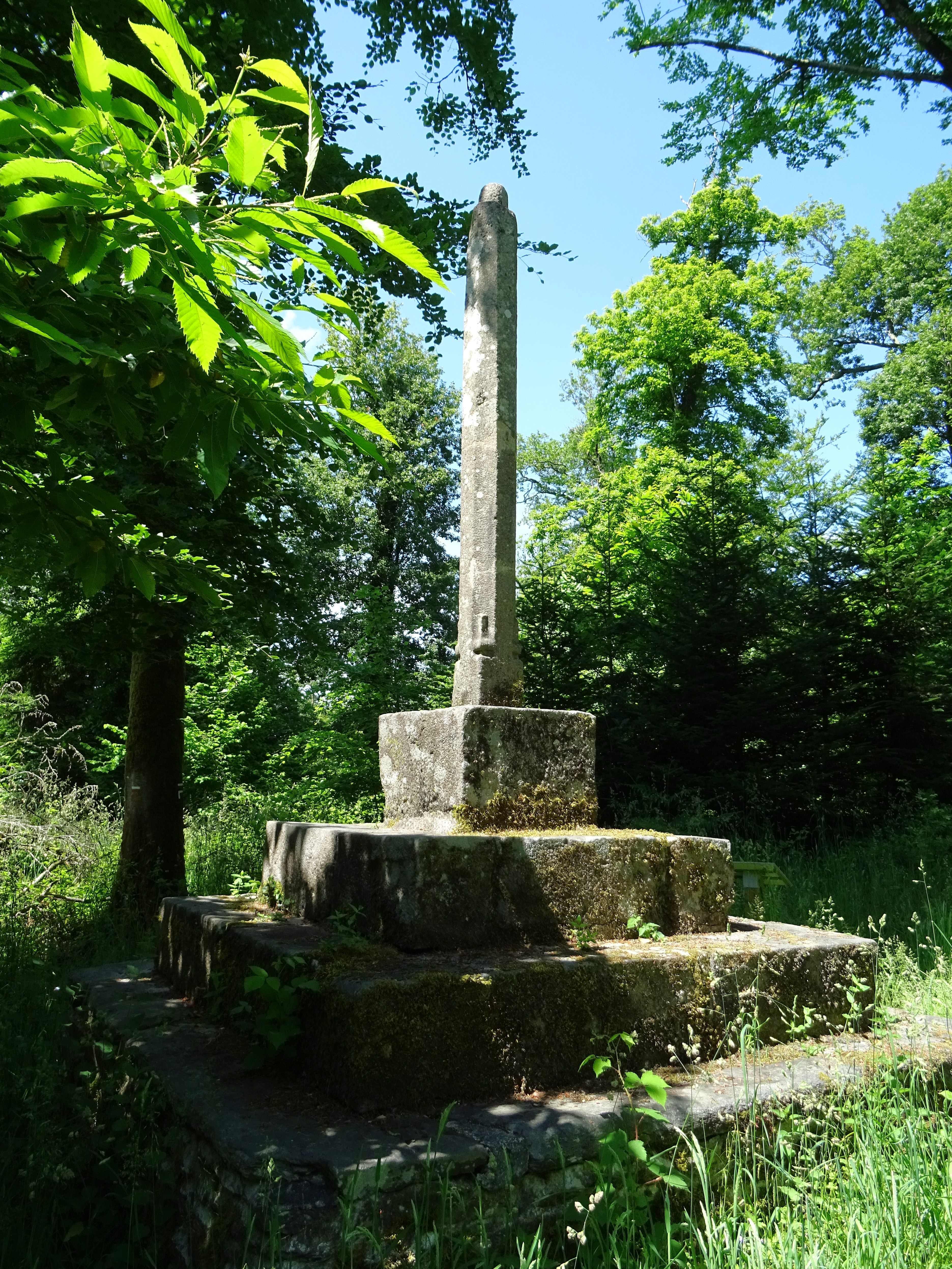
Le calvaire Saint-Conval (1627, en kersantite, de Roland Doré ; seul le fût du calvaire subsiste).
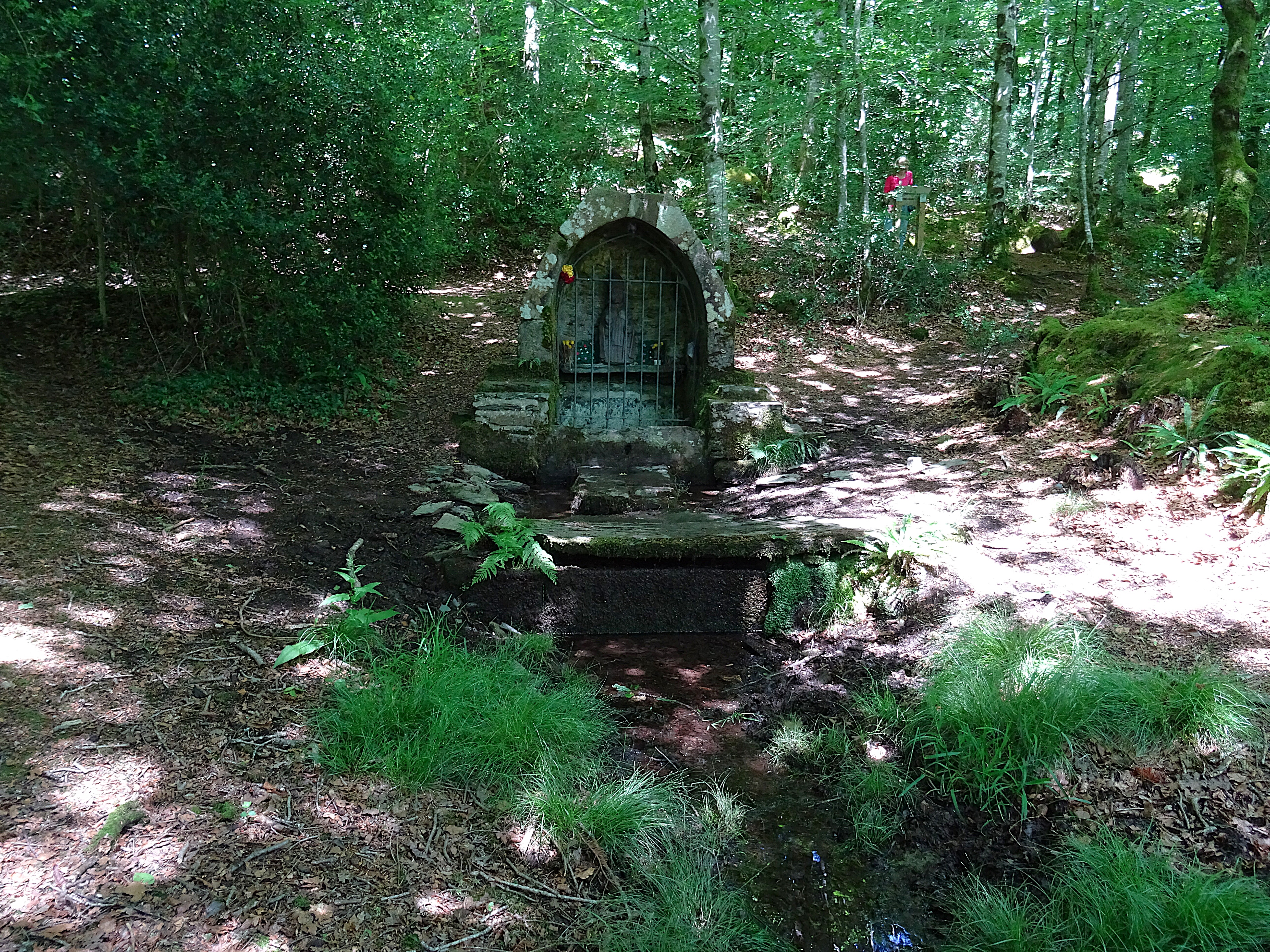
La fontaine Saint-Conval : vue d'ensemble du site.
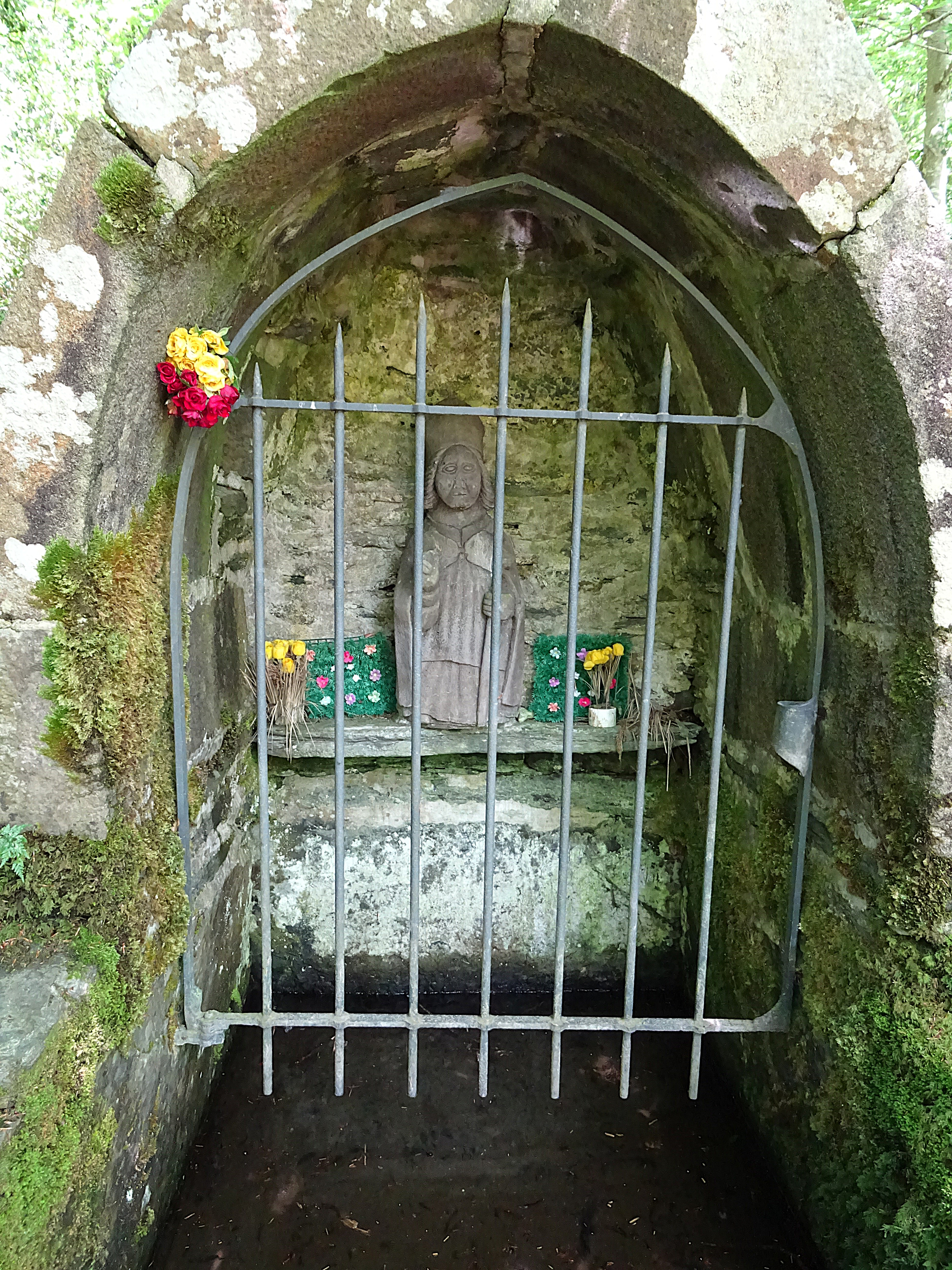
La fontaine Saint-Conval : la niche et sa statue.

- Chapelle Saint-Conval (à Toulboën), construite vers 1950[144].

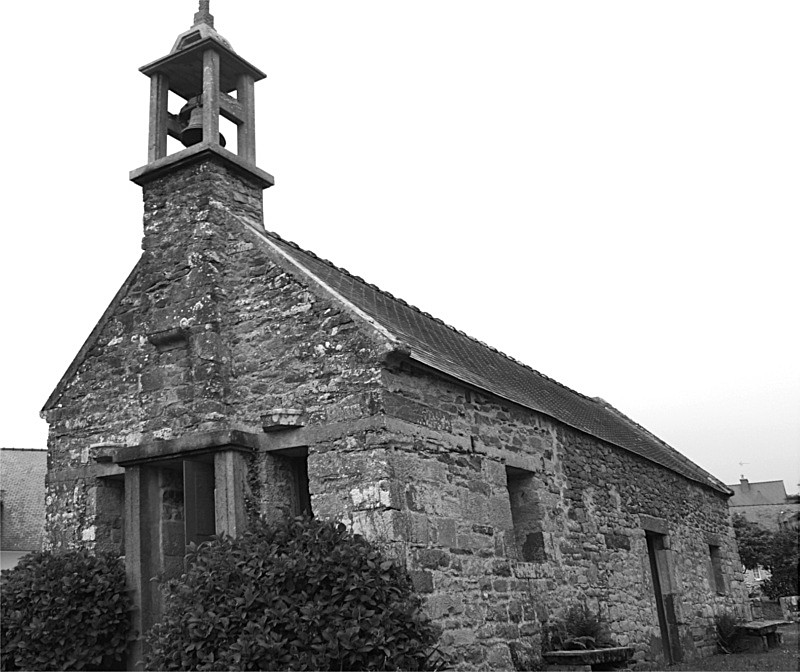
Hanvec ː la nouvelle chapelle Saint-Conval à Toulboën.
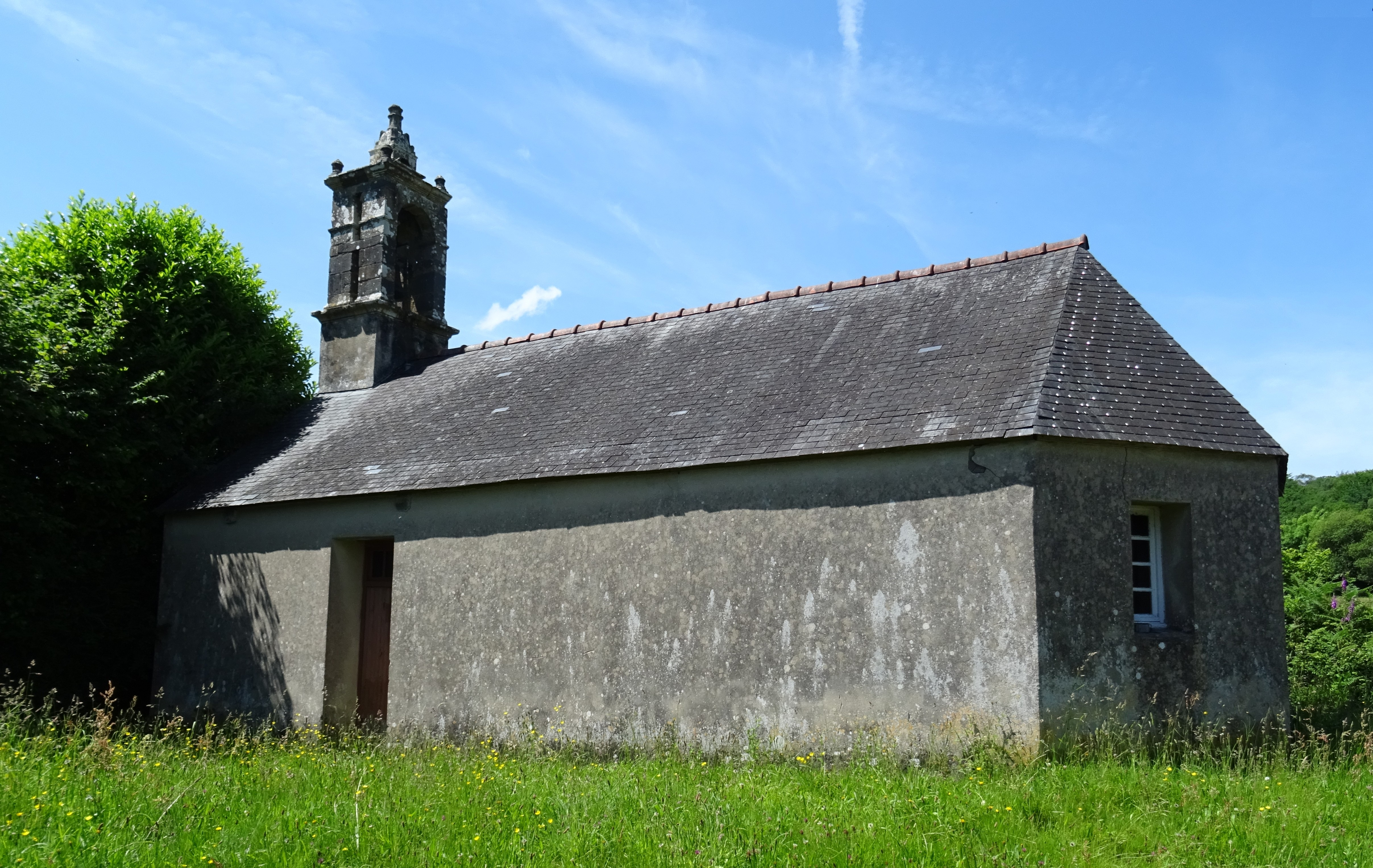
La nouvelle chapelle Saint-Conval édifiée vers 1950 à Toulboën (photographiée en 2025).
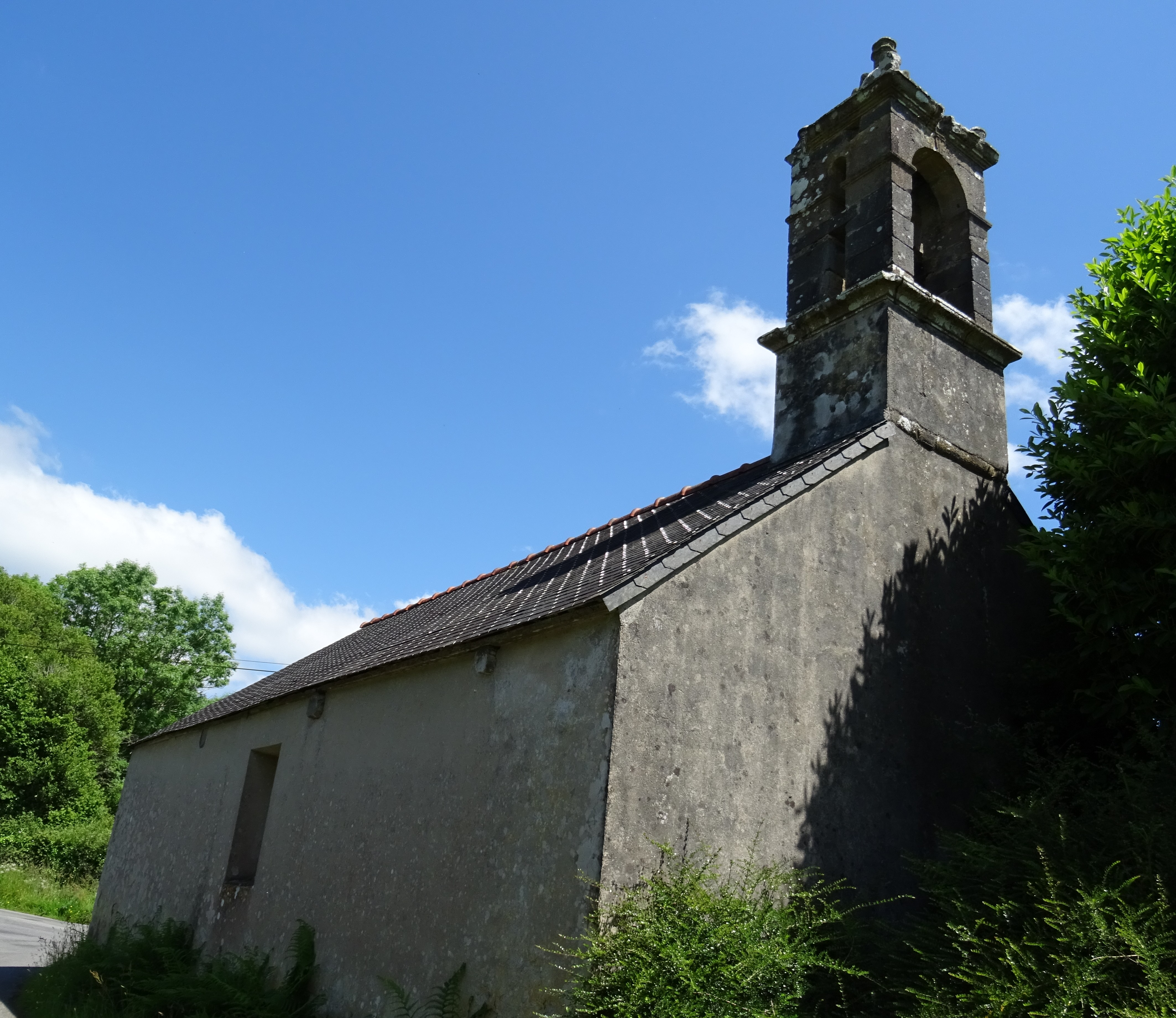
La nouvelle chapelle Saint-Conval édifiée vers 1950 à Toulboën (photographiée en 2025).
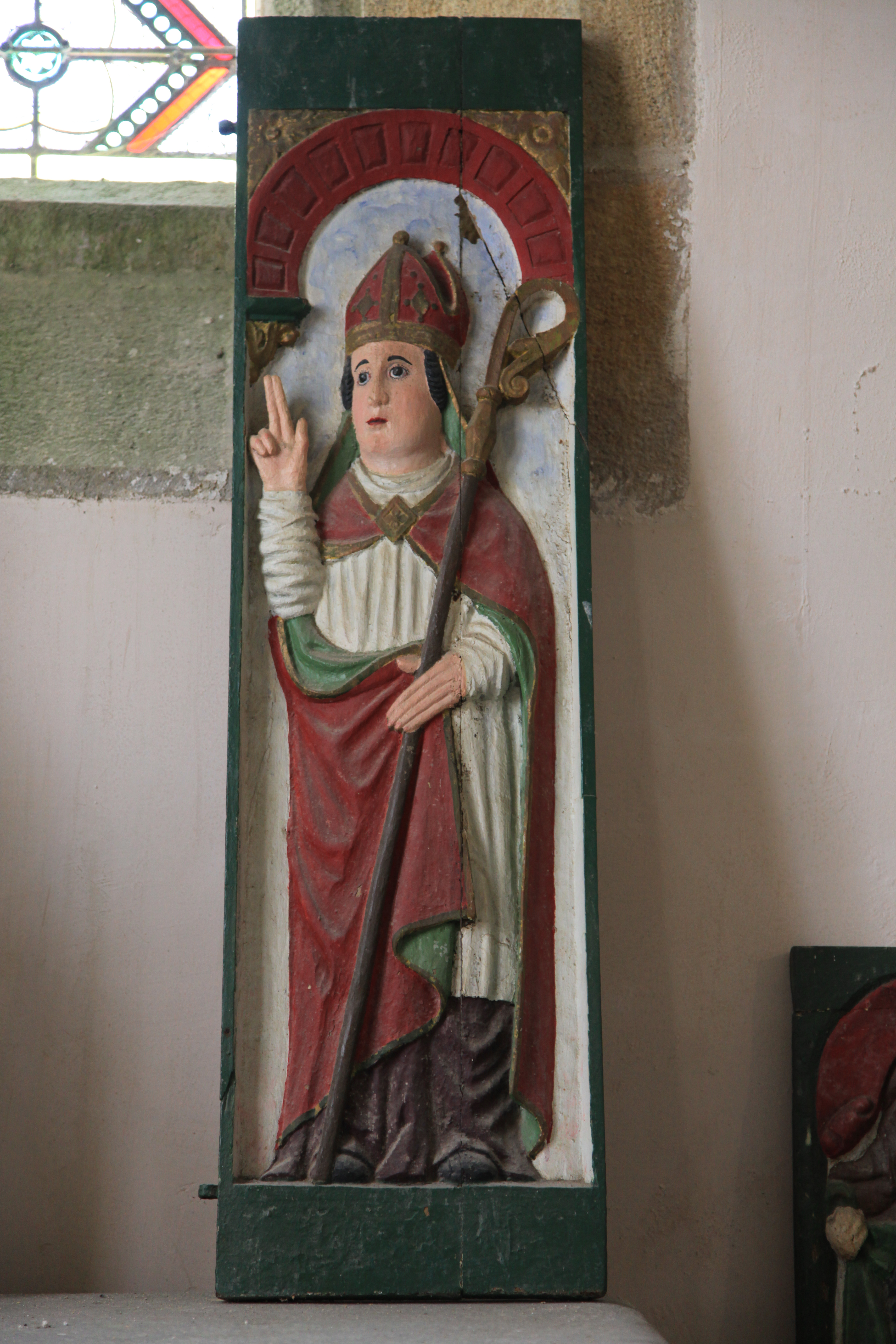
Évêque bénissant
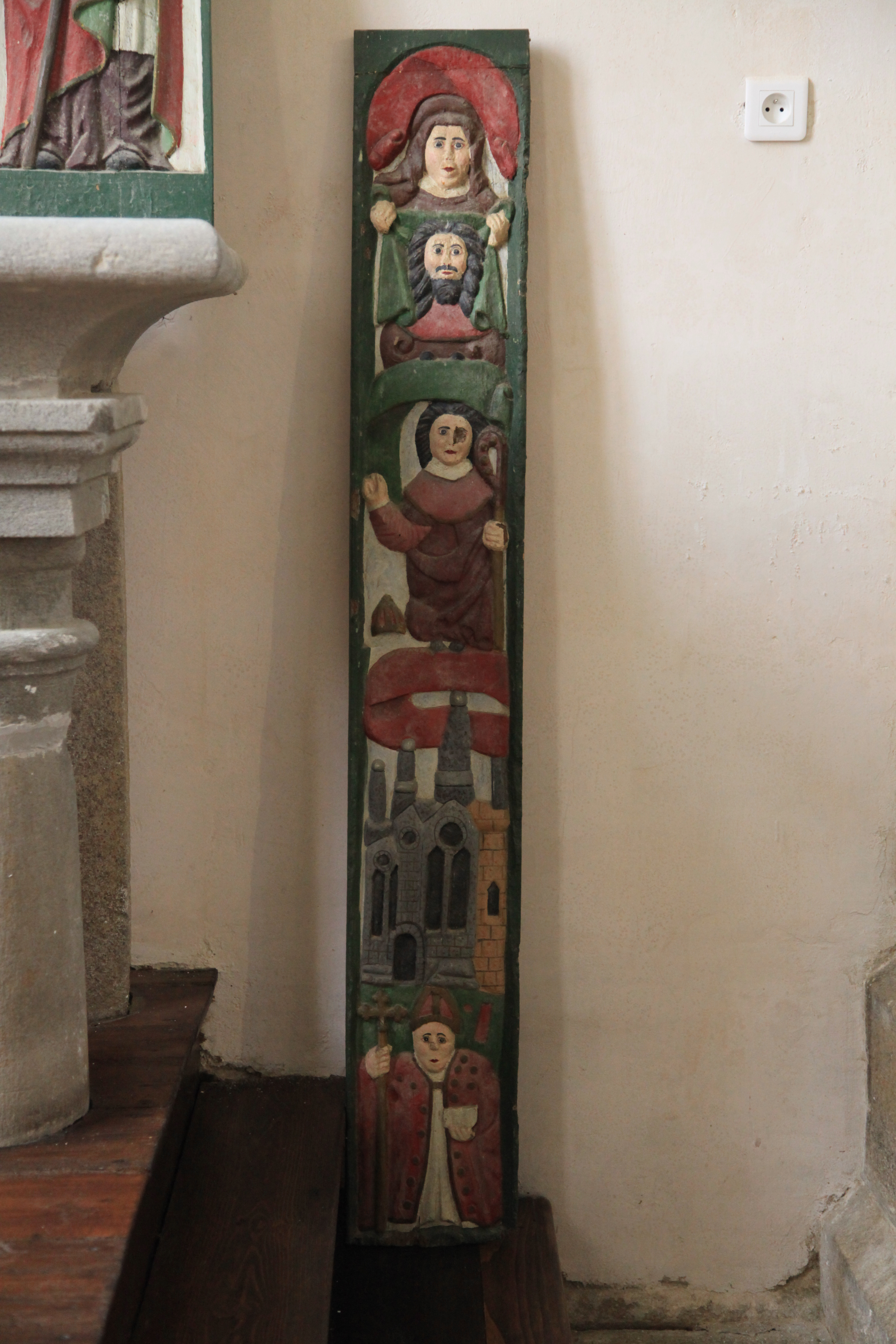
Élément de la niche
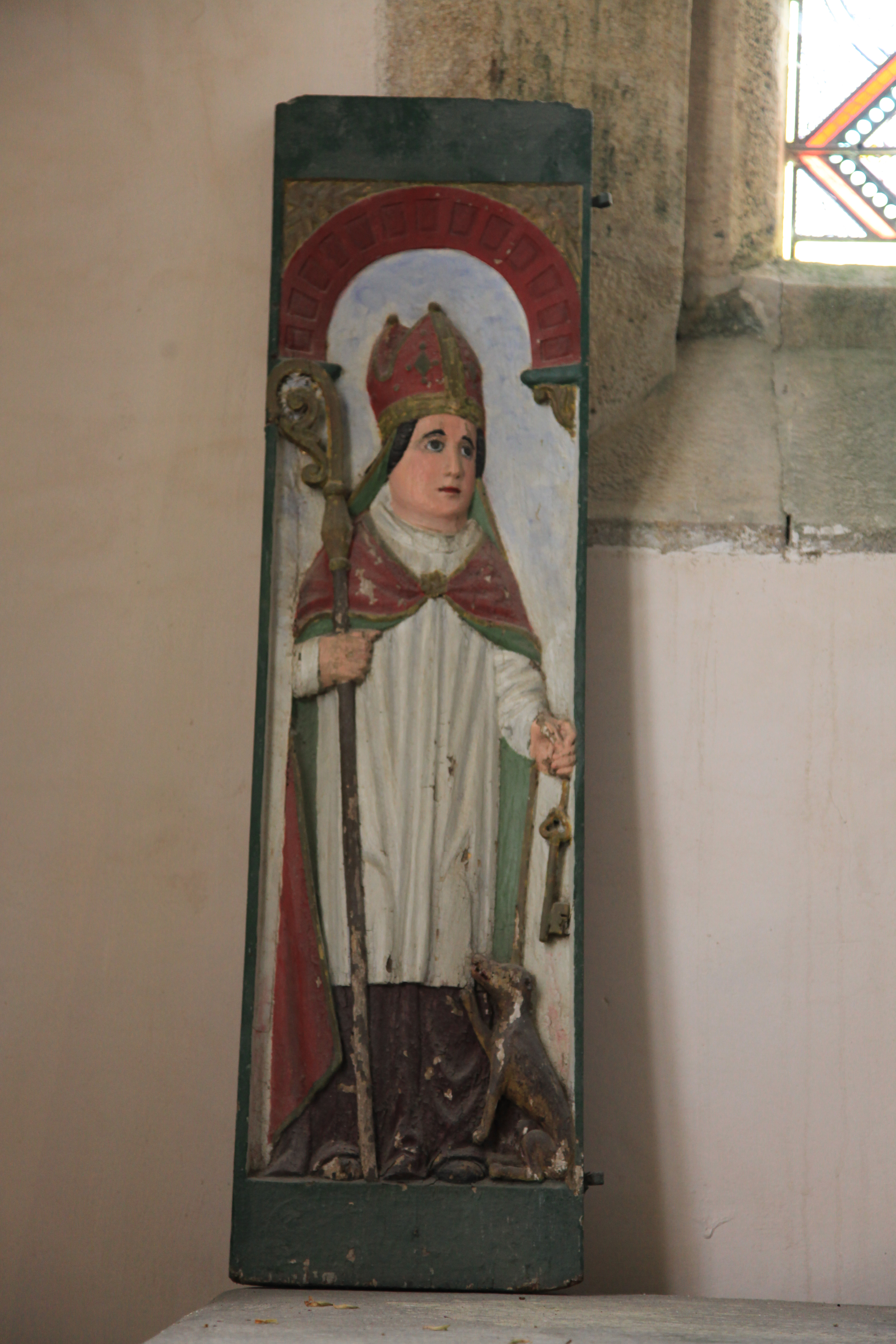
Saint Abujean avec sa clé et son chien
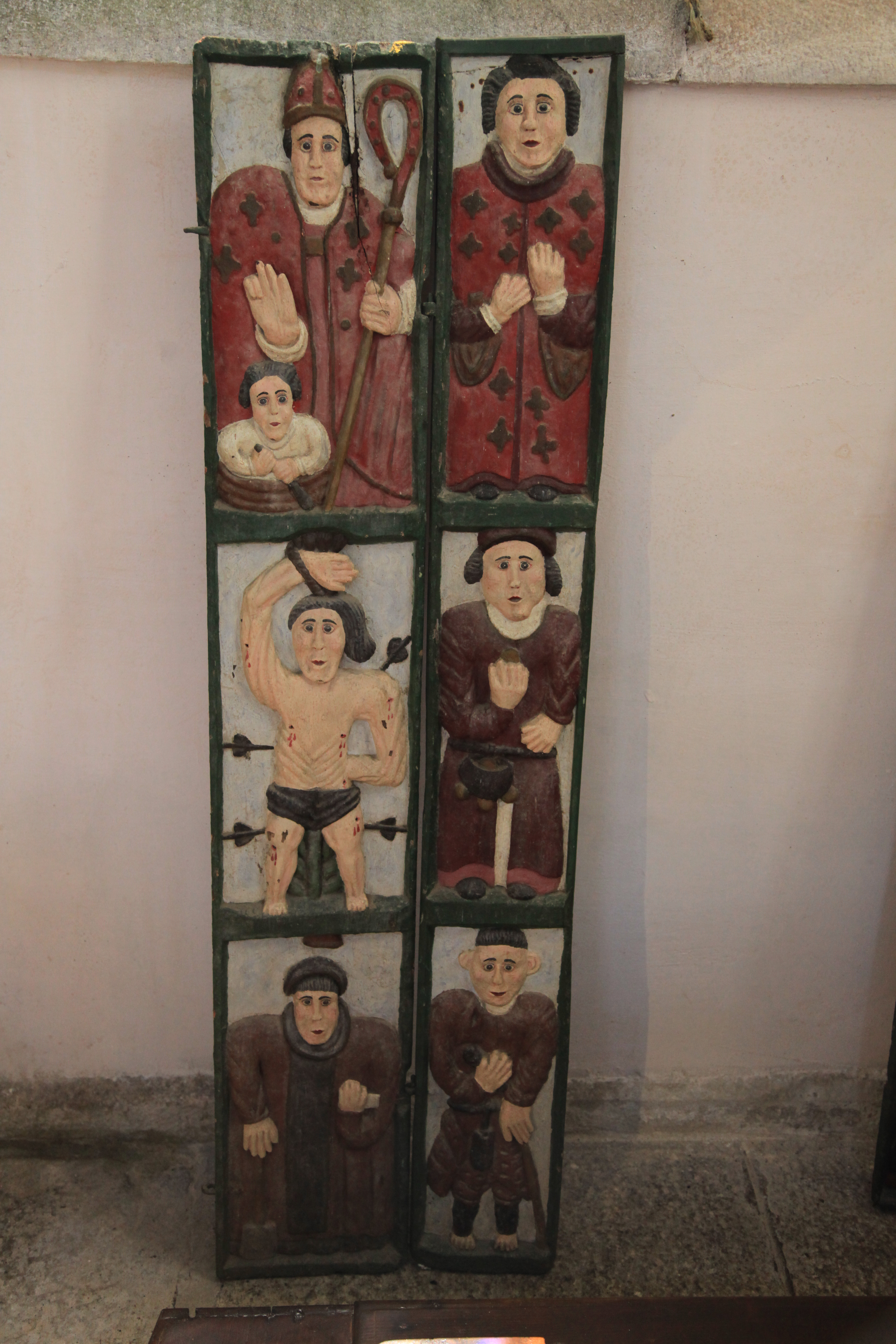
Saint Nicolas, saint Sébastien, saint Fiacre, Saint Yves, Le riche et le pauvre
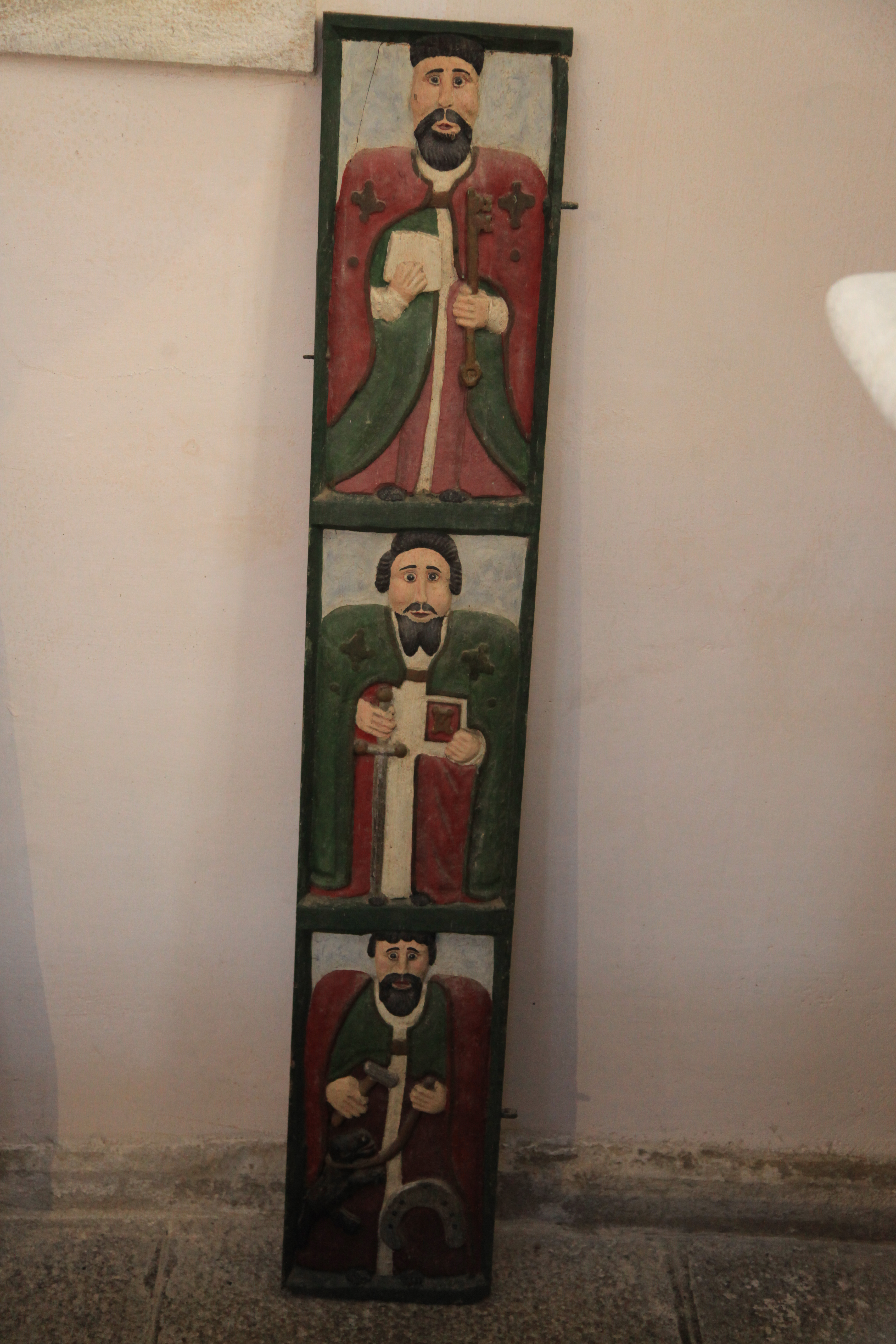
Saint Pierre, saint Paul, saint Éloi

- Quatre anciennes chapelles ont disparu :  la chapelle Saint-Gouzien, la chapelle Saint Nicodème (située jadis à Lanton), la chapelle Sainte-Agathe (située jadis à Kerliver) et l'ancienne chapelle Saint-Conval (elle se trouvait dans la forêt du Cranou).
- Fontaine Sainte-Madeleine et lavoir en schiste : la fontaine abrite une statue en kersantite de sainte Madeleine, invoquée pour faire venir la pluie lorsque la sècheresse menace les cultures. Deux autres niches abritent les statues représentant peut-être saint Jean, saint Pierre et la Vierge, œuvres de Roland Doré provenant d'un ancien calvaire. Face à la fontaine s'étend le lavoir, lieu de commérages où les jeunes lavandières devaient le plus souvent laisser la place aux anciennes. D'après la tradition, lorsque l'averse tant attendue tardait à venir, les femmes, au lavoir, aspergeaient la statue de la sainte, en guise de représailles.

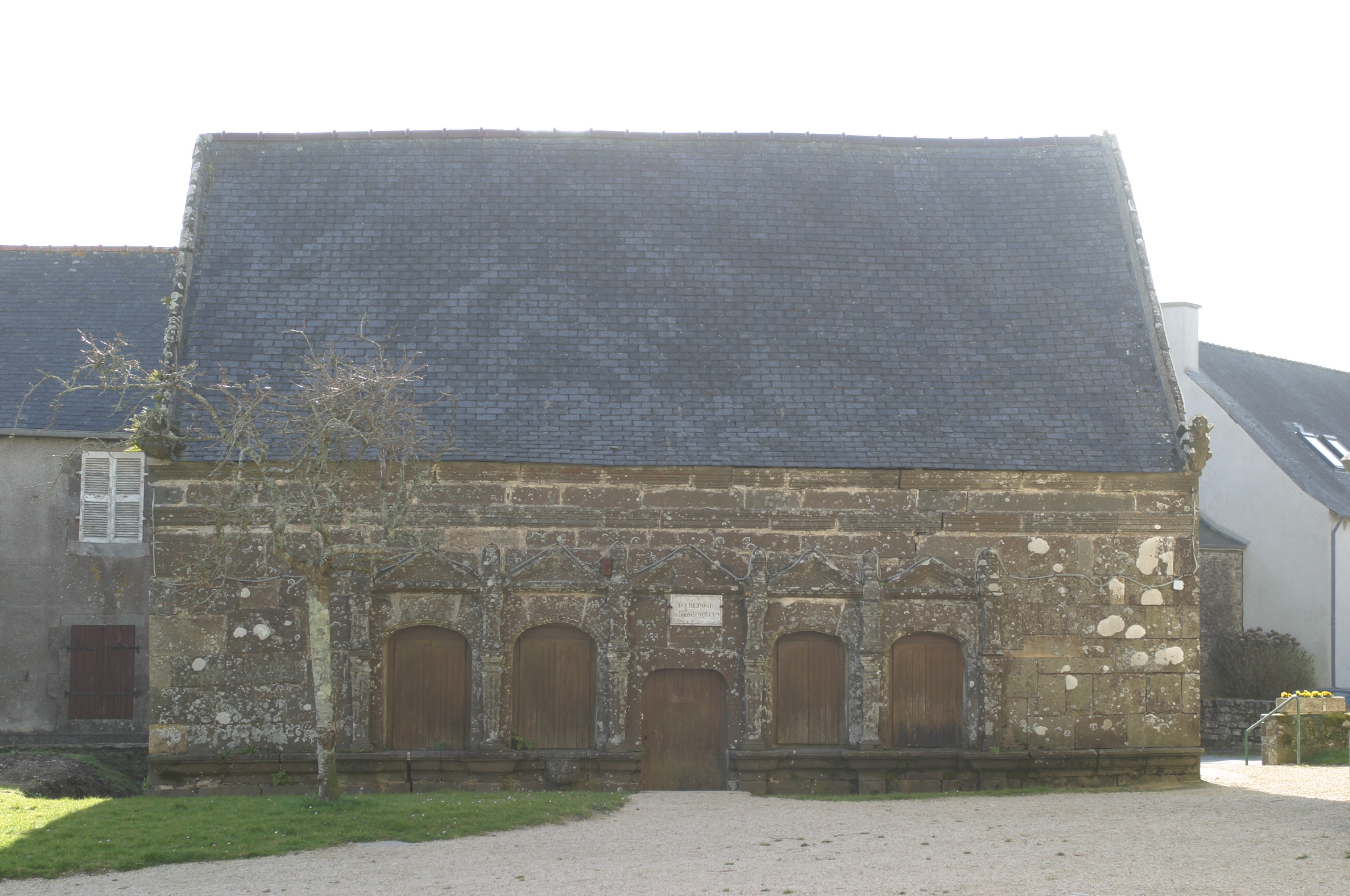
Ossuaire ou chapelle Saint-Jean.
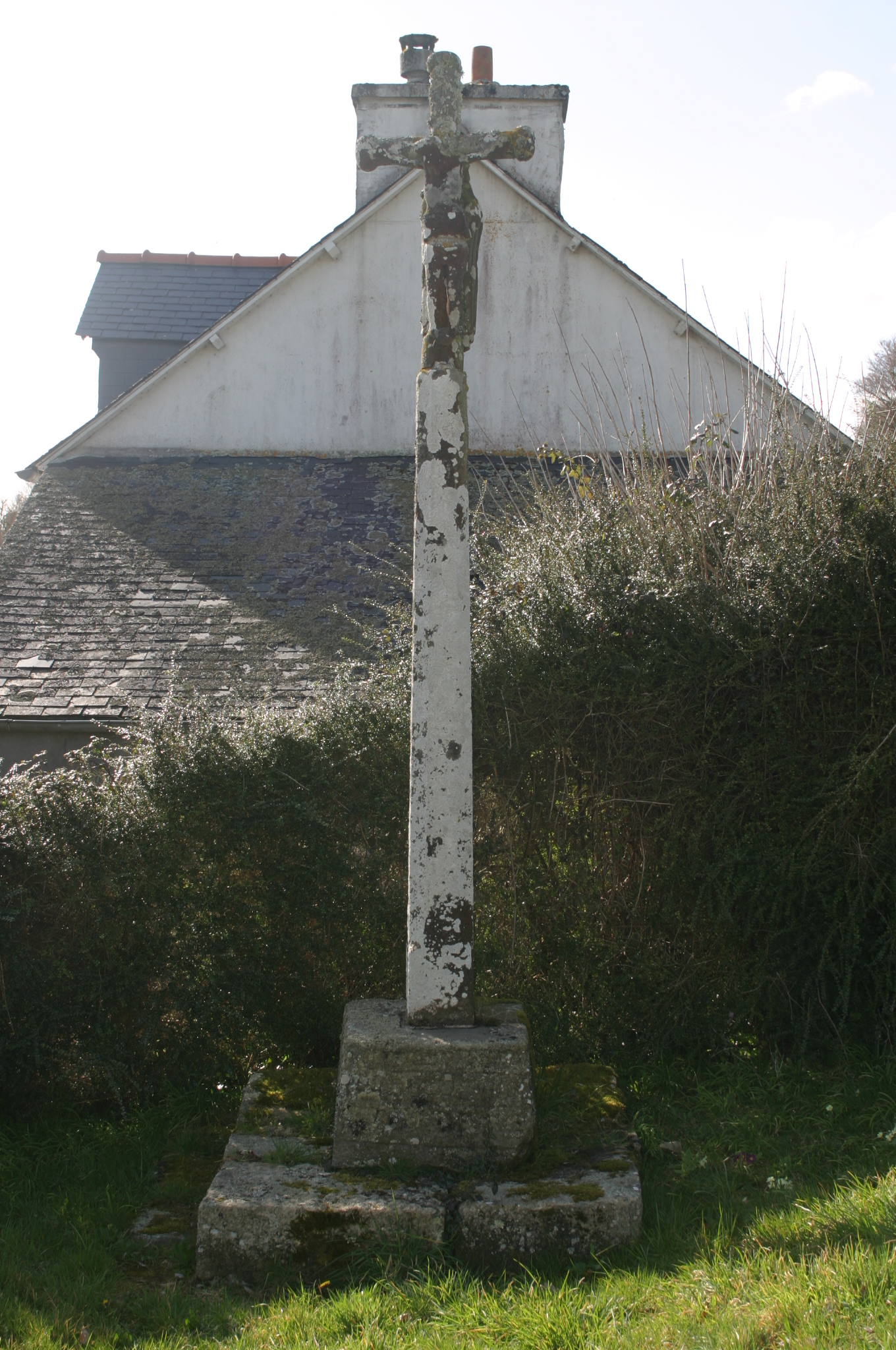
Calvaire – Route de la chapelle de Lanvoy.
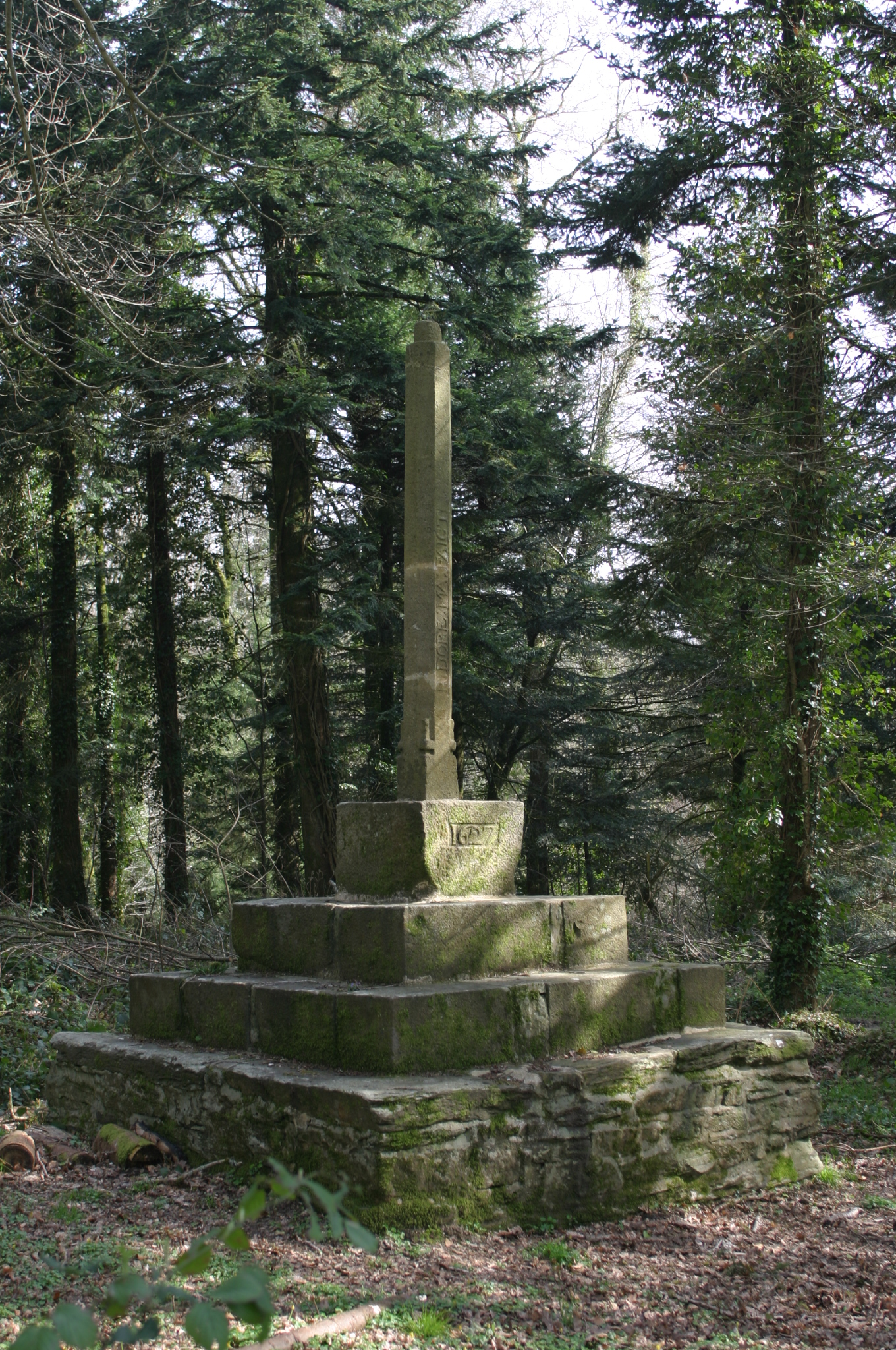
Forêt du Cranou. Calvaire près de la fontaine Saint-Conval.
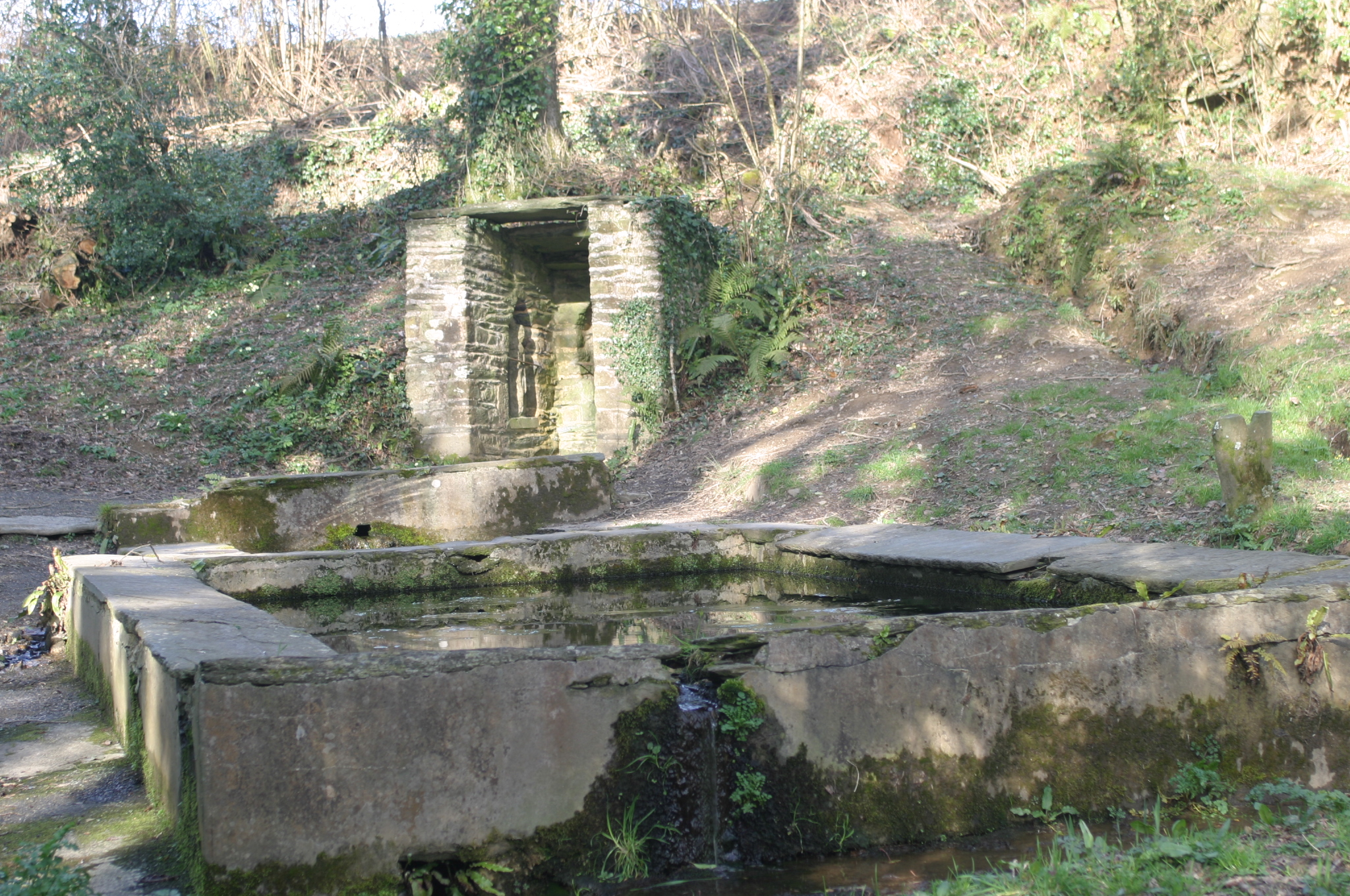
Fontaine Sainte-Madeleine et lavoir.
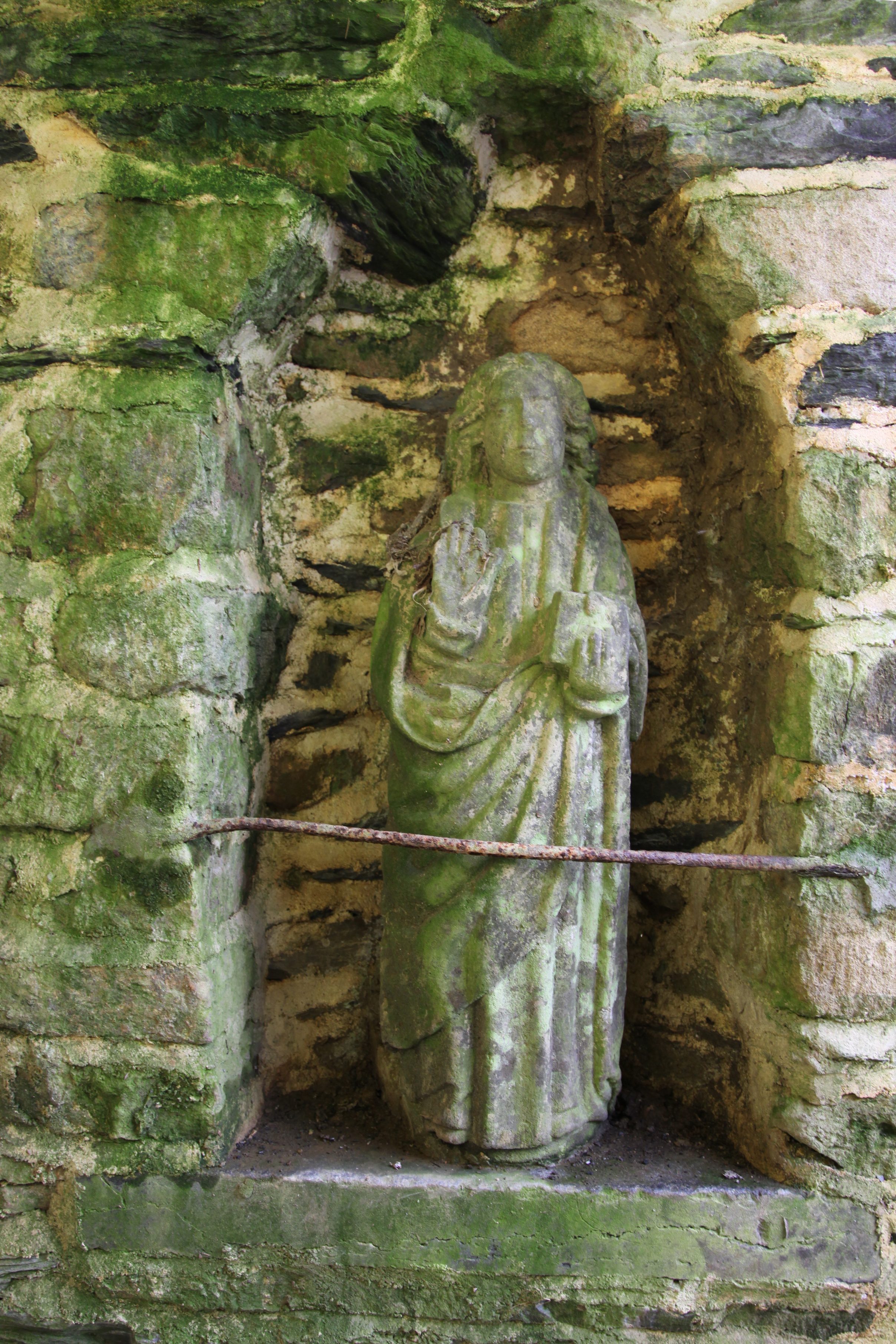
Fontaine Madeleine. Saint Jean (?).
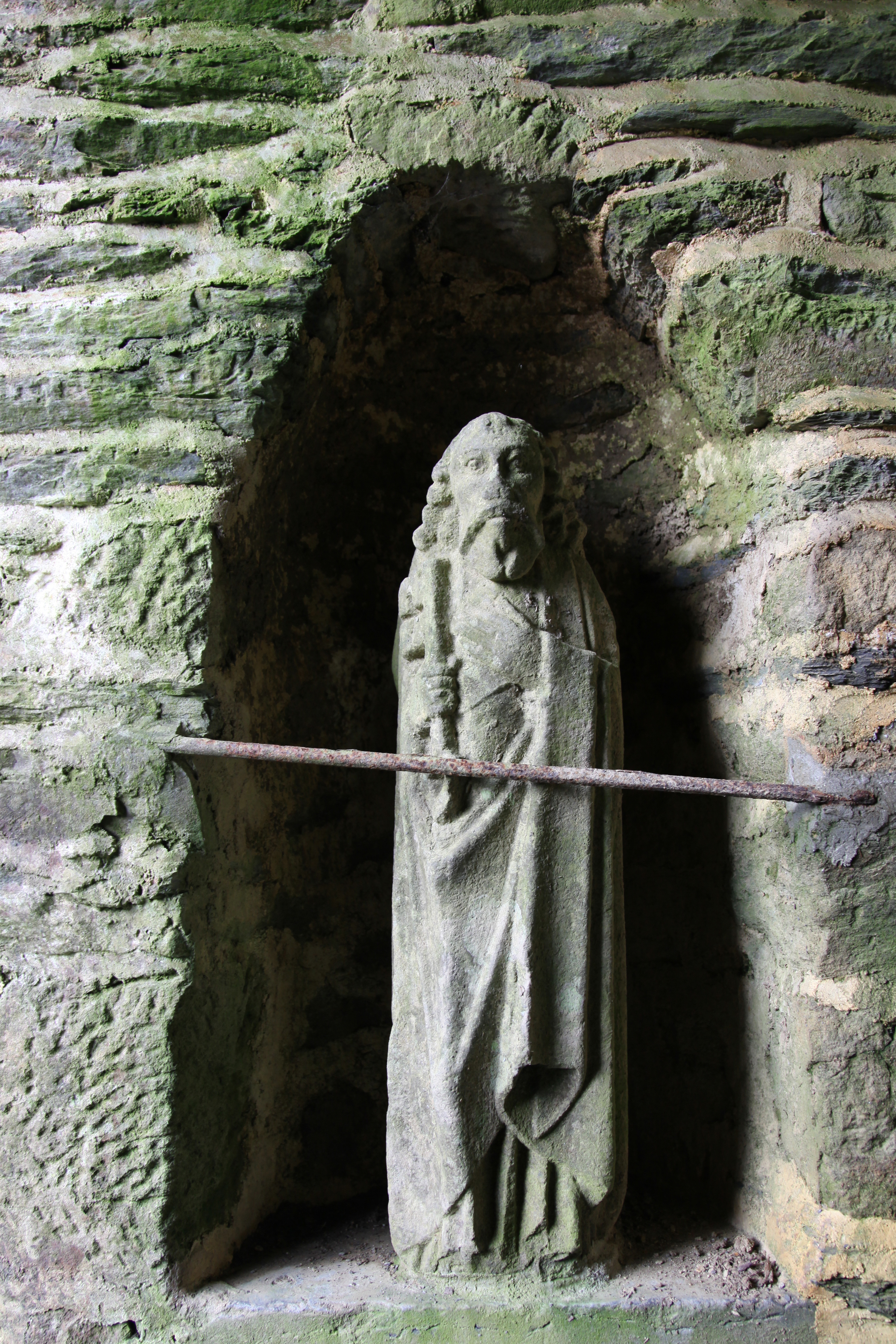
Fontaine Madeleine. Statue double. Saint Pierre (?) et la Vierge.
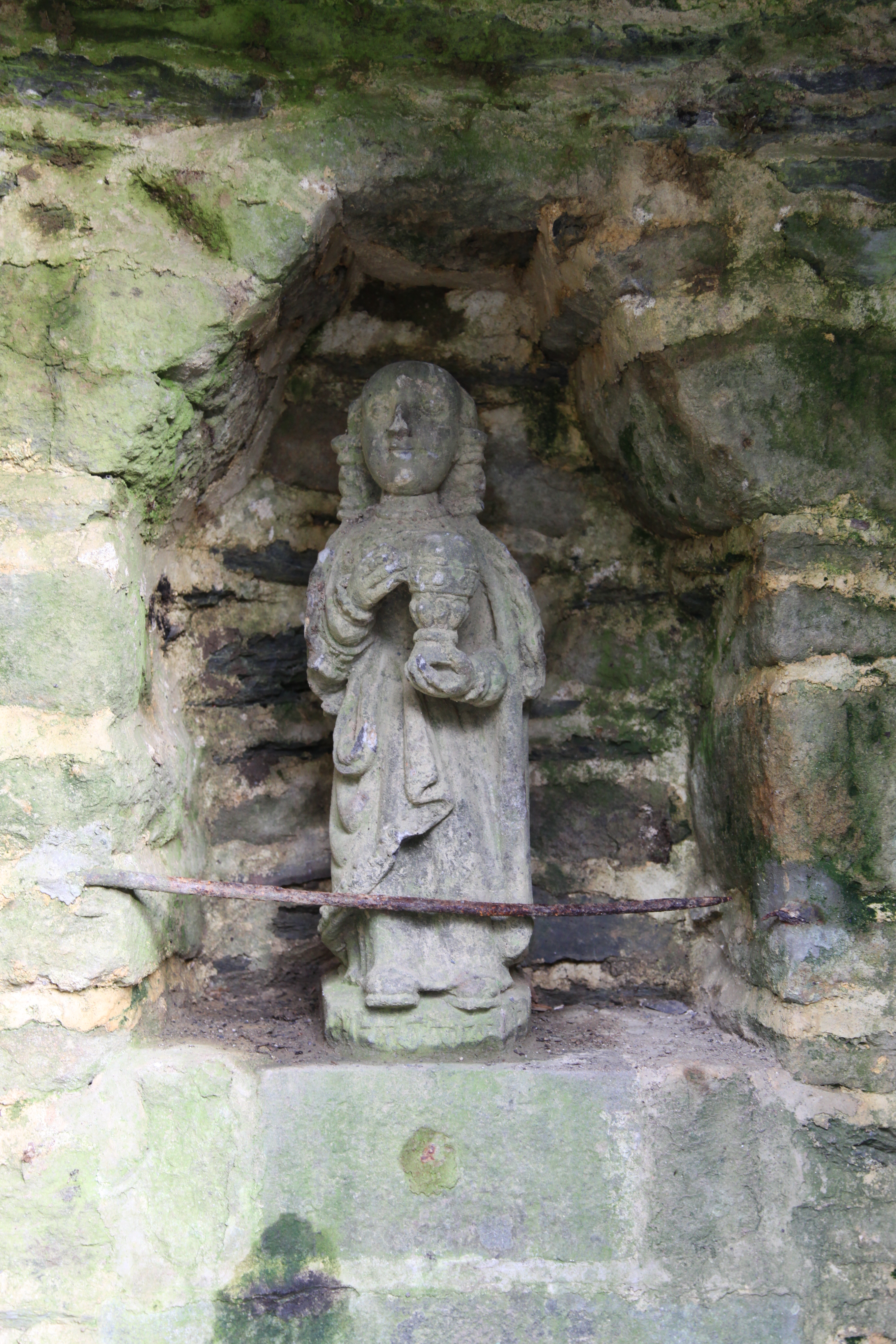
Fontaine Madeleine. Sainte Madeleine.
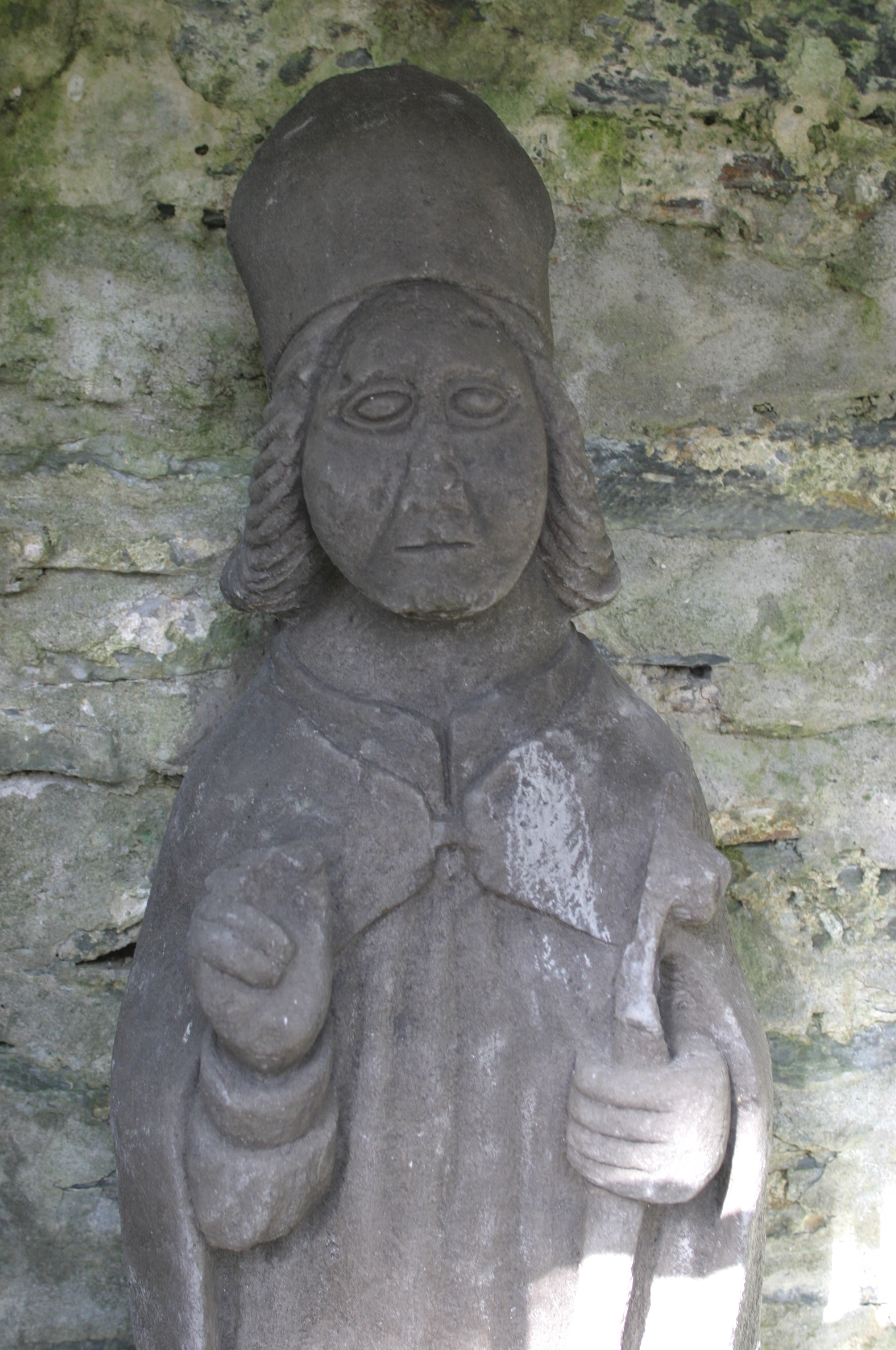
Fontaine Saint-Conval. Saint Conval (copie).
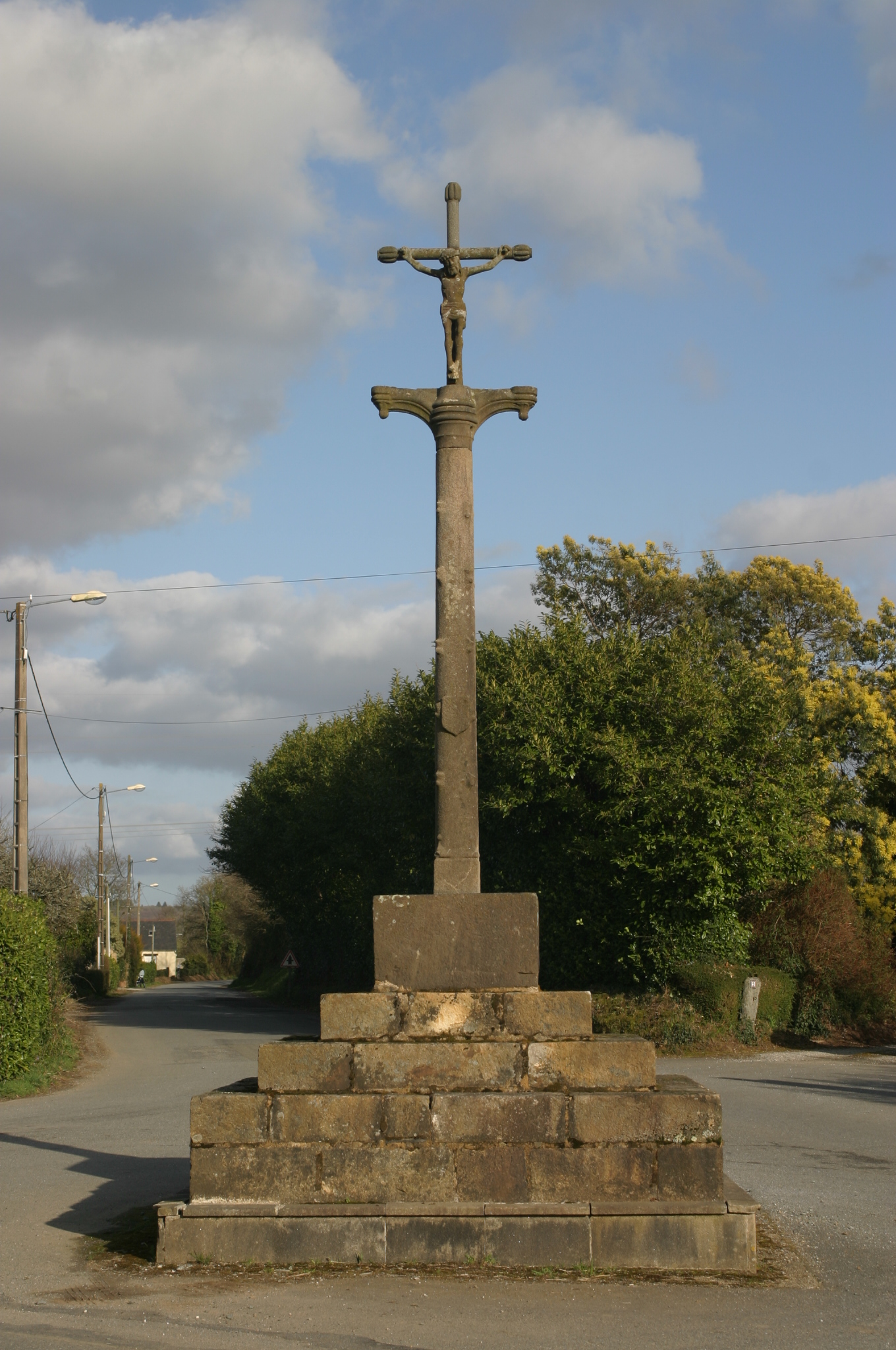
Croix de Boudouguen.
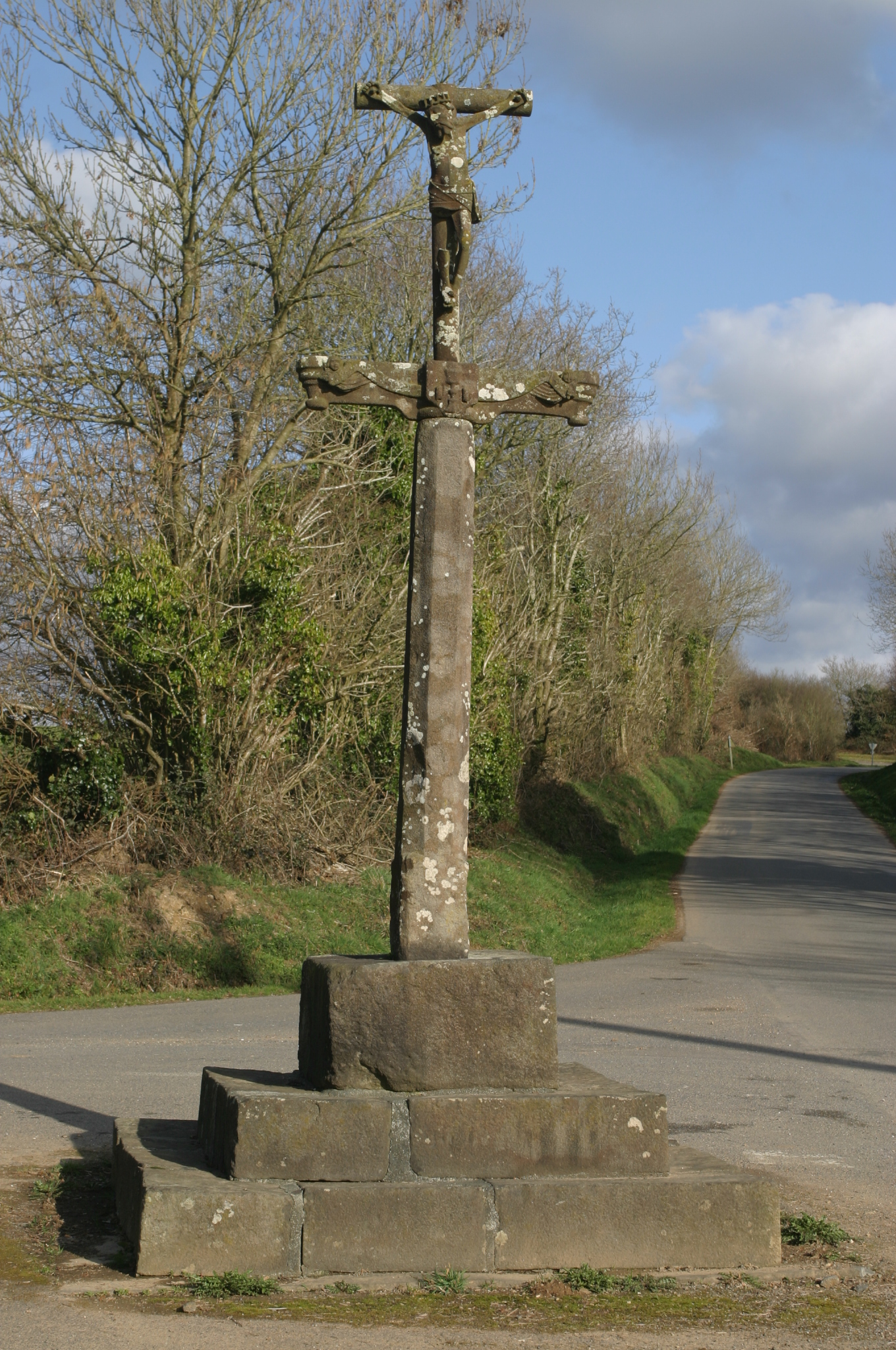
Croas-ar-Huré.
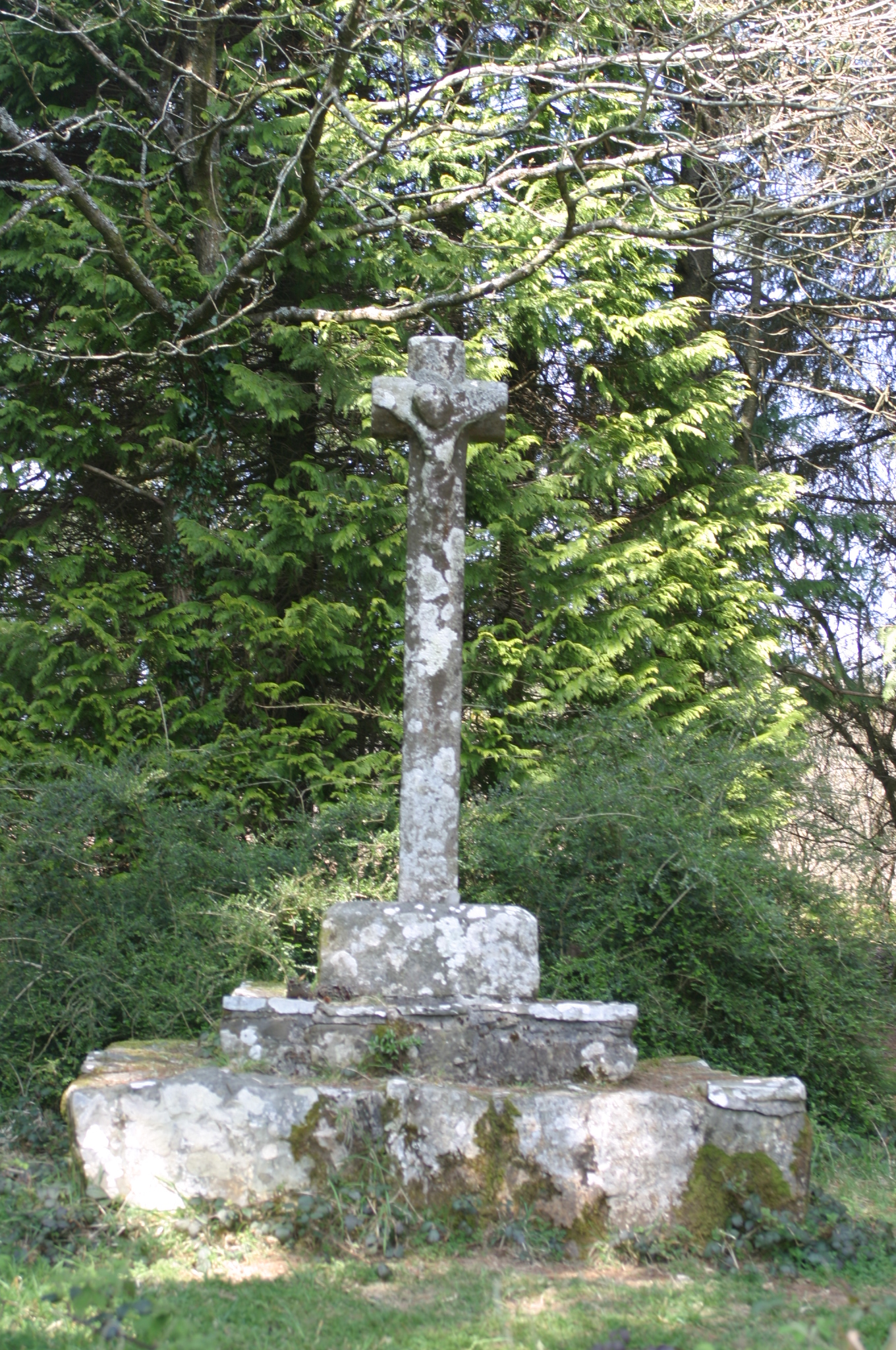
Calvaire Le Labou.
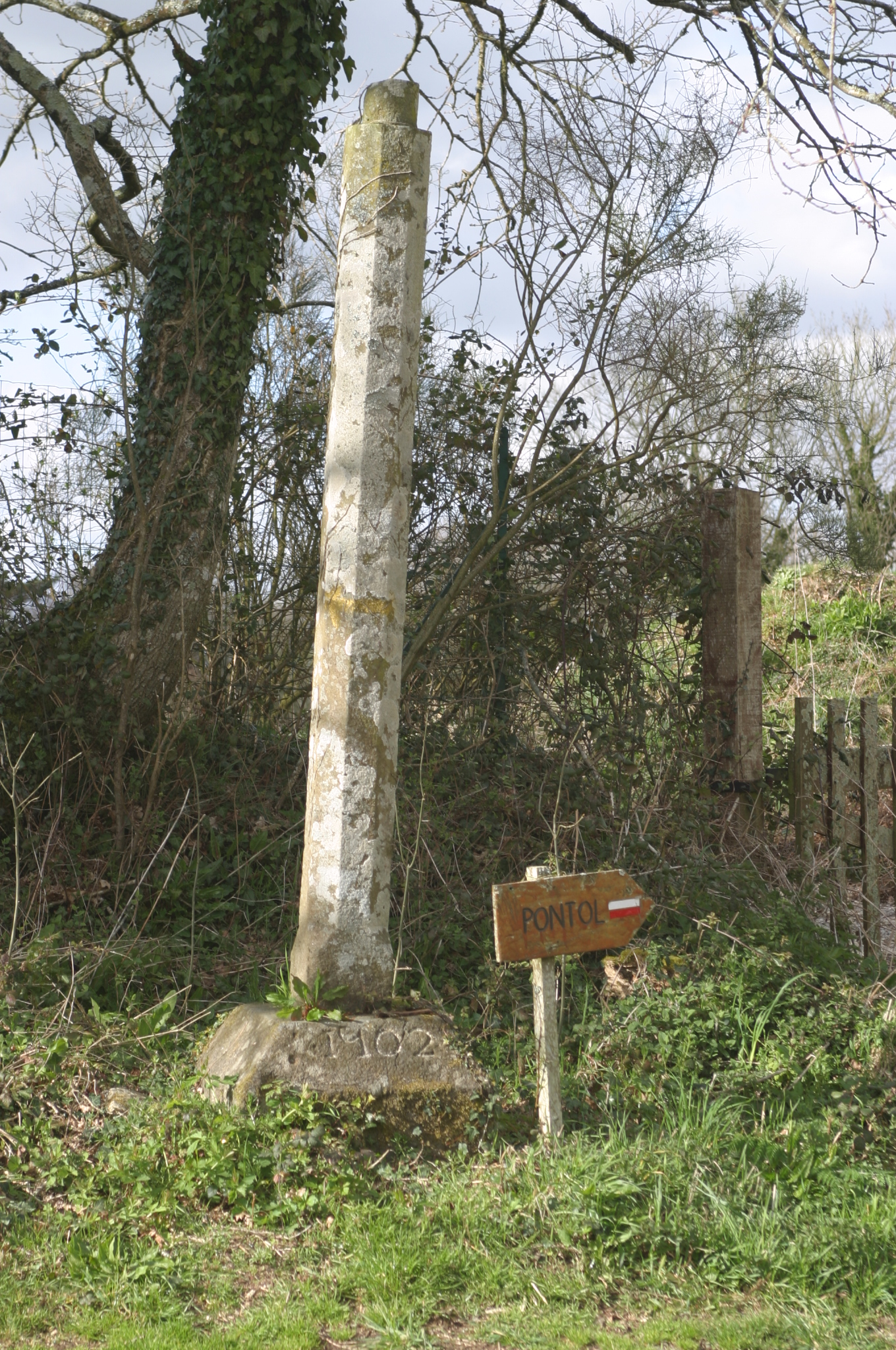
Calvaire Quistillic.
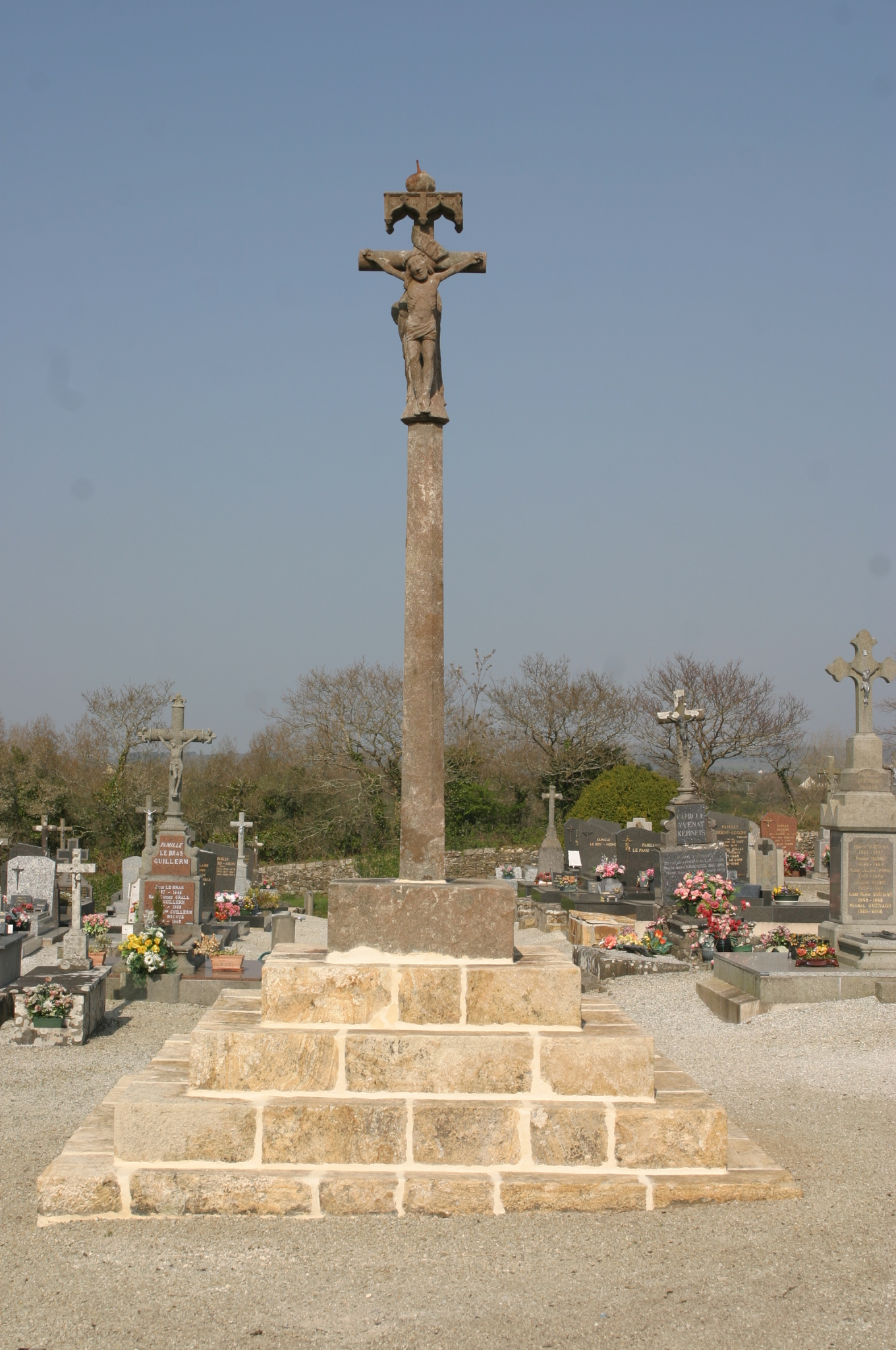
Calvaire du cimetière.
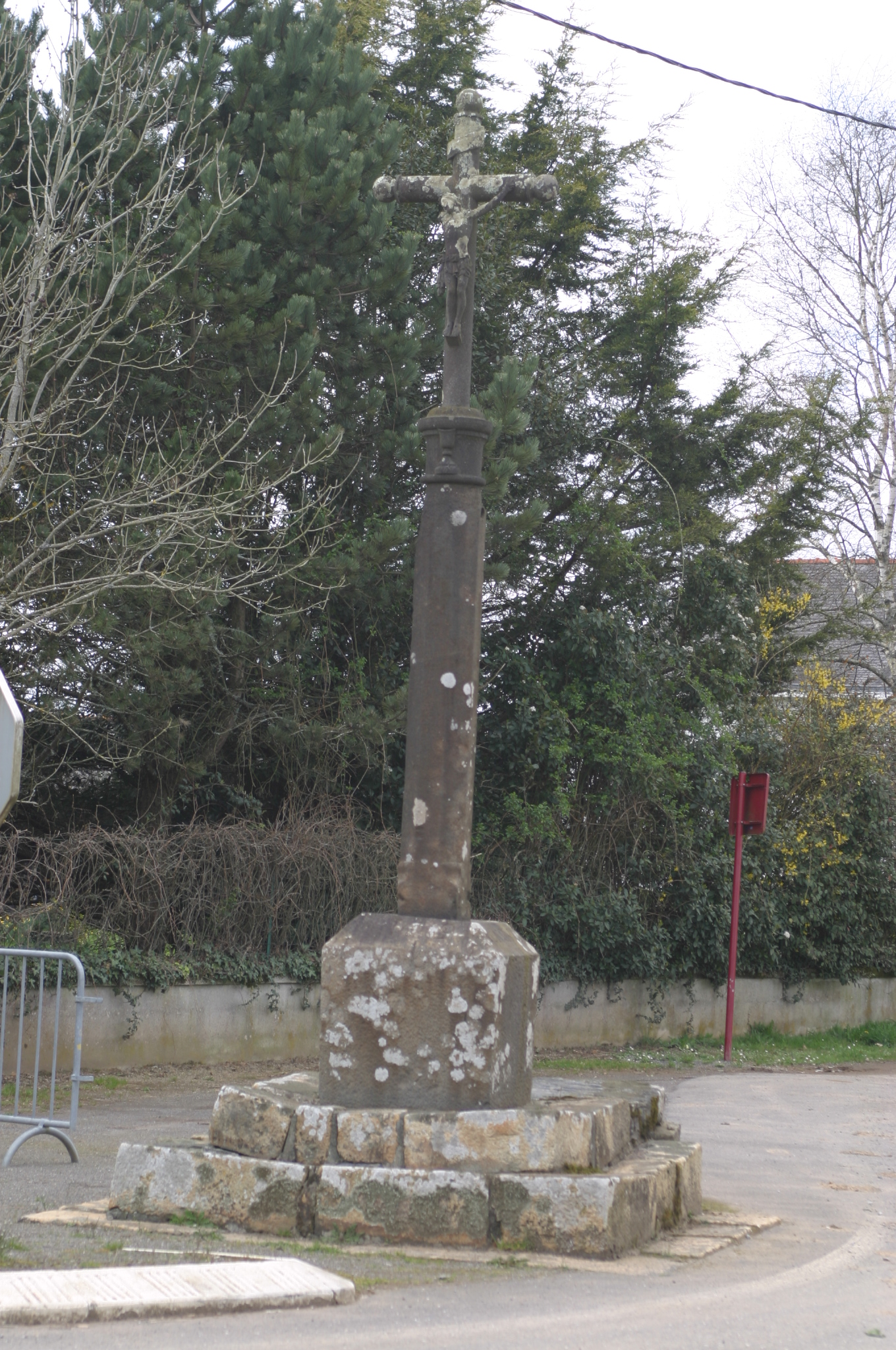
Croas-ar-Halvé.
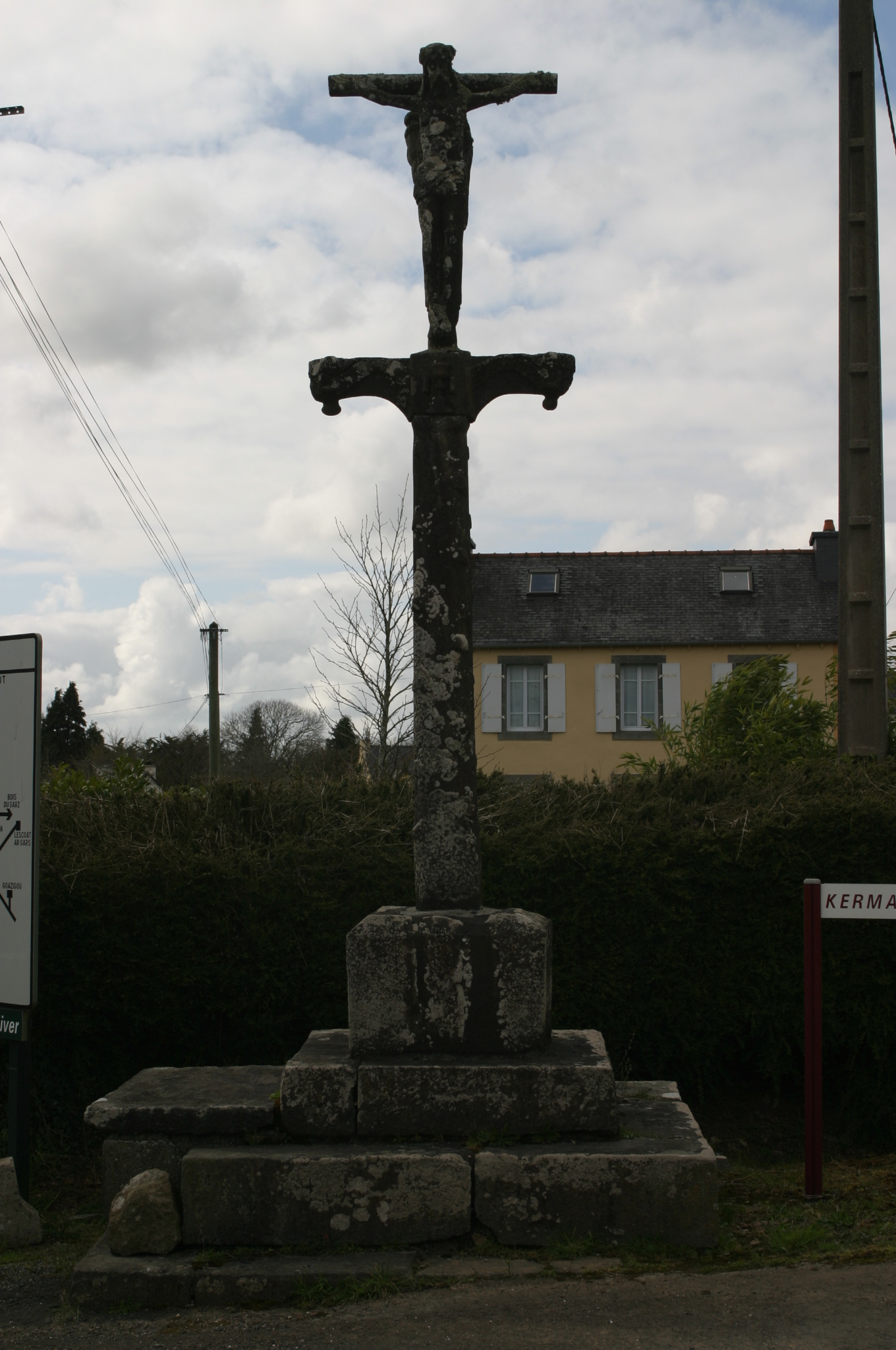
Croix de Quillafel.

### Monuments civils
- Ancien manoir de Kerliver (XIVe et XVIe siècles)[145] ;

Cet ancien manoir est constitué de bâtiments qui entourent une avant-cour et une cour d'honneur donnant accès au logis seigneurial qui adopte un plan en équerre. La chapelle s'élève dans le prolongement de ce dernier. L'entrée principale est une grande porte en pierre de Logonna qui date du XVIe siècle. En 1426, lors de l'enquête de réformation, il est noté que le manoir est la possession d'Yvon Kerliver. En 1805, une chapelle dédiée à sainte Agathe est ouverte au culte, à la demande de la famille de Quélen. Sainte Agathe a des vertus pour guérir les nourrices en manque de lait et une fontaine, proche lui est également consacrée. Ce manoir est désormais un établissement public de formation agricole, paysage, forêt, production agricole et horticole, commerce.

Le manoir de Kerliver
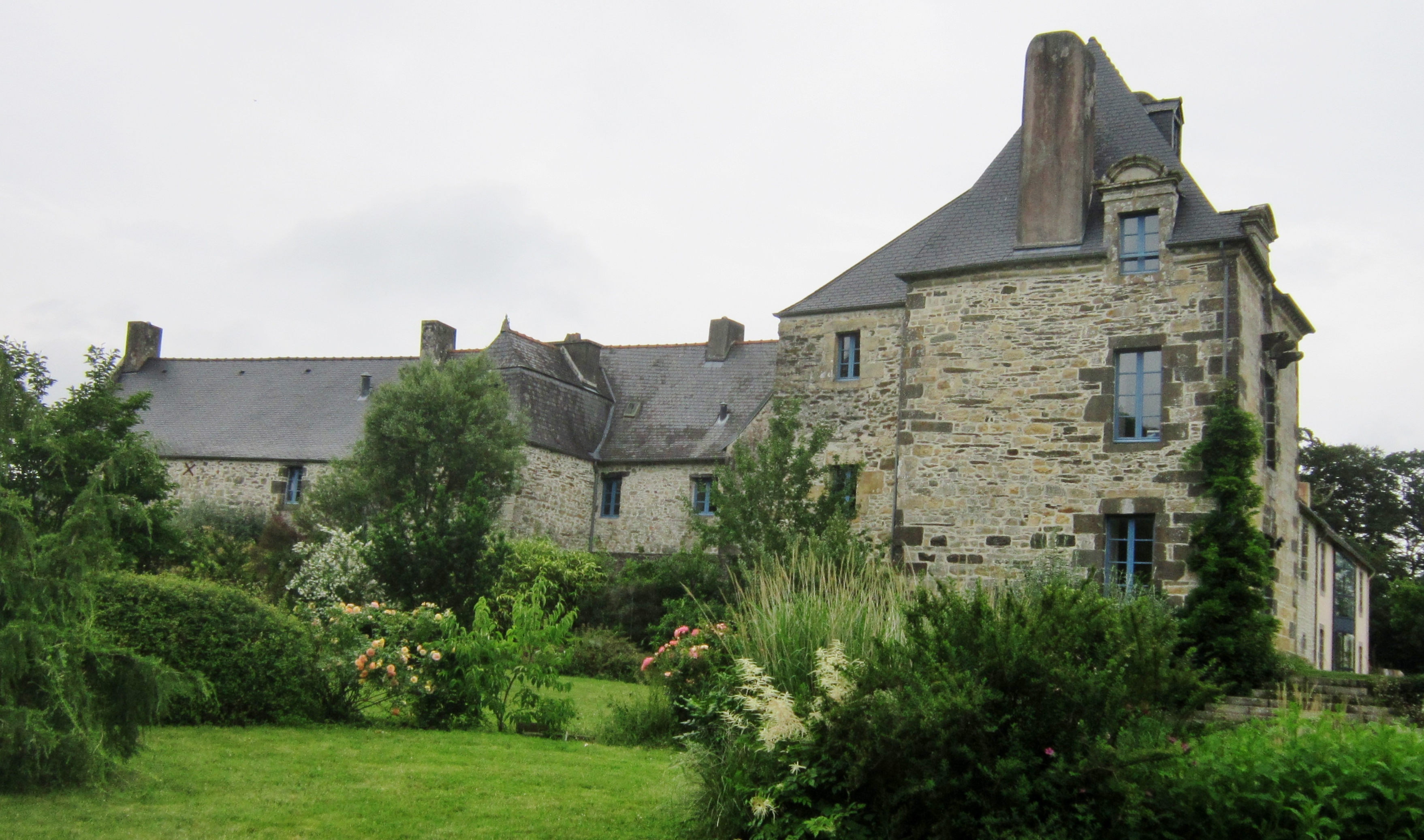
Vu du sud.
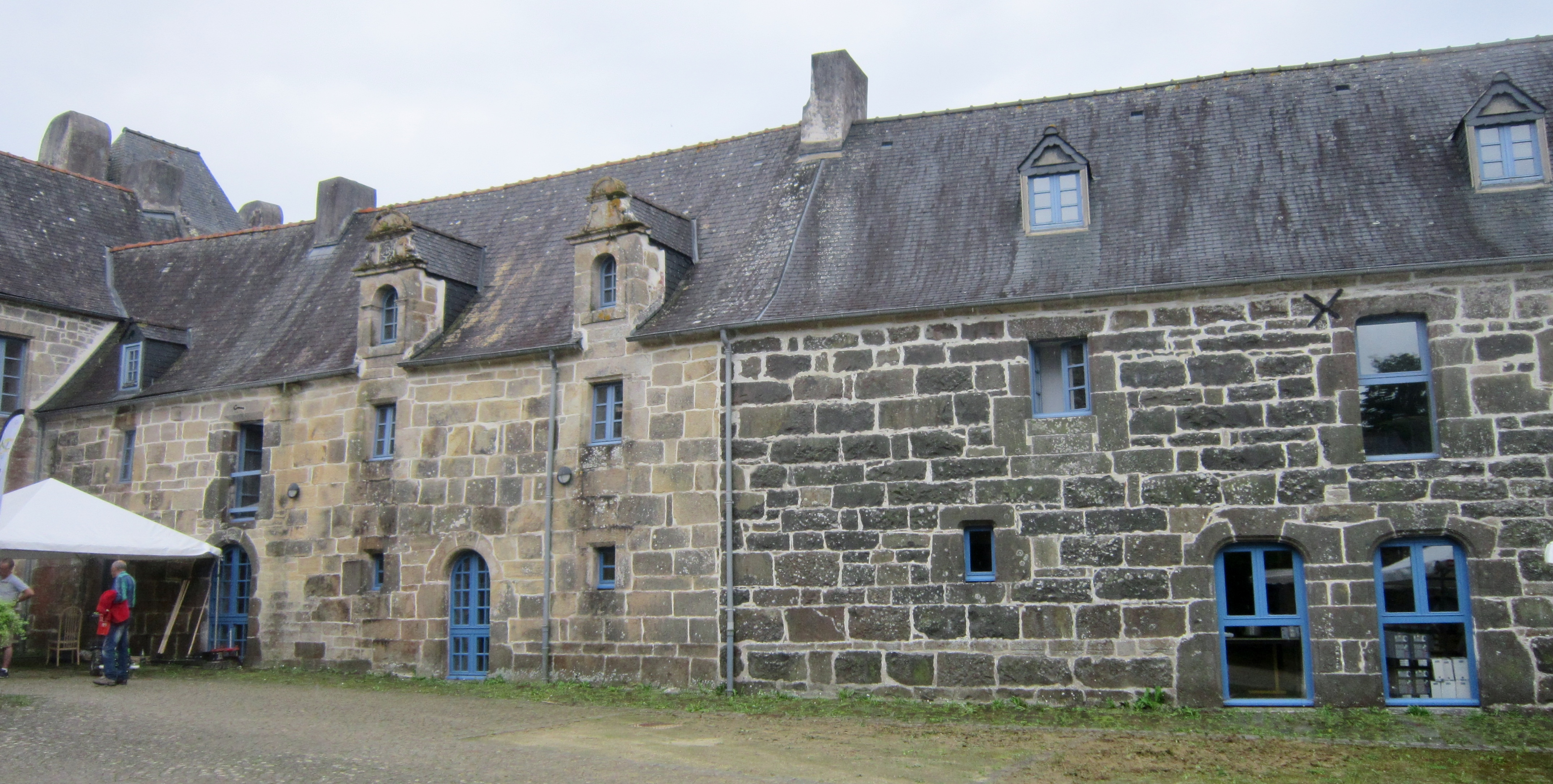
Une partie des bâtiments vus depuis la cour intérieure.
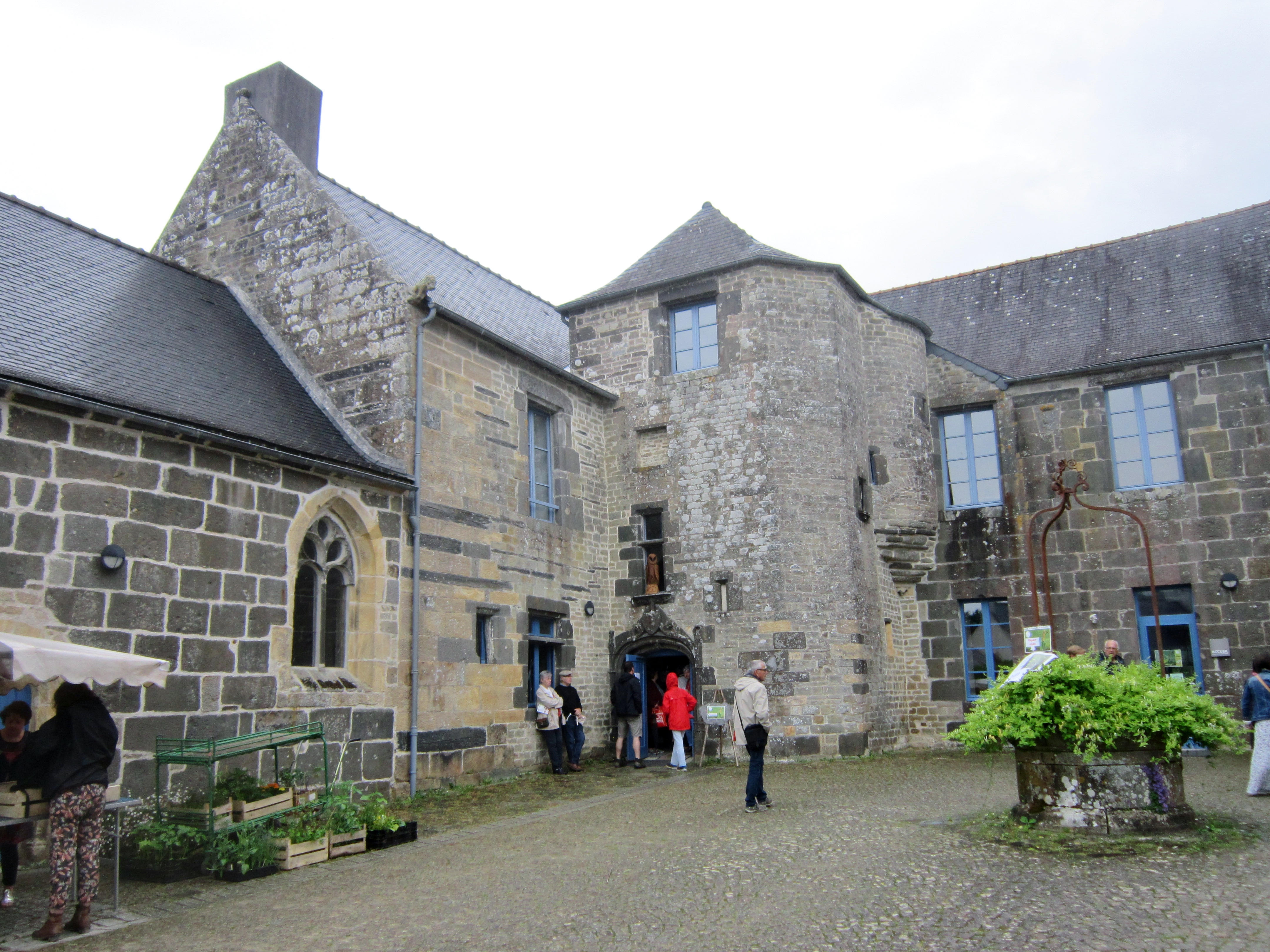
La tour d'angle.
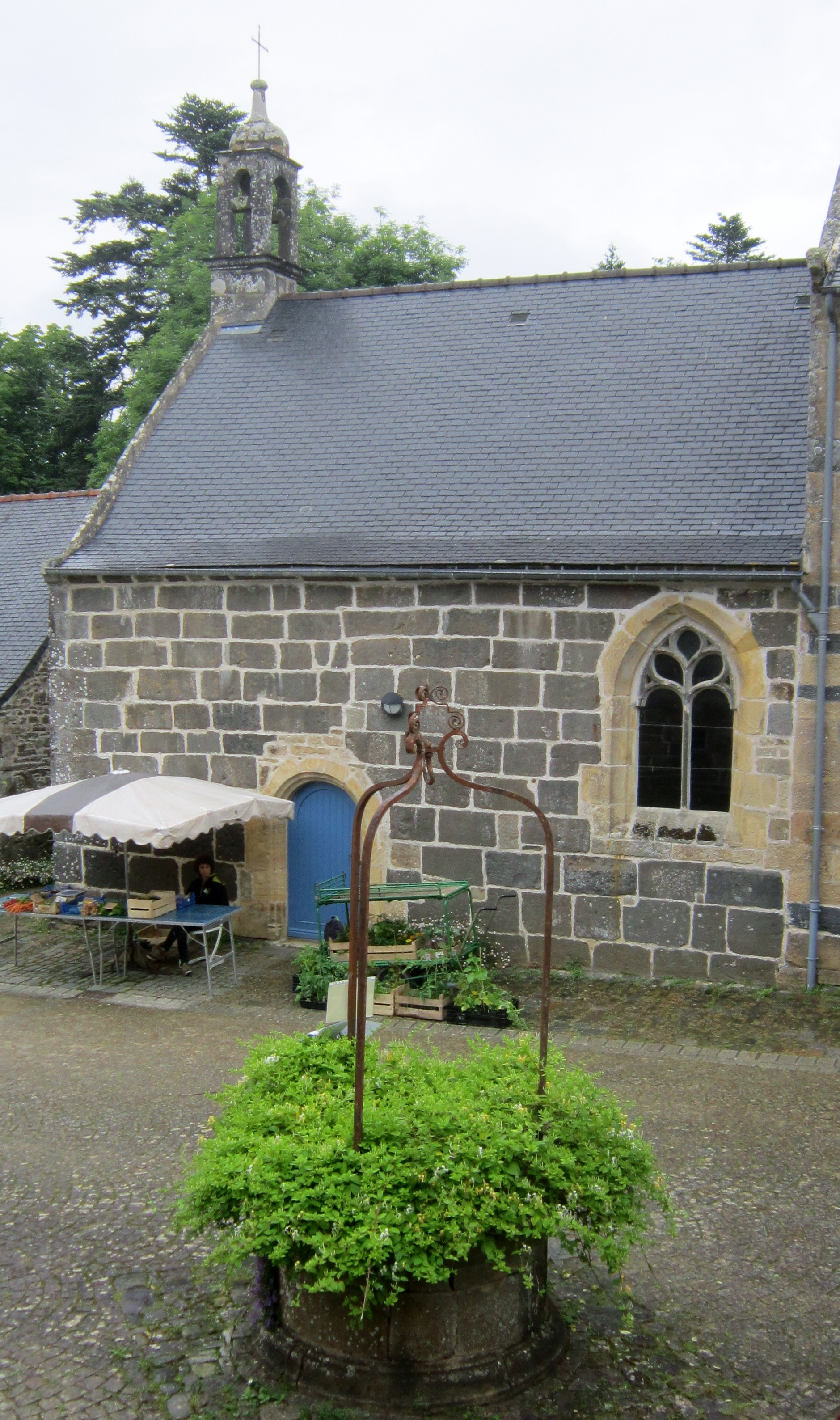
Le puits et la chapelle.

- Maison Herry (1675)

Cette maison, chargée d'histoire, successivement mairie, prison, puis café au début du XXe siècle, a vu naître Michel Armand Herry le 29 novembre 1910. Résistant, appartenant au réseau Ronsard et Marathon, il fut abattu par la Gestapo le 19 mai 1944, quelques mois seulement après son mariage. Baptisée par la suite « maison Herry », elle fut rachetée par la commune en 2005. La commune a décidé de conserver l'aspect traditionnel de la maison et d'y adjoindre une extension contemporaine afin de créer une bibliothèque. Le 27 février 2010, après dix-huit mois de travaux, la nouvelle bibliothèque est inaugurée.
- Ancienne maison à pigeonniers (1675 - Schiste et granit)

Cette maison est sans doute l'une des plus anciennes de la commune. De multiples ouvertures dans la façade permettent aux pigeons d'aller et venir. Au Moyen Âge, l'élevage des pigeons est l'un des privilèges des seigneurs, d'où la proximité de vestiges de pigeonniers ou de colombiers près des manoirs et des châteaux. Au XVIe siècle, la Bretagne compte trois à quatre mille pigeonniers et colombiers. Pendant la Révolution, la demande d'abolition de ce privilège figure dans de nombreux cahiers de doléances.

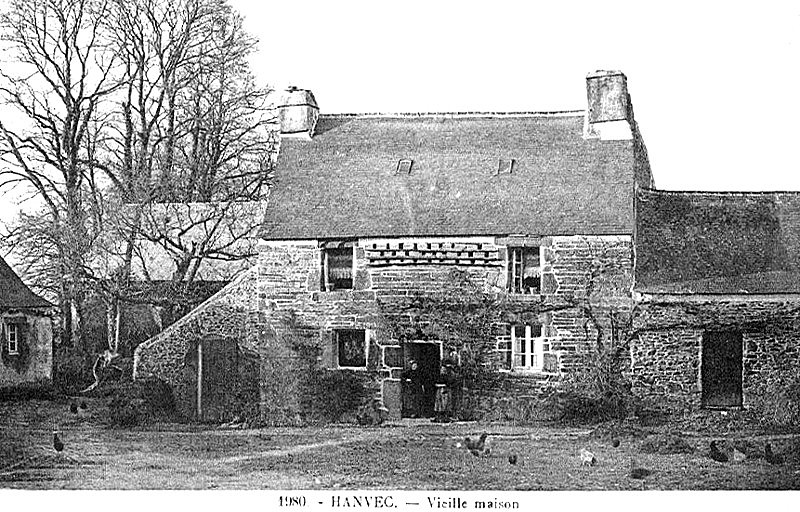
Vieille maison avec un pigeonnier en façade au début du XXe siècle (carte postale).
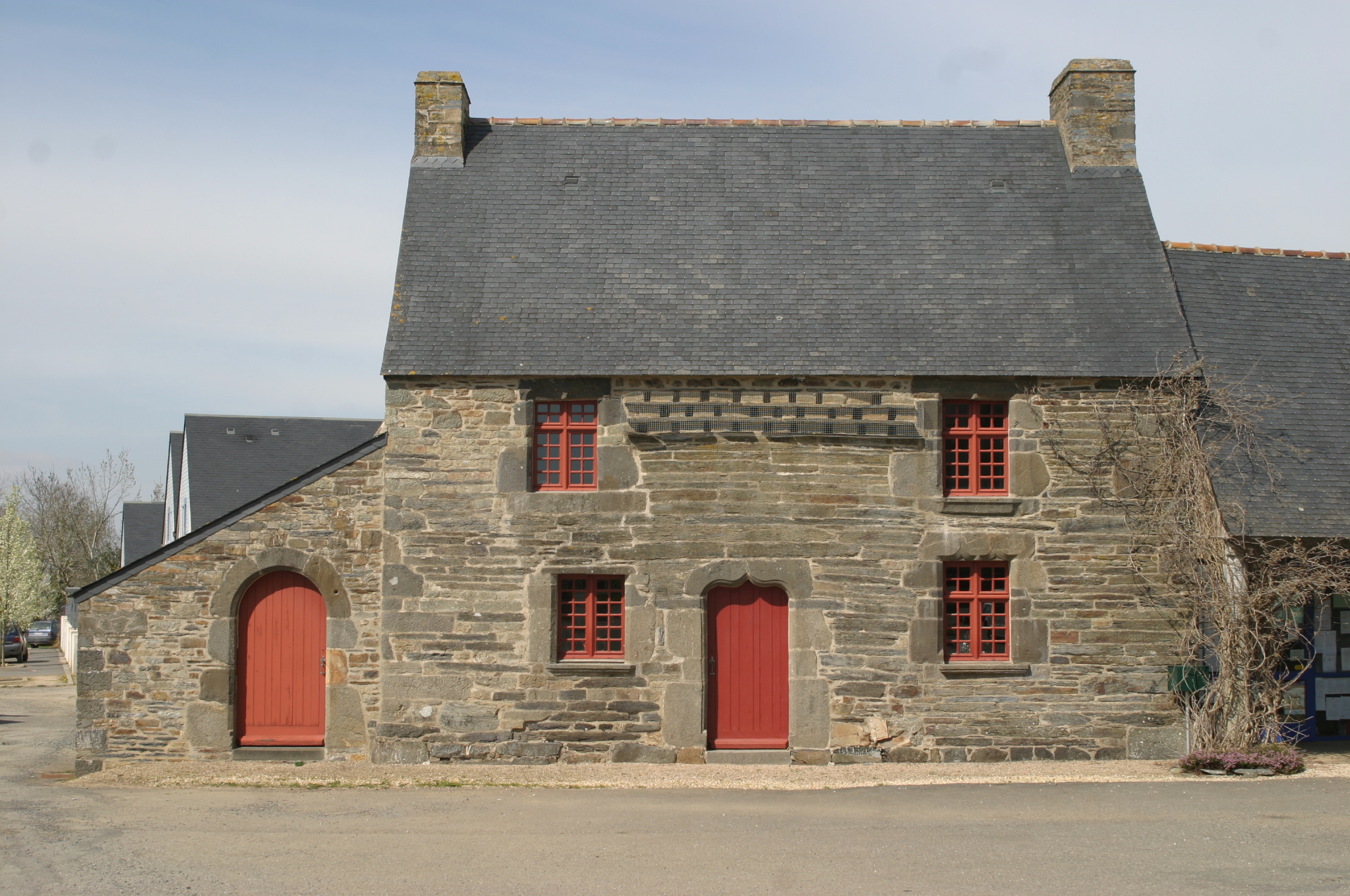
Ancienne maison avec un pigeonnier en façade
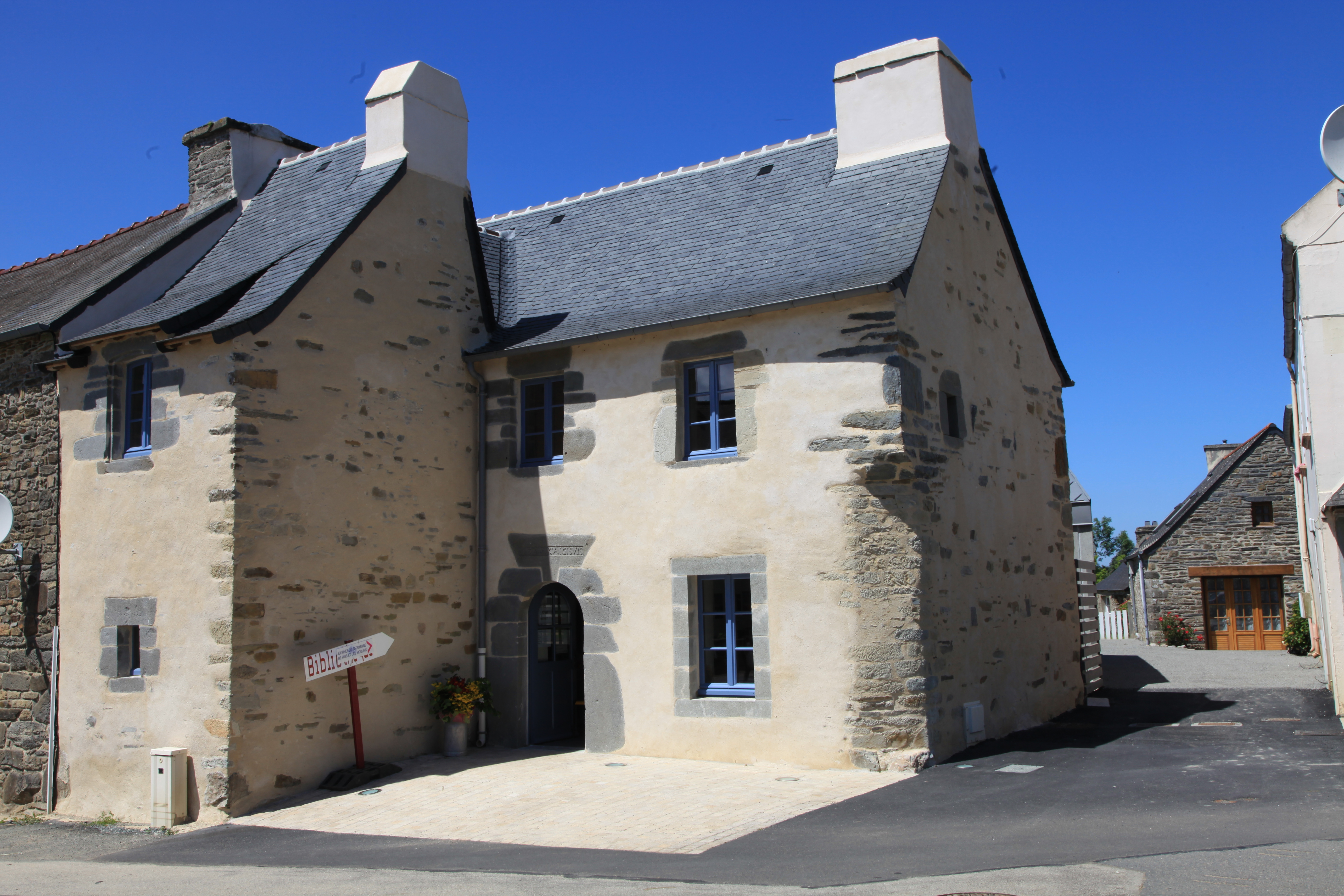
Maison Herry.
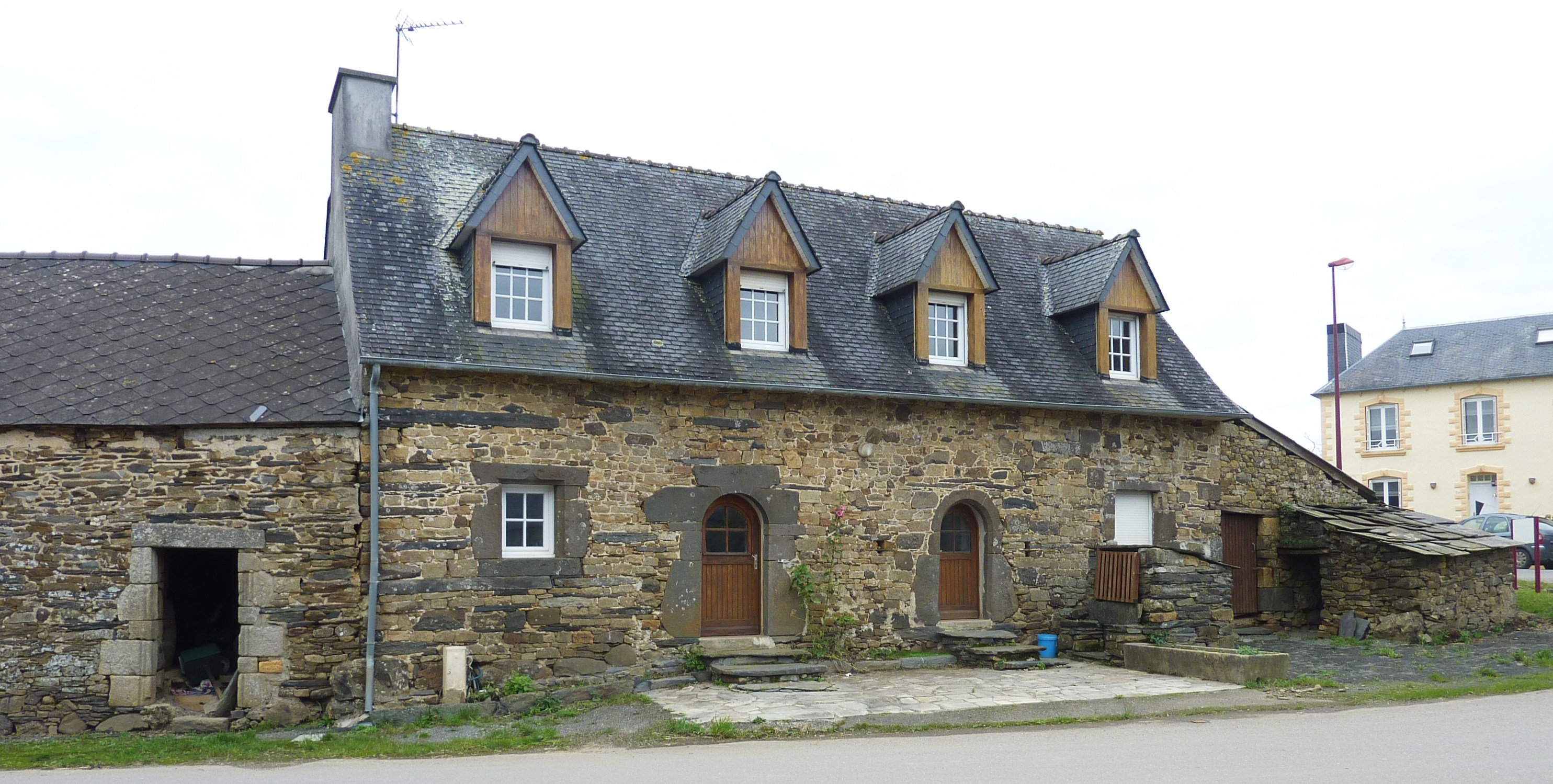
Ancienne ferme traditionnelle près du bourg route vers Lanvoy.

- De nombreuses maisons et fermes présentent un intérêt patrimonial[149].

### Menez Meur
Le plateau de Menez Meur est surmonté de crêtes rocheuses de schistes, dénommées "roc'h", par exemple le Roc'h Glugeau. Le Domaine de Menez Meur est connu dans sa partie proche des bâtiments pour sa végétation spectaculaire, notamment avec ses arbres majestueux, dont un hêtre, un des arbres les plus âgés de Bretagne, vieux de plus de 130 ans et qui mesure jusqu'à 23 mètres de hauteur. En 2014 d'importants travaux de désenrésinement (abattage des épicéas plantés dans la décennie 1960, dégagement des branches et souches, décapage de la litière d'aiguilles) ont permis dans le reste du domaine de restaurer un paysage naturel caractéristique de la végétation de landes typique de la région, ce qui lui permet aussi d'accueillir une faune caractéristique de ces milieux naturels

#### L'histoire du domaine
Le domaine de Menez Meur, vaste de 680 hectares, a été acquis par le conseil général du Finistère en 1969 et géré depuis sa création par le Parc naturel régional d'Armorique.
Ses abords ont ainsi été conservés : chemins creux, talus empierrés et plantés, entrées de champs, allées forestières forment un ensemble homogène et cohérent.
Julien Prioux est cité comme le « fondateur » du domaine de Ménez Meur. Ce domaine (d'une superficie de près de 150 ha à l'origine- parcelle D 1147), il l'a acheté le 3 juin 1867 : le précédent propriétaire était Charles Demolon, qui lui-même l'avait acheté à la famille de Quélen en 1842.
Qui était Julien Prioux ?
Une histoire locale le présente comme un individu peu recommandable, un aventurier parti à la Ruée vers l'or grâce à la paie des ouvriers de son oncle, entrepreneur de travaux publics pour lequel il travaillait. La consultation des archives départementales nous donne une tout autre histoire.
Julien Vincent Prioux est né le 11 décembre 1821 à Taupont (village de Crémenan) dans le Morbihan. Il se forme au métier de constructeur de route et est embauché par son oncle, Jean-Marie Gicquel, dans son entreprise de travaux publics en qualité de contremaître. En 1849, Julien Prioux connaît des soucis avec la justice, mais pas ceux qu'on raconte : il est condamné le 30 août 1849 par le tribunal de Quimper à 6 jours de prison et 30 francs d'amende pour outrage à agents de la force publique et coups et blessures pour avoir botté les fesses d'un ouvrier de son chantier. Il est incarcéré à la maison d'arrêt de Quimper du 8 au 14 février 1850. Voici les indications du registre d'écrou : « Taille 1,70 m, bouche moyenne, cheveux châtains, sourcils idem, front haut, menton rond, nez bien, visage ovale, teint clair, yeux roux. Signalement des vêtements au moment de l'arrivée : veste, pantalon de drap brun, gilet en drap noir, chemise de coton, des souliers, chapeau en feutre ».
Après cela, il s'en va immédiatement en Californie où on le retrouve à Downieville, dans les mines de la branche nord de la rivière Yuba et confie à son oncle Jean-Marie Gicquel le soin de gérer toutes ses affaires en France. On le sait de retour à Pleyber-Christ le 4 janvier 1857 au mariage de sa sœur dont il est le témoin ainsi que son oncle Jean-Marie.
Il ouvre alors sa propre entreprise de travaux publics et obtient le marché pour la route 164 entre Landerneau et La Martyre (Le Keff). Sur cette route, l'ingénieur des Ponts et Chaussées est Armand Rousseau qui écrit dans ses rapports que « le Sieur Prioux a toujours fait preuve d'intelligence, d'activité et de bonne volonté dans le cours de son entreprise ».
En 1866, les travaux terminés, il vend son entreprise et achète des terres à Ploudaniel, au Tréhou, et, en 1867, le domaine de Ménez Meur où il bâtit sa ferme (locaux actuels du domaine).
Julien Prioux construit, défriche et exploite ses terres de Ménez Meur pendant plus de 30 ans.
Une expertise demandée par ses héritières donne une description précise du domaine en 1901. Ce rapport positionne précisément tous les bâtiments et les champs. Ceux-ci sont positionnés de part et d'autre de la grande allée qui mène chez lui. Il l'a fait traverser toute la largeur à cet endroit-là de sa propriété : à l'ouest, elle s'arrête à la limite de son domaine et, à l'est, elle donne sur l'axe de communication nord-sud reliant Sizun à Lopérec.
Il décède le 27 août 1900 au bourg d'Hanvec. Son surnom de "Californie" subsiste toujours localement,.

#### L'intérêt touristique et écologique du domaine
Propriété du Parc naturel régional d'Armorique, le domaine de Menez Meur joue un rôle éducatif pour la protection et la gestion des milieux naturels, de sensibilisation à l'environnement et contribue à la protection de races régionales d'animaux domestiques à faible effectif (vaches de race armoricaine, porcs blancs de l'Ouest, moutons des Landes de Bretagne, chèvres des Fossés, vaches bretonnes pie noir…) et préserve même une espèce reconstitué génétiquement : l'aurochs.
Autour d'un corps de ferme rénové, des circuits pédestres sont proposés :
- un circuit animalier, long de 3,3 km, qui présente les espèces ci-dessus mentionnées ainsi que des loups, des sangliers, des cerfs[155] ;
- un circuit forestier, long de 2,5 km, jalonné de panneaux explicatifs sur le milieu forestier, la faune et la flore des monts d'Arrée ;
- un circuit des paysages, long de 8,5 km, reprend les deux circuits précédents et permet en plus de voir des tourbières et des points de vue panoramiques[156] ;
- un sentier les landes de Californie (2,5 km) sur la thématique des landes.

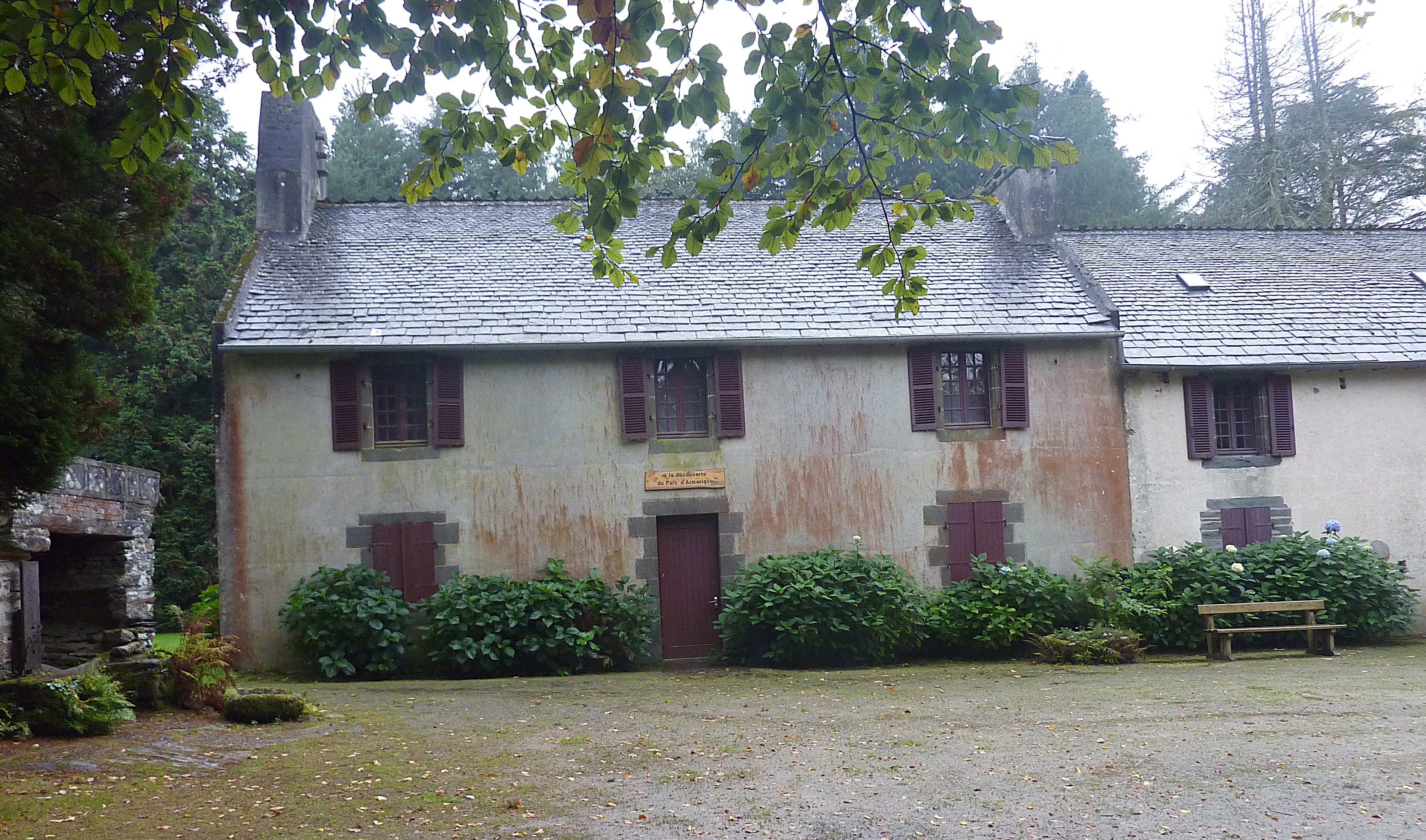
Domaine de Menez Meur ː l'ancienne ferme (maison d'habitation).
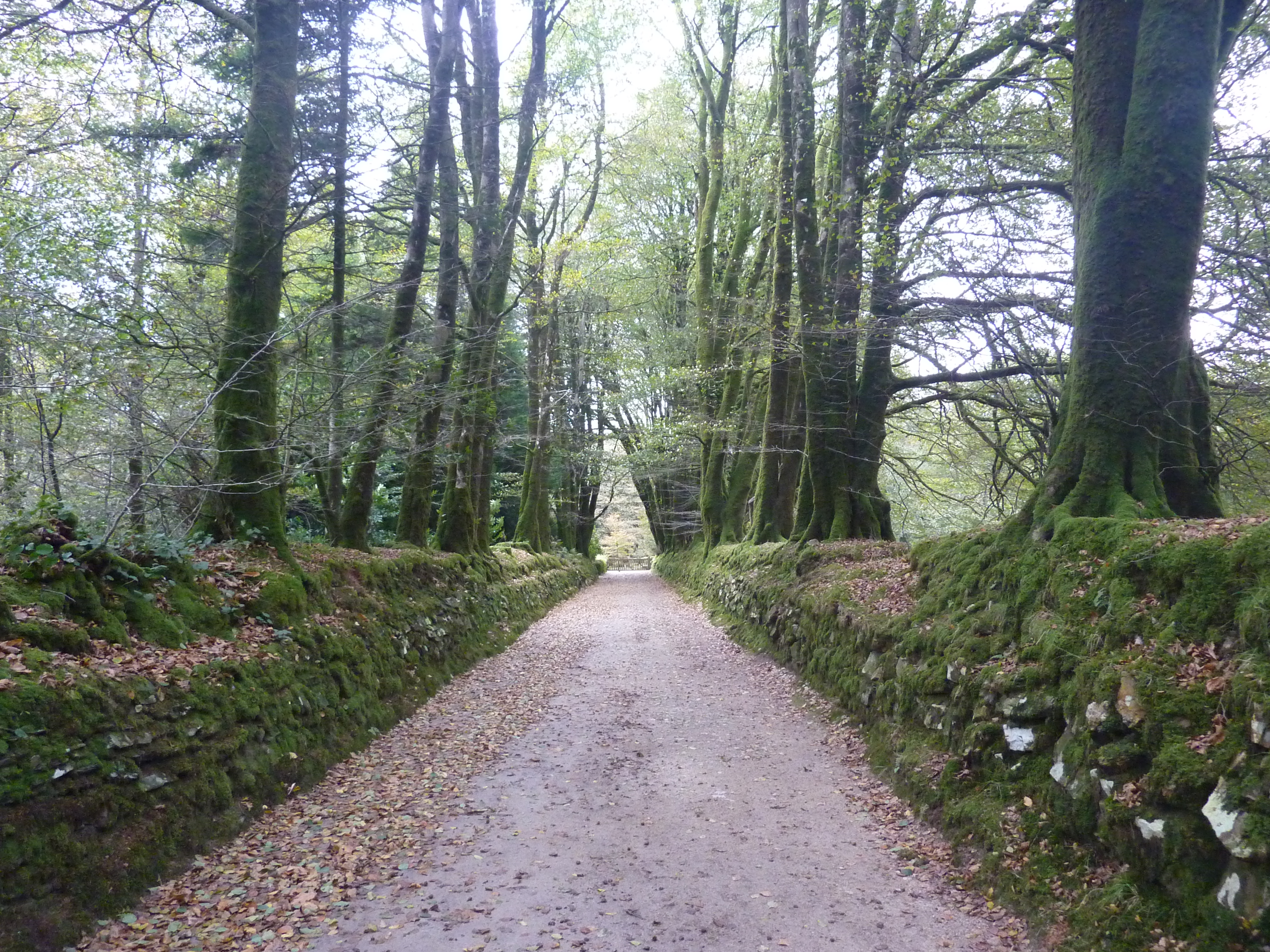
Une allée du domaine de Menez Meur.
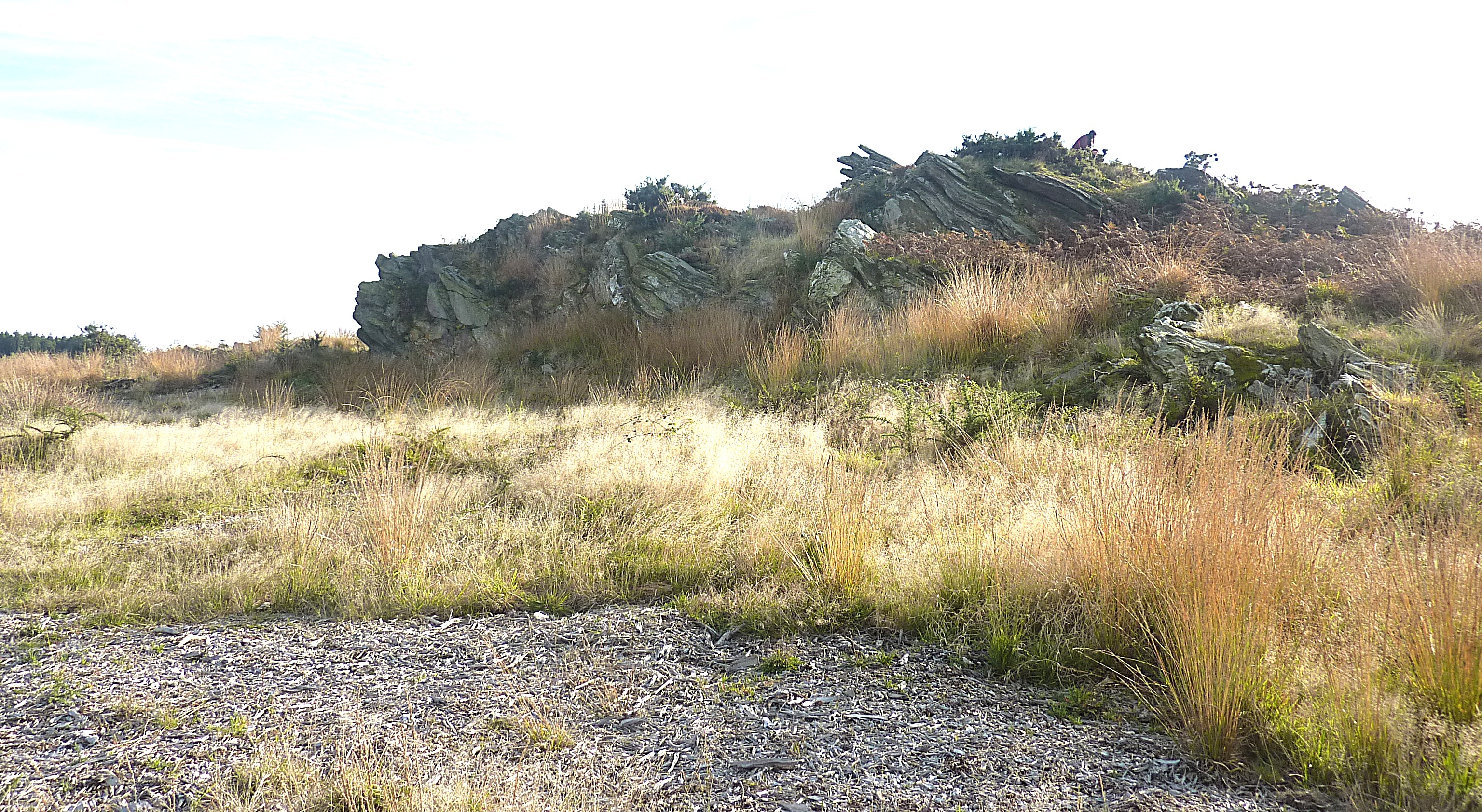
Domaine de Menez Meur ː le Roc'h Glaz.
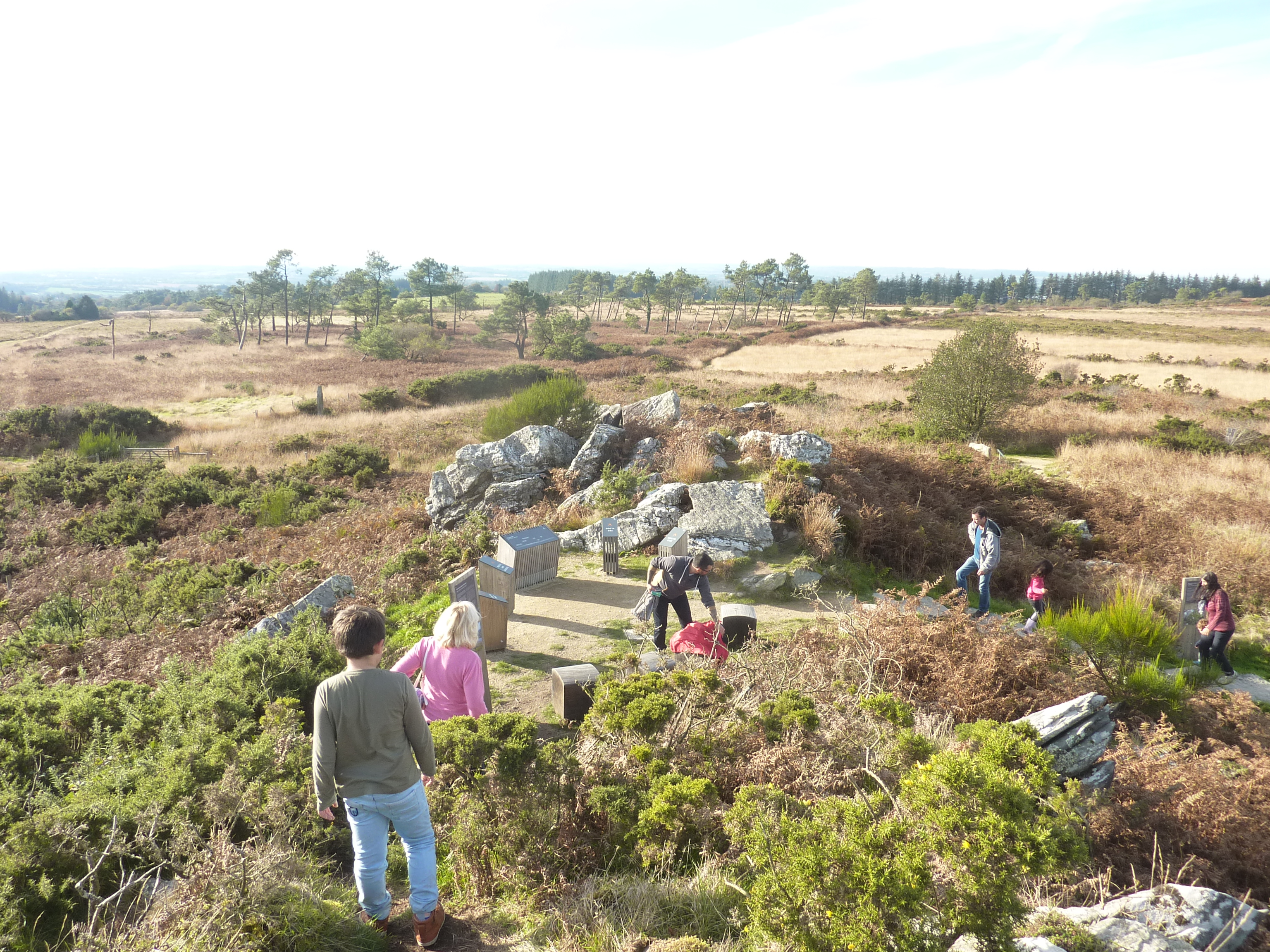
Domaine de Menez Meur ː Roc'h Glaz, un des plus hauts sommets de la commune d'Hanvec, et le paysage de landes l'entourant.
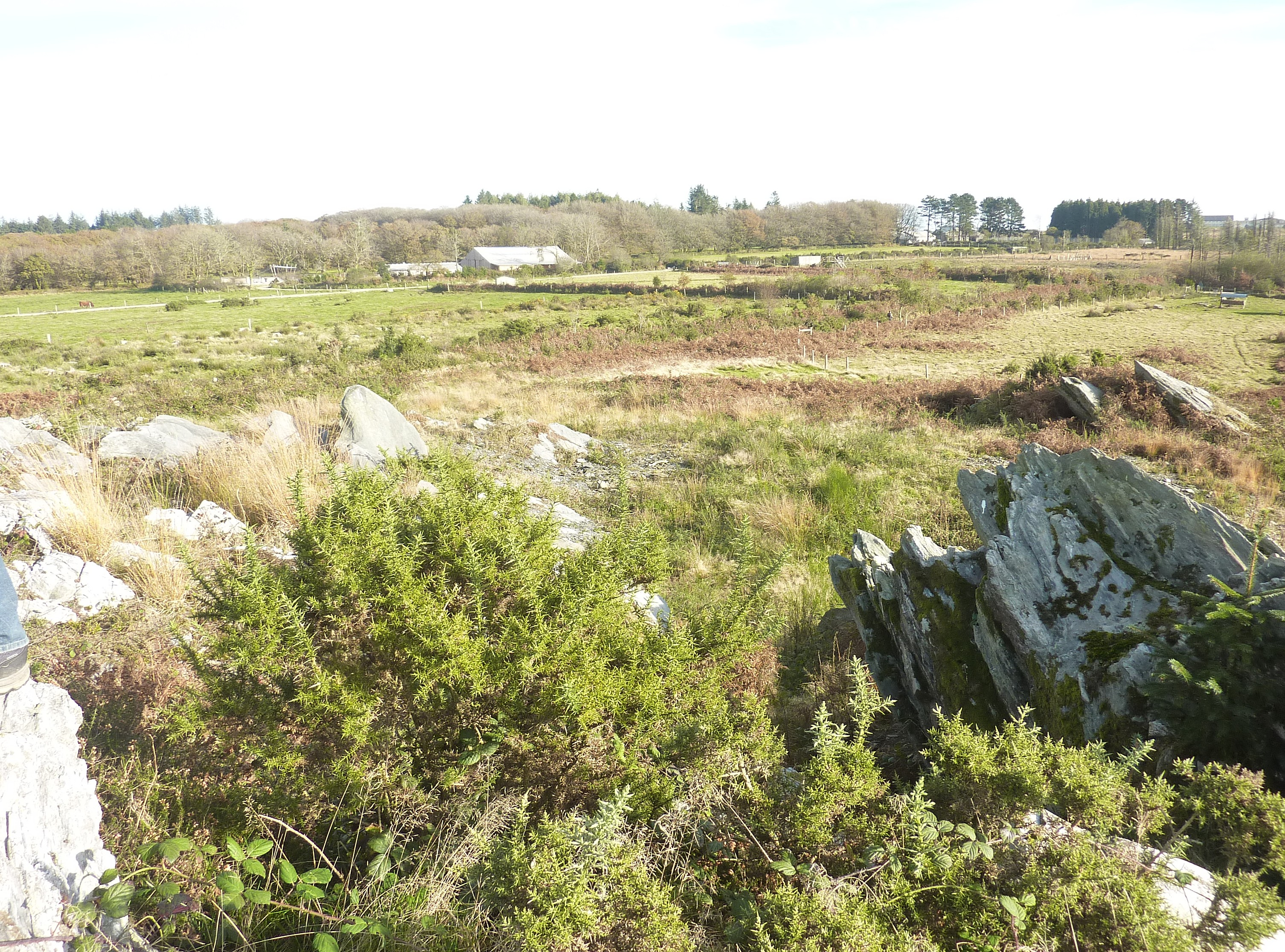
Domaine de Menez Meur ː le paysage de landes vu depuis le sommet du Roc'h Glaz.
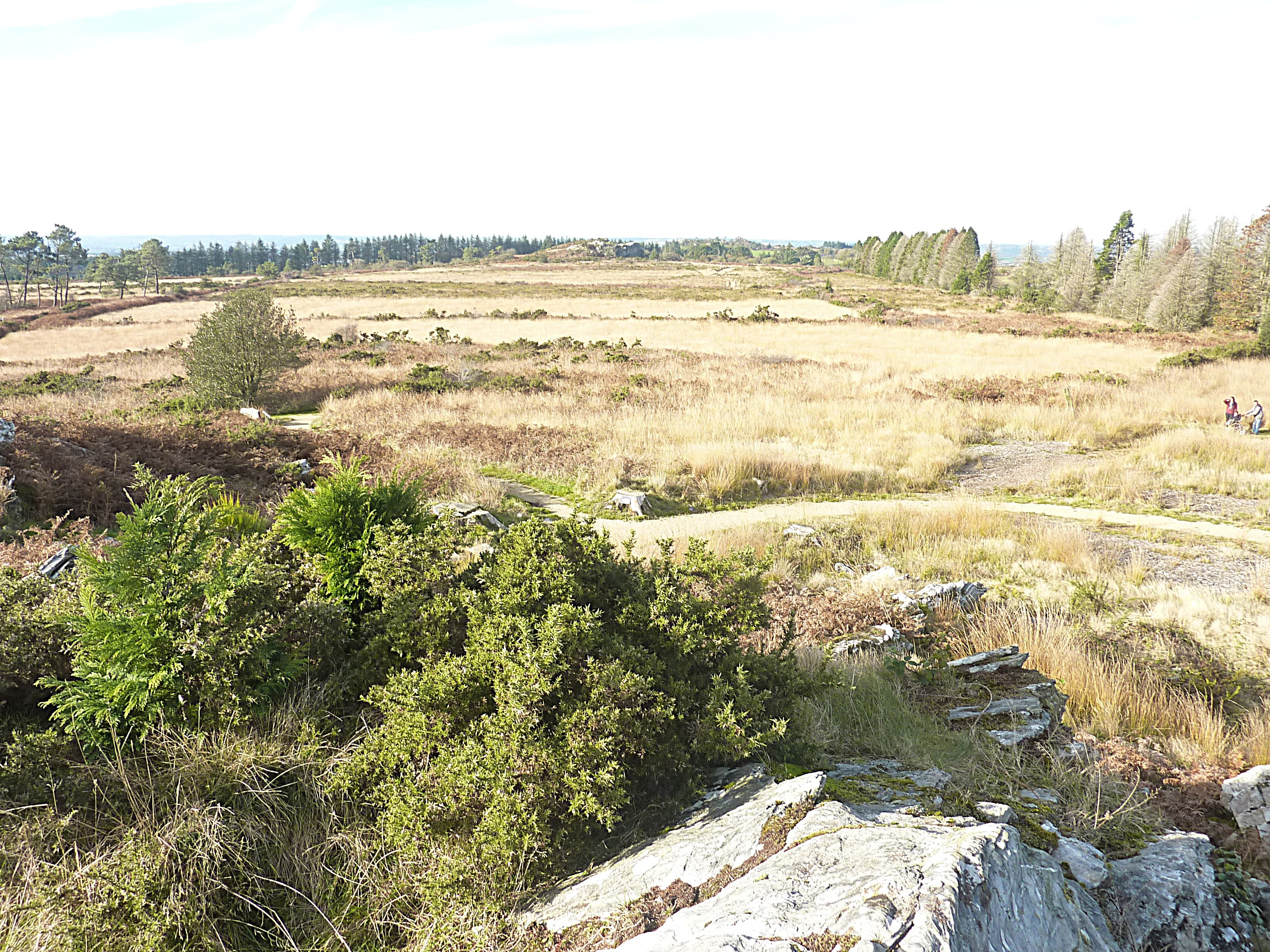
Domaine de Menez Meur ː le paysage de landes vu depuis le sommet du Roc'h Glaz.
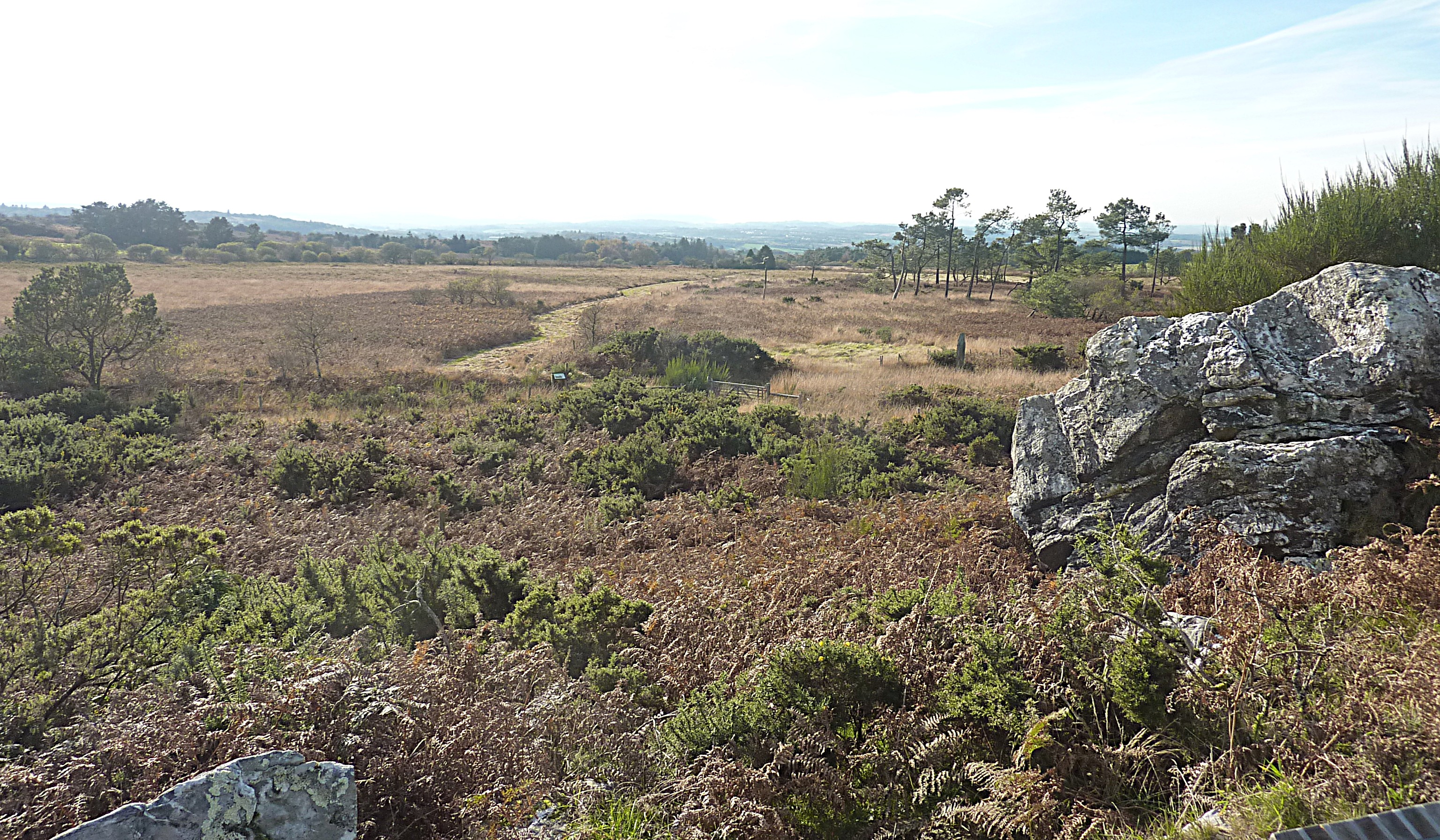
Domaine de Menez Meur ː paysage de landes.
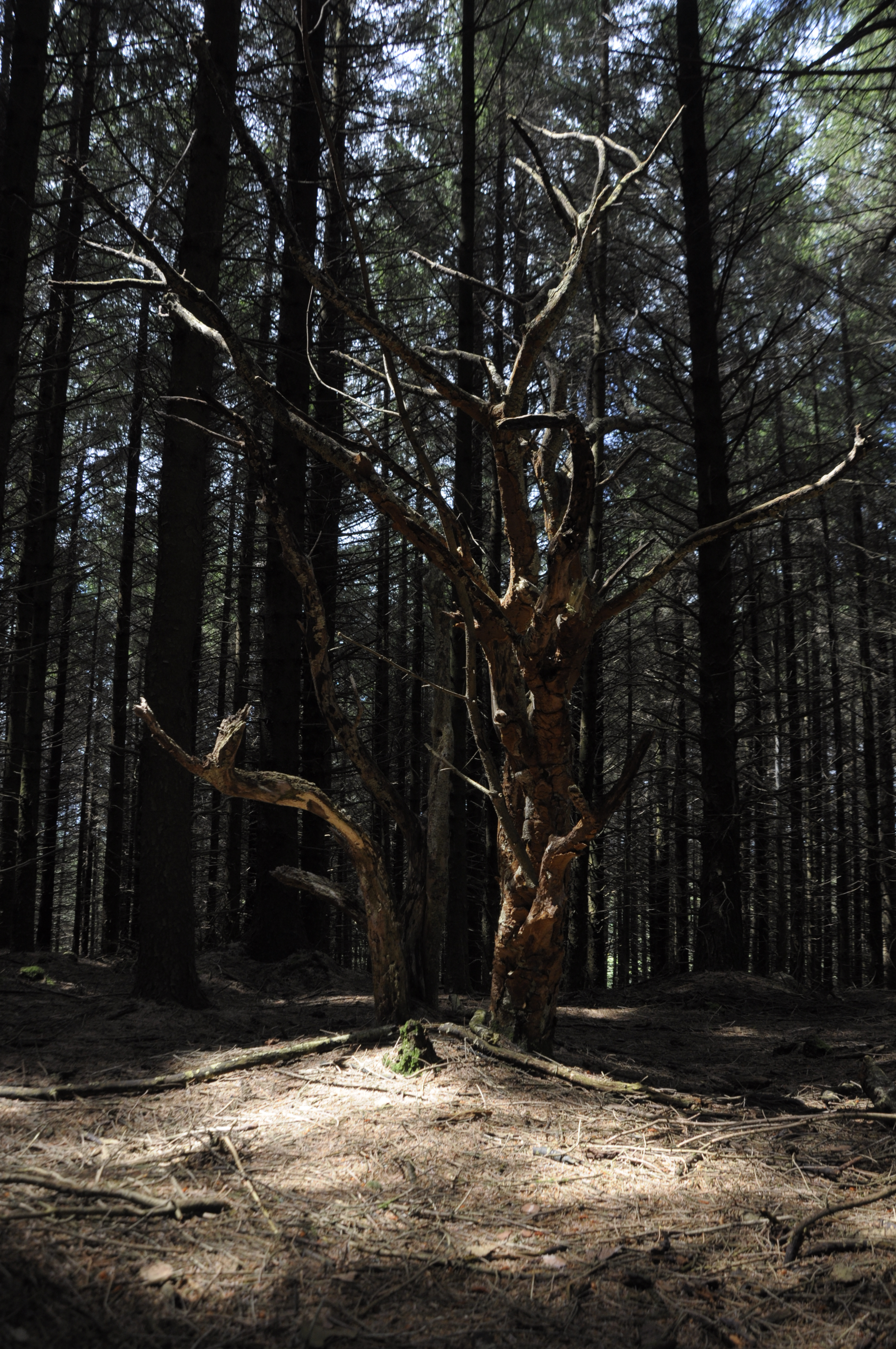
Arbres dans le parc de Menez Meur.
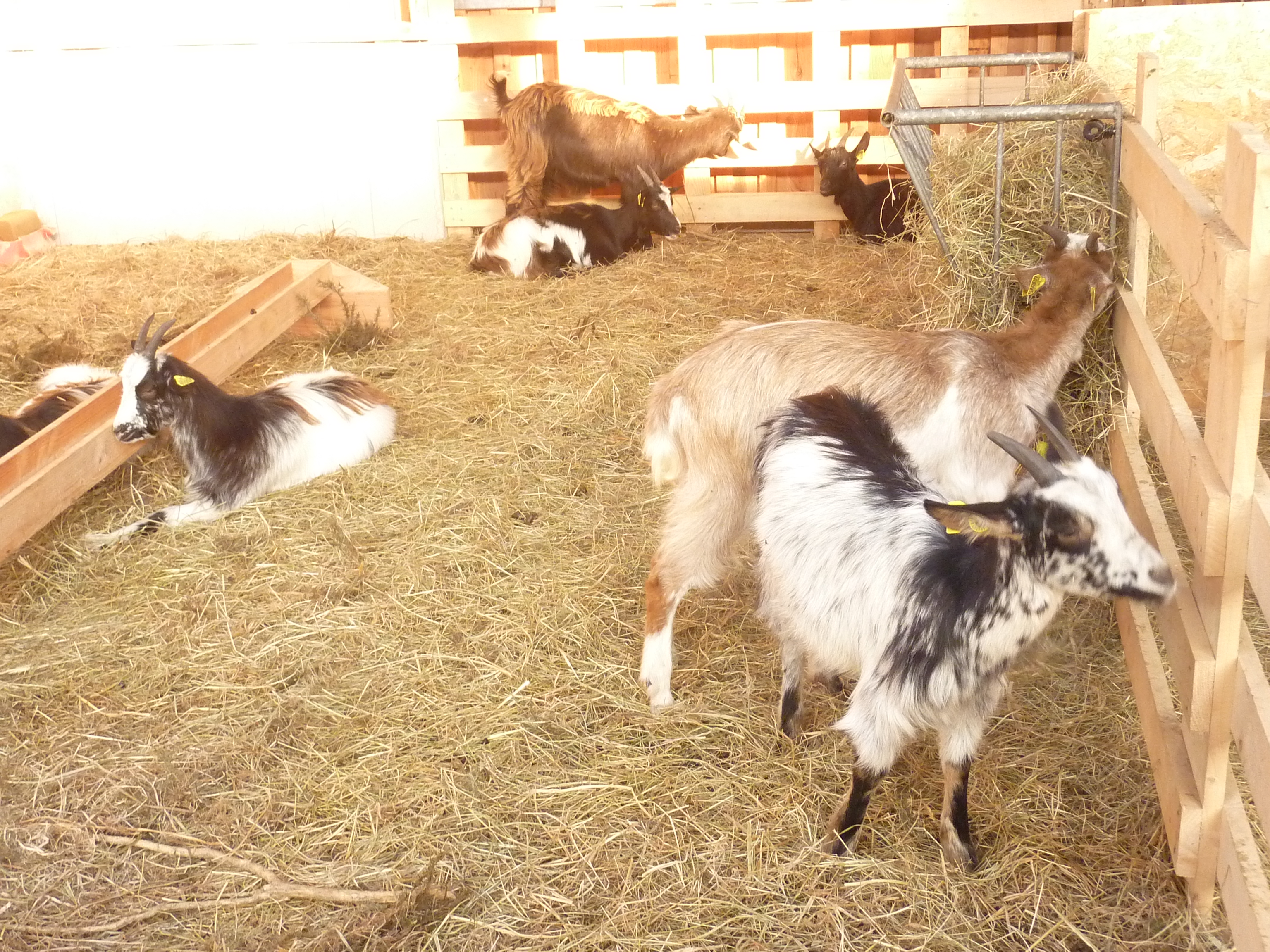
Chèvres des fossés dans le domaine de Menez Meur.

## Personnalités liées à la commune

### Naissance à Hanvec
- Alain Bohan, né en 1750 à Perros, député à l'Assemblée législative (1791-1792), à la Convention (1792-1795), puis du Conseil des Cinq-Cents (1795-1799), juge à Châteaulin.
- Corentin de Leissègues, né en 1758 à L'Hôpital-Camfrout, alors trève d'Hanvec, vice-amiral.
- Jean Pierre Marie Le Scour (1811-1870), écrivain, barde, défenseur de la langue bretonne.
- Hervé Le Menn (1899-1973), musicien.
- Christian Gourcuff, né en 1955, joueur et entraîneur de football.

### Autres
- Eugène Boudin (1824-1898) : le peintre séjourne à de nombreuses reprises au manoir de Kerohan à Lanvoy.
- Anne Péron (1908-2002), institutrice à Hanvec et poétesse. La salle multifonctions Anne-Péron lui est dédiée.

## Contes, légendes et romans
- La Louve de Saint-Cunwal par Odette du Puigaudeau[157] (l'action se déroule à Hanvec et dans la forêt du Cranou).
- À Lanvoy, la légende raconte qu'il y avait un rocher où l'on conduisait les vieux chevaux pour les abandonner aux loups[155].

## Tableaux
- Eugène Boudin
  - Femmes en prière dans l'église (Hanvec ?) (1865, Musée du Louvre, Paris)
  - Hanvec, intérieur d'église (Musée des beaux-arts, Le Havre)